# Geschichte Marokkos

Übersichtskarte (einschließlich der von Marokko beanspruchten ehemaligen Kolonie Spanisch-Sahara)

Die Geschichte Marokkos umfasst die Entwicklungen auf dem Gebiet des Königreiches Marokko von der Urgeschichte bis zur Gegenwart. Sie reicht rund 1,3 Millionen Jahre zurück, belegt durch Steinwerkzeuge aus der Fundstätte Thomas Quarry bei Casablanca. Der Homo erectus lässt sich für die Zeit vor 700.000 Jahren nachweisen, der anatomisch moderne Mensch spätestens vor 145.000 Jahren. Während im Rif Landbebauung für das 6. Jahrtausend v. Chr. nachgewiesen werden konnte, drang die produzierende Wirtschaftsweise nur langsam gegen die aneignende der Jäger, Sammler und Fischer vor. Auf die Kultur des Capsien (ab 8000 v. Chr.) gehen möglicherweise die Berber (Imazighen) zurück.
Die Phönizier prägten ab dem frühen 1. Jahrtausend v. Chr. zunehmend die Berberkulturen, wobei sich Karthago als führende Stadt im östlichen Maghreb durchsetzte. Cádiz unterhielt ab dem 7. Jahrhundert v. Chr. eine Handelsstation auf Mogador. Karthago expandierte ab Mitte des 5. Jahrhunderts westwärts bis an den Atlantik, wo Stützpunkte entstanden. Während des Konflikts zwischen Karthago und Rom entstanden im Maghreb die Reiche der Massyler, der Masaesyler und das Königreich Mauretanien, das Rom ab 40 n. Chr. annektierte. Die Südgrenze der römischen Provinz wurde durch eine Kette von Befestigungen gesichert, den Limes Mauretaniae. Bis auf wenige Küstenstädte ging die Provinz Mauretania Tingitana bereits Ende des 3. Jahrhunderts verloren.
Die Christianisierung setzte im 2. Jahrhundert ein. Auch einige Berbergruppen übernahmen viele Aspekte der römischen Kultur, darunter die Religionen. Neben der christlichen breitete sich auch die jüdische Religion aus. 429/435 besetzten Vandalen die Provinzen Numidiens. Als Arianer bekämpften sie die bisher dominierende Kirche, während die Berber weite Gebiete besetzen konnten und eine eigene Stammeskultur entwickelten. 533 begann Ostrom das Vandalenreich zurückzuerobern, wobei die Berber in wechselnden Koalitionen eigenständige Herrschaftsgebiete aufbauten. In der Provinz Tingitana konnte Ostrom nur noch im äußersten Norden Fuß fassen.
Ab 664 begann die arabische Eroberung des Maghreb. Die Berber wehrten sich anfangs vehement, doch fanden sie schließlich in einer islamischen Glaubensrichtung eine Heimat, die ihnen die Gleichstellung mit den Arabern zusicherte. Andererseits forderten diese Charidschiten größere Unabhängigkeit und so begannen um 740 Aufstände, die zunächst von den Armeen der Umayyaden und der Abbasiden unterdrückt wurden. Um 800 bestanden bereits drei große Reiche im Maghreb.

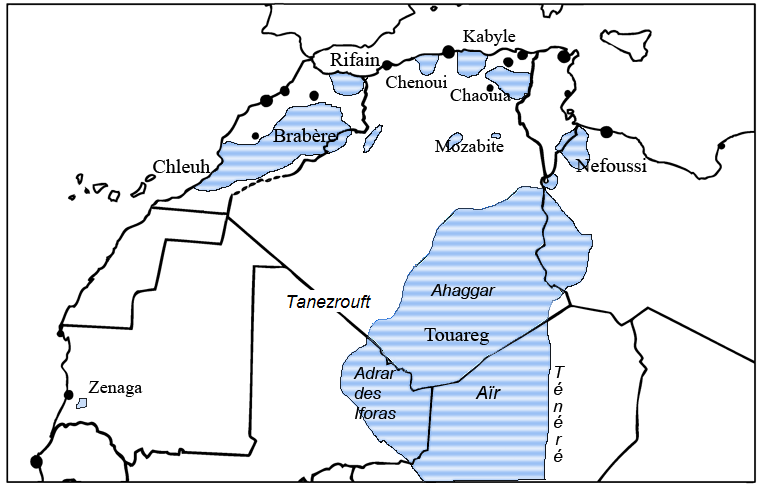
Berberische Sprachgruppen im Nordwesten Afrikas

Die übergreifenden Stammesgruppen der Berber waren zunächst die sesshaften Masmuda, dann die Zanāta, die später nach Marokko abgedrängt wurden, sowie die Sanhādscha im Mittleren Atlas und weiter im Süden, aber auch im östlichen Algerien. Sie bildeten eine wichtige Stütze für den Aufstieg der Fatimiden. Diese waren Schiiten, sie verlegten jedoch ihren Reichsschwerpunkt 972 nach Ägypten. Nun machten sich Ziriden und Hammadiden unabhängig. Im Gegenzug schickten die Fatimiden mit den Banū Hilāl arabische Beduinen nach Westen. Das Arabische, bis dahin nur von den städtischen Eliten und am Hof gesprochen, beeinflusste nun zunehmend die Berbersprachen. Die Islamisierung wurde verstärkt, das Christentum verschwand.
Die Almoraviden stellten das zerbrochene Stammesbündnis der Ṣanhāǧa in der westlichen Sahara wieder her und eroberten den westlichen Maghreb und damit auch Marokko, aber auch weite Teile Westafrikas und der iberischen Halbinsel (bis 1147). Sie wurden von den Almohaden abgelöst, die ihren Ursprung in einer Sekte hatten, den gesamten Maghreb eroberten und gleichfalls bis nach Andalusien vorstießen. Die bis dahin einflussreichen, von den nun vorherrschenden Sunniten als häretisch betrachteten, aber bei den Berbern dominierenden Richtungen des Islams verschwanden weitgehend im 12. und 13. Jahrhundert.
Mit dem Zusammenbruch des Almohadenreichs 1235 eroberten die marokkanischen Meriniden zeitweise Algeriens Norden und Tunesien. Dabei mischten sich zunehmend iberische Mächte ein, sowohl muslimische als auch christliche. Von 1465 bis 1549 herrschte die Dynastie der Wattasiden (Banu Watassi). Mit dem Fall Granadas und der Vereinigung Spaniens (1492) kam eine der beiden Großmächte ins Spiel, die im 16., 17. und 18. Jahrhundert das westliche Mittelmeer dominierten. Die zweite Großmacht war das Osmanische Reich, das zunächst mittels Piratenflotten den Spaniern Widerstand entgegensetzte und versuchte, Marokko zu unterwerfen. Die Spanier eroberten Stützpunkte an der Küste von Ceuta über Oran und Tunis bis Djerba, die Portugiesen vor allem an der Atlantikküste.
Im Kampf gegen die Portugiesen entrissen die Saadier, die sich auch auf Zuwanderer aus dem Jemen stützten, im Jahr 1549 den geschwächten Wattasiden die Macht. 1578 scheiterte ein gewaltsamer Vorstoß Portugals in der Schlacht der drei Könige bei al-Qaṣr al-Kabīr. Unter den Saadiern wurde Marokko zu einer eigenständigen Macht, die sich – teils mit spanischer Hilfe – als einziger arabischer Staat erfolgreich gegen die Osmanen behauptete. Diese konnten Fès nur kurzzeitig besetzen. Zeitweise expandierte das militärisch erstarkte Marokko unter den Saadiern bis zum Niger. Auf religiöser Ebene wurde der Vorrang des saadischen Kalifats bis zum Tschad vom König von Kanem und Bornu anerkannt. Jedoch spaltete sich das Land nach 1603 nach dem Tode des letzten Saadierherrschers Ahmad Al-Mansur.
Ab 1492 kamen infolge des Alhambra-Edikts vertriebene Juden aus Spanien nach Marokko, die kulturell insbesondere den Norden des Landes stark prägten. Sie nahmen zeitweise erheblichen Einfluss auf die ökonomischen und politischen Außenkontakte der ab 1664 herrschenden Alaouiten (Alawiden), die bis heute die Könige stellen und ihre Dynastie auf Ali, den Schwiegersohn Mohammeds zurückführen. Marokkos Herrscher residierten in verschiedenen Städten, die man heute die vier Königsstädte nennt. Diese sind Fès, Marrakesch, Meknès und Rabat.
Jedoch zerfiel der Einheitsstaat erneut im 18. Jahrhundert. Der Versuch, den Freiheitskrieg der Algerier gegen Frankreich zu unterstützen, führte zu einer weiteren Schwächung Marokkos. 1912 wurde das Land zum französischen Protektorat.
Auch Spanien griff seit 1859 mehrfach Marokko an. Die Kolonialisierung des Nordens und äußersten Südens durch Spanien führte 1893, 1909 und 1921 in drei Kriegen im Rif bis zum Einsatz von Giftgas. Frankreich übte ebenfalls Einfluss aus, der 1912 in die Aufteilung des Landes mündete: Ein kleiner Teil des Landes im Norden wurde spanisches, ein Großteil des Landes französisches Protektorat. Auch Frankreich stieß auf Widerstand, der bis Ende der 1930er Jahre andauerte. Die Herrschaft des Generalgouverneurs Marschall Hubert Lyautey und seine Vorstellungen, dass sich europäische und indigene Bevölkerung nicht vermischen sollten, prägen bis heute das Bild vieler marokkanischer Städte. Mit dem Vichy-Regime zog vorübergehend neben der rassistischen kolonialen Gesetzgebung die judenfeindliche der Nationalsozialisten im Maghreb ein. Seine Repräsentanten und Gesetze wurden nach der Landung alliierter Truppen im Rahmen der Operation Torch im November 1942 eine Zeit lang von der US-Regierung geduldet, bis Kräfte der Résistance unter Charles de Gaulle im Juni 1943 eine Ablösung erreichten. Auf der Casablanca-Konferenz im Januar 1943 beschlossen die Alliierten die „bedingungslose Kapitulation“ des Deutschen Reiches als Kriegsziel des Zweiten Weltkrieges.
1956 erlangte Marokko die Unabhängigkeit von Frankreich und Spanien, der überwiegende Teil der etwa 250.000 Juden verließ das Land. Ab 1975 besetzte Marokko die Westsahara. Mit der schrittweisen Demokratisierung wurden Parlamentswahlen für November 1997 beschlossen, die die linke Opposition gewann. Ab 2002 regierte eine Mitte-rechts-Koalition. Besonders ab den 2000er Jahren förderte das Königshaus eine stärkere wirtschaftliche Entwicklung des Landes durch Agrarexporte, Ansiedlung von Industrie und Tourismus. Eine islamistische Partei errang 2011 107 von 395 Sitzen und wurde damit stärkste Partei. Nach 10 Jahren an der Regierung erlitt diese 2021 eine schwere Wahlniederlage und wurde wiederum durch eine Mitte-Rechts-Koalitionsregierung abgelöst.

## Ur- und Frühgeschichte

### Altpaläolithikum (ab ca. eine Million Jahre)

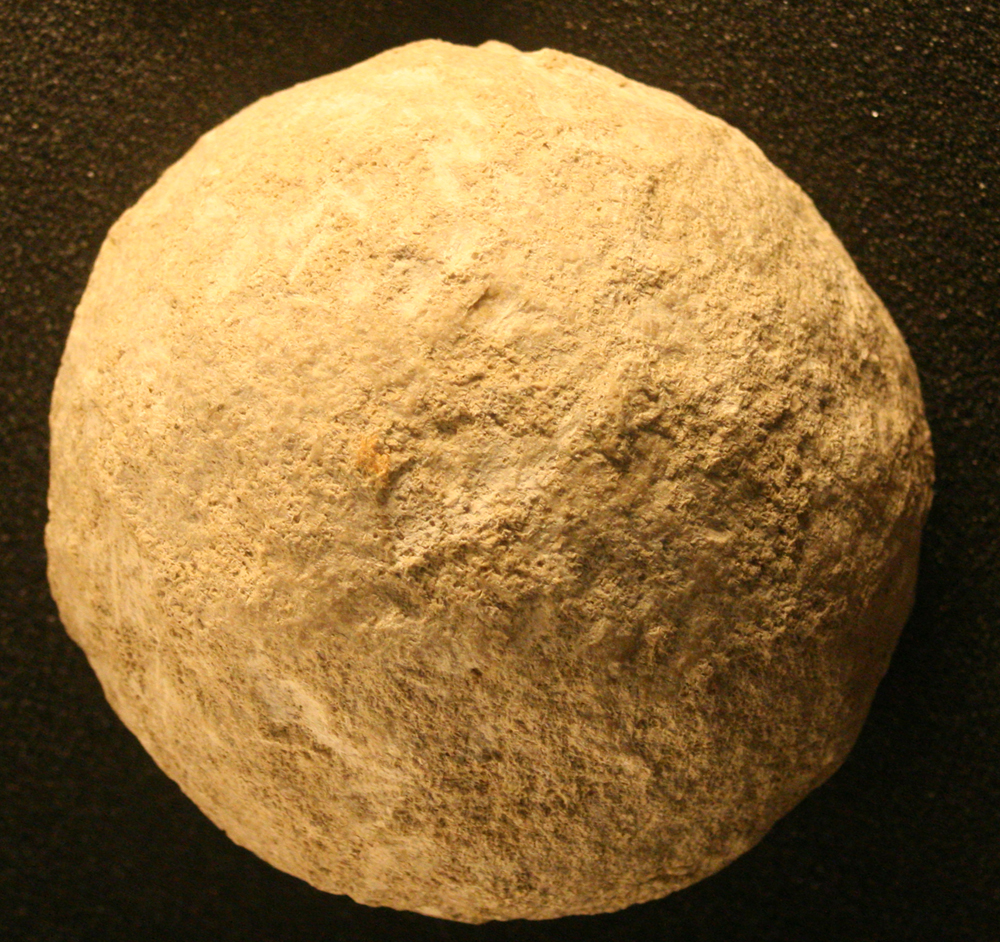
Bola aus Sidi Abderrahman, Musée de l’Homme, Paris

An der Casablanca-Sequenz wurden die ältesten Funde Marokkos auf etwa eine Million Jahre datiert. Die ältesten menschlichen Überreste stammen aus der Grotte des Littorines sowie den Grottes des carrières Thomas 1 und Thomas 3. Sie wurden auf 400.000 bis 600.000 Jahre datiert.
Neben den Fundstätten bei Casablanca ist Tighenif im Nordwesten Algeriens die bedeutendste Acheuléenstätte des afrikanischen Nordwestens. Der Unterkiefer von Ternifine (heute: Tighénif) wurde östlich von Muaskar entdeckt und zunächst als Atlanthropus mauritanicus bezeichnet. Heute wird er aufgrund seines Alters von 700.000 Jahren Homo erectus zugeordnet und gelegentlich als Homo erectus mauritanicus bezeichnet. Damit handelt es sich um die ältesten menschlichen Überreste Nordwestafrikas. Bei Salé, der Nachbarstadt von Rabat, fand man einen Schädel, der auf 450.000 Jahre datiert wurde.
Funde aus der Rhinoceros-Höhle und der Thomas-Höhle, die beide bei Casablanca liegen, wurden auf die Zeit zwischen etwa 735.000 und 435.000 Jahren datiert. Dieser Phase wurden auch die Fundstätten Sidi Al Kadir-Hélaoui zugewiesen, ebenso wie Cap Chatelier, die Littorines- und die Bärenhöhle. In diesem Raum um Casablanca, einer großen Ebene, endet das Acheuléen vor etwa 200.000 Jahren. Cleaver, eine besondere Form rechteckiger Faustkeile, sind bereits in der Phase zwischen 1.000.000 und 600.000 Jahren zahlreich, und die Levalloistechnik kam in Gebrauch.
Hunderte von Artefakten fanden sich im Mündungsbereich des Oued Kert nahe der Mittelmeerküste, westlich von Melilla. Sie scheinen überwiegend einer sehr archaischen Fazies des Acheuléen anzugehören. Ammorene I, etwas südlich an einer Quelle gelegen, ist hingegen an das Ende des Acheuléen zu datieren, wie sehr fein gearbeitete Faustkeile von dünnem Querschnitt belegen. Im Südwesten, in der Tarfaya-Region, fanden sich gleichfalls Hinweise auf diese Technik.

### Atérien: anatomisch moderner Mensch (vor mehr als 145.000 Jahren)
Träger der nordafrikanischen Atérien-Kultur war der anatomisch moderne Mensch (Homo sapiens), der – bezogen auf seine Gene – weitestgehend mit den heutigen Menschen identisch ist. Die Kultur wurde möglicherweise erst im Maghreb entwickelt. Nach marokkanischen Funden zu schließen geschah dies vor 171.000 bis 145.000 Jahren.

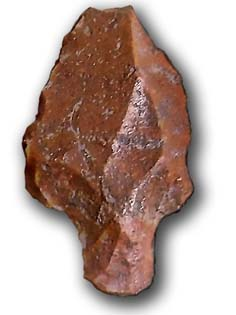
Atérienspitze

Dieser anatomisch moderne Mensch war vor mehr als 200.000 Jahren in Ostafrika aufgetaucht und bald auch in Marokko erschienen, wie an mehreren Fundplätzen, darunter Témara an der Atlantikküste, Dar es Soltane 2 und El Harourader, belegt werden konnte. Damit kommt dem Atérien eine Schlüsselstellung bei der Frage der Ausbreitung des Homo sapiens in den Maghreb und (möglicherweise) nach Europa zu. Im Maghreb folgten jedenfalls auf späte Faustkeilkomplexe die Abschlagindustrien; auch Blattspitzen, die der späteren Atérien-Tradition angehören, fanden sich. Die Menschen des Atérien haben wohl als erste Pfeil und Bogen benutzt.
Das Atérien, benannt nach der Fundstätte Bi'r al-'Atir südöstlich des algerischen Constantine, galt lange als Teil des Moustérien analog zur westeuropäischen Entwicklung. Es gilt jedoch inzwischen als spezifische archäologische Kultur des Maghreb, die einen sehr hohen Bearbeitungsstand ihrer Steinwerkzeuge erreichte. Sie entwickelte einen Griff für Werkzeuge, verband also verschiedene Werkstoffe zu Kompositwerkzeugen. Leitform ist die mit einer Art Dorn ausgestattete Atérien-Spitze, die geeignet ist, in einem zweiten Werkzeugteil befestigt zu werden.
Die älteste dieser Kultur zugewiesene Fundstätte, Ifri n'Ammar, ein in den Rif-Ausläufern an einem Verbindungsweg zum Moulouya gelegenes Abri, reicht 145.000 Jahre zurück. Dortige Mousterien-Artefakte reichen sogar 171.000 Jahre zurück. Weitere Fundstätten – wie zum Beispiel die Bizmoune-Höhle und die Contrebandiers-Höhle – erreichen ebenfalls ein Alter von mehr als 100.000 Jahren, so dass eine Besiedlung aus der östlichen Sahara inzwischen als unwahrscheinlich gilt. Im Gegenteil sind die östlichen Fundorte des Atérien erheblich jünger, wie Fundstätten in Libyen belegen. Allerdings ist auch hier Vorsicht geboten, denn in Ägyptens Charga-Oase fand sich eine Atérienklinge, die auf über 120.000 Jahre datiert wurde.

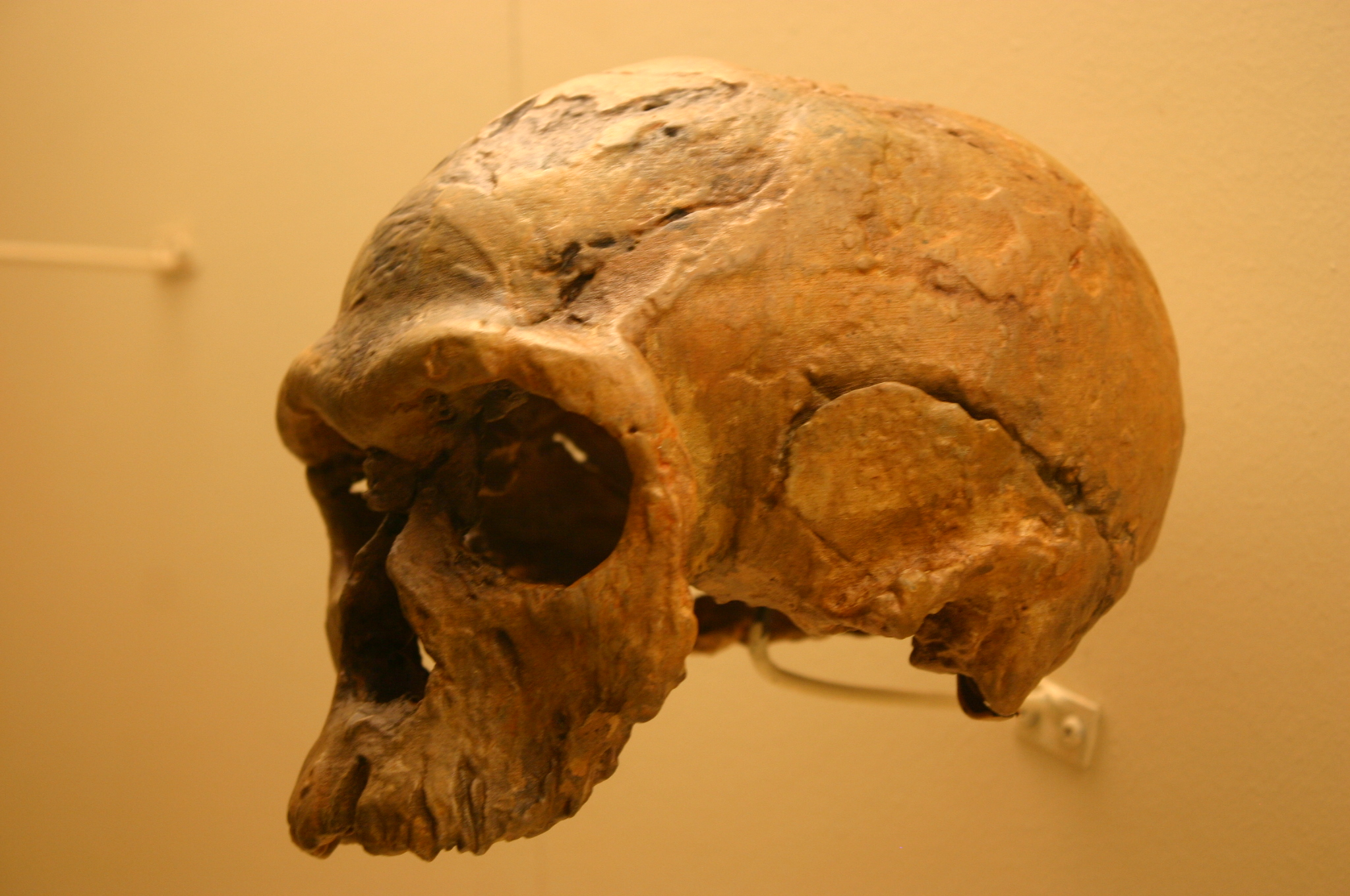
Der Schädel eines Archaischen Homo sapiens (Jebel Irhoud 1) gehört einer rund 300.000 Jahre alten Fundgruppe an.

Möglicherweise kamen die ersten anatomisch modernen Menschen aber gar nicht mit der Atérienkultur in den Maghreb, sondern entwickelten sie vor Ort, vielleicht in Marokko. Der älteste dortige Fund menschlicher Überreste ist immerhin rund 300.000 Jahre alt (Djebel Irhoud). Dort fanden sich zwar Moustérien-Artefakte, aber keine des Atérien. Die typische Schäftung könnte sich also in Europa und Nordafrika unabhängig voneinander entwickelt haben.
Möglicherweise ist im späten Atérien ein kultureller Verlust zu konstatieren, denn bisher sind keine Belege für (Körper-)Schmuck bekannt, wie er sich in der Grotte des Pigeons im Taforalt im Südosten Marokkos fand. Dort wurden dreizehn durchbohrte Schneckenhäuser der Art Nassarius gibbosulus entdeckt, die auf ein Alter von 82.000 Jahren datiert wurden. Die Muscheln stammen aus dem Mittelmeer, wurden 40 km weit transportiert, mit Ocker verziert und so durchbohrt, dass man sie als Kette tragen konnte. Sie gelten als ältestes symbolisches Objekt. Die Entstehung einer Symbolebene wird von manchen Archäologen dem modernen Menschen zugeschrieben, gleichsam als biologisch determiniertes Erbgut, während andere dieses Muster bereits bei den Neandertalern in Eurasien sehen. Neben biologischen Ansätzen werden aber auch kulturelle oder klimatische Ursachen diskutiert. Vergleichsweise ‚jung‘ sind der teilweise erhaltene Oberkiefer eines Kindes sowie Steingerät aus der Fundstätte Mugharet el'Aliya südöstlich von Tanger, die zwischen 60.000 und 35.000 Jahre alt sind und ebenfalls der Kultur des Atériens zugeschrieben werden.

### Epipaläolithikum, Ibéromaurusien (17.000–8.000 v. Chr.): beginnende Sesshaftigkeit

Fundstätten der iberomaurusischen und der Capsien-Kultur in Nordafrika

Die Zeit von etwa 25.000 bis 6000 v. Chr. umfasst im Maghreb sowohl Jäger-und-Sammler-Kulturen als auch solche des beginnenden Übergangs zur sesshaften, dann bäuerlichen Lebensweise. Wie in vielen Regionen des Mittelmeerraums ging dem Übergang zum Ackerbau eine lange Phase zunehmender Ortsgebundenheit voraus. Diese Langzeitentwicklung wurde stark von Klimaveränderungen bestimmt.

Heutige Standorte der Zeder in Marokko und Algerien

Das letzte Ausdehnungsmaximum der Vergletscherung erreichte zwar nicht die nordafrikanische Küste, doch führten kältere Nordwestwinde zu einem trockeneren Klima. Pollenuntersuchungen konnten die Zunahme von Steppenpflanzen in der Region belegen. Der Ifrah-See im Mittleren Atlas bietet dabei Pollenfunde aus der Zeit zwischen 25.000 und 5.000 BP. Sie belegen, dass die Temperatur während des letzten glazialen Maximums (21.000 bis 19.000 BP) im Schnitt um 15 °C niedriger lag und der Niederschlag sich um 300 mm pro Jahr bewegte. Ab 13.000 BP stiegen Temperatur und Niederschlag langsam an, zwischen 11.000 und 9.000 BP kam es erneut zu einer Abkühlung.
Das Ibéromaurusien, eine an der nordafrikanischen Küste und im Hinterland verbreitete Kultur, lässt sich zwischen 15.000 und 10.000 v. Chr. an der gesamten maghrebinischen Küste belegen. Wichtigster Fundort ist das marokkanische Ifri n'Ammar. Ihre kennzeichnenden Artefakte, mikrolithische Rückenspitzen, fanden sich zwischen Marokko und der Kyrenaika, allerdings nicht in Teilen Westlibyens. Südwärts erstreckte es sich in Marokko bis in die Region Agadir (Cap Rhir). Die Rückenspitzen wurden zu Kompositgeräten verarbeitet, etwa paarig zu geklebten, zweischneidigen Pfeilspitzen. Der Anteil der Rückenspitzen macht regelmäßig 40 bis 80 % der Steingeräte aus.
Im Ibéromaurusien von Ifri n'Ammar sind die ältesten Malereispuren Nordafrikas entdeckt worden. Sie wurden bereits zwischen dem 13. und dem 10. Jahrtausend durch Kulturschichten versiegelt.
Neben der lithischen Industrie entstand eine hochentwickelte Knochentechnologie. Die Knochen wurden zu kleinen Spitzen verarbeitet, aber auch dekoriert. Daneben wurden Muschelschalen verarbeitet, anscheinend aber nicht zu Schmuck, sondern eher als Bestandteile von Wasserbehältern. In Afalou fanden sich aus Lehm geformte und bei 500 bis 800 °C gebrannte zoomorphe Figurinen, aber auch Steinritzungen fanden sich, etwa auf Schlagsteinen (cobbles), wie etwa das Mähnenschaf von Taforalt. Das Mähnenschaf, das zu den Ziegenartigen zählt, war eine wichtige Nahrungsgrundlage. An der Fundstelle Tamar Hat lag sein Anteil bei 94 % der Huftierknochen, was zu Überlegungen Anlass gab, ob die Tiere nicht in Herden gehalten worden sein könnten. Umstritten ist, ob diese Art der kontrollierten Haltung oder Jagd in Zeiten größerer Trockenheit in Übung kam, um dann bei zunehmender Feuchtigkeit wieder zugunsten früher üblicher Jagdformen aufgegeben zu werden.
Ob die Ausbreitung der Kultur von Ost nach West entlang der Küste erfolgte oder auf einer südlicheren Route ist unklar. Nachweisen lässt sich die Kultur bis nach 11.000 BP, wahrscheinlich sogar bis um 9500 BP. Genetische Untersuchungen erbrachten Belege für eine enge Verwandtschaft mit Populationen aus dem Nahen Osten.
Die ältesten Begräbnisstätten stammen aus den algerischen Fundstätten Afalou-bou-Rhummel und Columnata sowie aus dem marokkanischen Taforalt. Anatomisch gehörten die Toten dem modernen Menschen an, waren aber robust gebaut. Sie wurden 1932 von Marcellin Boule und Henri V. Valois als „Mechta-Afalou“ eingeordnet, und rund ein halbes Jahrhundert lang als eigene „Rasse“ deklariert. Dies ist umso unwahrscheinlicher als schon die von den Autoren herangezogenen Fundstätten einerseits dem Capsien, andererseits dem Ibéromaurusien angehörten und damit zwei sehr verschiedenen Kulturen. Dieser Rasse wurden jedenfalls ohne weitere Belege die Guanchen der Kanaren zugewiesen. Solcherlei Zuordnungen geistern bis heute durch die populärwissenschaftliche Literatur. 1955 wurde die „Mechta-Afalou-Rasse“ sogar noch in vier Untertypen differenziert, indem man nach bloßem Augenschein sortierte. Noch um 1970 wurden auf diese Art weitere „Rassen“ definiert. So unterschied Marie Claude Chamla „Mechtoide“ und „Mecht-Afalou“ – wobei erstere ihrer Definition gemäß graziler waren. Diesen Typ hatte man im algerischen Columnata entdeckt. Er wurde allerdings in Medjez II in ein und derselben Schicht mit dem anderen Typus gefunden.
Auffällig ist die Entfernung meist gesunder Zähne, vor allem der Schneidezähne. Da es keine sonstigen Gewaltspuren im Gesichtsbereich gibt, hatte dies wohl eher kosmetische, rituelle oder gesellschaftliche Gründe, etwa Statusgründe. Ähnliches wird auch für das italienische Neolithikum konstatiert.
Um 13.000 BP kamen Abfallhaufen auf, die sich ganz überwiegend aus den Schalen von Weichtieren zusammensetzten. Sie tauchten zeitlich wenig vor den Capsienfundstätten Algeriens und Tunesiens auf, den escargotières. Im marokkanischen Ifri n'Ammar scheint es zu Vorformen der Sesshaftigkeit gekommen zu sein, denn die räumliche Aufteilung des Abris in Werkstatt-, Lebens- und Bestattungsbereich blieb über einen langen Zeitraum erhalten. Das Ibéromaurusien der Ifri n'Ammar und zwei weiterer Fundstellen, nämlich Ifri el-Baroud und Hassi Ouenzga Plein Air, datiert zwischen 18.000 und 7500 v. Chr., eine jüngst erschlossene Stratigraphie im Küstenbereich scheint nun die Lücke zwischen Spät-Ibéromaurusien und Frühneolithikum zu schließen, also die Zeit zwischen der Mitte des 7. und dem frühen 6. Jahrtausend v. Chr. Möglicherweise zählen die Menschen des Capsien Ostalgeriens und Südtunesiens zu den Vorfahren der Berber.
Vorneolithische Keramik fand sich in Marokko aus der Zeit um 6000 v. Chr. Offenbar übernahmen die Jäger, Fischer und Sammler zwar neolithische Innovationen, blieben jedoch bei ihrem bisherigen Lebensstil. Zudem kam es zu einer Art Fernhandel oder -austausch auch über See, zu technologischen Innovationen sowie zur Bildung von Nahrungsmittelvorräten.

### Neolithikum (vor 5600 v. Chr.)

#### Früh- und Mittelneolithikum

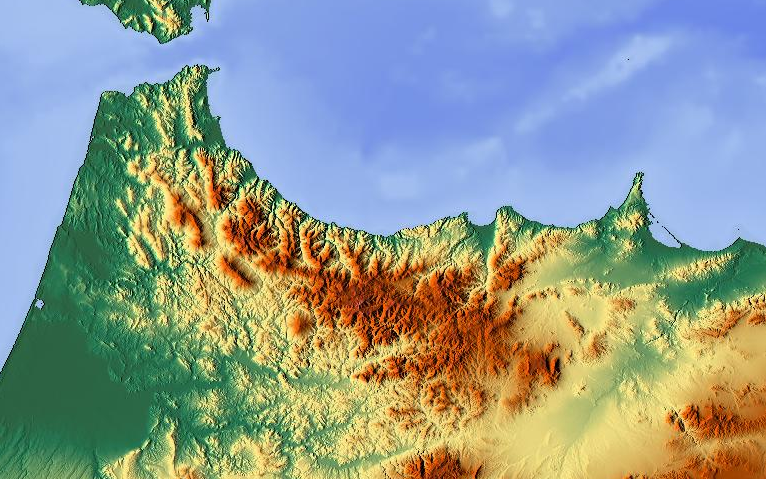
Die Region um das Rif-Gebirge

Grabungen ergaben bis 2012, dass altneolithische Funde aus dem Projekt „Rif Oriental“ bis 5600 v. Chr. zurückreichen. Jüngste Daten der Küstenstationen sind wohl noch älter. Die Fundstelle Ifri Ouzabor weist unter dem Altneolithikum eine epipaläolithische Schicht auf. Schon die Funde der oberen Schicht liegen hier um 6500 v. Chr. und sind somit kaum tausend Jahre jünger als das bisherige Enddatum des Ibéromaurusien im Hinterland der Küste (Ifri el-Baroud).
Ob es eine Kontinuität zwischen den Jäger-und-Sammler-Kulturen und den neolithischen Kulturen gab, ist unklar, denn die Sitte, die Schneidezähne zu entfernen bestand fort. Während sie im Osten des Maghreb nunmehr selten anzutreffen war, war sie im Westen bei 71 % der Individuen vorhanden und sie betraf Männer wie Frauen wieder gleichermaßen. Dies mag für eine Kontinuität der Bevölkerung sprechen.
Die Getreidearten Gerste und Weizen (Triticum monococcum und dicoccum, Triticum durum sowie Triticum aestivum) ließen sich in der Höhle Ifri Oudadane nachweisen. Hinzu kamen Hülsenfrüchte wie Linsen (Lens culinaris) und Erbsen (Pisum sativum). Eine Linse konnte auf 7611 ± 37 cal BP datiert werden, womit sie die älteste domestizierte Pflanze ganz Nordafrikas ist.
Die ältesten Felszeichnungen des Maghreb fanden sich bei Aïn Séfra und Tiout, beide im äußersten Westen Algeriens, in der Provinz Naâma. In den Berghängen des Mont Ksour bis hin nach El Bayadh fanden sich Abbildungen von Straußen, Elefanten und Menschen. Offenbar bestanden Jägerkulturen fort, ebenso wie Kulturen, deren Ernährungsbasis Meeresfrüchte waren. In Mogador an der Atlantikküste fand sich eine große Zahl von Abfallhaufen, die aus Muschelresten, Schneckengehäusen, Holzkohle und anderen Überresten bestehen. Wahrscheinlich waren Formen der Almwirtschaft gebräuchlich, denn in der Gebirgszone fanden sich häufig Bauten in Trockenmauerwerk, jedoch nur selten in Verbindung mit Grabhügeln, die auch Beigaben enthielten. Im Küstenbereich ist der Verzehr von heute nicht mehr in Marokko vorkommenden Vögeln nachweisbar, wie etwa des Riesenalks, der in einer Höhle südwestlich von Rabat, 300 m von der heutigen Küstenlinie entfernt gefunden und auf 5000 bis 3800 v. Chr. datiert wurde.

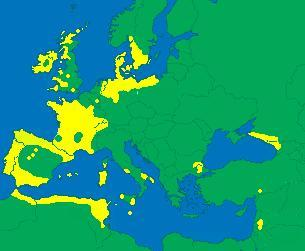
Verbreitung megalithischer Strukturen

Auf dem Friedhof von Skhirat-de Rouazi, an der Mündung des Oued Cherrat am Südrand von Rabat, fanden sich 6 m unterhalb des heutigen Bodenniveaus 101 Begräbnisse und 132 Keramikgefäße, die zeitlich der Glockenbecherkultur vorangehen. Die Gräber wurden durchschnittlich 80 cm tief ausgehoben und manchmal mit Ocker bestreut. 70 Tote hatten Grabbeigaben erhalten, darunter polierte Beile, meist aus Dolerit. Vielfach sind die beigegebenen Vasen zerbrochen und die Scherben über die Körper der Toten verstreut worden. Darüber hinaus fanden sich Elfenbeinringe, tausende Scheiben aus Straußeneiern, Pfeilspitzen. Ungewöhnlich ist, dass selbst kleinsten Kindern Grabbeigaben mitgegeben wurden, und dass der Anteil der Kinderbegräbnisse bei zwei Dritteln lag. Dies wird als Anzeichen einer ungewöhnlich hohen Säuglingssterblichkeit gewertet. El Kiffen in der Provinz Casablanca ist der zweite Friedhof dieser Art, dort fanden sich 43 Gefäße.
Der einzige Steinkreis in Marokko befindet sich etwa 11 km südöstlich von Asilah auf dem Gebiet des Ortes T'nine Sidi Lyamani. Er ist als Tumulus oder Steinkreis von M'zora bekannt und etwa 5000 Jahre alt. Er besteht aus 167 bis zu 5,34 m hohen Megalithen, die kreisförmig um einen Tumulus aufgestellt wurden. Der zugrundeliegende, leicht elliptische Hügel hat einen Durchmesser von mehr als 54 m in Nord-Süd-Richtung und von 58 m in West-Ost-Richtung. Vielleicht um 400 wurde er zu einem Grabhügel umgestaltet, der seither von den viel älteren Steinen umgeben ist.

#### Glockenbecherkultur im Norden (um 2500 v. Chr.)

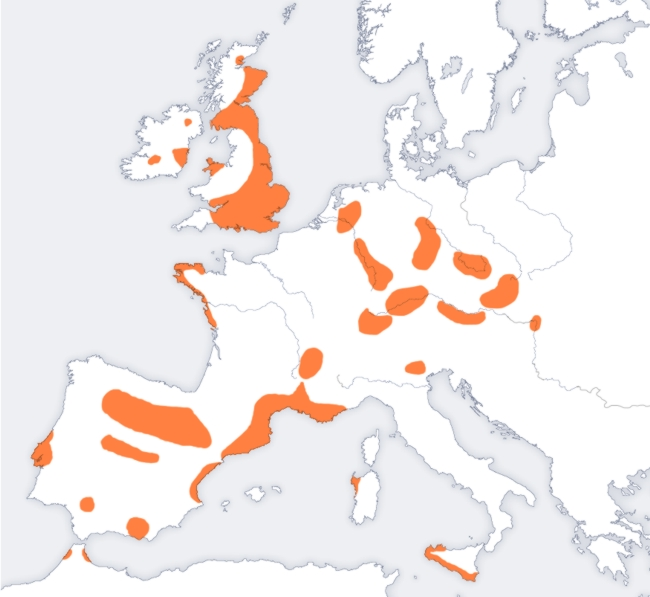
Verbreitung der Glockenbecherkultur

Mit dem Glockenbecherphänomen, worunter keineswegs eine durch Wanderungen oder Ausbreitung einer ethnischen Gruppe entstandene einheitliche Kultur zu verstehen ist, breitete sich weiträumig die Kupfermetallurgie über Europa aus und legte damit eine der Grundlagen für die folgende Frühbronzezeit. Die archäologische Kultur breitete sich zwischen 2700 und 2200 v. Chr. über einen Großteil des europäischen Festlands, der Britischen Inseln und teilweise auch über die Mittelmeerinseln aus. Dabei lässt sich eine West-Ost-Ausbreitung von Portugal/Marokko bis in das Karpatenbecken und eine Nord-Süd-Ausbreitung von Dänemark bis Sizilien fassen.
Um Tanger finden sich Artefakte der spätneolithischen Glockenbecherkultur, Scherben fanden sich bei N'Ghar, doch erst ein halbes Jahrhundert später bei Nador Klalcha etwa 2 km nördlich von Mehdia in der Region Kénitra. Insgesamt handelt es sich um vielleicht zwölf Vasen, was die Frage nach der Einfuhr dieser Gefäße aufwirft. Vor wenigen Jahren fanden sich in Sidi Cherkaoui im Gharb weitere Glockenbecherartefakte.

### „Libyer“, Felsritzungen, Grabhügel, Libysche Schrift
Vielleicht seit dem Capsien lassen sich Kulturen von erheblicher Kontinuität nachweisen, die später als Libyer angesprochen und die lange als Berber bezeichnet wurden. Als gesichert gilt dies jedoch nicht, weshalb viele Autoren die traditionelle Bezeichnung „Libyer“ vorziehen, die allerdings schon bei den Griechen recht divergierend benutzt wurde. Aufgrund der Übernahme des lateinischen Wortes für diejenigen, die nicht Latein sprachen, nämlich barbari, die später auf die nicht Arabisch sprechende Bevölkerung übertragen wurde, bezeichnete man die Region oftmals als „Berberei“. Die „Berber“ selbst bezeichnen sich als Imazighen (Singular: Amazigh). Die Herleitung der heutigen Berber aus dem Capsien impliziert allerdings eine Herkunft aus Ostalgerien und Tunesien, was weder archäologisch noch linguistisch unumstritten ist. Linguistisch wurde der Einfluss des Punischen erheblich stärker eingeschätzt; doch auch dieser beschränkt sich auf wenig mehr als ein Dutzend Wörter, die als gesichert gelten können. Die übernommenen Wörter beschränken sich auf Mineralien („Kupfer“, „Nickel“), kulturelle Objekte wie „Lampe“, oder Kulturpflanzen.

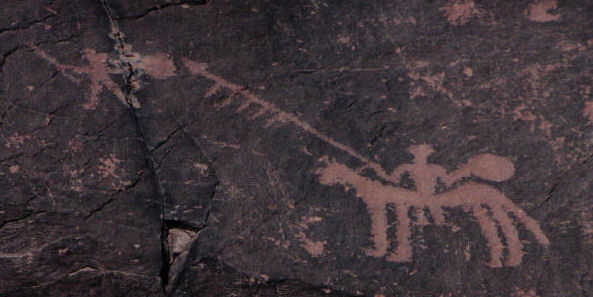
Felsritzung von Foum Chena / Tinzouline

Frühe archäologische Spuren, die sicher den Berbern zugewiesen werden können, sind selten und meist von kleinem Format (bis etwa 30 cm). In Marokko fanden sich Felsritzungen vor allem im mittleren Tal des Oued Draa. Aus der libysch-berberischen Epoche stammt die 22 km westlich von Oulad Slimane gelegene Fundstätte Jarf Elkhil mit ihren mindestens 109 Ritzungen. Die größte Fundstätte aus dieser Zeit ist jedoch Foum Chena, 7 km westlich von Tinzouline. Um Tiznit im Südwesten fand man die westlichsten libyschen Stätten dieser Art. Unter den 257 Darstellungen fanden sich bis 2009 allein 63 Reiter, die jedoch, im Gegensatz zu vielen saharischen Darstellungen, keine Lanzen oder sonstigen Offensivwaffen tragen. Die ersten Darstellungen um Tiznit wurden durch die Rundreise des Rabbi Mardochée Aby Serour 1875 bekannt.
Um Foum Larjam befinden sich hunderte von Grabhügeln, die von einer weitgehend sesshaften Bevölkerung errichtet worden sein müssen. Sie entstanden zwischen dem 1. Jahrtausend v. Chr. und der Durchsetzung des Islams im 8. Jahrhundert. Sie wurden mittels schwarzer Trockenmauern errichtet. Dabei weisen sie eine Länge von 4 bis 12 m und eine Höhe von 2 bis 4 m auf und sind mit einer Luke ausgestattet. Das Haupt der Toten ist grundsätzlich nach Südosten und Richtung Luke ausgerichtet. Die fünf Malereien, die an der Fundstätte entdeckt wurden, zeigen menschliche Wesen, eine Kampfszene und geometrische Muster.

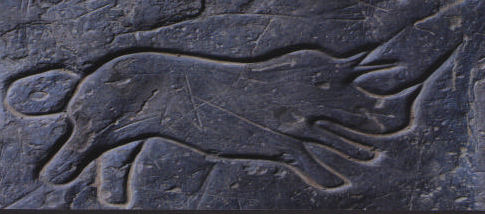
Nashorndarstellung von Ait Ouazik. In den Höhlen von Ifran Tazka finden sich auch einige der in Marokko sehr seltenen Felszeichnungen, die sich im Draa-Tal nur noch in den Grabhügeln von Foum Lajam belegen lassen.

Ab etwa 2500 v. Chr. wurde die Sahara, die zwischen etwa 9000 und 3000 v. Chr. relativ dicht besiedelt war, wieder so trocken, dass zahlreiche Gruppen gezwungen waren, günstigere Gebiete aufzusuchen. Um 5000 v. Chr. setzte die langsame Austrocknung ein. Sie betraf zunächst die Regs und Hammadas, wobei vor allem die Seen des ersteren Landschaftstypus austrockneten und mit dem vom Wasser befreiten Sand die Ergs bilden (wie der kleine Erg Chebbi bei Sidschilmassa), mitunter riesige Sandflächen, die etwa ein Zehntel der Sahara bedecken. Reichlich Wasser erhielten noch lange die bis über 3000 m aufragenden Hochgebirge, die ihr Wasser in die Flüsse entließen. In den Oasen wiederum werden bis heute die unterirdischen Wasserreservoirs angezapft, die in regenreichen Jahrtausenden entstanden sind. Die Sahara wurde zu einer zwar schwierig, jedoch häufig bereisten Region, die zudem eine Brückenfunktion zwischen den nun vom Neolithikum umgewandelten Landschaften nördlich und südlich der Wüste darstellte. Schriftliche Quellen setzen erst im 2. Jahrhundert v. Chr. breiter ein. Zu dieser Zeit hatte sich die Kultur der Berber nicht nur stark regionalisiert, sondern sie stand in ständigem Austausch mit den Kulturen des Sahel und über das Mittelmeer mit Südeuropa und dem Nahen Osten.
Die libysche Schrift (auch altlibysch oder numidisch genannt) ist eine Alphabetschrift, die etwa vom 3. Jahrhundert v. Chr. bis zum 3. Jahrhundert n. Chr. in weiten Teilen Nordafrikas verwendet wurde. Möglicherweise geht sie auf das phönizische Alphabet zurück. Aus der libyschen Schrift ging die Tifinagh-Schrift hervor. In Marokko wurde, wie in anderen Saharaländern auch, die Benutzung der Schrift bis in die 1990er Jahre unter Strafe gestellt. Heute wird Tifinagh in den Schulen unterrichtet.

## Phönizier, Karthager

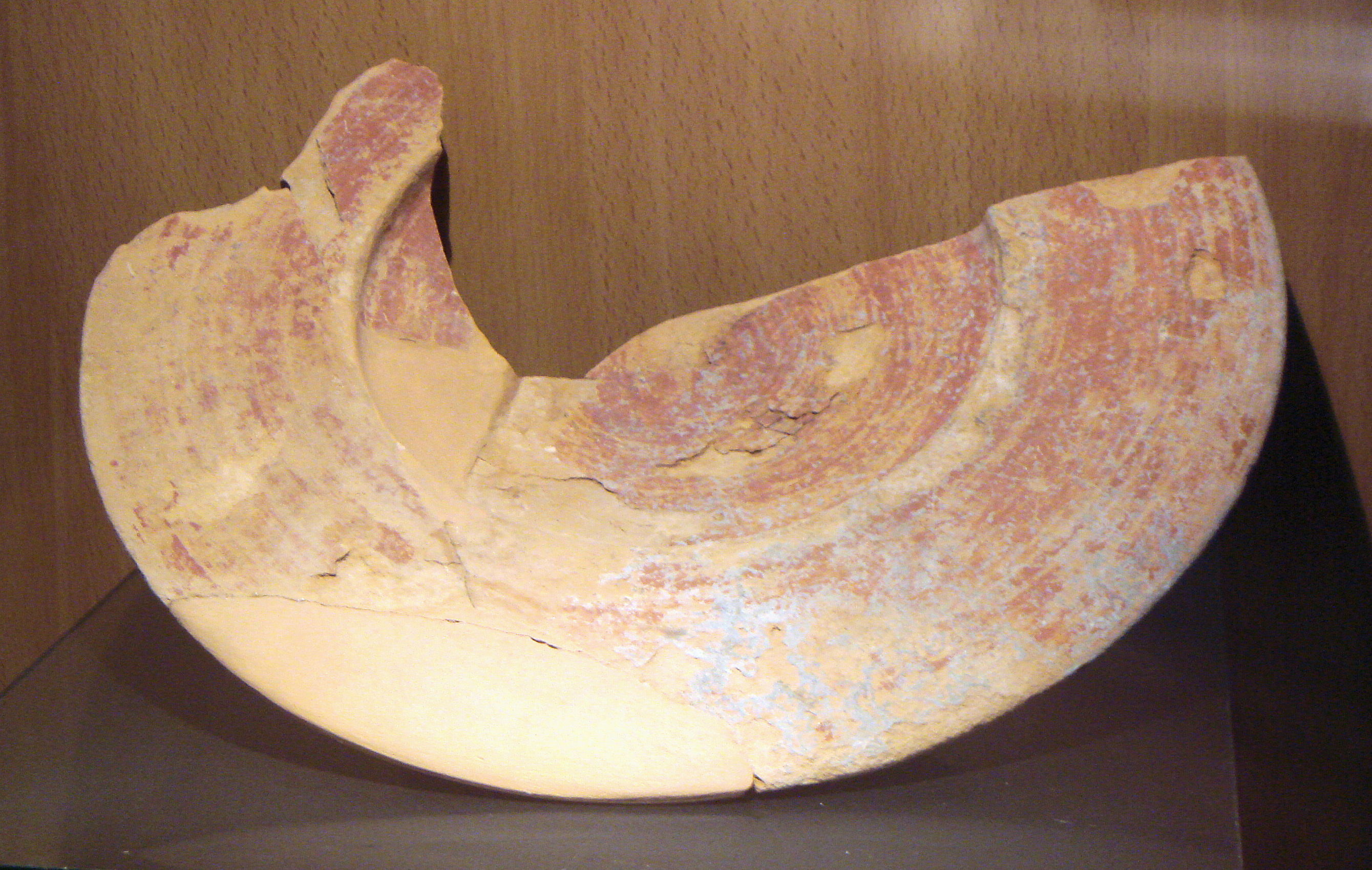
Phönizische Schale aus Mogador, 7. Jahrhundert v. Chr., Museum Sidi Mohammed ben Abdallah

Um 800 v. Chr. begannen Phönizier, vor allem aus Tyros und Sidon, Siedlungen in Nordafrika zu gründen, wie Karthago. In Marokko entstanden Städte wie Migdol, das später Mogador, heute Essaouira heißt. Sie suchten Stützpunkte für ihren Handel mit spanischem Silber und Zinn.
Die Atlantikküste wurde ab dem 7. Jahrhundert v. Chr. regelmäßig aufgesucht, insbesondere von phönizischen Händlern auf ihrem Weg nach Spanien, die jedoch anscheinend keinen Kontakt zum eigentlichen Phönizien hatten, dafür aber zu Westphönizien, vor allem zu Gadir (Cádiz). Gleichzeitig besuchten die Händler von Gades die Atlantikküste bis zur Insel Mogador (Cerne), das für zwei Jahrhunderte (möglicherweise aber auch bis in maurisch-römische Zeit) als Handelsposten diente. Mogador gehört zur zweiten Welle der phönizischen Expansion, die von Zentren im Westen ausging.
Neuere Grabungen ergaben, dass die in der Bucht von Essaouira gelegenen Islas de Mogador (auch Islas Purpurinas) von den Phönizier intensiv zum Züchten von Purpurschnecken genutzt wurde. Mit etwa 130 Belegen sind Graffiti in Mogador zahlreicher als in jeder anderen westphönizischen Niederlassung. Unter ihnen befindet sich eine Weihung an Astarte.

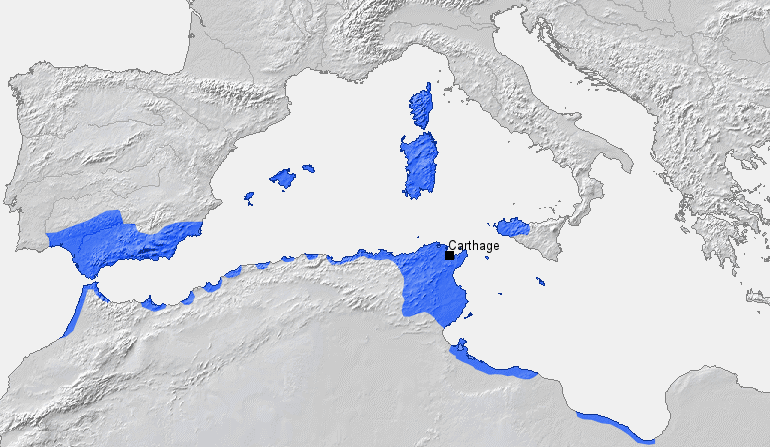
Machtsphäre Karthagos

Um 600 v. Chr. dominierte die Handelsmetropole Karthago die Entwicklung. Eine Kette von Stützpunkten reichte bis an die Atlantikküste, einige von ihnen waren Gründungen Karthagos, vielleicht auch Tingis (Tanger). Im 6. Jahrhundert dominierte die Stadt wohl auch die phönizischen Stützpunkte am Atlantik. Die Erschließung des Hinterlandes erfolgte, sicherlich mit Einwilligung der regionalen Berbermächte, von dort über den Loukos und den Sebou. Karthago kontrollierte Melilla, Emsa, Sidi Abdeslam del Bhar, Tanger, Kouass, Lixos, El-Djadida, Thamusida, Sala und Mogador. Im Landesinneren kamen Tamuda (Tetuan), Banasa und Volubilis hinzu. Darüber hinaus besetzten die Karthager Gibraltar und versperrten wohl im Laufe des 4. Jahrhunderts die Durchfahrt in den Atlantik. Karthago gelang es zudem 580 v. Chr., die phönizischen Kolonien im Westen von Sizilien gegen die griechischen Kolonien auf der Insel zu verteidigen. Damit wurde die Stadt zum Bezugspunkt aller Kolonien im westlichen Mittelmeer. Nachdem Tyros auch noch in persische Hand gefallen war, war Karthago die einzige phönizische Großmacht.

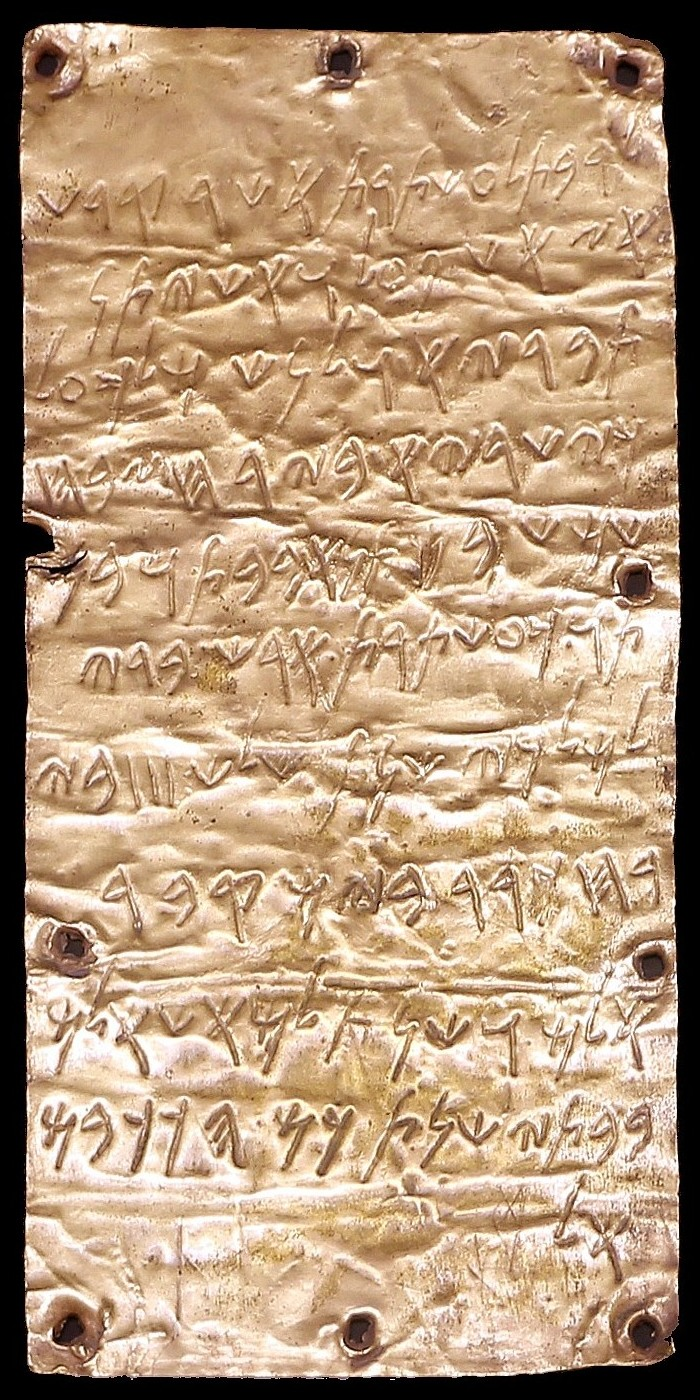
Eines der drei Goldbleche von Pyrgi mit einem Vertragstext in punischer Schrift, Museo di Villa Giulia in Rom

Nach Süden führten Handelswege bis in die Gebiete jenseits der Sahara, die, vermutlich über Zwischenhändler, Waren an die Küste brachten. Von den Etruskern erhielt man Eisen und Kupfer, man selbst bot Zinn, Gold und Silber. Vermutlich kam es schon vor 540 v. Chr. zu entsprechenden Verträgen.
Für Karthago nimmt man etwa 400.000 Einwohner an. Ihr oberster Gott war Baal-Hammon, während des 5. Jahrhunderts v. Chr. kam die Göttin Tanit zu immer höherem Ansehen. Gegen diese beiden Hauptgötter fielen Melkart aus Tyros und Eschmun, den man mit Asklepios identifizierte, weit ab.
Karthago schloss 508 v. Chr. einen ersten Vertrag mit Rom, 348 und 279 weitere; es bestanden keinerlei Konflikte. Als sich jedoch Messina 264 v. Chr. Rom unterstellte, kam es zu einem Krieg, der bis 241 v. Chr. dauerte. Insgesamt kam es zu drei Kriegen. Als es von 241 bis 237 v. Chr. zu einem schweren Aufstand, dem sogenannten Söldnerkrieg kam, soll sich daran ein Numideraufstand angeschlossen haben. Auf den Münzen der Aufständischen erschien auf Griechisch die Inschrift Libyer. Karthago begann nach dem ersten Krieg gegen Rom seinerseits den Süden und Osten der iberischen Halbinsel zu erobern und es dehnte seinen Einfluss an der numidischen Küste aus.

## Mauretanien, Massyler und Masaesyler

### Expansion Karthagos, Stämme im heutigen Marokko
Vor dem 2. Jahrhundert v. Chr. ist nur wenig über die maurischen Stämme im Westen bekannt. Ptolemaios stellte eine Liste der Stämme zusammen, die zu seiner Zeit den äußersten Westen Numidiens bewohnten. So nennt er die Salinsai um Sala und Volubilis, die als Salenses in den Quellen des 2. bis 4. Jahrhunderts erscheinen. Die Ouoloubilianoi lebten im Raum Volubilis. Daneben nennt er Zegrenses und Banioubai, die er jedoch wesentlich weiter im Süden verortet, als spätere Quellen dies anzeigen. Er nennt sie und die Ouakouatai als südliche Nachbarn der Nectibenen, die wohl in der Ebene von Marrakesch lebten. Man nimmt an, sie lebten im Raum des unter Augustus gegründeten Banasa. Schwierigkeiten bereitet die Lokalisierung weiterer Stämme, wobei die Makanitai wohl mit denjenigen Stämmen identifiziert werden können, auf die der Name der Stadt Meknès zurückgeht.

### Massinissa und Syphax (bis 202 v. Chr.)

Die numidischen Königreiche um 220 v. Chr.

Immer wieder kam es zu Kämpfen zwischen den beiden östlichen Numiderreichen. Bei den Massylern im Osten war der Anteil der ortsfesten bäuerlichen Bevölkerung dabei erheblich höher, als weiter im Westen. Massinissa, dessen Vater der erste König war, verbündete sich im Kampf gegen Syphax, den König von Westnumidien, während des Zweiten Punischen Krieges. Er griff Syphax gemeinsam mit einem punischen Heer unter Hasdrubal an und zwang den römischen Verbündeten zum Frieden mit Karthago. 213 v. Chr. hatte Syphax die Front gewechselt und sich mit den Römern verbündet, so dass die Karthager eilig aus Spanien abziehen mussten. Massinissa wechselte seinerseits 206 v. Chr. auf die Seite Roms. Doch wurde er von Syphax aus Ostnumidien vertrieben. Massinissa setzte von Südspanien nach Numidien über und König Baga von Mauretanien stellte ihm nach inständigem Bitten – er wollte keineswegs in den Krieg zwischen Rom und Karthago hineingezogen werden – 4000 Mann zur Verfügung, die ihn durch das Reich des Syphax geleiteten. Massinissa unterlag jedoch und Syphax war nun der Herr über beide Numiderreiche.
Syphax verbündete sich 204 v. Chr. endgültig mit Karthago. Als Scipio der Ältere in diesem Jahr in Afrika landete, kam Massinissa als beinahe mittelloser Flüchtling zu ihm. Zusammen mit Laelius besiegte Massinissa Hasdrubal und Syphax. Der aus Italien zurückgekehrte Hannibal unterlag schließlich in der Schlacht von Zama und musste 193 v. Chr. aus Karthago fliehen. Für Numidien war neben Karthagos drastischer Machtbeschränkung die wichtigste Vertragsklausel, dass die Stadt ohne römische Zustimmung keinen Krieg mehr führen durfte.

### Römisches Klientelkönigtum Numidien (ab 202 v. Chr.), Mauretanien
Hauptstadt Numidiens wurde Cirta. Zunächst stieß Massinissa zwischen 200 und 193 v. Chr. nach Westen vor, während sich Baga weiterhin neutral hielt. Massinissa unterstützte die Römer, die die Stadt 146 v. Chr. zerstörten, nur widerwillig gegen Karthago.
Sein Reich wurde unter die Königssöhne Micipsa (bis 118 v. Chr.), Gulussa und Mastanabal aufgeteilt. Micipsa, der seine beiden Brüder überlebte, starb 118 v. Chr. Sein Neffe Jugurtha griff im Nachfolgestreit 112 die Hauptstadt Cirta an und setzte sich damit durch. Die militärischen Operationen, die in den Jugurthinischen Krieg übergingen, wurden nur halbherzig geführt. 111 v. Chr. ging Konsul Lucius Calpurnius Bestia nach Numidien, doch schloss er einen für Jugurtha vorteilhaften Frieden. Daraufhin lud der Volkstribun Gaius Memmius Jugurtha nach Rom. Er reiste zwar dorthin, doch als Jugurtha von Rom aus einen möglichen Rivalen in Numidien ermorden ließ, musste er fliehen. Gaius Marius wurde mit der Niederschlagung des Aufstandes beauftragt. Einer seiner Unterfeldherren namens Sulla erreichte in Verhandlungen die Auslieferung Jugurthas von dessen Schwiegervater Bocchus von Mauretanien. Sein Reich erbten Gauda, ein Halbbruder Jugurthas, und Bocchus I. von Mauretanien.
Bocchus I., der sich bis 108 v. Chr. neutral gehalten hatte, hatte zwar danach Jugurtha, der ihm ein Drittel seines Reiches zugesagt hatte, unterstützt, doch 105 v. Chr. hatte er ihn an die Römer ausgeliefert. Diese erkannten ihn nun als „Freund des römischen Volkes“ an. Nach seinem Tod im Jahr 80 v. Chr. folgten ihm seine Söhne Bocchus II. und Bogudes. Nach dem Tod des letzteren wurde das geteilte Mauretanien, deren Westteil Bogudes regiert hatte, wieder vereinigt.

### Römischer Klientelstaat (bis 40/42)

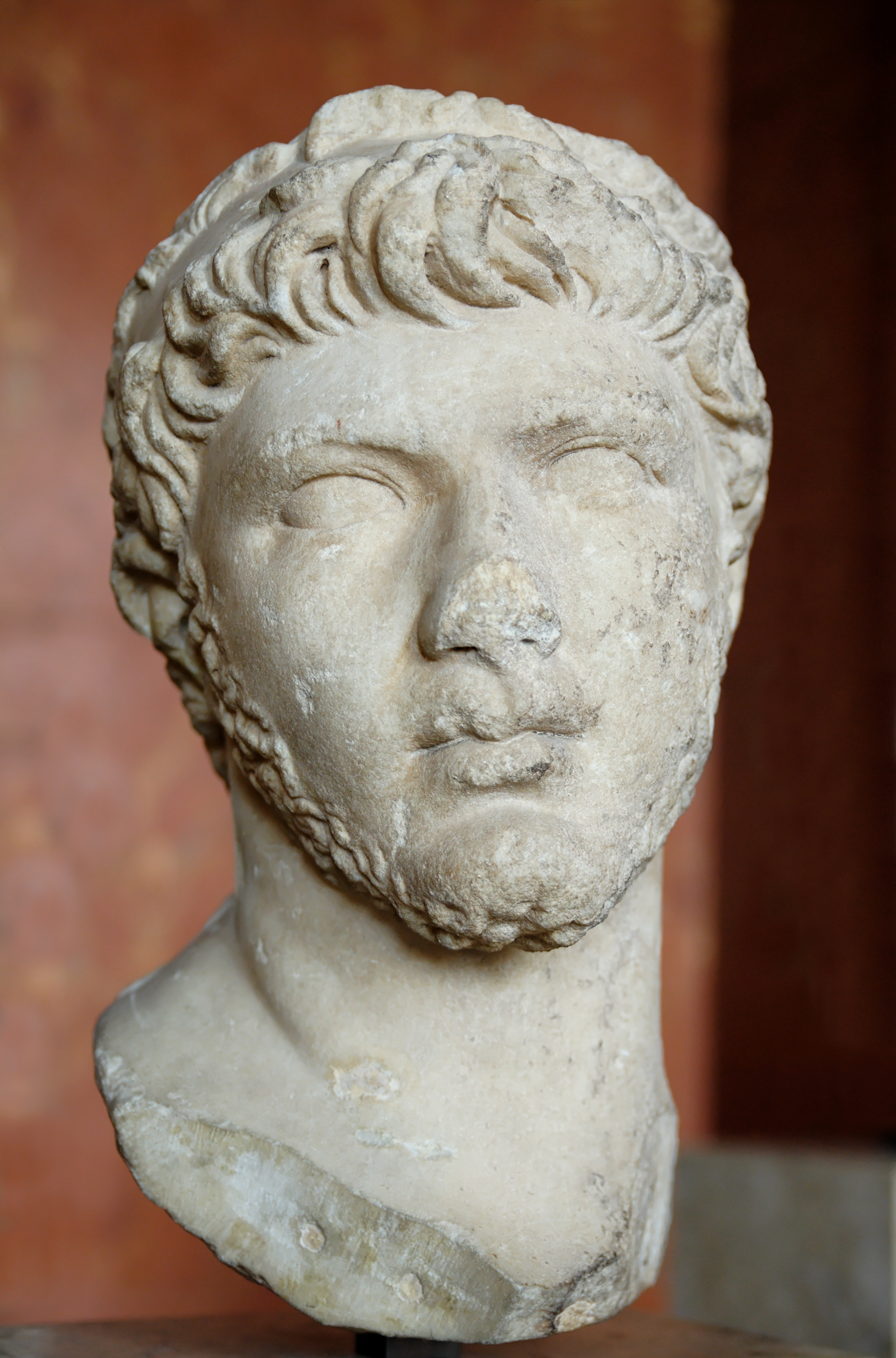
Büste des letzten Maurenkönigs Ptolemaeus (1 v. Chr. bis 40 n. Chr.), Louvre

Nach dem Sieg Caesars über die Pompeianer und damit über Juba I. wurde das Reich der Massylier aufgeteilt. Bocchu II. von Mauretanien, ein Verbündeter Caesars im Krieg gegen Juba, erhielt Westmassylien und Ostmassylien, also die Gegend um Sitifis.

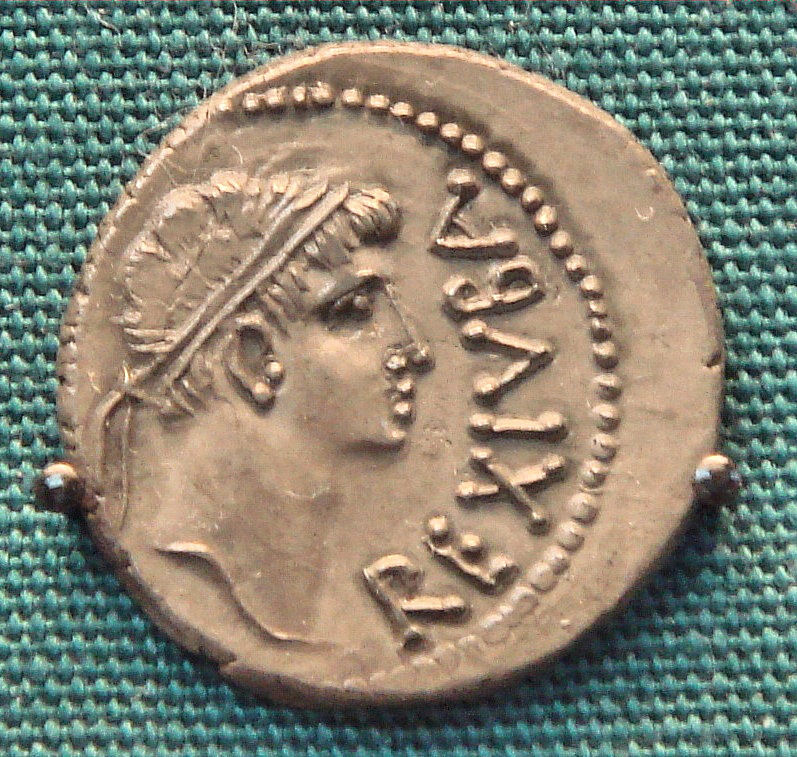
Münze Jubas II.

Das Königreich Mauretanien wurde 33 v. Chr. von König Bocchus II. testamentarisch an Rom vermacht. Augustus setzte Juba II. 25 v. Chr. als Herrscher über dieses Klientelkönigtum ein. 23 n. Chr. folgte ihm sein Sohn Ptolemaeus auf den Thron. Er schlug den gegen Rom gerichteten Aufstand des Tacfarinas nieder. Dieser Aufstand unter Führung eines in römischen Diensten ausgebildeten maurischen Soldaten, dauerte von 17 bis 24 an. Anlässlich des Besuches von Ptolemaeus in Rom ließ Kaiser Caligula ihn 40 n. Chr. ermorden. Er wollte das führerlose Reich annektieren. Der Widerstand gegen die Okkupation unter dem Freigelassenen Aedemon wurde bald niedergeschlagen.
Nachdem die Region 33 v. Chr. an die Römer gekommen war, gründeten sie Kolonien in Zilil, Babba (nicht lokalisiert) und Banasa, das als Iulia Valentia Banasa zwischen Tingi und dem Oued Sebou (Sububus flumen) entstand; die Hauptzentren im Süden waren Sala Colonia (Chellah am Rande Rabats) und Volubilis.

## Teil des Römischen Reiches (40/42 bis etwa 285/429 n. Chr.)

### Provinz Mauretania Tingitana, Sicherung der Südgrenze, Romanisierung

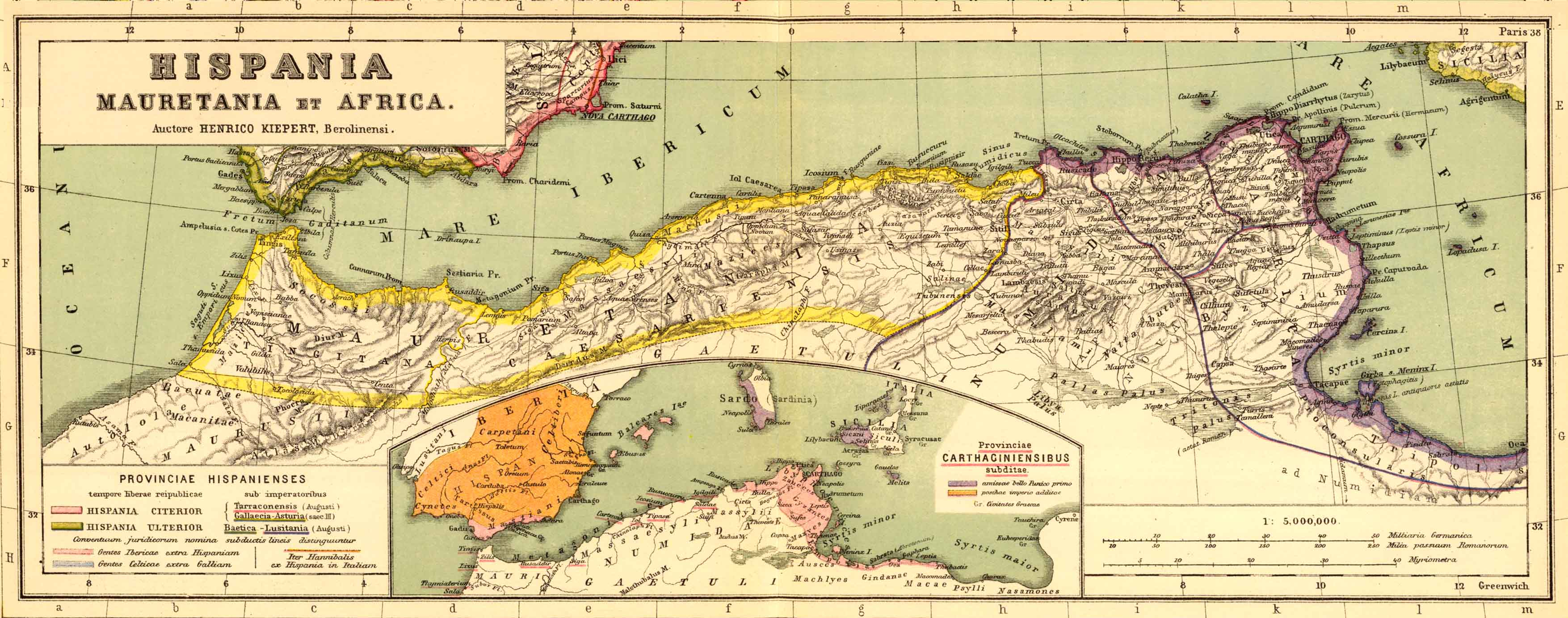
Die römischen Provinzen im Maghreb im 1. Jahrhundert n. Chr.

Suetonius Paulinus setzte als erster Statthalter der neuen Provinz die römische Herrschaft ab 42 durch. Kaiser Claudius teilte das Gebiet des Königreichs auf die Provinzen Mauretania Caesariensis mit der Hauptstadt Caesarea (Cherchell) und Mauretania Tingitana mit der Hauptstadt Volubilis, in der Spätantike (Tingis) auf. Dabei standen dem Statthalter 5 bis 10.000 Mann zur Verfügung, die sich auf mindestens 15 Lager verteilten. Eine gerade Verteidigungslinie zog sich von Sala aus ostwärts, die heute als Seguia Faraoun (Kanal der Pharaonen) bekannt ist. Am Sebou befanden sich die Lager von Thamusida und von Souk el-Arba, schließlich wurden um Volubilis Garnisonen in Sidi Moussa bou Fri, Aïn Schkour (nördlich von Moulay Idris) und Tocolosida (Bled Takourart) angelegt.
Mit dem Limes Mauretaniae wurde ein Versuch unternommen, die Südgrenze Mauretaniens und Numidiens langfristig zu sichern. Der Limes der beiden mauretanischen Provinzen war jedoch schon wegen der gewaltigen Grenzlänge, die vom Atlantik bis zur Ostgrenze der Provinz Caesariensis reichte, nicht als durchgehender befestigter Grenzwall denkbar. Stattdessen wurden vorrangig Sperranlagen (clausurae) in den Tälern des Atlas sowie Gräben (fossata), Wälle, aber auch eine Reihe von Wachttürmen und Kastellen errichtet. Die Anlagen waren durch ein nach strategischen Gesichtspunkten angelegtes Straßennetz verbunden. Die Severer ließen in der westlichen Caesariensis eine Reihe von Kastellen bauen.

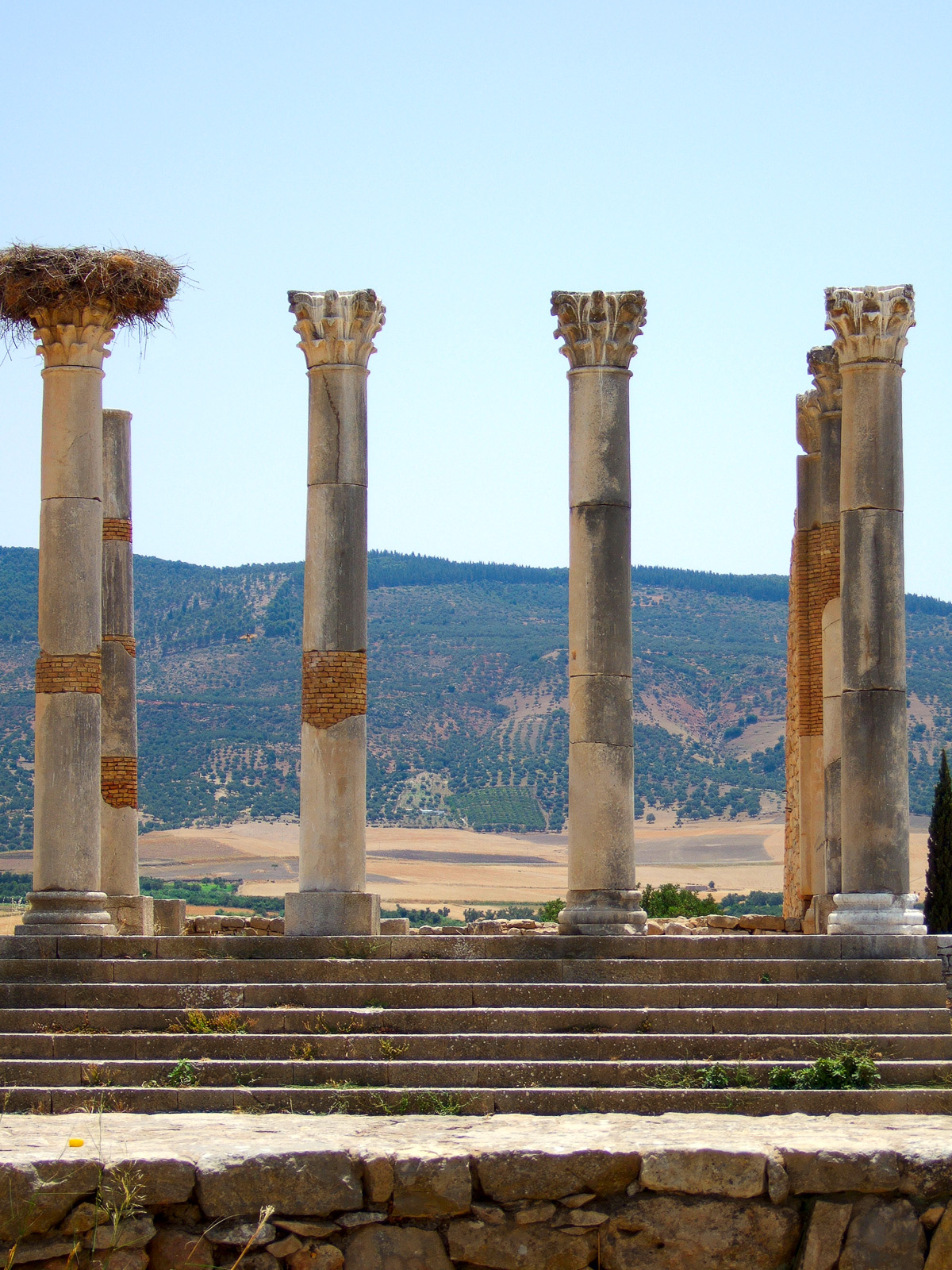
Wieder aufgerichtete Säulen in Volubilis

Die Tingitana wurde entlang des ins Landesinnere führenden Sububus (Sebou) ab dem 2. Jahrhundert durch Kastelle in Thamusida, Banasa und Souk el Arba du Rharb zusätzlich gesichert. Die römischen Truppen konzentrierten sich auf die Kastelle an der Küste und um die 42 ha umfassende Provinzmetropole Volubilis, die mit der Besetzung zum municipium erhoben wurde. Inschriften zeigen, dass hier Juden, Syrer und Iberer ebenso lebten, wie die indigene Bevölkerung. Hauptprodukt der Region war Olivenöl. Dem Schutz der Stadt, die, wie eine punische Inschrift belegt, mindestens seit dem 3. Jahrhundert v. Chr. bestand, diente ab der zweiten Hälfte des 2. Jahrhunderts n. Chr. eine neue Stadtmauer mit acht Toren sowie zahlreiche Lager und Beobachtungsposten in ihrer Umgebung. Das an der Küste gelegene Sala wurde durch einen 11 km langen Graben, der mit einer Mauer, vier Kleinkastellen und etwa fünfzehn Wachtürmen verstärkt war, vom Atlantik bis zum Bou-Regreg abgeriegelt. Zusätzliche Kastelle wurden in Tamuda (Tétouan), Souk el Arba du Rharb und Ksar el Kebir an der Atlantik- und der Mittelmeerküste errichtet.

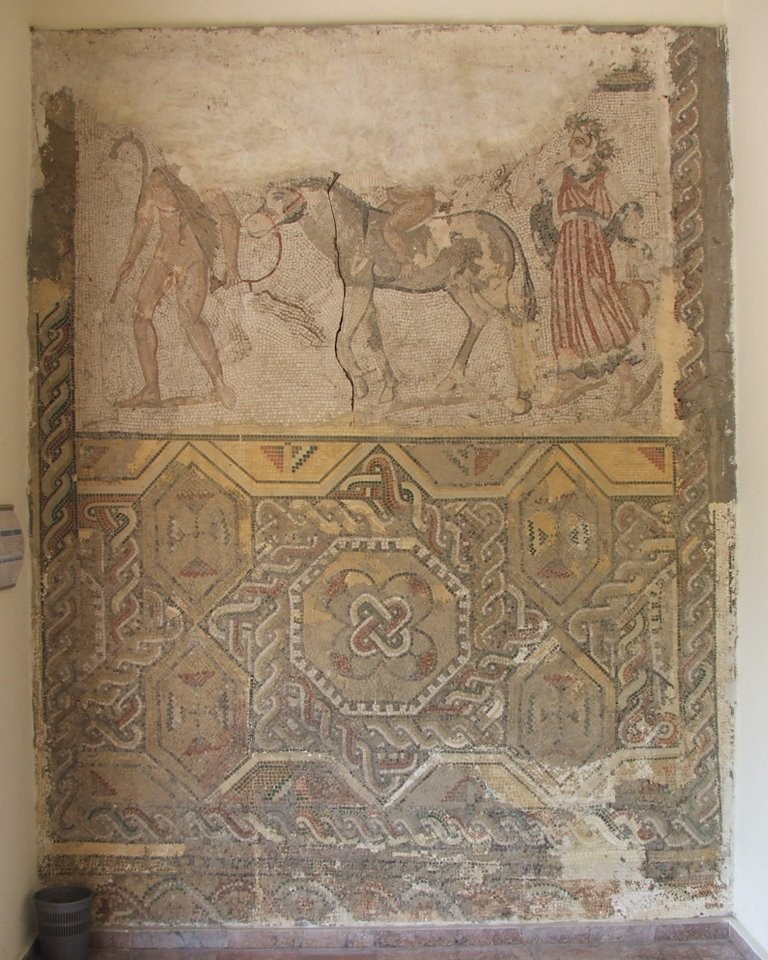
Römisches Mosaik aus Lixus, Archäologisches Museum Tétuan

Am Ostrand der Provinz Mauretania Tingitana lagen gebirgige Regionen, die von Berbern dominiert wurden. Einzig Septimius Severus unternahm Anfang des 3. Jahrhunderts einen Versuch, auch diese Gebiete zu besetzen. Die Statthalter Haius Diadumenianus (202) und sein Nachfolger Sallustius Macrinianus erhielten ausnahmsweise das Kommando über beide Provinzen Mauretaniens gleichzeitig. Infolge nicht näher bekannter Kämpfe wurde 90 km östlich von Volubilis bei Bou Hellou ein Siegesdenkmal errichtet.
Selbst zur Zeit seiner größten Ausdehnung in der Provinz Mauretania Tingitana lagen die Grenzen der römischen Machtausübung am Oued Lau (Laud flumen) und erstreckten sich von dort am Atlantik südwärts und bis Sala and Volubilis. Spätestens 290 musste der gesamte südliche Teil der Provinz bis zum Oued Loukos (Lixus flumen) jedoch aufgegeben werden, sieht man von Sala und der gelegentlichen Nutzung von Cerne ab.
Einzelfunde wie IAM 2, sowie archäologische Funde, die aufgrund vergleichsweise intensiver Untersuchungen recht zahlreich sind, ergaben eine dichtere Vorstellung von der römischen Epoche. Die östlichsten Funde wurden um Bou Hellou gemacht, es entstanden Werke zu den wichtigsten Straßen. doch in Ermangelung größerer Funde zeigt sich auch hier, dass die Tingitana eine Grenzregion war, in der die Straßen vor allem dazu dienten, Lager, kleine Kastelle und Wachtürme miteinander zu verbinden.
Ein Teil der berberischen Oberschicht suchte die Integration in das römische Herrschaftssystem. So erhielt ein Aurelius Iulianus, Oberhaupt (princeps gentium) der Zegrenses im südwestlichen Rif, mitsamt seiner Frau und seinen vier Kindern, im Jahr 177 das römische Bürgerrecht. Bereits 168/69 hatte ein Julianus, prominenter Angehöriger des Stammes, in Anerkennung seiner Loyalität die Bürgerschaft erhalten. Die beiden Zueignungen sind als Tabula Banasitana bekannt. Im Gegensatz zu den Zegrenses, die als Provinzialen betrachtet wurden, wurden die benachbarten Baquates wie Foederaten behandelt, lagen also außerhalb des unmittelbaren römischen Einflussbereichs. Apuleius von Madauros, einer Stadt im Nordosten Algeriens, war ein Vertreter dieser in weiten Teilen in die römische Gesellschaft integrierten Gruppen – er selbst bezeichnete sich als „Halbnumider und Halbgaetuler“, womit er sich halb zu den Gaetulern rechnete, jenen Völkern, die südlich des Atlas und der Provinz Mauretanien sowie westlich der Garamanten bis zur Küste die Sahara bewohnten. Männer wie diese, deren Werke zur Weltliteratur zählen, zeigen, dass diese Berber keineswegs erst durch die Islamisierung den „Anschluss an die Geschichte“ gefunden haben, wie bis vor wenigen Jahrzehnten gemutmaßt wurde. Dies zeigt sich erst recht bei dem im frühen 2. Jahrhundert v. Chr. geborenen Libyer Terenz, der neben Plautus der wichtigste Dichter Altlateinischer Zunge und zugleich einer der berühmtesten Komödiendichter der römischen Antike war.
Mit den genannten Baquates schloss Rom 277 und 280 Verträge. Clementius Valerius Marcellinus, der Statthalter der Provinz Mauretania Tingitana schloss, so lässt sich einer Inschrift entnehmen, am 24. Oktober 277 einen Vertrag mit Julius Nuffuzius, Sohn des Julius Matif, des Königs der Baquaten. Eine gut zweieinhalb Jahre jüngere Inschrift belegt, dass die beiden Vertragspartner die Abmachungen weiter als gültig betrachteten. Inzwischen war allerdings der alte König verstorben und sein Sohn Julius Nuffuzius selbst König geworden. Der Titel „rex“ wurde dem Führer der Baquaten, der im Übrigen das römische Bürgerrecht besaß, nur in diesem Zusammenhang eingeräumt.
Von Dauer war der Frieden offenbar nicht, denn wenige Jahre später musste Volubilis, eine verhältnismäßig große Stadt von vielleicht 40.000 Einwohnern, aufgegeben werden. Noch unter Mark Aurel hatte sie eine 2,6 km lange Stadtmauer erhalten, mit sieben Toren und vierzig Türmen. Doch wurde die Stadt nicht evakuiert, denn noch im 7. Jahrhundert lebten hier romanisierte Einwohner. Mindestens zwischen 599 und 655 bestand eine christliche Gemeinde mit städtischen Einrichtungen fort. Um 800 zogen viele der Bewohner nach Moulay ldris, das nach 791 gegründet worden war.
Angriffe der lokalen Stämme veranlassten Diokletian die Grenze in der Tingitana auf die Linie Frigidae–Thamusida zurückzunehmen. Volubilis wurde spätestens jetzt aufgegeben, während Sala wohl noch bis in das frühe 4. Jahrhundert römisch blieb.

### Römische Religion, Gesellschaft und Staat der Spätantike

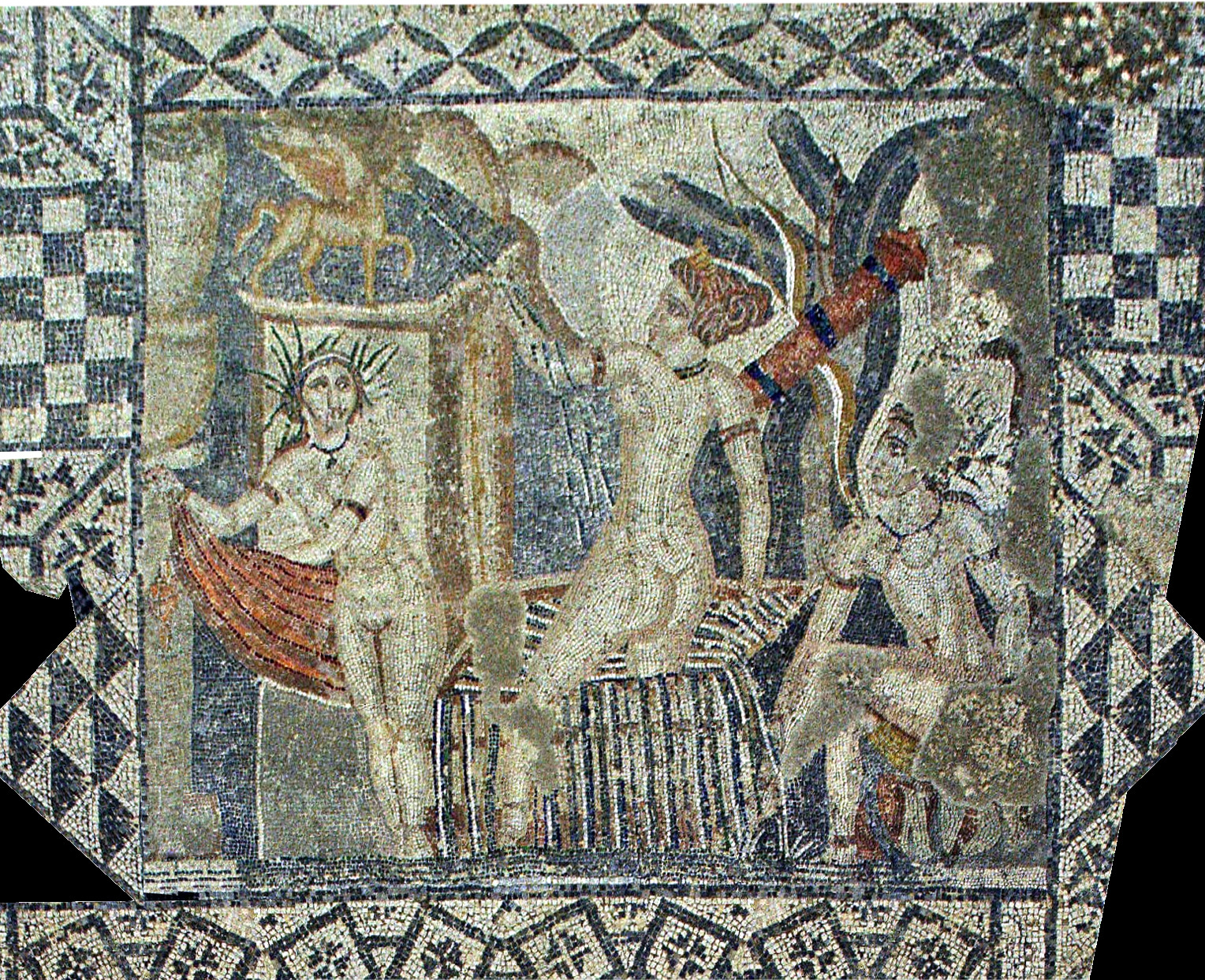
Diana entsteigt ihrem Bad, Mosaik aus Volubilis

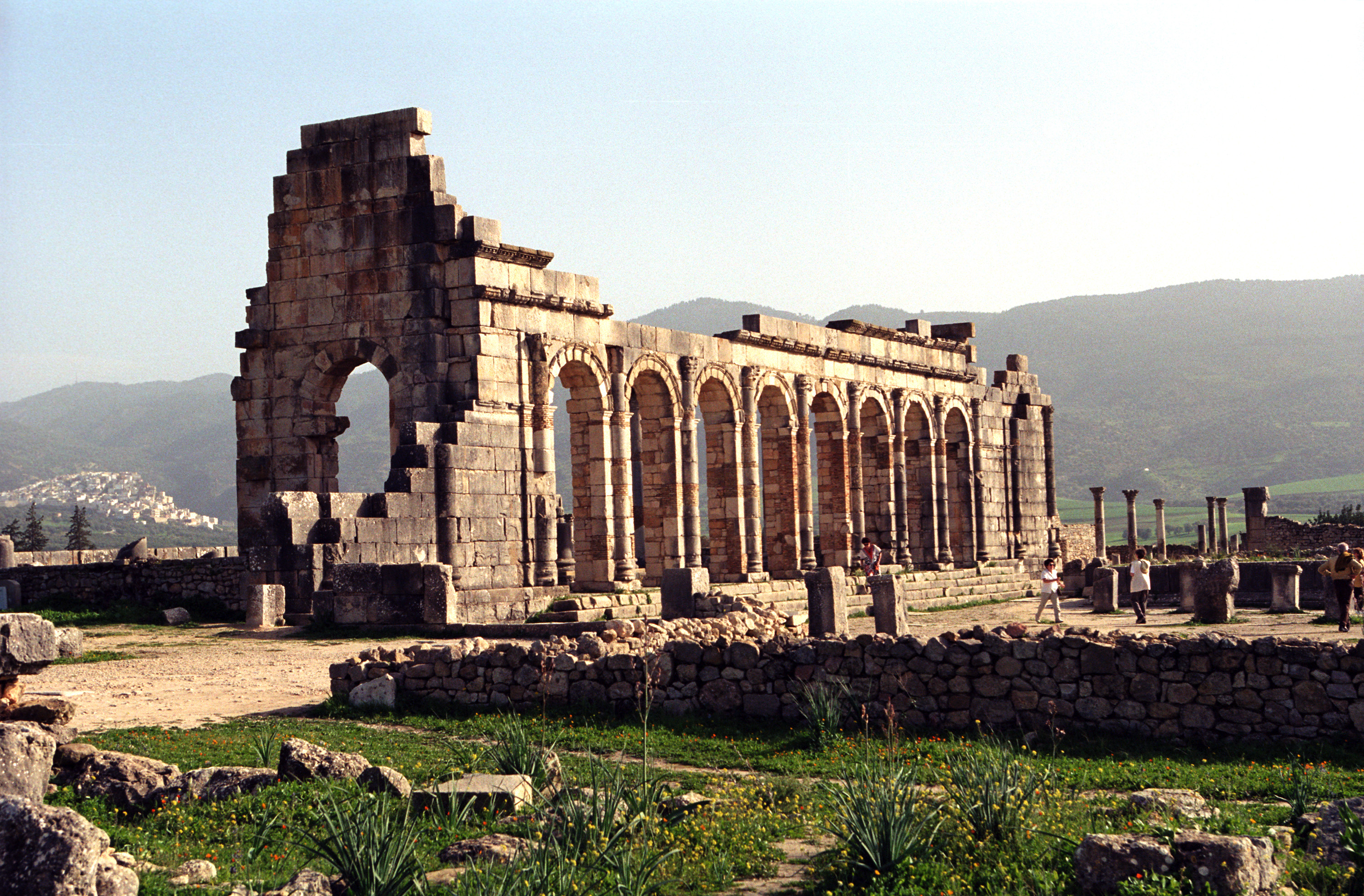
Basilika von Volubilis

Die römische Religion kam vor allem in Form der Trias Jupiter, Juno und Minerva nach Nordafrika. Auch Mars spielte als Kriegsgott eine wichtige Rolle, hinzu kam seit Augustus der Kaiserkult. Neben der offiziellen Religion bestanden alte Götter fort, die nur die neuen Namen erhielten. Die römischen Götter ihrerseits wurden in der neuen Umgebung abgewandelt. Saturn und Baal, Caelestis und Tanit konnten so ineinander übergehen.
Nach heutigen Maßstäben war der römische Staat überaus „schlank“, geradezu minimalistisch. Er delegierte, sieht man von der Armee und der obersten Rechtsprechung ab, alle staatlichen Aufgaben an die etwa 2500 über das ganze Reich verstreuten Städte. Polizeiaufgaben, Straßenunterhalt, Befestigungsanlagen, vor allem aber das Einziehen der Steuern lag bei den Stadtversammlungen. Daneben traten nur noch Handelsvereinigungen auf, die collegia und corpora. So entschieden in jeder Stadt vielleicht 30 bis 100 Männer, curiales, darüber, wie die Lasten auf die Bürger verteilt wurden, und welchen Anteil sie selbst von den Rechten und Geldmitteln erhielten. Nicht Geld war die Grundlage von Macht und Einfluss, sondern der städtische Einfluss mit seinen Rechten und Privilegien war die Grundlage, um vermögend zu werden.
Die Gesamtzahl der Kurialen im westlichen Reich mag bei 65.000 gelegen haben; im Osten, der viel stärker urbanisiert war, dürfte ihre Zahl höher gewesen sein. Diese kuriale Klasse ballte sich dementsprechend dort, wo die meisten Städte bestanden, also um Rom und in Mittelitalien, in Südspanien, auf Sizilien, um Karthago. Schon etwas weniger dicht war das städtische Netz an der Mittelmeerküste Galliens, dann der Norden und der Süden Italiens, Dalmatien, weite Gebiete Iberiens, sowie Numidiens Norden, in einem Raum von vielleicht bis 100 km von der Küste entfernt.
In diesen Gebieten lebte nicht nur der überwiegende Teil der Bevölkerung, sondern auch der frühen Christen. Fast alle Autoren, die in den Auseinandersetzungen zwischen Paganen und Christen eine Rolle spielten, entstammten kurialen Familien. Ein ländliches Christentum erscheint in den Quellen erst im 4. und 5. Jahrhundert. Diese Fixierung auf Stadt und Kurialenklasse brachte in den Auseinandersetzungen Debatten um Armut und Reichtum zutage, die 90 % der Bevölkerung gar nicht betrafen, denn sie hatten weder an der Macht noch am Vermögen der Kurialen Anteil. Die entsprechenden Schriften richteten sich dementsprechend an die eigene, politisch abgeschlossene Klasse.
Dabei blieb Nordafrika von Bürgerkriegen und Invasionen lange weitgehend verschont, so dass sich die ungewöhnliche Prosperität des 2. Jahrhunderts bis weit in das 4. Jahrhundert fortsetzte. Während in den gefährdeten Gebieten einschließlich Roms der Bau von Theatern, Bädern und Arenen zugunsten von Stadtmauern und sonstigen Wehranlagen zurücktreten musste, war dies in Nordafrika sehr viel weniger ausgeprägt und trat sehr viel später auf. Im 3. Jahrhundert wurde die Steuerlast auf alle Provinzen ausgedehnt und mit zunehmender Konsequenz und Härte wurden die Abgaben eingetrieben.
Die Krise des 4. und 5. Jahrhunderts, die Westrom nicht überstand, hatte eine andere Natur. 80 % der Bevölkerung arbeiteten in der Landwirtschaft und trugen vielleicht 60 % zum Gesamtprodukt des Reiches bei, so sehr diese Angaben auch Näherungswerte sein mögen. Dabei reichte die Erntezeit vom Frühjahr im Süden bis zum Spätsommer im Norden. Im Mittelmeerraum kamen ab dem Spätherbst Olivenöl und Wein hinzu. Außer in Ägypten schwankten dabei die Erntemengen so stark, dass man geradezu von schockartigen Sprüngen sprechen kann. Dementsprechend waren einem Kaiser die Götter geneigt, wenn die Ernte gut ausfiel. So glaubte Maximinus Daia, die Götter stimmten seiner Verfolgung der Christen in Tyros zu, denn das alles entscheidende Wetter war überaus günstig. Im Süden Spaniens forderten Christen, die mittels Ritualen ihren Gott günstig stimmen wollten, dass man die Juden nicht auf die Felder lasse, denn sie verdürben die Wirkung der Rituale.
Den Bauern blieb nach Abzug aller Abgaben vielleicht ein Drittel der Ernte, und, was noch schwerer wog, sie hatten praktisch keinerlei Puffer gegen die Unbilden des Wetters und der schlechten Ernten. Dabei zogen die Landbesitzer selbst, die domini, nur selten selbst ihre Abgaben ein. Sie hatten ihre Landverwalter vor Ort, die, wie die Kurialen in den Städten, Eintreiber waren, die die lokalen Konflikte aber auch aushalten mussten. Sie schotteten die Domini davon ab, bis diese kaum mehr eingriffen, zumal sie für die Landleute unerreichbar waren.

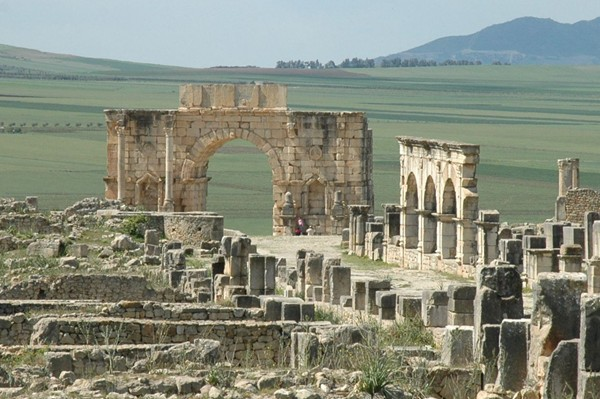
Unter Caracalla entstandener Triumphbogen in Volubilis

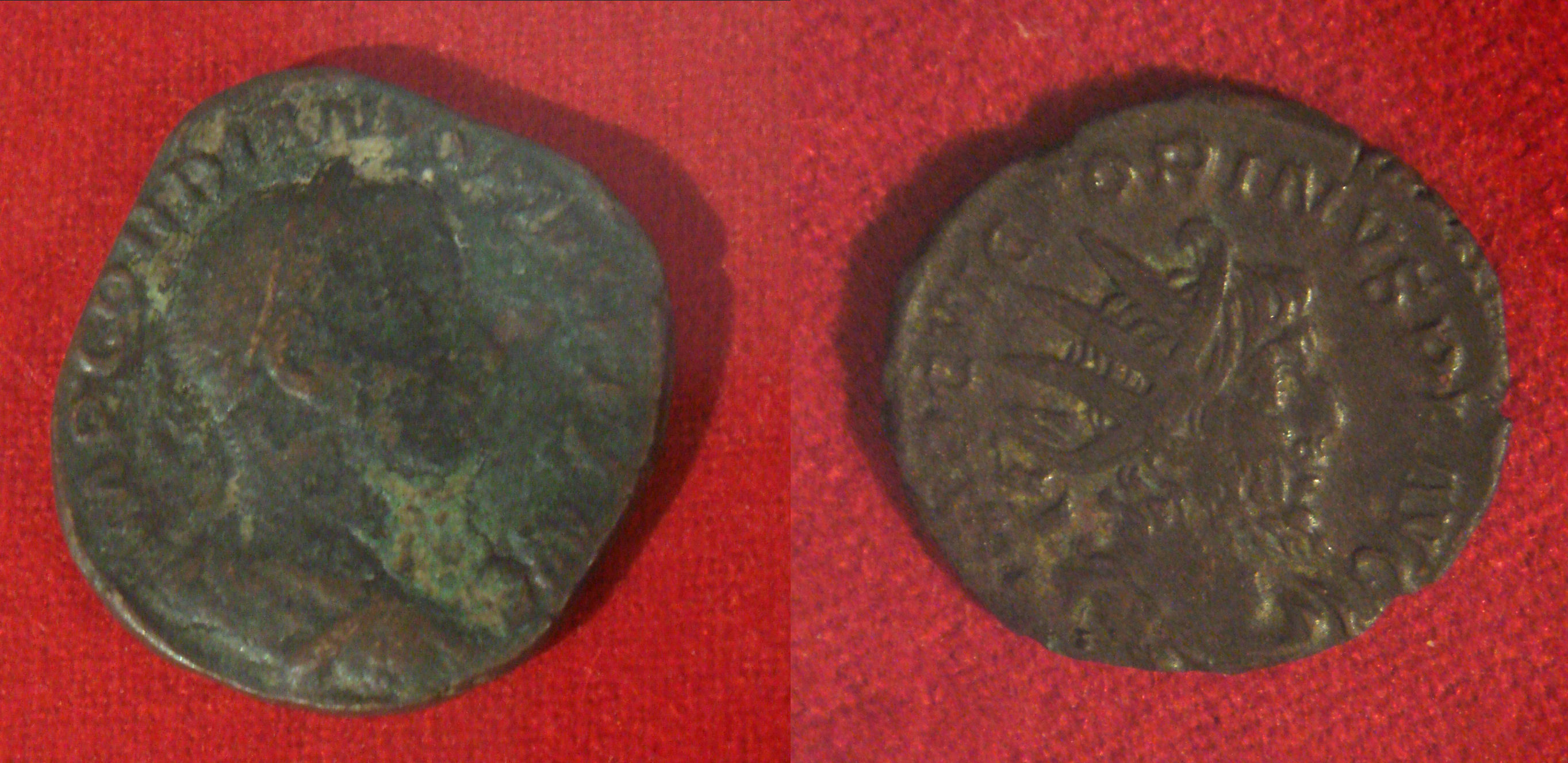
Römische Münze aus Essaouira, 3. Jahrhundert

Dabei bot zugleich der Wirtschaftsraum des Reiches den Vermögenden ganz andere Möglichkeiten. Sie konnten sich umfangreich bevorraten und damit günstigere Verkaufszeiten abwarten, also höhere Preise, wie sie vor der neuen Ernte auftraten, und sie konnten vor allem größere Distanzen überwinden, um Städte und Armeen zu versorgen. Die Bauern waren hingegen auf die lokalen Märkte mit ihren extremen Preisschwankungen angewiesen. So profitierten die Vermögenden alljährlich von regionalen und zeitlichen Preisschwankungen. Dabei waren die größten Kornhändler die Kaiser selbst. Mit dem Goldsolidus wurde die Grenzlinie zwischen der Ökonomie der Vermögenden und des Restes der Gesellschaft, der auf Bronze- und Silbermünzen angewiesen war, ständig sichtbar. Die Abschottung der gesellschaftlichen Schichten wurde auch hierin selbst für römische Verhältnisse überaus scharf spürbar und damit konfliktreich. Zudem musste dieser Reichtum zur Schau gestellt werden, um die Zugehörigkeit glaubhaft zu machen. Die reichsten römischen Senatoren verfügten über mehr Einnahmen als ganze Provinzen. Um 405 verfügte die junge Erbin Melania die Jüngere über Einnahmen von 120.000 Goldsolidi im Jahr, was 1660 Pfund Gold entsprach.
Unterhalb dieser kleinen Gruppe bestand in den Provinzen eine Gruppe lokaler Grundbesitzer, die über Villae verfügten. Ihnen ebneten die Kaiser seit Konstantin den Weg in den römischen Senat. Damit kam ihnen mehr Macht und damit, nach dem römischen Prinzip, auch sehr viel größeres Vermögen zu. Sie bildeten eine Art vermittelnder Schicht, deren Angehörigen der Titel vir clarissimus bzw. femina clarissima zustand, und die vielfach aus etablierten Provinzialenfamilien kamen.
Mit diesem Senatorenrang kehrten vielleicht 2000 Männer in ihre Provinzen zurück. Doch einige Familien hatten diesen „nachkonstantinischen Goldrausch“ verpasst und fürchteten ihren Abstieg. Vor allem Dekurionen oder Kurialen waren es, die den gesellschaftlichen Abstieg fürchteten, den Fall in die große Gruppe derjenigen, die auch vor Folter und Peitsche nicht sicher waren. Dagegen half vor allem das System der Patronage, des Aufstiegs durch Vermittlung einflussreicher Menschen.

### Municipium und Kolonat
Die klassisch-römische Gesellschaft war bereits im 2. Jahrhundert, mehr jedoch noch während der „Reichskrise des 3. Jahrhunderts“ starken Veränderungen unterworfen. 212 erhielten alle Städte des Reiches mindestens den Rang eines municipiums, was die besagten finanziellen Lasten mit sich brachte. Jeder männliche Bewohner zwischen 14 und 60 hatte eine jährliche Abgabe zu entrichten. Die kleine Gruppe der römischen Bürger war hiervon allerdings befreit, die oberen Klassen (metropolites) zahlten eine verminderte Abgabe.
Kaiserliche Gesetze schufen, vermutlich auf Initiative der großen Landbesitzer, die Voraussetzungen, um beinahe unbeschränkte Verfügungs- und Polizeigewalt an lokale Herren abzutreten, deren wachsende Wirtschaftseinheiten sich dadurch gegenüber staatlichem Einfluss zunehmend abriegelten. Die Landbevölkerung wurde zunächst gezwungen, das Land zu bebauen und Abgaben (tributum) zu entrichten. War bis ins 5. Jahrhundert vielfach die bodenbearbeitende Bevölkerung an ihr Land gebunden, während ihr Besitz ihrem Herrn gehörte, so konnten andere nach drei Jahrzehnten in diesem Rechtszustand ihren mobilen Besitz, bzw. ihr Vermögen in eigenen Besitz nehmen. Unter Kaiser Justinian I. wurde nicht mehr zwischen freien und unfreien Kolonen unterschieden. Kolone und Unfreier wurden nun identisch gebraucht, um Ackerbauer zu beschreiben, die an die Scholle gebunden waren und kein freies Eigentum mehr besaßen.
Seit Konstantin dem Großen durften die Herren flüchtige Kolonen, die vor weniger als dreißig Jahren verschwunden waren, in Ketten legen. Seit 365 war es den Kolonen verboten, über ihren eigentlichen Besitz zu verfügen, wohl in erster Linie Arbeitsgeräte. Seit 371 durften die Herren die Abgaben der Kolonen selbst eintreiben. Schließlich verloren die Ackerbauer 396 das Recht, ihren Herrn zu verklagen.

### Christliche Kirchen in der Spätantike
Die Kirchenorganisation in der Tingitana war kaum entwickelt. So nahm an der Synode von Elvira, die zwischen 295 und 314 stattfand, mangels Bistümern kein einziger Bischof aus der Provinz teil. Dennoch weist Tingis einen Märtyrer auf, nämlich Publius Aelius Marcellus, der der Legende nach ein Centurio gewesen sein soll, der in Tingis stationiert war, und der es ablehnte, an den Geburtstagsfeierlichkeiten Kaiser Maximians (286–305) teilzunehmen.
Im Gegensatz zur Kirche der Jahre zwischen 370 und 430, die durch herausragende Männer wie Ambrosius von Mailand gekennzeichnet war, war die Situation zwischen 312 und 370 eine andere. Zwar bildete der Klerus eine eigene Klasse, die, wie alle Priester der diversen Religionen von öffentlichen Diensten und persönlicher Besteuerung befreit war, doch die Kaiser verweigerten den Kirchenmännern den Zugang zu den oberen Klassen der Gesellschaft. Zudem erzeugte dies bei den Kurialen, die nicht von Abgaben befreit waren, Widerstand, denn je mehr Mitglieder einer Gemeinde von Abgaben befreit wurden, desto höher wurde die Belastung der übrigen, weil die Abgaben der Stadt auf alle Kurialen umgelegt wurden. Daher suchte man ständig nach vermögenden Angehörigen der plebs, die man per Aufstieg zu Aufgaben und Abgaben heranziehen konnte.
Die Gemeinde dieser Kleriker des 4. Jahrhunderts setzte sich zudem keineswegs, wie lange geglaubt, aus den Armen und Marginalisierten der Gesellschaft zusammen. Forschungen, wie die von Jean-Michel Carrié zeigen, dass die Angehörigen der Gemeinden Handwerker und Beamte, Künstler und Händler waren. Sie selbst bezeichneten sich gelegentlich als „mediocres“.
Daher war operatio, den Armen Almosen geben, nicht nur eine wichtige Aufgabe, sondern die Lebenskraft (vigor) der Kirche, wie Bischof Cyprian von Karthago schrieb, ebenso wie die Finanzierung von Kirchenbauten. Ersteres war vor allem in Zeiten der Verfolgung wichtig, für die Gefangenen und die Flüchtlinge. Dies galt jedoch nur für Christen, so dass sich in der Gemeinde erhebliche Geldbeträge sammelten. Daher konnte Cyprian zur Befreiung einiger Gemeindemitglieder, die in berberische Hände gefallen waren, 100.000 Sesterzen aufbieten. Es waren dies und die Versorgung von Armen, die der Kirche staatliche Privilegien einbrachten. In einem Privileg von 329 wird explizit erläutert, dass der Klerus für die Armen da sein sollte, während die Vermögenden, zu denen der Klerus nicht gehörte, ihren Aufgaben nachgehen sollten. Ammianus Marcellinus erwartete vom Klerus verecundas, das Wissen um den richtigen Platz in der Gesellschaft. Doch führende Mitglieder der Gesellschaft, die zu Christen wurden, konnten, unter Verdrängung langjähriger Mitstreiter der Gemeinde, bald in einem Zug aufsteigen, statt über lange Ausbildungs- und Erfahrungszeiten. Ambrosius von Mailand konnte so unmittelbar zum Bischof werden.

## Vandalenreich (429 bis 535)
Im Zuge der Völkerwanderung setzten 429 vielleicht 50.000 (Prokop) oder 80.000 (Victor von Vita) Vandalen und Alanen unter der Führung ihres Kriegskönigs Geiserich von Iberien nach Afrika über. Dies entsprach einer Streitmacht von etwa 10.000 bis 15.000 Mann. Einige Berberstämme unterstützten sie, ebenso wie Donatisten, die sich Schutz vor der Verfolgung durch die römische Staatskirche erhofften. 435 schloss Rom mit den Vandalen einen Vertrag, worin sie die beiden Provinzen Mauretania Tingitana und Mauretania Caesariensis sowie Numidien erhielten.

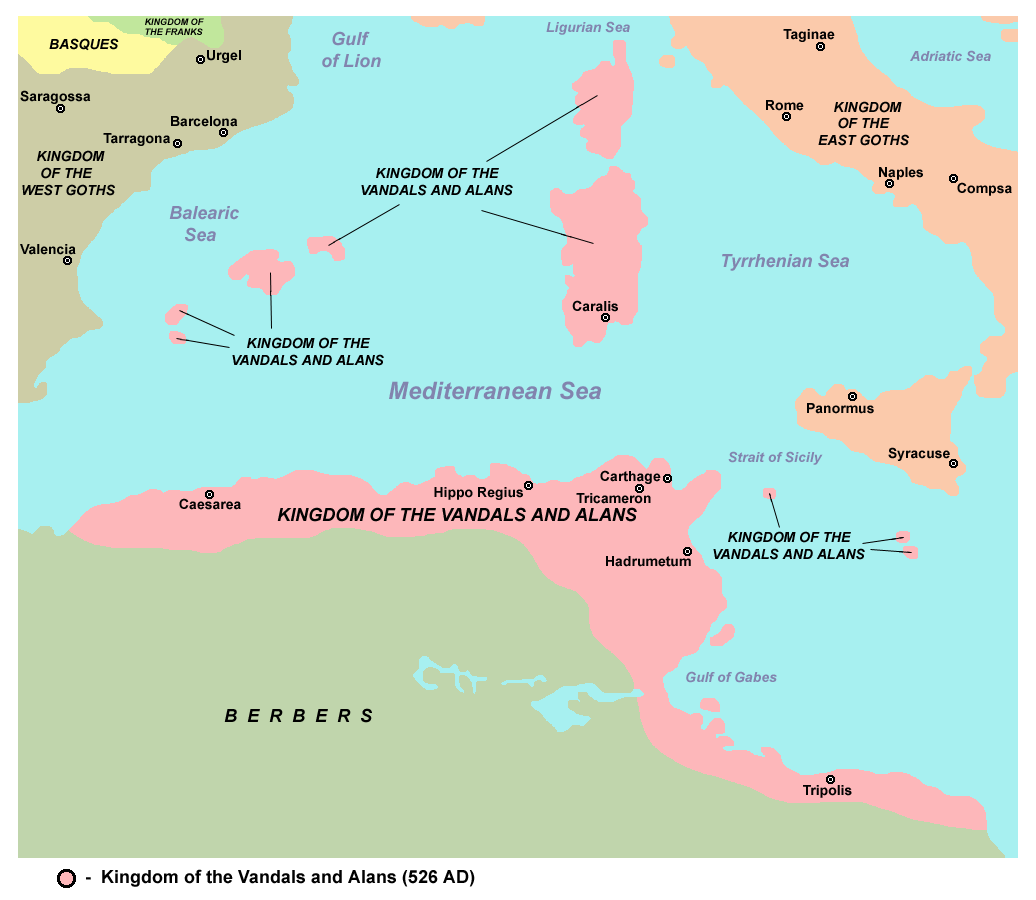
Herrschaftsgebiet der Vandalen und Alanen

439 eroberten sie jedoch unter Bruch des Vertrages Karthago, wobei ihnen die dort stationierte Flotte in die Hände fiel. Mit ihrer Hilfe gelang den Vandalen die Eroberung Sardiniens, Korsikas und der Balearen und sie plünderten im Jahr 455 sogar Rom. Doch die Tingitana konnten sie nicht auf Dauer kontrollieren.
Die Vandalen hingen dem Arianismus an, einer Glaubensrichtung, die auf dem Ersten Konzil von Nicäa zur Häresie erklärt worden war. Besitz der katholischen Kirche wurde in ihrem Machtbereich beschlagnahmt. Die an den Boden gebundenen Kolonen dürften dabei nur die Herren gewechselt haben; die kaiserlichen Güter wurden wohl einfach in königliche Güter verwandelt und dienten der herrschenden Dynastie.
Geiserichs Sohn Hunerich bekämpfte die katholische Kirche verstärkt. Zwar wurde auch Cirta Teil des Vandalenreichs, doch zugleich wurden übrigen römischen Gebiete zu eigenen Kleinstaaten, die in wechselnden Koalitionen das Vandalenreich bedrängten. Hunerichs Nachfolger Thrasamund setzte die Kirchenpolitik fort. Dabei verloren die Vandalen an Ansehen, zum einen, weil sie die Ostgoten nicht unterstützten, zum anderen, weil sie kein Mittel gegen die Berber fanden, die Stück für Stück vandalisches Gebiet besetzten. Das galt inzwischen nicht nur für den Westen, sondern auch für das Kernland um die Hauptstadt.

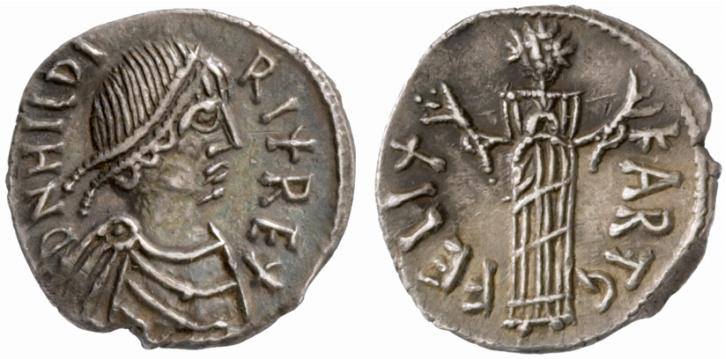
Münze aus der Zeit König Hilderichs († 533)

König Hilderich distanzierte sich vom Arianismus. Die Mauren unter Führung eines gewissen Antalas schlugen im Osten Tunesiens eine vandalische Armee. Masties machte sich unabhängig und beherrschte das Hinterland. Er bekämpfte die Arianer und ließ sich möglicherweise zum Kaiser ausrufen.
Als eine Verschwörung den König stürzte und Gelimer auf den Thron brachte, wurde dieser von Ostrom als Usurpator betrachtet. 533 landeten 16.000 Mann unter Führung des Feldherrn Belisar, siegten in der Schlacht bei Tricamarum und besetzten das Vandalenreich.

## Ostrom-Byzanz am Küstensaum (ab 533), Berberreiche im Hinterland
siehe auch: Byzantinische Herrschaft im Maghreb

### Militär- und Zivilverwaltung, Bistum, Exarchat

Oströmische Gebiete um 550

Karthago wurde Sitz eines oströmischen Statthalters, eines Prätorianerpräfekten, der für zivile Angelegenheiten zuständig war und dem sechs Gouverneure unterstanden. Für den militärischen Bereich wurde ein Magister militum für das kaiserliche Nordafrika eingesetzt, dem vier Generäle unterstanden. Der Bischof von Karthago erhielt 535 vom Kaiser die Würde eines Metropoliten. Insgesamt bestanden sieben Provinzen, nämlich Proconsularis (auch Zeugitana) und Byzacium auf dem Gebiet des heutigen Tunesien, Tripolitanien (Nordlibyen), Numidia (vor allem Ostalgerien), Mauretania Caesariensis (Nordwestalgerien) und Mauretania Tingitana (Nordmarokko) sowie Sardinien. Hinzu kamen fünf Duces in Tripolitanien (Sitz in Leptis Magna), Byzacium (Capsa und Thelepte), Numidien (Constantina), Mauretanien (Caesarea) und den Dux von Sardinien.
590 entstand zur Bündelung militärischer und ziviler Kompetenzen das Exarchat von Karthago. Um 600 wurde Herakleios der Ältere Exarch. 610 stürzte sein gleichnamiger Sohn Herakleios den oströmischen Usurpator Phokas, indem er mit der karthagischen Flotte nach Konstantinopel fuhr. Als die Perser ab 603 große Teile des Oströmischen Reiches eroberten, wie 619 Ägypten, hegte Kaiser Herakleios Pläne, die Hauptstadt nach Karthago zu verlegen. Dazu kam es dann nicht, denn er konnte die Perser ab 627 besiegen.

### Aufstand des Stotzas, Rückhalt in Mauretania
Als 536 Teile der Garnisonstruppen in Africa gegen den oströmischen Feldherrn Solomon rebellierten, wählten sie den Soldaten Stotzas zu ihrem Anführer. Die Aufständischen belagerten Karthago. Als Belisar wieder in Africa landete, floh Stotzas nach einer Niederlage nach Numidien. General Germanus, ein Verwandter des Kaisers Justinian, konnte Stotzas schlagen, obwohl hinter seinem Heerhaufen einige zehntausend Mauren unter Jabdas und Ortaias standen. Doch einige Stämme machten Germanus bereits vor der Schlacht Bündnisangebote. Stotzas floh mit wenigen Getreuen nach Altava in Mauretania, wo er die Tochter eines Fürsten heiratete und 541 den Königstitel angenommen haben soll. 546 wurde er in einer Schlacht durch einen Pfeil getötet, auch wenn sein Heer siegte.

### Streben nach Autonomie, Berberreiche, Antalas und Cusina
Numidia spielte eine immer selbstständigere Rolle. Das Streben der Berber nach Autonomie hatte sich bereits zur Zeit der Vandalen verstärkt, als im Westen weite Teile der Provinz Tingitana unabhängig geworden waren, möglicherweise weiter gefördert durch die Religionspolitik der Vandalen. Zumindest einige Berbergruppen adaptierten das römische Legitimationsmuster und nannten sich etwa rex gentis Ucutamani (CIL. VIII. 8379).
Yves Modéran legte 2003 eine grundlegende Studie zur Geschichte der Berber in dieser Zeit vor. In der Vandalenzeit kam es wieder zu einer verstärkten Tribalisierung der Berber. Es war sogar die Zugehörigkeit zu einem Stamm, die geradezu den Berber ausmachte, während römische Sprache, Christentum oder Titel diese Zugehörigkeit keineswegs minderten.
Als die Vandalen zwar besiegt waren, aber noch Widerstand leisteten, erschienen Gesandte der Berber aus Mauretania, Numidia und Byzacena bei Belisar und boten ihre Unterstellung unter die kaiserliche Herrschaft an. Doch verlangten sie eine Investitur, also wohl eine durch römische Titel gesicherte Einsetzung in ihre Ämter. Die Fürsten Antalas, Cusina und Iaudas, die für die weitere Geschichte eine zentrale Rolle spielten, dürften sich dementsprechend unterstellt haben. Der um 499 geborene Antalas, Sohn des Fürsten der Frexen namens Gunefan, hatte bereits 529 begonnen, die Vandalen zu bekämpfen. Infolge seines Sieges über deren Armee im Jahr 530 war es zu jenem Putsch gekommen, der Konstantinopel die Legitimation zum Eingreifen geliefert hatte.
Einer der Führer des Aufstands von 534/35 in der Byzacena war Cusina, dessen Mutter eine „Römerin“ war. Er galt damit als Afrer, wie man die römisch-berberische Bevölkerung nannte. Nach der Niederlage gegen Ostrom und Antalas floh Cusina zum Fürsten Iaudas nach Numidien, der nach Modéran zwar der am schlechtesten bekannte der drei berberischen Fürsten war, aber wohl der einflussreichste. Er hatte sich im ostalgerischen Aurès 535 gegen Ostrom erhoben, doch Solomon konnte ihn 539 besiegen. Iaudas ergab sich dennoch nicht, sondern floh nach Mauretania. Von 542 bis 543 ereilte die Region die große Pest, so dass es zu keinen weiteren Kampfhandlungen mehr kam. Mit den in Libyen an der Syrte lebenden Berbern, den Lawata, besiegte Antalas die Römer unter Solomon.

## Arabische Expansion, Islamisierung

### Spaltung in Sunniten und Schiiten

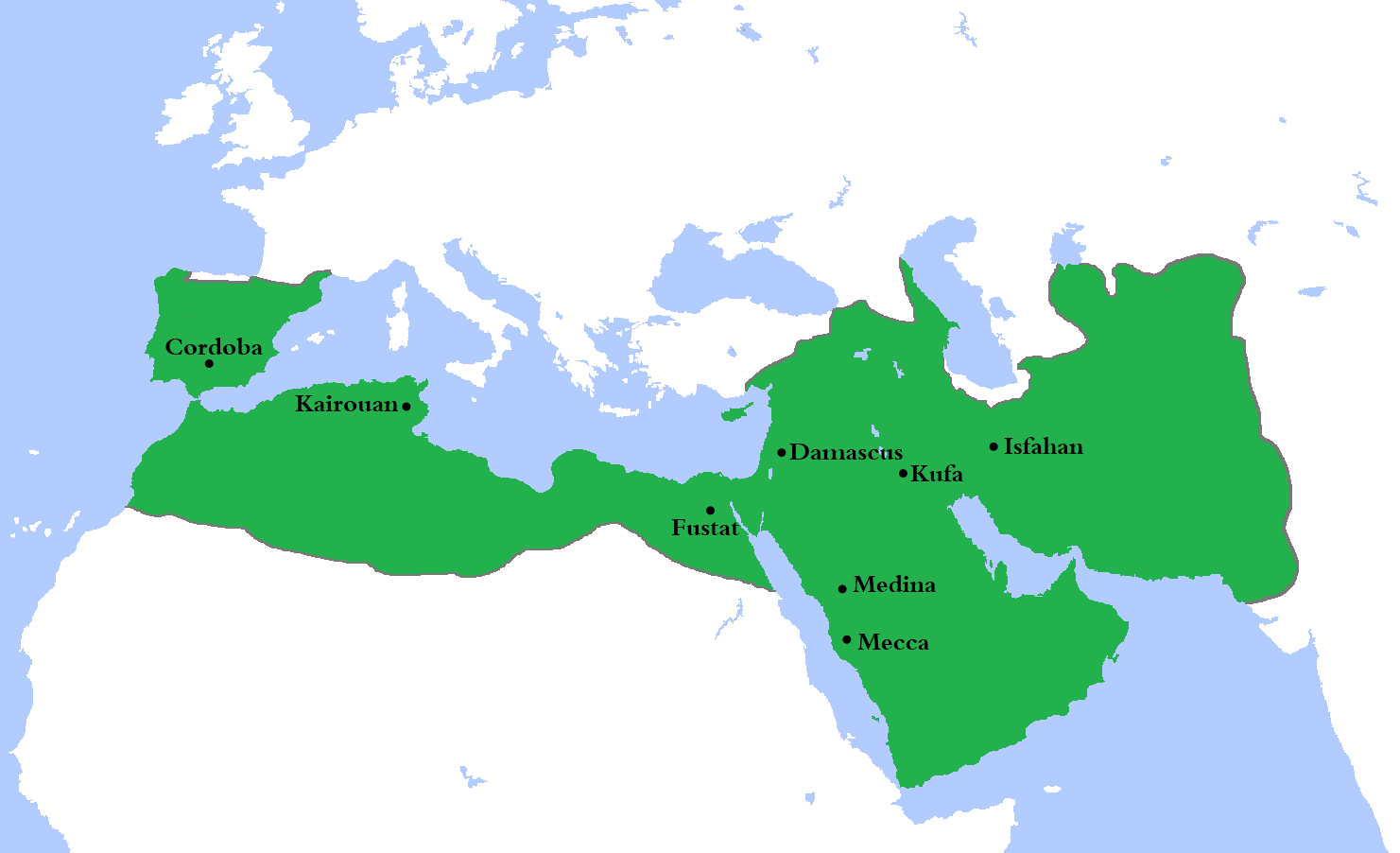
Das Reich der Umayyaden zur Zeit seiner größten Ausdehnung

644 wurde mit ʿUthmān ibn ʿAffān ein Mitglied der Umayyaden zum Kalifen gewählt. Doch 656 wurde er in Medina ermordet. Zu seinem Nachfolger wurde ʿAlī ibn Abī Tālib, der Vetter und Schwiegersohn des Propheten, gewählt. Doch als Anhänger des ermordeten Uthman ließ sich Muawiya im Jahr 660 in Damaskus ebenfalls zum Kalifen ausrufen. Es kam zum ersten Bürgerkrieg innerhalb des von Mohammed gegründeten Großreichs. Zwar konnte Muawiya nach Alis Ermordung durch die Charidschiten im Jahr 661 seine Herrschaft durchsetzen, doch wurde er von den Anhängern Alis nicht als rechtmäßiger Herrscher anerkannt. Es kam somit zum Schisma zwischen Sunniten und Schiiten.

### Widerstand der (jüdischen) Berber, Islamisierung

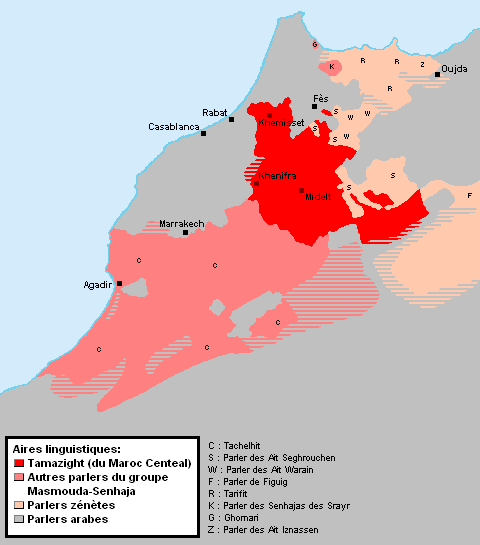
Heutige Berbersprachen in Marokko

Unter Muawiya I. nahmen die Araber ihre Expansion, die durch die besagten Auseinandersetzungen zum Erliegen gekommen war, wieder auf. Africa wurde zurückerobert, nachdem der oströmische Exarch zusammen mit dem Berberfürsten Kusaila ibn Lemzem 683 von Uqba ibn Nafi bei Biskra vernichtend geschlagen worden war.
Uqbas Nachfolger Abu al-Muhajir Dinar konnte den „Berberkönig“ Kusaila (oder berberisch Aksil) in Tilimsān im Nordwesten Algeriens für den Islam gewinnen, der die Awrāba-Clans im Aurès bis in das Gebiet um das spätere Fès dominierte. Als Uqba in sein Amt zurückkehrte, bestand er jedoch auf direkter arabischer Herrschaft und ritt zum Atlantik bis auf die Höhe von Agadir. Auf dem Rückweg wurde er auf Anweisung Kusailas und mit oströmischer Unterstützung angegriffen und in einer Schlacht getötet. Gegen Kusaila entsandte Damaskus Zuhayr ibn Qays al-Balawī, der Kusaila besiegte (vor 688). Eine zweite arabische Armee unter Ḥassān ibn al-Nuʿmān stieß ab 693 auf heftigen Widerstand durch die Jawāra im Aurès. Sie wurden nach dem Tod Kusailas von Damja, die kurz Kāhina, die Priesterin, genannt wurde, geführt. Ihre Berber schlugen die Araber zwar in einer Schlacht im Jahr 698, doch 701 siegten die Araber endgültig.
Dabei waren die Barānis stark von römischer Kultur beeinflusst und häufig christlich; sie teilten sich in zwei Gruppen ein, nämlich die Maṣmũda Zentral- und Südmarokkos und die Ṣanhāğa. Diese in der Wüste lebende nomadische Gruppe, zu der auch die sesshaften Kutāma Ostalgeriens gehörten, brachte später die Almoraviden hervor. Den Zanāta gelang es nicht, ein dauerhaftes Reich zu errichten und sie wurden nach Marokko abgedrängt. Auch lebten zahlreiche Juden im Maghreb, was zur Legende beitrug, die Konföderation der Kāhina sei jüdisch gewesen. Das Christentum verschwand im Laufe der nachfolgenden Generationen. Entscheidend für die Berber war, dass man die einen am Burnus, die anderen an einer kurzen Tunika erkannte. Erstere unterstützten die arabisch-islamische Invasion, letztere waren oftmals Christen und unterlagen dementsprechend einer Abgabe, die alle Nichtmuslime leisten mussten.
Folgt man Ibn Chaldūn (70–72), so waren mehrere Berberstämme jüdischen Glaubens. Er nennt die Nefoussaa um das heutige Tripolis, die Ghiata, die Medîouna (in Westalgerien), die Fendelaoua, Behloula und Fazaz in Marokko ebenso Juden, wie die Djerawa, die der Königin Kahina unterstanden und die im Aurès lebten. Möglicherweise waren Juden vor der oströmischen Christianisierungspolitik zu ihnen ausgewichen. Auch in Sidschilmasa und im Tafilalt lebten Juden, ebenso legt mündliche Überlieferung nahe, dass im Draa-Tal jüdische Staaten vor der islamischen Invasion existierten. Bis ins 20. Jahrhundert bestanden berber-jüdische Gemeinden in Ouarzazate, Tiznit, Ufran ((Anti-Atlas)), Illigh (südöstlich von Agadir) und Demnate.

## Dynastische und konfessionelle Kämpfe, Berberreiche

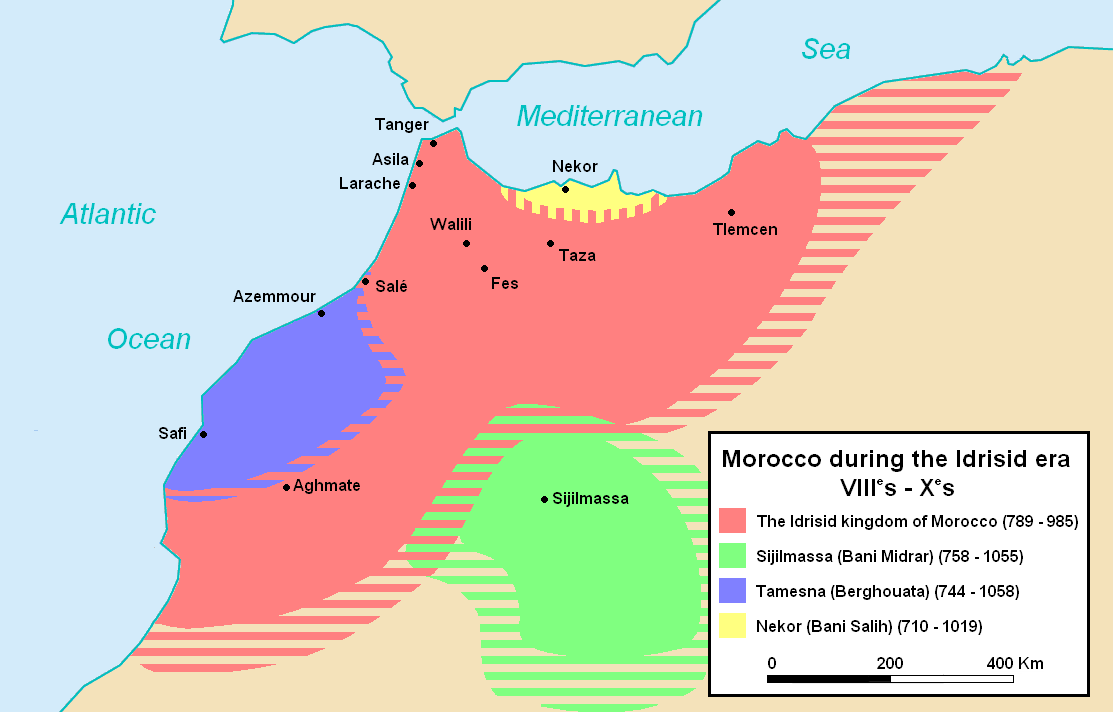
Einflussbereiche der Idrisiden, der Salihiden am Rif, der Bargawata zwischen Safi und Sala sowie der Banu Midrar um die Stadt Sidschilmassa (um 800)

### Charidschiten, Aufstand des Maysara, Reichsgründungen im Maghreb
Nach zähem Widerstand konvertierten die meisten Berber zum Islam, vor allem durch die Aufnahme in die Streitkräfte der Araber. Kulturell jedoch fanden sie keinerlei Anerkennung, denn die neuen Herren standen ihnen mit ähnlicher Verachtung gegenüber wie Griechen und Römer. Auch übernahmen sie das griechische Wort Barbar für diejenigen, die ihre Sprache nicht oder in ihren Augen unzureichend gelernt hatten. Daher heißen die Imazighen noch heute Berber. Sie wurden in der Armee schlechter bezahlt und ihre Frauen wurden mitunter versklavt wie bei unterworfenen Völkern. Nur Umar II. (717–720) untersagte diese Praxis und entsandte muslimische Gelehrte, um die Imazighen zu bekehren. In den Ribāts wurden zwar religiöse Schulen eingerichtet, doch schlossen sich zahlreiche Berber der Glaubensrichtung der Charidschiten an, die die Gleichheit aller Muslime verkündigten.
Schon 739/740 begann bei Tanger ein erster Aufstand der Charidschiten unter dem Berber Maysara. 742 kontrollierten sie ganz Algerien und bedrohten Kairouan. Den Süden beherrschten die Warfajūma-Berber im Bund mit gemäßigten Charidschiten. Ihnen gelang 756 die Eroberung Nordtunesiens. Eine andere gemäßigte Charidschitengruppe, die Ibāḍiyyah aus Tripolitanien, rief gar einen Imam aus, der sich auf der gleichen Stufe wie der Kalif sah. Sie eroberte 758 Tunesien. Den Abbasiden, die 750 die Umayyaden gestürzt hatten, gelang 761 nur die Rückeroberung von Tripolitanien, Tunesien und Ostalgerien.
Maysara al-Matghari war dagegen die Vereinigung der Miknasa, der Bargawata und der Magrawa gelungen. Sie besiegten ein aus Andalusien übergesetztes Heer. Maysara nahm sogar den Kalifentitel an, doch wurde er ermordet. Dennoch besiegten die Aufständischen 740 ein Heer in der Schlacht am Sabu („Schlacht der Edlen“), wo sie auch ein weiteres angeblich 70.000 Mann starkes Heer schlugen.
Der westliche Maghreb machte sich nach und nach unabhängig, wobei die Berber von den flüchtigen Umayyaden, die sich auf der iberischen Halbinsel festgesetzt hatten, unterstützt wurden. Schon 749 bildete sich an der Atlantikküste das Reich der Bargawata und 757 gründeten Miknasa das Emirat Sidschilmasa. Spätestens mit der Gründung der Reiche der Rustamiden (772) und der Idrisiden (789) verlor Damaskus endgültig die Kontrolle über den westlichen Maghreb.

### Die eklektischen Barghawata (ab 749)
Gründer des kleinen Barghawatareichs war Salih ibn Tarif (749–795), der am Aufstand des Maysara teilgenommen hatte und sich zum Propheten erhob. Er verkündete eine Religion mit Elementen des orthodoxen, schiitischen und des charidschitischen Islams, die mit heidnischen Traditionen vermischt wurde.
Unter seinen Nachfolgern al-Yasa (795–842), Yunus (842–885) und Abu Ghufail (885–913) konsolidierte sich das Stammesfürstentum. Auch wurde mit der Mission unter den benachbarten Stämmen begonnen. Nach zunächst guten Beziehungen zum Kalifat von Córdoba kam es gegen Ende des 10. Jahrhunderts zum Bruch. Zwei umayyadische Feldzüge, aber auch Angriffe der Fatimiden wurden von den Bargawata abgewehrt. Ab dem 11. Jahrhundert kam es zu einem heftigen Kleinkrieg mit den Banu Ifran. Auch wenn die Bargawata dadurch erheblich geschwächt wurden, konnten sie noch die Angriffe der Almoraviden abwehren. So starb mit Ibn Yasin der geistliche Führer der Almoraviden im Kampf gegen die Bargawata im Jahr 1059. Erst 1149 wurden die Bargawata von den Almohaden als politische und religiöse Gruppe vernichtet.

### Charidschitische Banu Midrar (Miknasa) um Sidschilmassa, Rustamiden in Algerien
Die Oasensiedlung Sidschilmassa wurde Mitte des 8. Jahrhunderts gegründet und bildete das Zentrum der Banu Midrar aus dem Stamm der Miknasa. Damit ist sie die zweite Gründung des Islams im Maghreb nach dem 670 entstandenen Kairouan in Tunesien. Allerdings ist sie ebenso wie die Reiche der Rustamiden und der Idrisiden keine Gründung einer orthodox-islamischen Gruppe, sondern geht gleichfalls auf Charidschiten zurück, die den übrigen Muslimen als erste Häretiker des Islams galten. Die Charidschiten hatten sich 657 von den Umayyaden abgesondert, da sie das Verfahren der Bestimmung des Nachfolgers des Religionsgründers Mohammed nicht akzeptierten. Für sie konnte prinzipiell jeder die muslimische Gemeinde (Umma) führen. Sidschilmassa gelang es, den Goldhandel, der zweijährlich mittels Karawanen die Sahara durchquerte, bis Mitte des 11. Jahrhunderts zu kontrollieren und sich zugleich der Angriffe ihrer sich für rechtgläubig haltenden Nachbarn zu erwehren.
Dazu brauchte die Stadt starke Verteidigungsmittel und tatsächlich nahm die Zitadelle einen erheblichen Teil des Stadtgebiets ein. Die Gründung erfolgte durch Semgou Ibn Ouassoul, der als Gründer des Stammes der Banu Midrar gilt. Bis ins 11. Jahrhundert war Sidschilmasa der Ausgangspunkt für die westliche Route des Transsaharahandels. Durch den Handel mit dem Reich von Ghana erlangte die Stadt einen Wohlstand, der von arabischen Reisenden wie al-Bakri oder al-Muqaddasī hervorgehoben wurde. Getauscht wurden vor allem Luxuswaren aus dem Mittelmeerraum gegen Gold, Elfenbein und Sklaven. Dabei reichten ihre Kontakte bis in die Levante. Juden aus Kairo lebten spätestens Anfang des 11. Jahrhunderts in Sidschilmassa. Sidschilmassa war, folgt man der mündlichen Tradition, nicht ummauert, doch war die Oase von einer 4 m hohen Mauer mit vier Toren umgeben, wie archäologische Grabungen zeigten. Andererseits berichten arabische Gelehrte von einer Mauer, und sie ist gleichfalls archäologisch fassbar. Möglicherweise wurde sie zu einem späteren Zeitpunkt zugunsten der Oasenmauer aufgegeben.
Nach dem Sieg der Abbasiden im Jahr 761 floh Ibn Rustam zu den Zanata nach Westalgerien. Nachdem 772 ein erneuter Aufstand der Charidschiten unter Abu Quna und Ibn Rustam vor Kairouan gescheitert war, zog sich letzterer ins zentrale Algerien zurück und begründete das Emirat der Rustamiden in Tahert. Insbesondere durch das Bündnis mit den Miknasa von Sidschilmasa und den iberischen Umayyaden des Emirats von Córdoba konnte sich das Reich gegen die Idrisiden im Westen und die Aghlabiden im Osten behaupten.

### Schiitische Idrisiden (789–974), Durchsetzung der Orthodoxie durch Sanhādscha

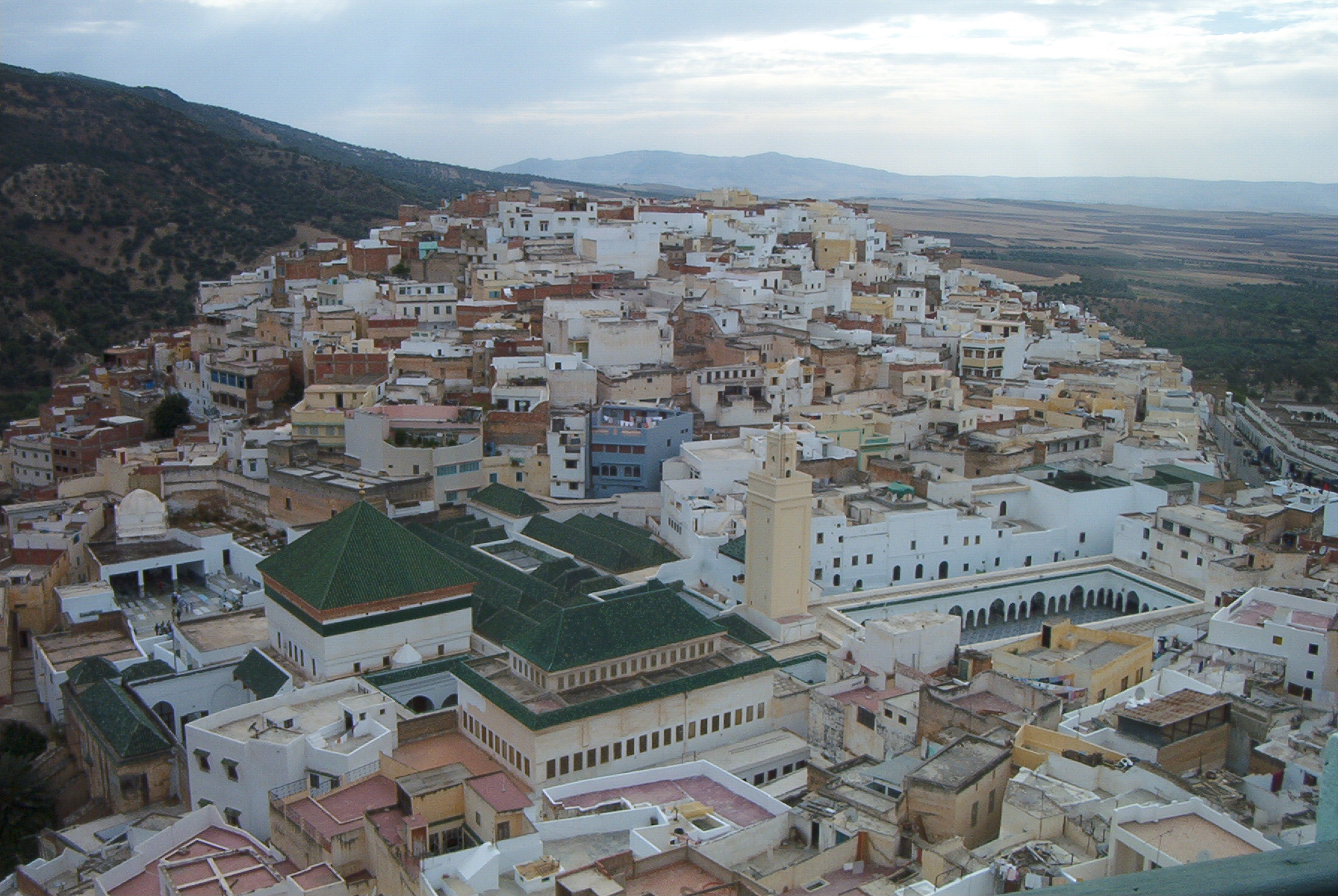
Moulay Idris

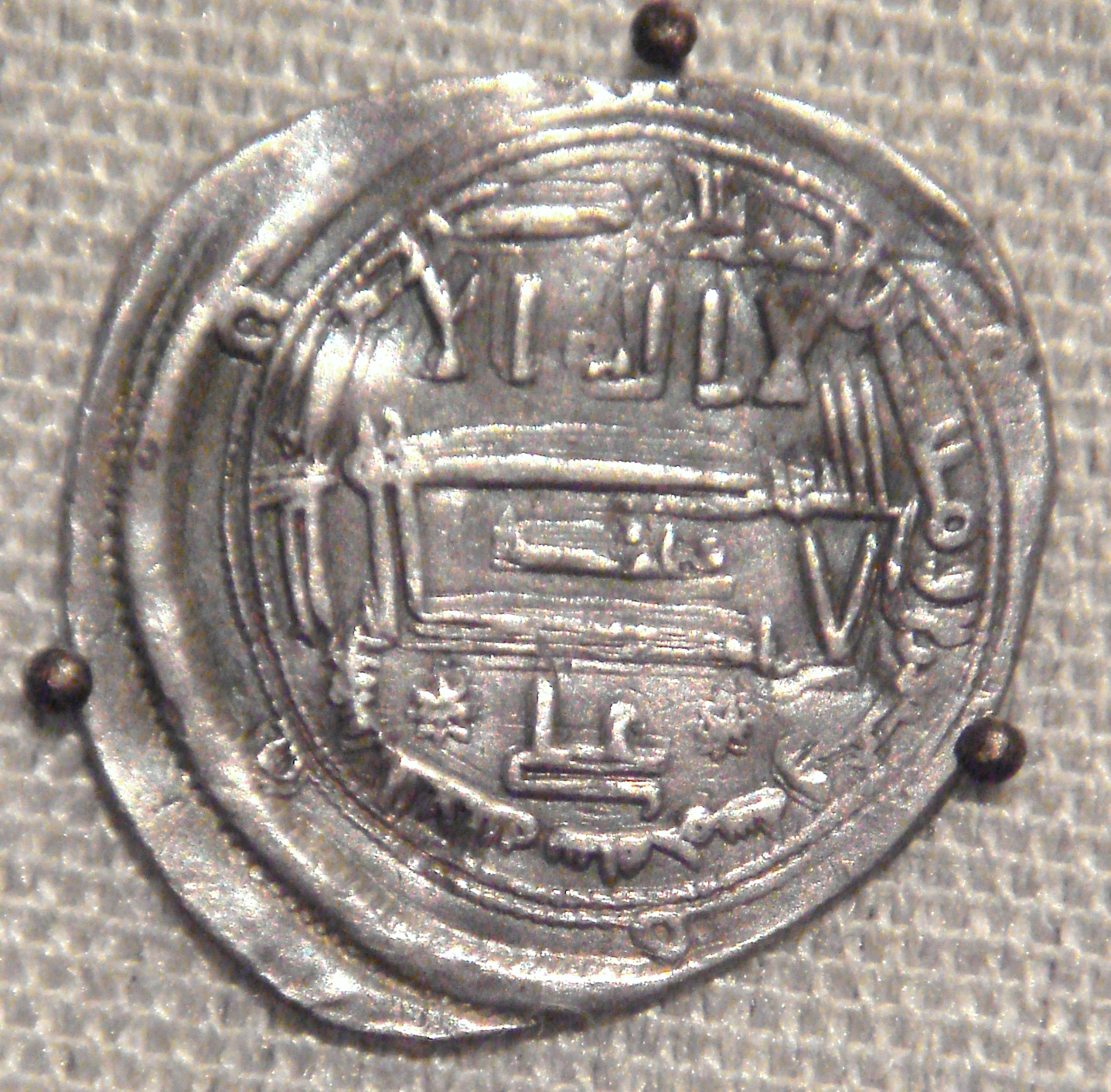
839/40 in al-ʿAlīya (Fès) geprägter Dirham des Isrisiden Ali ibn Muhammad (Avers mit den Namen Ali zwischen zwei Sternen in der letzten Zeile)

Der westliche Maghreb war für die Umayyaden nunmehr von entscheidender strategischer Bedeutung, denn nur ein von den Abbasiden und später den Fatimiden unabhängiger Maghreb war ein Garant für die Sicherheit vor einer von dort drohenden Invasion. Daher unterstützten die Umayyaden die dortigen Staatsbildungen, darunter die der Idrisiden von Fès.
Begründer der Dynastie war der Scherif Idris ibn Abdallah (789–791), ein Urenkel des Imams al-Hasan ibn ʿAlī. Er war als Schiit von den sunnitischen Abbasiden verfolgt worden und 786 in den äußeren Maghreb geflohen. Dort wurde er von den Zanata aufgenommen. Er ließ sich in Walila, dem römischen Volubilis nieder. Mit der Reichsgründung durch Idris I. entstand 789 der zweite der dauerhaft eigenständigen islamischen Staaten des Maghreb nach den Rustamiden.
Idris II. (791–828) ließ 806, gegenüber dem von seinem Vater angelegten Militärlager Fès, auf der anderen Flussseite eine neue Residenzstadt anlegen. Durch die Ansiedlung von Flüchtlingen aus Kairouan und al-Andalus im Jahr 818 entwickelte sich die Stadt schnell zu einem Zentrum der Gelehrsamkeit und zum Ausgangspunkt einer Islamisierung. Auch wurde das Reich durch Feldzüge in den Hohen Atlas und gegen Tlemcen ausgeweitet, sodass die Idrisiden gegenüber den Fürstentümern der Bargawata der Atlantikküste, der Salihiden im Norden des Rif sowie der Miknasa in Ostmarokko und Westalgerien und den Magrawa von Sidschilmasa zur bedeutendsten Macht der Region aufstiegen. Obwohl innerdynastische Auseinandersetzungen zu einem politischen Niedergang führten, tat dies der religiösen Wirkung keinen Abbruch.
Nachdem die Miknasa im Namen der gleichfalls schiitischen Fatimiden 917 gegen die Salihiden vorgegangen waren und ihre Hauptstadt erobert hatten, griffen sie 922 unter Führung von Maṣāla b. Ḥabūs auch die Idrisiden von Fès an, deren seit 905 in Fès herrschendes Haupt Yahya IV. 923 fliehen musste. Doch einerseits gelang es einem der Idrisiden, Fès zurückzugewinnen, andererseits konnten die Umayyaden eine der Berbergruppen auf ihre Seite ziehen und ihre an der Küste operierende Flotte stark ausbauen. Schließlich stellte sich sogar der Miknasa-Statthalter von Sidschilmassa auf die Seite der Umayyaden, als diese Ceuta eroberten.
Abd ar-Rahman III., der von 912 bis 961 al-Andalus beherrschte, schwang sich zum Kalifen von Córdoba auf und nutzte die Gunst der Stunde, um 927 Melilla und 931 Ceuta zu erobern. Er war nunmehr mit Idrisiden, Miknasa und Magrawa verbündet; es entstand eine Art Protektorat über den westlichen Maghreb gegen die schiitischen Fatimiden. Erst um 985 gaben die Fatimiden, die nie in unmittelbare Kämpfe mit den Umayyaden eintraten, sondern nur Stellvertreterkriege geführt hatten, ihr Vorhaben auf, Marokko zu erobern. Sie konzentrierten ihre Kräfte auf Ägypten. Der ein Jahrhundert umfassende Kampf zwischen Sanhādscha und Zanata führte schließlich zur Vertreibung der Zanata nach Marokko und zur Übersiedlung zahlreicher Klans auf die iberische Halbinsel. Zugleich übernahm mit dem Sieg der Sanhādscha fast überall die Orthodoxie die Vorherrschaft, auch wenn diese Stammesgruppe zunächst als Verfechter der Schia aufgetreten war.
Dieses Glacis gegen Osten, das die Umayyaden errichtet hatten, ging zwar wieder verloren, doch bis gegen 1016 herrschte in Fès ein 'amridischer Gouverneur. Die kaum mehr des Arabischen mächtigen Idrisiden wurden endgültig aus Marokko vertrieben. Mit Ali ibn Hammud an-Nasir gelangte 1014 erstmals ein Nicht-Umayyade und zugleich ein Idrisidenabkömmling auf den Thron, dem nach seiner Ermordung im Jahr 1016 sein Bruder folgte.

### Sunnitische Salihiden
Begründer der Dynastie der Salihiden war möglicherweise ein südarabischer Krieger namens al-'Abd aṣ-Ṣāliḥ ibn Manṣūr al-Ḥimyarī, der unter dem Umayyadenkalifen al-Walid (705–15) die umwohnenden Berber zum Islam bekehrte. Dafür erhielt er vom Kalifen al-Walid I. nach der Eroberung unter Mūsā ibn Nusair das Gebiet der Gumara-Berber (Masmuda) zwischen Tétouan und Melilla als Lehen übertragen. Dieses Fürstentum entwickelte sich neben dem Reich der Idrisiden zu einem der wichtigsten in Marokko.
Am Ende des 8. Jahrhunderts wurde das seit etwa 750 bestehende Nakur (al-Mazimma beim heutigen Al Hoceïma) von Sa'īd ibn Idrīs b. Ṣāliḥ al-Ḥimyarī, dem Enkel des Dynastiegründers, als neue Residenz errichtet. Es entwickelte sich durch den Handel mit al-Andalus unter dessen Sohn 'Abd ar-Raḥmān ash-Shahīd zu einem bedeutenden Handelszentrum. Daneben entstand nach dem Vorbild Alexandrias ein Ribāt, in diesem Falle eine ländliche Moschee. Dies stand in deutlichem Gegensatz zu Ifriqiya und el-Andalus, wo Ribāts immer auch militärische Funktionen hatten. Damit ging Marokko schon früh einen eigenen Weg.
Die Salihiden pflegten gute Kontakte zu Córdoba und festigten ihre Beziehungen zu den Banū Sulaymān von Tlemcen, die als Nachkommen des Propheten galten. Dieses Mittel der Herrschaftslegitimation war unter den Berbern und Arabern anerkannt und Tlemcen und die Idrisiden von Fès beriefen sich auf eine solche Abstammung. 'Abd ar-Raḥmān ash-Shahīd, der mangels Rückführbarkeit auf den Propheten unter Legitimationsproblemen litt, pilgerte zum Ausgleich zwar viermal nach Mekka, musste sich aber dennoch mehrerer Aufstände der Berber erwehren. Schließlich kam er ums Leben, als er die Umayyaden unterstützen wollte (vor 917). Die Salihiden waren eine der wenigen Dynastien im westlichen Maghreb, unter denen die Sunniten gefördert wurden und in deren kleinem Reich sie auch die Mehrheit unter der Bevölkerung stellten.
Nakur wurde 858 von Normannen geplündert und für acht Jahre besetzt; Angehörige des Hofes mussten gegen hohe Lösegelder freigekauft werden. Die Eroberer, die bereits Algeciras zerstört hatten, griffen auch die Balearen und die südfranzösische Küste an. Erst 866 gaben sie Nakur wieder auf, das nun von den Salihiden stärker befestigt wurde.
Doch diese gerieten Anfang des 10. Jahrhunderts in den Kampf zwischen Umayyaden und Fatimiden. Dabei wurde der Salihiden-Emir Said vom Fatimidenkalifen al-Mahdi aufgefordert, sich zu unterwerfen. Da er dies ablehnte, wurde Nakur von dem Miknasa-Berber Masala ibn Habus, dem fatimidischen Gouverneur von Tahert angegriffen und 917 erobert. Während Said umkam, konnten seine drei Söhne Idris, al-Mutasim und Salih nach Málaga zum Umayyaden Abd ar-Rahman III. fliehen. Dieser half ihnen, Nakur zurückzugewinnen, das Masala nach sechs Monaten einem Statthalter namens Dalul anvertraut und dann verlassen hatte. Nachdem die Salihiden die Besatzung überrumpelt hatten, übernahm Salih die Herrschaft über die Stadt und regierte sie als Vasall des Emirs von Córdoba. Schon 921 wurde Nakur allerdings erneut von Masala eingenommen und auch danach (928/29, 935) erfolgten noch mehrere fatimidische Angriffe.

### Religiöses Zentrum Tahert, die Rolle der Ibādīya (bis etwa 940)
Tahert im Rustamidenreich entwickelte sich zum religiösen und kulturellen Zentrum der Charidschiten im Maghreb. Dorthin gingen viele von ihnen aus dem Nahen Osten, wo sie verfolgt wurden. Das Reich der Rustamiden partizipierte verstärkt am Karawanenhandel und am Getreideexport nach Andalusien. Politisch war das Imamat durch die Abhängigkeit von den verbündeten Berberstämmen und Streitigkeiten um den geeigneten Herrscher allerdings instabil. Nach dem Tod Ibn Rustams im Jahr 788 kam es zur Abspaltung der Nukkar, ein bis in die Gegenwart existierender Hauptzweig der Ibaditen.
Unter Muhammad (828–836) wurde das Idrisiden-Reich zwischen den zwölf Söhnen Idris’ II. aufgeteilt. Dadurch entstanden mehrere rivalisierende Fürstentümer, das wichtigste im Rifgebirge bei den Ghumara-Berbern.

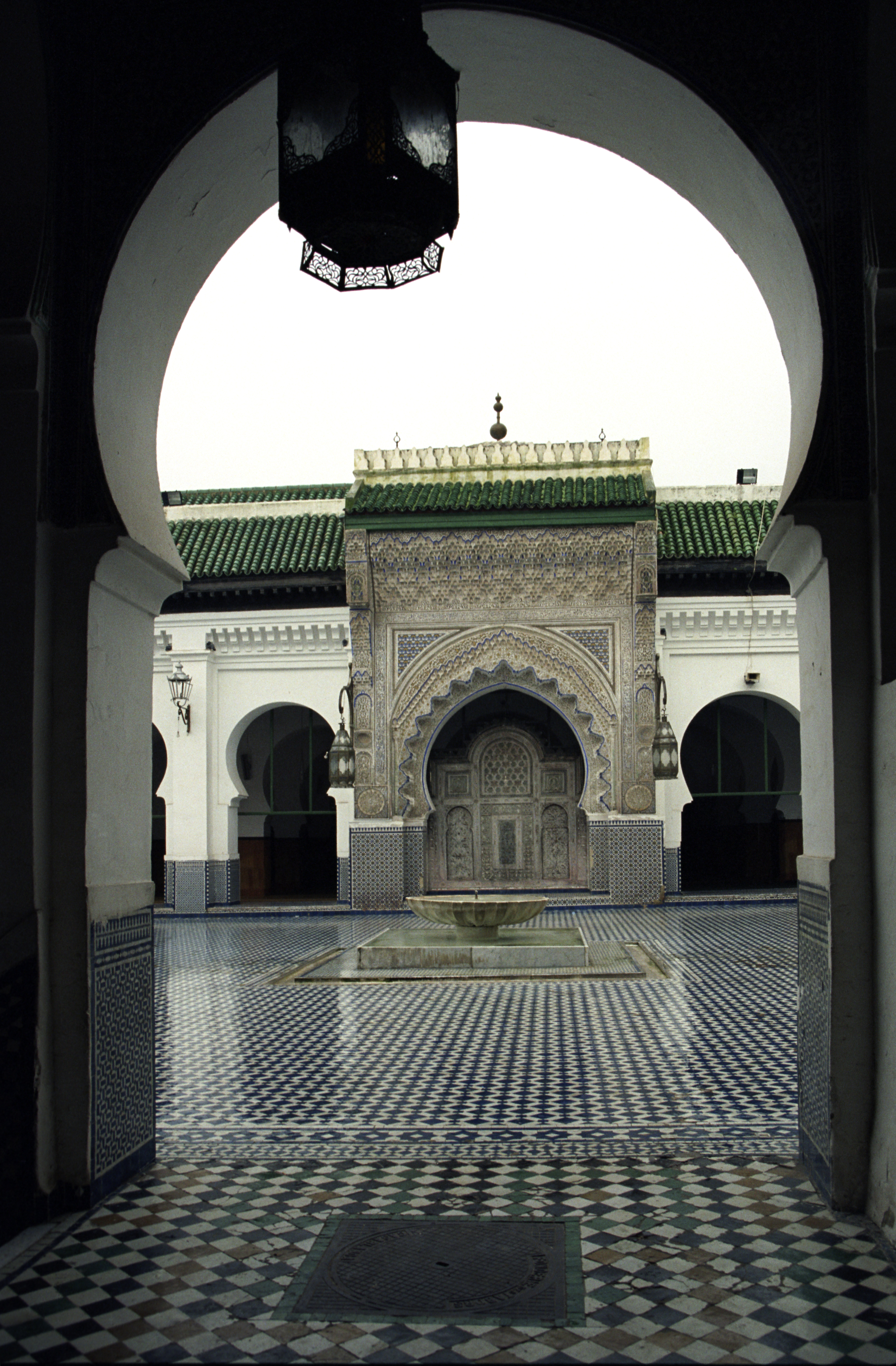
Blick in den Innenhof der Karaouine-Universität in Fès

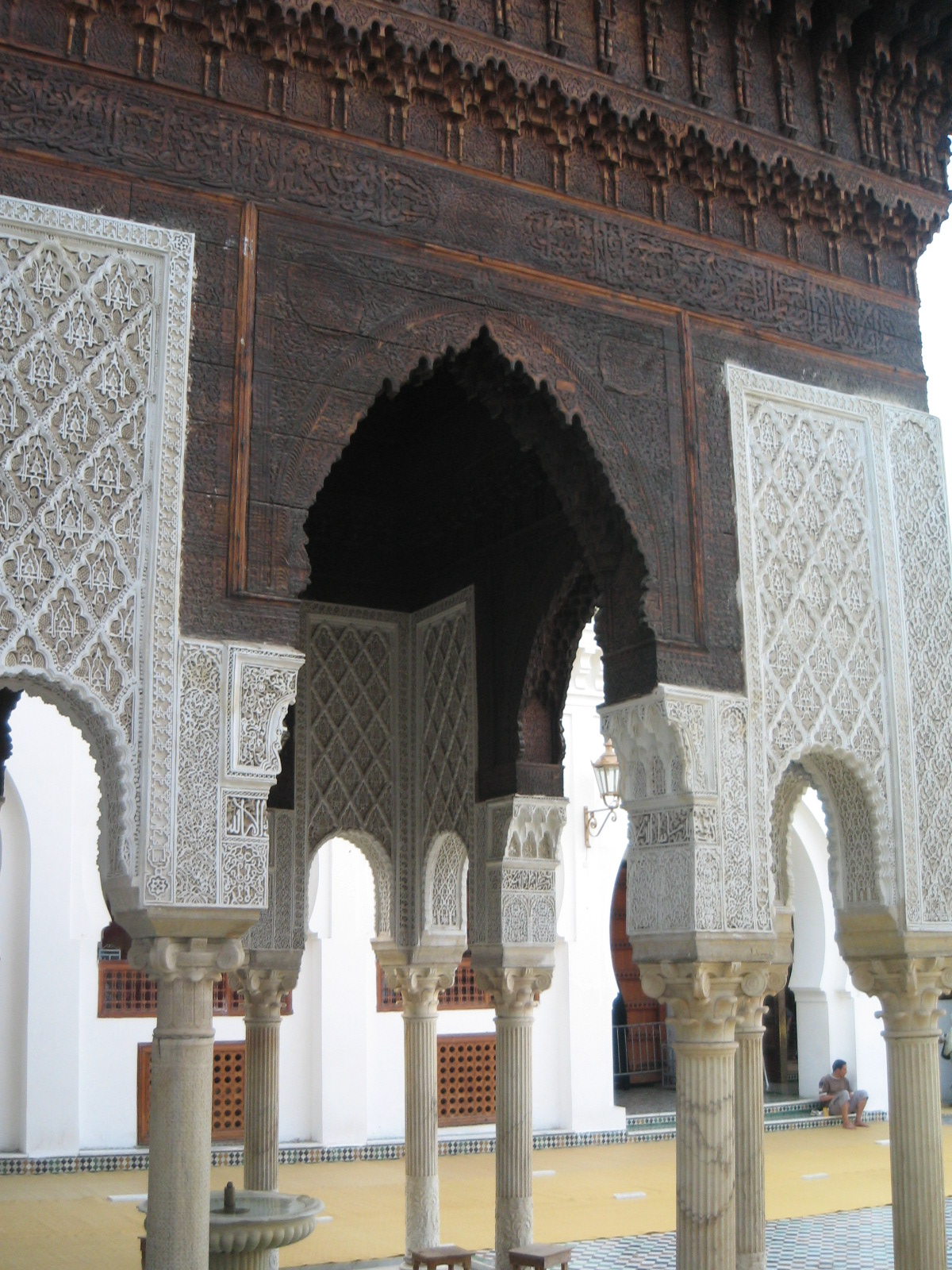
Karaouine-Universität, Winkel für die fünfmal tägliche Waschung (Wuḍūʾ)

### Flucht der Charidschiten (909), Ursprung der Ibaditen, Abspaltung der Nukkār
909 wurde das Imamat der Rustamiden von den schiitischen Fatimiden erobert. Die überlebenden Charidschiten zogen sich nach Sedrata beim heutigen Ouargla (nicht zu verwechseln mit Sedrata im Nordosten des Landes), in die Sahara zurück. Sedrata entwickelte sich als Begräbnisstätte des letzten Imams von Tahert zum bedeutenden Handels- und Pilgerzentrum der Ibaditen. Die Anfänge der Ibaditen liegen in Basra im südlichen Irak, das ab den 680er Jahren ein Zentrum der Charidschiten war. Hier wirkte ab 679 der aus Oman stammende Dschābir ibn Zaid. Er war ein Schüler von ʿAbdallāh ibn ʿAbbās und erteilte Rechtsgutachten, bei denen er sich vornehmlich auf Ra'y stützte, die selbstständige Rechtsfindung der Rechtsgelehrten. Dschābir, der 712 starb, wird von den Ibāditen bis heute als eine ihrer bedeutendsten Autoritäten betrachtet. Den anderen Muslimen erkannten sie nur den Status von ahl al-qibla zu, Leuten also, die in die richtige Gebetsrichtung beten, jedoch nicht zur eigentlichen Gemeinde gehören.
Abū ʿUbaida baute seine Gemeinschaft zu einem Missionsnetzwerk um und schickte Männer in die Provinzen des Reiches, mit dem Auftrag, ibāditische Gemeinden zu gründen. Die meisten dieser Werber waren gleichzeitig als Händler tätig. Mit dem von ihnen erwirtschafteten Geld wurde in Basra eine Kasse gegründet, mit der die Gemeinschaft finanzielle Selbstständigkeit erlangte. Wie die anderen Charidschiten waren die Ibaditen der Auffassung, dass das Imamat nicht auf den Stamm des Propheten Mohammed, die Quraisch beschränkt sei, sondern jedem zustehe, den die Muslime zur Führung ihres Staates wählten. Sie predigten das Prinzip von Freundschaft und Solidarität mit allen, die im Geist des Islam lebten, und Meidung derjenigen, die die Gebote nicht einhielten. Letzteres richtete sich vor allem gegen die Umayyaden.
Um 748 errichteten die Ibāditen in Tripolitanien ein eigenes Imamat, und um 750 huldigten die Ibāditen von Oman al-Dschulandā ibn Masʿūd, einem Nachkommen der dortigen ehemaligen Herrscherfamilie, als erstem „Imam des Hervortretens“. Zwar wurde dieser ibāditische Imam von Oman 752 von einer abbasidischen Militärexpedition gestürzt, also von den Nachfolgern der Umayyaden, doch entstand mit dem Rustamiden-Imamat von Tāhart 778 ein neues Reich mit ibāditischer Ausrichtung.
Nach dem Tod des ersten Rustamiden im Jahr 784 kam es zu Spannungen. Der Sohn des Herrschers, ʿAbd al-Wahhāb, hatte sich bei dem Wahlgremium gegenüber einem anderen Kandidaten nur dadurch durchsetzen können, dass er das Versprechen gab, im Falle ihrer Unzufriedenheit zurückzutreten. Nachdem er die Macht übernommen hatte, hielt er sich jedoch nicht an seine Zusage, weil er glaubte, dass ein Imam, wenn er einmal gewählt sei, unumschränkte Autorität genieße. Die Gegner des neuen Rustamiden-Herrschers sonderten sich als eine eigene Gemeinschaft ab, die Nukkār genannt wurde.

### Ende der Idrisiden von Fès (927/985), Bedeutungsverlust der Ibaditen, Fatimidenherrschaft

Schematische Darstellung der Dynastien, die im Maghreb herrschten

Der Idriside Yahya IV. wurde 917 von dem Miknasa Masala ibn Habus, einem Gouverneur der Fatimiden, erstmals aus Fès vertrieben, das ab 922 unter der Aufsicht von Musa ibn Abi l-Afiya stand. Unter diesem zunächst fatimidentreuen Miknasa-Häuptling wurde Jagd auf alle Idrisiden gemacht und die Dynastie 927 endgültig aus ihrer Hauptstadt vertrieben. Die anderen Linien, etwa die von Tétouan, gerieten nun in den wechselhaften Kampf, den sich die Fatimiden mit dem Umayyaden um die Oberherrschaft über den äußeren Maghreb lieferten.
In den 940er Jahren organisierte der zu den Nukkār gehörende Machlad ibn Kaidād einen Aufstand, der das Kalifat der Fatimiden fast zu Fall brachte. Nach dem Zusammenbruch des Aufstands verlor die Ibādīya in Nordwestafrika endgültig ihre politische Rolle als staatstragende religiöse Lehre.
Nach dem siegreichen Feldzug des fatimidischen Heerführers Dschauhar as-Siqillī (958–960) wurden mehrere Idrisiden-Prinzen als Geiseln an den Hof nach al-Mansuriya gebracht, von al-Muʿizz beschenkt und als Vasallen wieder nach Marokko zurückgeschickt. 974 musste sich al-Hasan, der letzte Idrisiden-Emir von Hadschar an-Nasr, allerdings wieder Abd ar-Rahman III. unterwerfen und mit nach Córdoba kommen; nach seiner Rückkehr mit fatimidischer Unterstützung wurde er 985 von den Umayyaden getötet.

## Sieg der schiitischen Fatimiden

### Stammesgruppen der Berber: Zanāta, Masmuda und Ṣanhāǧa
Die großen Stammesgruppen der Berber im Maghreb waren die Zanāta, die Masmuda und die Sanhādscha. Während die Zanāta von den Ṣanhāǧa aus Nordwest- und Ostalgerien nach Marokko und Spanien vertrieben wurden, siedelten sich Stämme der Ṣanhāǧa im Mittleren Atlas an. Sie sahen sich nun ihrerseits arabischen Invasoren gegenüber, die aus dem Osten kommend einen erheblichen Teil ihrer Gebiete in Besitz nahmen. Zugleich zerfiel die Einheit der Zanāta. Ein Teil der Ṣanhāǧa siedelte sich im östlichen Algerien (Kutāma) an und bildete eine wichtige Stütze für den Aufstieg der Fatimiden. Hingegen verbündeten sich die marokkanischen Zanāta gegen die Fatimiden mit dem Kalifat von Córdoba, so dass sich auch hierin die Zerrissenheit der berberischen Großgruppen widerspiegelte, zumal wiederum die Miknāsa-Zanāta lange auf der Seite der Fatimiden kämpften. Am Ende spielten die Zanāta eine entscheidende Rolle beim Untergang des Emirats von Córdoba.

### Kurzzeitige Dominanz der schiitischen Kutāma (bis 911), Aufstieg der Fatimiden
Die Kutāma eroberten nach 900 Ostalgerien, 909 gelang ihrem Führer Abū ʿAbdallāh asch-Schīʿī (893–911), der 893 eine überaus erfolgreiche schiitische Zelle bei den Kutāma gegründet hatte, sogar die Eroberung von Kairouan. Schließlich griffen diese Schiiten weit nach Westen Richtung Sidschilmasa aus und befreiten ihren dort gefangen gehaltenen Führer Abdallah al-Mahdi.
Beide Führer strebten nach der weltlichen Herrschaft, obwohl der Berber für seinen Verbündeten nur die geistliche Führerschaft vorgesehen hatte. Doch in einem brutalen Umsturz wurde die Berberherrschaft am 18. Februar 911 beseitigt und ihre Führer ermordet. In der Folge intensivierte sich die Arabisierung.

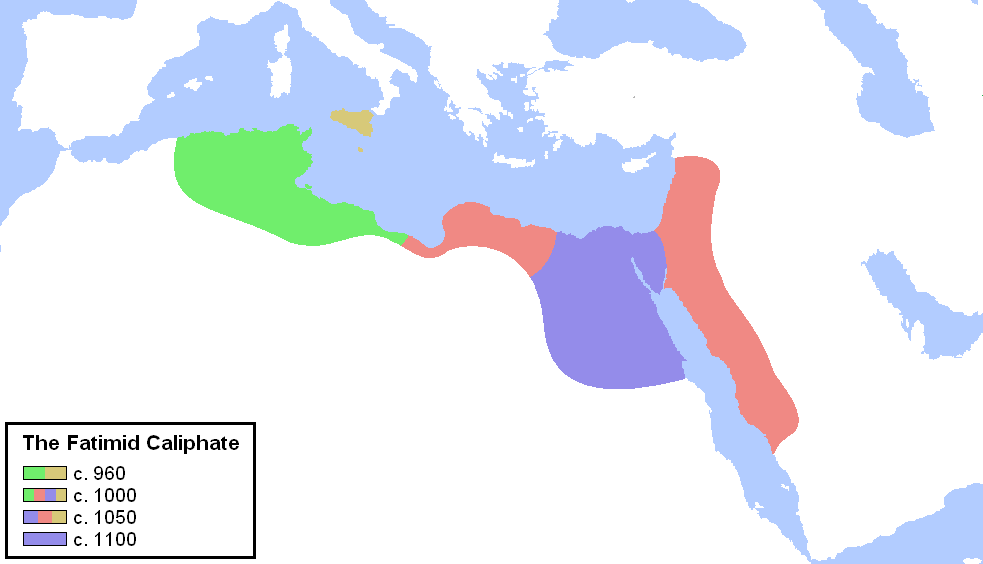
Das Fatimidenreich zur Zeit seiner größten Ausdehnung

Im Dezember 909 hatte sich Abdallah al-Mahdi zum Kalifen ausgerufen und damit die Fatimiden-Dynastie gegründet, die zwar bis 1171 herrschte, jedoch ihren Herrschaftsschwerpunkt 972 nach Ägypten verlagerte. Abdallah betrachtete seine sunnitischen Gegner, die Umayyaden und die Abbasiden, als Usurpatoren. Er selbst war ein Vertreter der Ismailiten, eines radikalen Flügels der Schiiten. Die Ismailiten hatten seit Mitte des 9. Jahrhunderts zunächst von ihrem Zentrum Salamiyya im nördlichen Syrien aus agiert und hatten mittels Missionaren ihren Einfluss ausgedehnt. Die Fatimiden scheiterten allerdings bei der Einführung der Scharia.
Ab 917 begann der Angriff auf den westlichen Maghreb. Es gelang zwar die Einnahme von Fès, doch die Berber des Westens widerstanden erfolgreich. Die Umayyaden, die sie unterstützten, eroberten im Gegenzug 927 und 931 Melilla und Ceuta. Hingegen stand der Takalata-Zweig der Ṣanhāǧa-Konföderation, zu der die Kutama gleichfalls gehörten, auf Seiten der Fatimiden.
Nachfolger des 946 verstorbenen zweiten Fatimidenherrschers wurde Ismail al-Mansur (946–953). Mit Hilfe der berberischen Ziriden (972–1149), die ebenfalls den Ṣanhāǧa angehörten, konnte er die Banu Ifran im westlichen Algerien und Marokko unterwerfen: Die letzte große Revolte des charidschitischen Banu-Ifran-Stammes unter Abū Yazīd Machlad ibn Kaidād wurde nach vier Jahren im Jahr 947 niedergeschlagen. Die Banu Ifran hatten große Teile des Reichs erobert, doch zerbrach ihre Koalition bei der Belagerung von Mahdia. Danach nahm der dritte Fatimidenkalif den Beinamen „al-Mansūr“ an. Die Banu Ifran hatten selbst beim westalgerischen Tlemcen zwischen 765 und 786 ein Kalifat unter Abu Qurra gegründet, waren jedoch unter die Herrschaft der marokkanischen Magrawa geraten. Sie wurden nunmehr von den Fatimiden geschlagen, als sie ein Bündnis mit Córdoba eingehen wollten, und wurden schließlich nach Marokko abgedrängt.
Der vierte Fatimidenkalif wurde al-Muʿizz (953–975). Ab 955 bekämpfte er im Westen die Berber und die mit ihnen verbündeten Umayyaden. Die Eroberung Nordwestafrikas konnte 968 abgeschlossen werden, nachdem man sich schon 967 mit Byzanz auf einen Waffenstillstand geeinigt hatte. Es gelang den Fatimiden, das Reich der Ichschididen Ägyptens und Gebiete der Abbasiden ab 969 zu erobern. Schließlich verlegten die Fatimiden 972 ihre Residenz in das neu gegründete Kairo. Schwerpunkt des gewaltig angewachsenen Reiches wurde nun Ägypten.

### Ziriden (972–1149), Ḥammādiden
Um die Herrschaft im Westen zu sichern, legte al-Muʿizz die Herrschaft über Ifriqiya in die Hände von Buluggin ibn Ziri († 984), der die Ziriden-Dynastie gründete. Er war der Sohn von Zīrī ibn Manād, des fatimidischen Hauptverbündeten in Algerien und Namensgeber der Dynastie.
Unter Buluggin ibn Ziri wurde Algier gegründet; er bekämpfte die Zanata-Stämme im Westen. 972 wurde er zum Vizekönig in Ifriqiya ernannt. Allerdings hatten die Fatimiden die Flotte mitgenommen, so dass sich die Kalbiten auf Sizilien unabhängig machen konnten. Bei einem Feldzug nach Marokko stieß Buluggin bis an den Atlantik vor, starb allerdings. Sein Sohn und Nachfolger al-Mansur ibn Ziri († 995) konnte die Eroberungen im Westen nicht halten. Dessen Erbe und Sohn Bādīs ibn Zīrī († 1016) konnte mit fatimidischer Hilfe seinen Großonkel Zāwī ibn Zīrī zwar auf die iberische Halbinsel vertreiben, doch dort gründete er das Reich der Ziriden von Granada (1012–1090). Gravierender war, dass sich eine Reichsgründung durch seinen Onkel Hammād nicht verhindern ließ. Der Ziride al-Mansūr scheiterte zudem beim Versuch, Sidschilmasa und Fès zu kontrollieren.

## Unabhängigkeit der Ziriden, Banu Hillal, Arabisierung, Sunniten

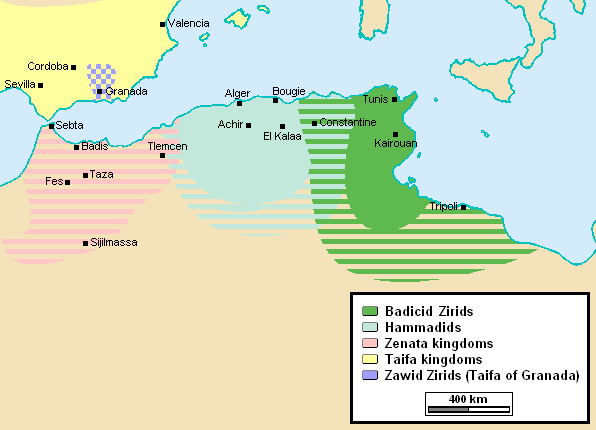
Die ungefähren Herrschaftsgebiete der tunesisch-ostalgerischen Ziriden, der zentralalgerischen Hammadiden, der iberischen Kleinstaaten und der marokkanisch-westalgerischen Zanatastämme 1018, und damit vor dem Einfall der Banu Hillal

1016 kam es zu einem Aufstand in Ifriqiya, in dessen Verlauf die Residenz der Fatimiden in al-Mansuriya bei Kairouan zerstört wurde. Zudem wurden angeblich 20.000 Schiiten massakriert. Die Fatimiden rächten sich, indem sie 1027 einen Aufstand der Zanata in Tripolitanien unterstützten. Als al-Muʿizz unter dem Einfluss der sunnitischen Rechtsgelehrten in Kairouan 1045 die Abbasiden in Bagdad als rechtmäßige Kalifen anerkannte, kam es zum endgültigen Bruch mit den Fatimiden. Daraufhin schickten die Fatimiden die Banū Hilāl und die Banu Sulaym westwärts. Die Invasion dieser arabischen Beduinen in den Jahren 1051 und 1052 führte zu massiven Verwüstungen und zu erheblichen Völkerwanderungen.
Die umfangreichen Migrationen zerstörten das Gleichgewicht zwischen nomadischen und sesshaften Berbern und führten zu einer Bevölkerungsdurchmischung. Das Arabische, bis dahin nur von den städtischen Eliten und am Hof gesprochen, begann die Berbersprachen zu beeinflussen. Zudem flohen viele Berber west- und südwärts. Mit der verstärkten Arabisierung und Islamisierung ging eine Verdrängung der anderen Religionen einher. Bestanden um 1000 noch 47 Bistümer in Nordafrika, so waren es zur Zeit Papst Leos IX. nur noch fünf.

## Almoraviden
Anfang des 11. Jahrhunderts lebten nomadische Viehzüchter der Sanhādscha in der westlichen Sahara, wo sie den Karawanenhandel zwischen dem Sudan und dem Maghreb kontrollierten. Allerdings wurde dieser Handel durch das Vordringen der Magrawa, die zu den Zanata zählten, im westlichen Algerien und die Unterwerfung von Sidschilmasa erheblich gestört. Die Auflösung des Sanhādscha-Bundes zu Anfang des 11. Jahrhunderts führte zu einer Periode der Unruhe und des Krieges zwischen den Berbern.

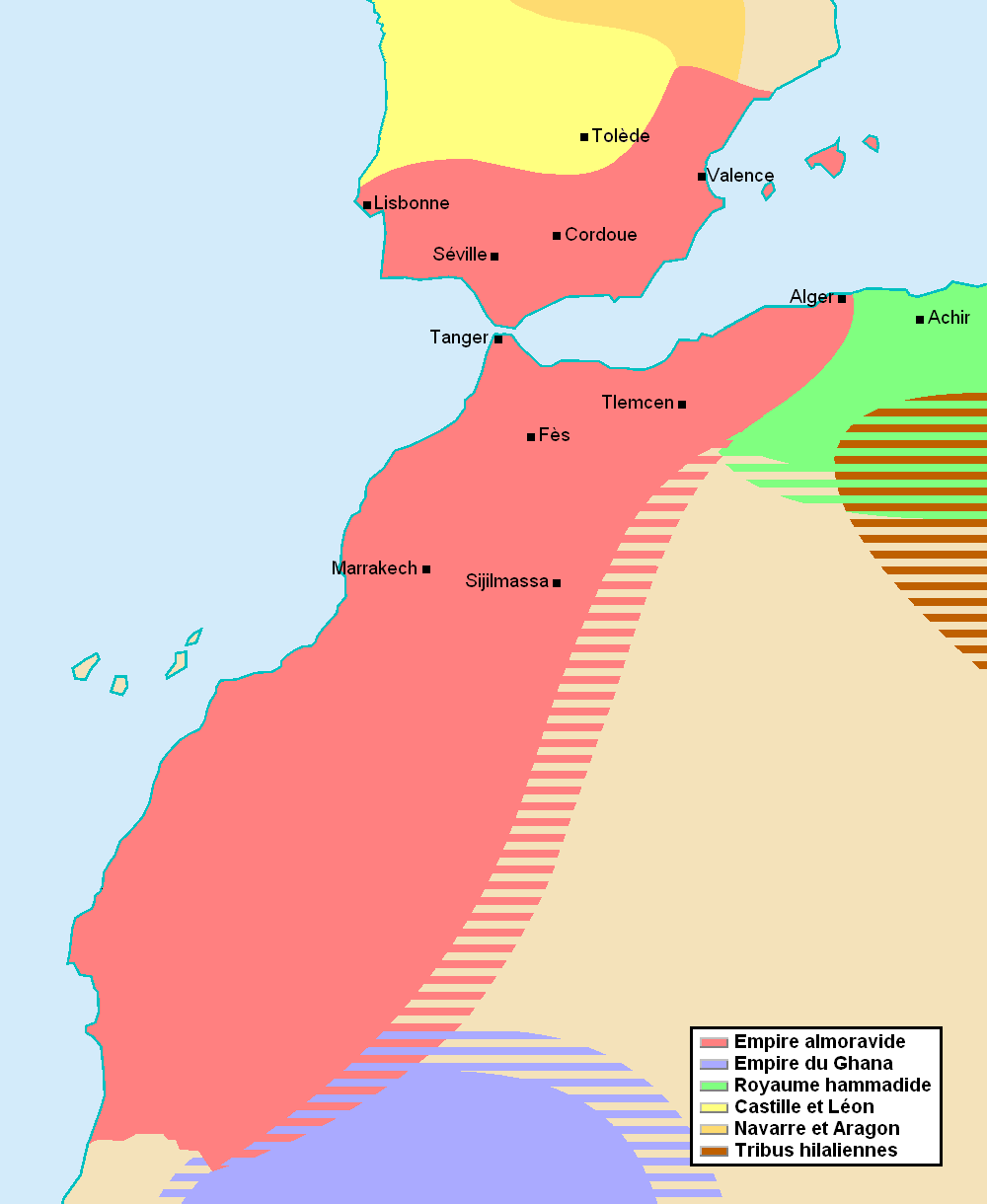
Größte Ausdehnung des Reiches der Almoraviden

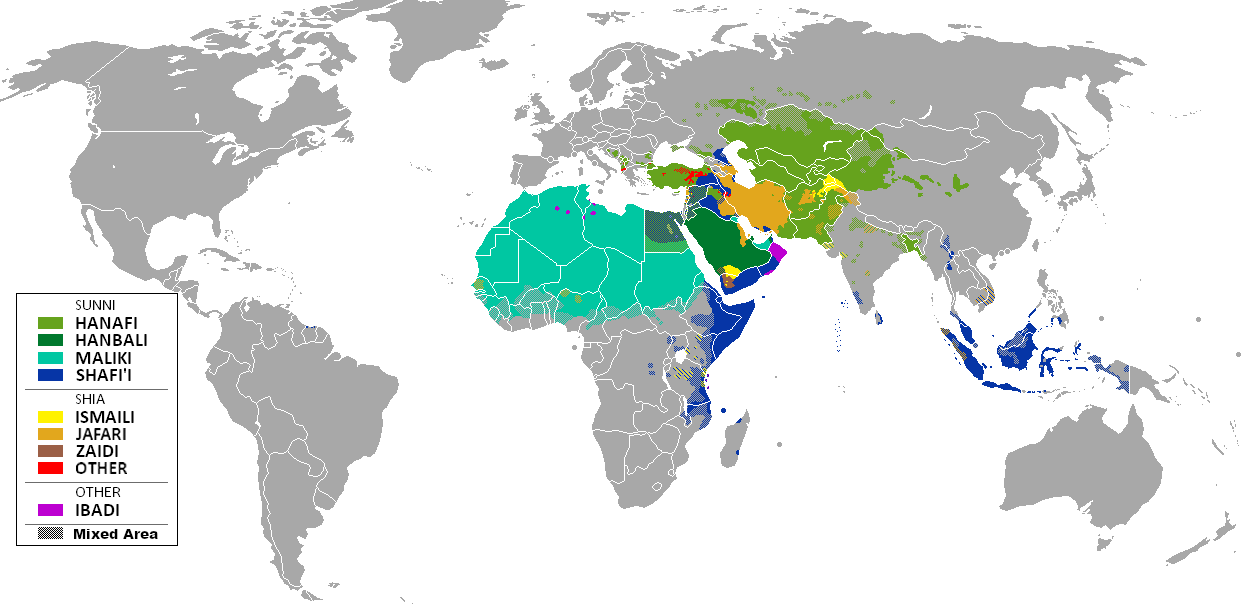
Regionen, in denen Mālikiten die Mehrheit stellen. Mit „other“ sind die Aleviten in der Türkei gemeint.

Um 1039 brachte ein Djudala-Stammesführer von seiner Pilgerfahrt nach Mekka einen Theologen der Sanhādscha, Abdallah ibn Yasin († 1059), mit. Ibn Yasin und einige Sanhādscha aus seinem Gefolge zogen sich nach einer Revolte der Stämme mit seinen Anhängern nach Süden zurück, wo er am Senegal ein Ribāt gründete. Im Bündnis mit Yahya ibn Umar, dem Führer des Lamtuna-Stammes, schlug er die Djudala nieder. Vom arabischen Geschichtsschreiber Ibn Abi Zarʿ († um 1315) stammt die Legende, dass der abgelegene Ort eine Insel namens Rābiṭa gewesen sein soll, wovon sich der Name Murābiṭūn abgeleitet habe. 1042 riefen die „Almurabitun“, die „Männer des Ribāt“, zum Dschihad gegen die Ungläubigen und diejenigen unter den Sanhādscha auf, die sich nicht der Lehre der Mālikiten anschließen wollten. Mitte des Jahrhunderts ging daraus der Kriegsbund der Almoraviden unter Yahya ibn Umar (1046–1056) hervor. Dieser stellte die politische Einheit der Sanhādscha unter einem religiösen Ziel wieder her. Ab 1054 kontrollierten die Almoraviden Sidschilmasa und eroberten zudem Aoudaghost im Reich von Ghana.
Ibn Yasin führte eine strenge Ordnung ein, unter anderem waren Wein und Musik verboten, nichtislamische Steuern wurden abgeschafft. Ein Fünftel der Kriegsbeute gestand er den Religionsgelehrten zu. Gegen diese rigorose Auslegung des Islams kam es 1055 zu einem Aufstand in Sidschilmasa.

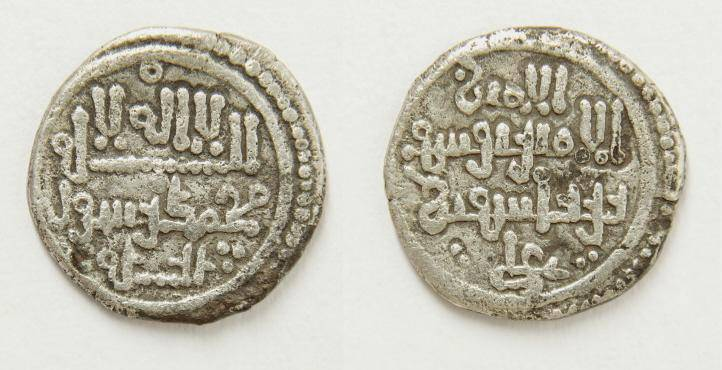
Münze aus der Zeit des Yusuf ibn Taschfin (1061–1106)

Die Leitung der Bewegung ging im Süden an Abu Bakr ibn Umar (1056–1087), Emir von Adrar, und im Norden an Yusuf ibn Taschfin (1061–1106) über. Beim Versuch die in seinen Augen häretischen Bargawata an der Atlantikküste zu unterwerfen kam Ibn Yasin 1059 ums Leben.

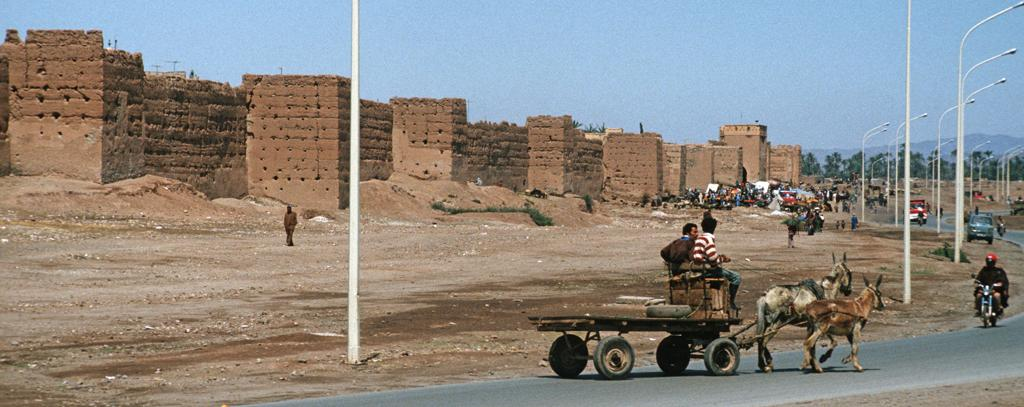
Stadtmauer von Marrakesch, 2000

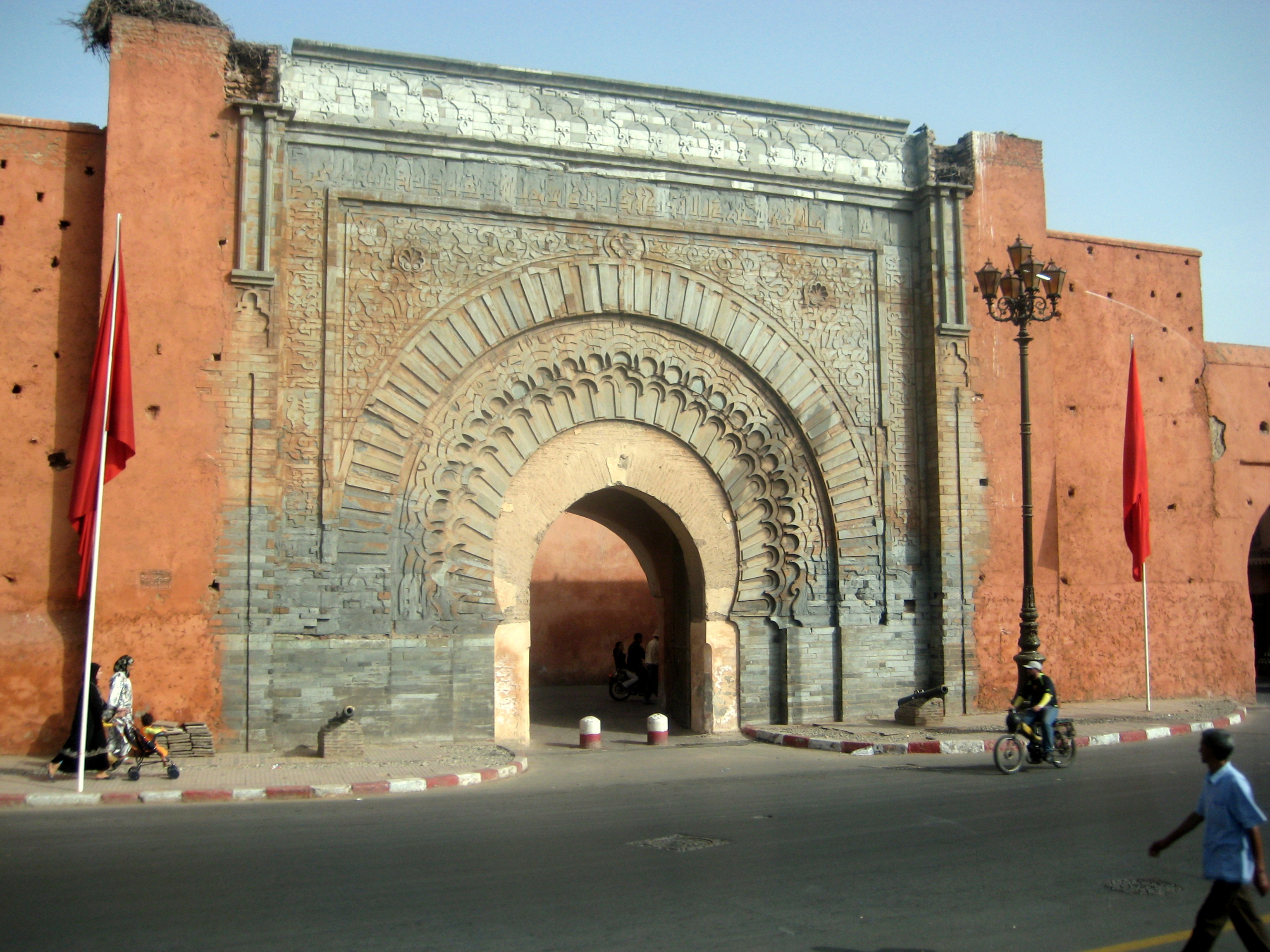
Stadttor von Marrakech: Bab Agnaou aus dem 12. Jahrhundert

1070 gründete Abu Bakr ibn Umar Marrakesch als Hauptstadt des Reiches. Im Süden führte er Krieg gegen das Reich von Ghana bis zur Eroberung von Koumbi Saleh im Jahr 1076. Yusuf ibn Taschfin organisierte das nördliche Reich vor allem mit Unterstützung seiner Rechtsgelehrten. Unter ihm eroberten die Almoraviden 1075 die Reiche der Magrawa und Salihiden im Rif sowie das westliche Algerien von den Hammadiden im Jahr 1082. Damit stand der gesamte westliche Maghreb unter der Herrschaft der Almoraviden.
1086 kam es auf Ersuchen der muslimischen Fürsten von al-Andalus zu einem Feldzug, in dessen Verlauf Alfonso VI. von León und Kastilien in der Schlacht bei Zallaqa am 23. Oktober 1086 geschlagen wurde. Bis 1092 setzten sich die Almoraviden durch die Annexion der Taifa-Königreiche durch, in die die iberische Halbinsel seit 1031 zerfallen war. Nur Valencia unter El Cid und Saragossa unter den Hudiden (1039–1110) blieben selbstständig. Die rigorose Durchsetzung des puritanischen Islams der Almoraviden in der städtischen andalusischen Kultur führte zu erheblichen Widerständen. Ihr Eifer richtete sich nicht nur gegen Andersgläubige, sondern auch gegen jene Muslime, denen sie religiöse Nachlässigkeit vorwarfen.
Unter Ali ibn Yusuf ibn Taschfin (1106–1143) wurden zwar Valencia und Saragossa sowie die Balearen unterworfen, doch ging Saragossa bereits 1118 an Aragon verloren, während sich im südlichen Marokko die strenge Reformbewegung der Almohaden zu verbreiten begann. Das riesige Reich zerfiel in Konflikten zwischen den Sippschaften nach dem Tode Abu Bakrs im Jahr 1087.
Eine neue reformistische Macht, von Zanata-Almohaden angeführt, eroberte das Reich der Almoraviden. Nach dem Tod Ali ibn Yusufs im Jahr 1143 und nach Aufständen der Murīden mussten sich die Almoraviden aus Andalusien zurückziehen. Mit der Erstürmung Marrakeschs durch die Almohaden im Jahr 1147 und dem Tod des letzten Almoraviden Ishaq ibn Ali endete die Dynastie.
Der wohl bedeutendste Beitrag der Sanhādscha und der Almoraviden zur Geschichte Westafrikas war die Islamisierung weiterer Gebiete, die Vertreibung der Charidschiten und anderer islamischer Gemeinschaften sowie die Durchsetzung der konfessionellen Einheit Marokkos auf malikitischer Grundlage.

## Almohaden (1145/1152 bis 1235), Gründung Rabats

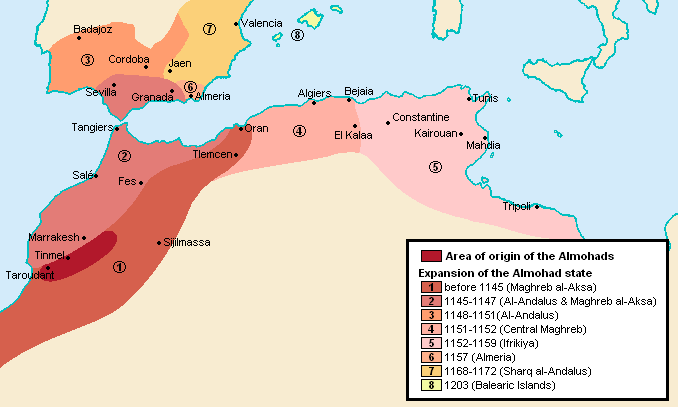
Die Expansion der Almohaden bis 1203

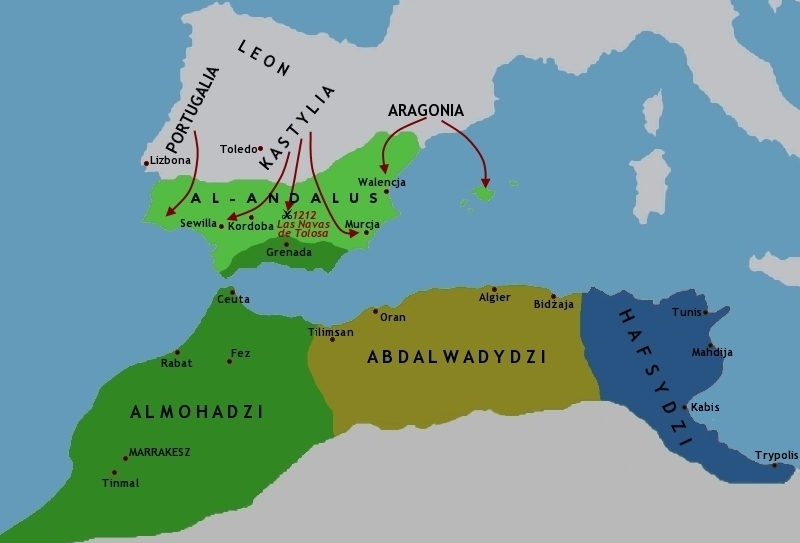
Der Zerfall des Reichs nach 1212

Um 1035 entstand in Mauretanien innerhalb der Sanhādscha-Konföderation eine religiöse Bewegung unter der Führung von Ibn Yasin. Sie war eine Reaktion auf die gleichzeitige Bedrohung durch die Soninke von Ghana und durch Berberstämme, die aus dem Norden kamen, und war von Gedankengut der in Kairouan vorherrschenden malikitischen Rechtsschule beeinflusst. Die Sanhādscha Mauretaniens, insbesondere die verschleierten Lamtuna, bildeten eine Art Aristokratie mit zahlreichen Vorrechten. Unter Yusuf ibn Taschfin eroberten sie Marokko und ab 1086 große Teile der iberischen Halbinsel, ihre Hauptstadt war das 1070 gegründete Marrakesch. Die malekitischen Rechtsgelehrten erteilten vielfach Staatsbediensteten Anweisungen, so dass sie erhebliche Macht gewannen. Gegen sie wandten sich mystische Bewegungen aus Spanien und dem islamischen Osten.

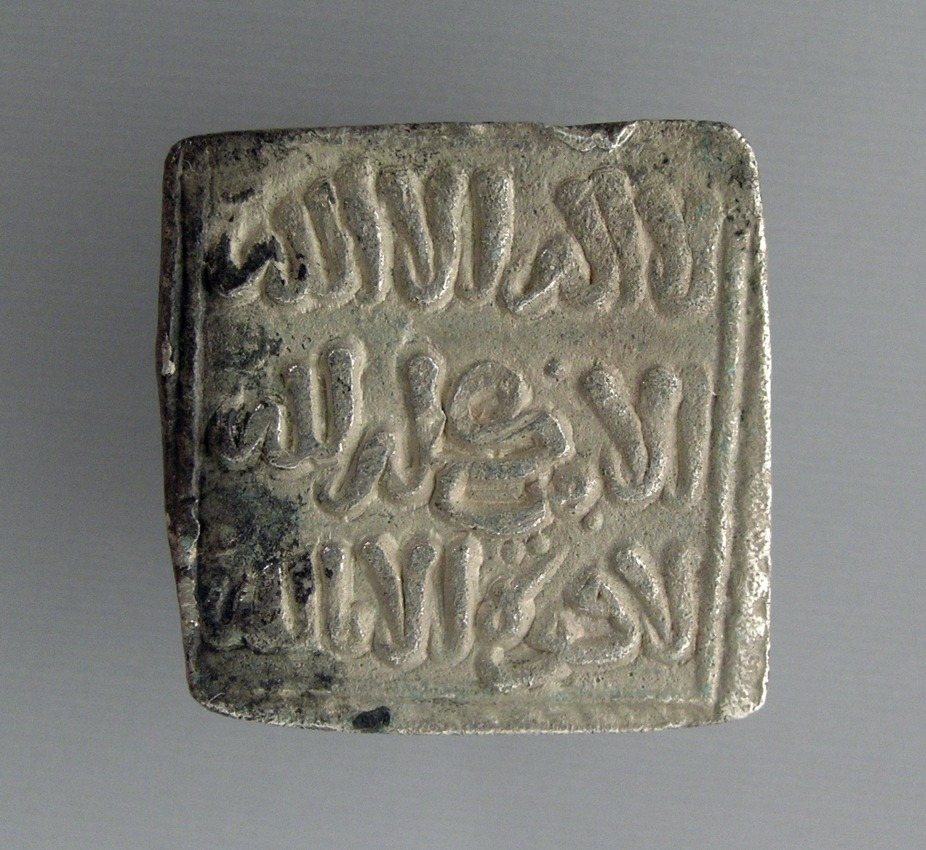
Almohadischer Silberdirham, etwa zwischen 1150 und 1250

1121 gründete Ibn Tūmart, ein Masmuda aus dem Hohen Atlas, eine entsprechende theologisch fundierte Bewegung, die Almohaden, für die er Anhänger aus acht Stämmen gewann. Er verlangte die Rückkehr zum Koran und zur Tradition (Hadith) und stellte sich gegen die Dominanz der vier Rechtsschulen; zugleich widersetzte er sich der wortwörtlichen Auslegung des Korans. Darüber hinaus betonten die Almohaden die absolute Einheit Gottes, weshalb sie sich „Einheitsbekenner“ (al-muwaḥḥidūn bzw. Almohaden) nannten. Diese Lehre schloss das Belegen Gottes mit bestimmten Eigenheiten sowie den Vergleich mit anderen Wesen aus. Der Heilige Krieg gegen die Almoraviden war wichtiger als gegen die Anhänger anderer Religionen. 1128/29 kam es zu einer heftigen Auseinandersetzung, in deren Folge Ibn Tūmarts Gegner umgebracht wurden. Am 13. Mai 1129 unterlag sein Heer bei al-Buhayra, auch scheiterte die Belagerung von Marrakesch. Am 20. August 1130 starb der Mahdi. Sein Tod wurde angeblich drei Jahre lang geheim gehalten.

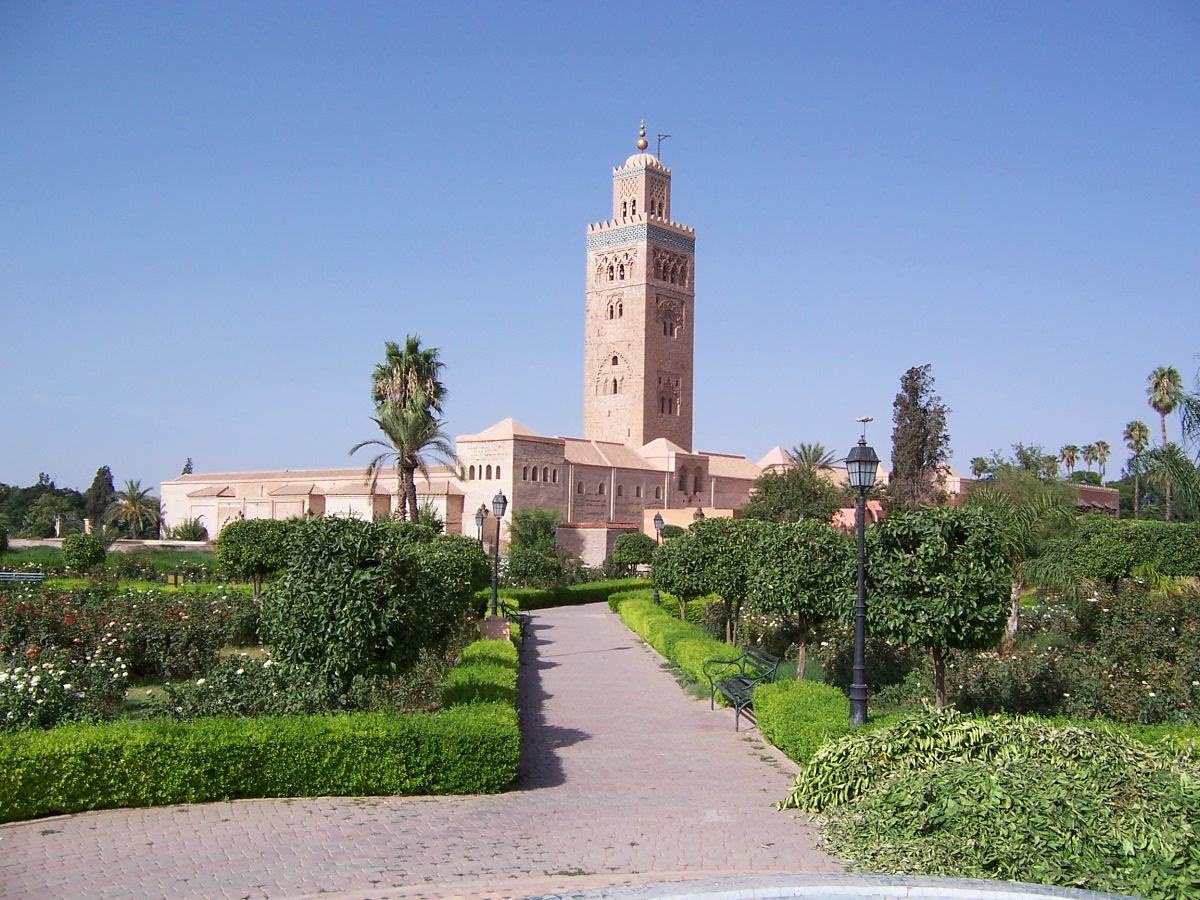
Die Koutoubia-Moschee (Moschee der Buchhändler) in Marrakesch. Die Grundmaße des etwa 25.000 Gläubige fassenden Gebäudes aus Stampflehm betragen 90 × 60 m. Das Bauwerk aus der zweiten Hälfte des 12. Jahrhunderts erhielt erst 1199 ein 77 m hohes Minarett, das noch heute steht. Es ist das Wahrzeichen der Stadt Marrakesch und des gesamten Landes. Zusammen mit der Giralda in Sevilla, dem Hassan-Turm von Rabat und dem Minarett der Kasbah-Moschee, die sich gleichfalls in Marrakesch befindet, wurde es zum Vorbild für fast alle Minarette des Maghreb.

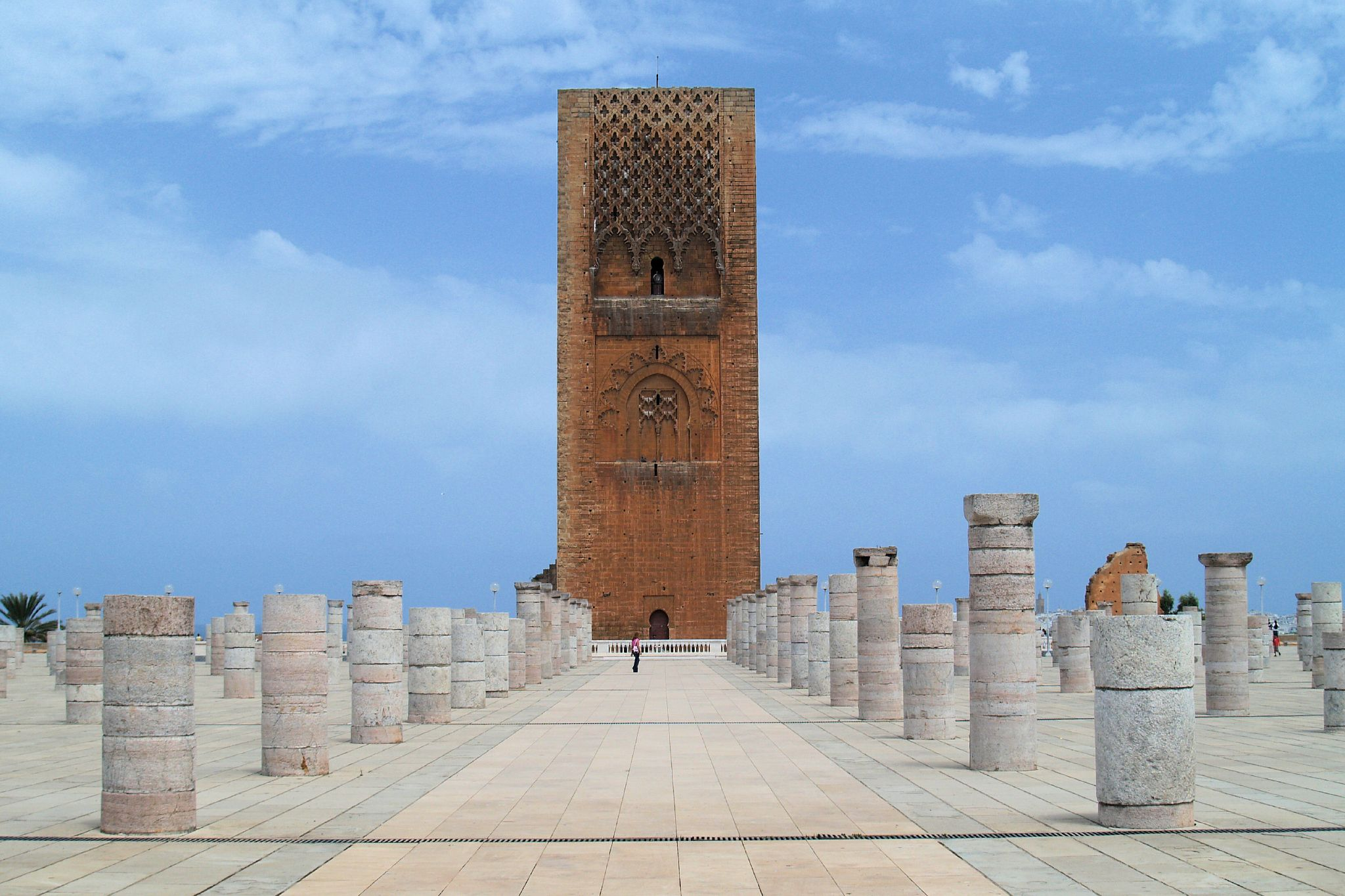
Der Hassan-Turm, erbaut unter Yaʿqūb al-Mansūr in Rabat

Seinem Nachfolger, dem Qumiya-Berber Abd al-Mu'min, gelang von 1133 bis 1148 die Eroberung von Marokko, 1146 fielen Fès und Marrakesch, ab 1147 gelang die Eroberung des in Kleinstaaten zerfallenen al-Andalus. 1149 stürzte er die Dynastie der Almoraviden in Marokko. Mach einer Rebellion erfolgte eine brutale Säuberung, der angeblich 32.000 Menschen zum Opfer fielen. 1151 begannen die Almohaden mit dem Angriff auf das Hammadidenreich und siegten vor Bougie, schließlich eroberten sie von 1155 bis 1160 das Reich der Ziriden in Tunesien.
Durch die Umsiedlung arabischer Beduinenstämme von Ifriqiya und Tripolitanien nach Marokko wurde die Arabisierung der Berber weiter beschleunigt. Auch Banu Hillal aus dem Hammadidenreich wurden umgesiedelt. Sie ersetzten die vernichteten „häretischen“ Barġawāṭa der Atlantikküste. Die Masmudah-Berber beherrschten das Reich, doch hatten sie, im Gegensatz zu ihren Vorgängern, ein weniger scharf profiliertes religiöses Ziel. Zum einzigen Mal war unter den Almohaden der gesamte Maghreb unter einer Berberdynastie vereinigt. 1161 setzte der Kalif mit einem Heer nach Spanien über und eroberte Granada. 1163 starb er in Ribāt, einem riesigen Heerlager, auf das Rabat, die heutige Hauptstadt Marokkos zurückgeht. Ab 1172 war der muslimische Teil der iberischen Halbinsel eine almohadische Provinz.
Die Almohaden verfolgten eine überaus intolerante Religionspolitik. Sie schlossen in Granada und anderen Städten Kirchen und Synagogen, verlangten unter Androhung des Todes die Konversion zum Islam. Die Familie des jüdischen Gelehrten Maimonides zog es vor zu fliehen, verbrachte mehrere Jahre unstet auf der iberischen Halbinsel und ließ sich vermutlich 1160 in Fès nieder. 1165 verließ die Familie das Almohadenreich und ging in das tolerantere Kairo. Maimonides wurde Hofarzt und 1177 Führer der dortigen jüdischen Gemeinde.
Die letzte Phase der Almohadenherrschaft begann, als die Banu Ghaniya, die das muslimische Spanien für die Almoraviden beherrscht und 1148 die Balearen besetzt hatten, 1184 Algerien und 1203 Tunesien eroberten. In der sich ausweitenden Anarchie gewannen die arabischen Beduinen an Bedeutung. Bis 1235 verloren die Almohaden ihre Herrschaft auf der iberischen Halbinsel, den Maghreb verloren sie an drei Berberstämme. Ifriqiya ging an die Hafsiden. An die Banu Marin, eine Gruppe der Zanata, ging 1248 Fès, 1269 fiel ihnen auch Marrakesch in die Hand. Schon in den 1230er Jahren hatte eine andere Zanata-Gruppe, die Abdalwadiden, begonnen, Westalgerien zu erobern, das sie bis Mitte des 16. Jahrhunderts beherrschten.

## Meriniden, Marabutismus

### Dominanz der Meriniden im Westen, der Hafsiden im Osten

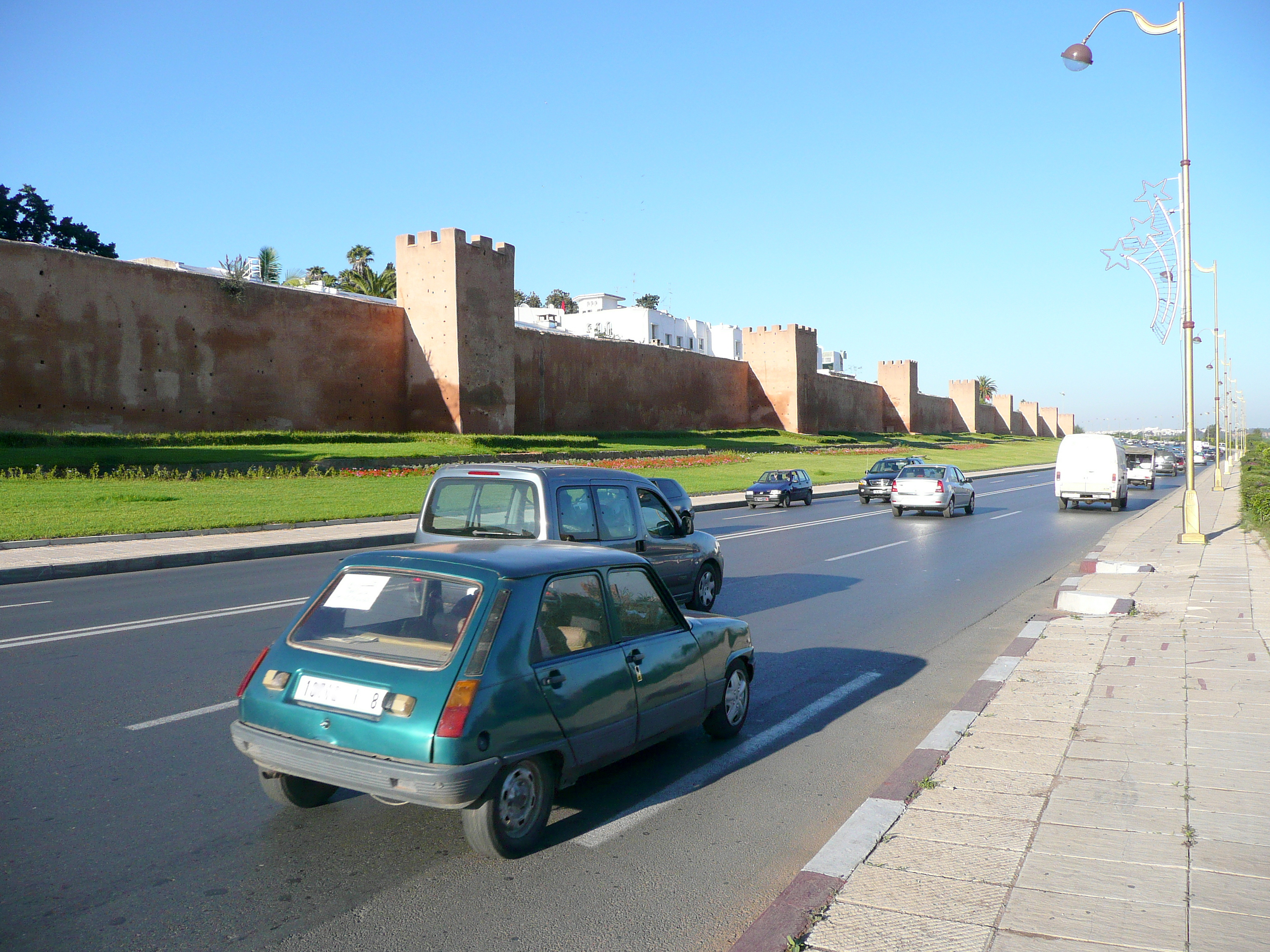
Almohadische Stadtmauer am Boulevard ed Dousteur. Südliche Begrenzung des Palastbezirks – noch ohne die Straßenbahntrasse vor der Stadtmauer, 2009

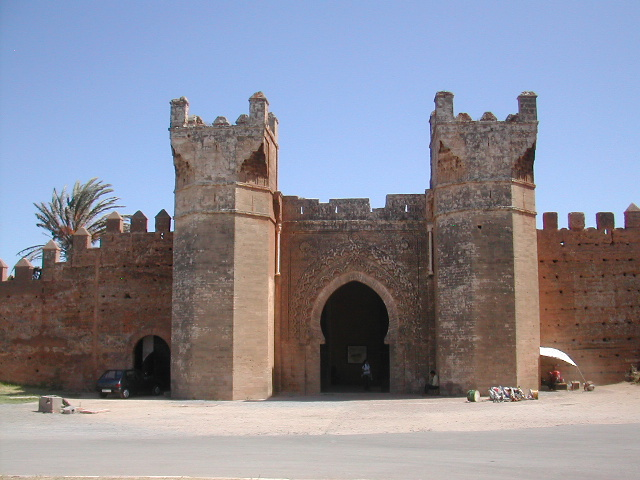
Merinidisches Portal der Chellah

Ab der zweiten Hälfte des 14. Jahrhunderts geriet der gesamte Maghreb unter den Einfluss der Meriniden des Abū ʿInān Fāris. Der Merinide Abu l-Hasan hatte nach einem Heiratsbündnis mit den tunesischen Hafsiden das Reich der Abdalwadiden erobert und unterwarf von 1346 bis 1347 auch den Osten des Maghreb und Tripolitanien. Die Banū Marīn gehörten zu den Zanata und lebten im 11. Jahrhundert im östlichen Algerien. Von den Banu Hillal waren sie westwärts in die Oranie abgedrängt worden. Wie die übrigen Zanata standen sie zwar in Gegensatz zu den Almohaden, nahmen jedoch an der Schlacht bei Alarcos teil, in der die Almohaden unter Yaʿqūb al-Mansūr gemeinsam mit den Meriniden das Heer Kastiliens unter Alfonso VIII. besiegten.
'Abu al-Ḥaqq, der Sohn und Nachfolger des nach dem Sieg verstorbenen Stammesführers, kam 1217 in einer Schlacht bei Fès ums Leben. Sein Stamm zog nun an den Rand der Sahara. Der Aufstieg der Banū Marīn begann unter Abū Yaḥya Abū Bakr (1244–1258). 1245 wurde Meknès, 1248 Fès und der übrige Norden Marokkos erobert. Abū Yūsuf Ya'qūb (1258–1286), Statthalter von Fès, konnte sich als Oberhaupt der Banū Marīn durchsetzen, die Reste der Almohadenherrschaft im Hohen Atlas und im Sūs beseitigen und 1269 Marrakesch erobern, 1273/74 schließlich den äußersten Norden Marokkos. Er schützte die Marabouts und unterstützte in vier Feldzügen die iberischen Nasriden. Von diesen ließ er sich Algeciras als Brückenkopf abtreten. Mit der Gründung von Neu Fès ließ er eine neue Hauptstadt für das nunmehr mächtigste Reich des Maghreb errichten. Unter seinem Nachfolger Abū Ya'qūb Yūsuf (1286–1307) kam es 1292 zu einem ersten Aufstand der verwandten Banū Waṭṭas im Rif.
Die Meriniden standen auf dem spanischen Festland seit der Eroberung von Algeciras ab 1344 unter verstärktem Druck der Reconquista-Staaten. 1348 musste der Merinidenherrscher zudem nach einer schweren Niederlage aus Tunis fliehen. Sein Sohn Abu Inan versuchte die Eroberung von 1356 bis 1357 erneut, doch auch er unterlag arabischen Stammeskonföderationen und musste das Land genauso überstürzt verlassen wie sein Vater.

### Eroberung des gesamten Maghreb, Verlust der iberischen Gebiete (bis 1344)
Während Ostalgerien in der Hand der tunesischen Hafsiden, Marokko in der der Meriniden blieb, machte sich 1235 Abu Yahya Yaghmurasan ibn Zayyan als Führer der berberischen Banu Abd al-Wad (auch: Banu Ziyan/Zayyan) von den Almohaden unabhängig. Die Hauptstadt wurde Tagrart, das heutige Tlemcen oder berberisch Tilimsan.
Wie das marokkanische Reich der Meriniden, so war auch das Abdalwadidenreich in Westalgerien eine Schöpfung der Zanata. Die Abdalwadiden versuchten nun zu verhindern, dass die Meriniden übermächtig wurden und sie unterstützten dazu ihre ehemaligen Oberherren. So fielen sie 1250, 1260 und 1268 in das Merinidenreich ein. Zwar wurden sie in allen drei Fällen zurückgeschlagen, doch den Meriniden wurde damit die Möglichkeit genommen, energischer gegen die Almohaden im Süden vorzugehen.

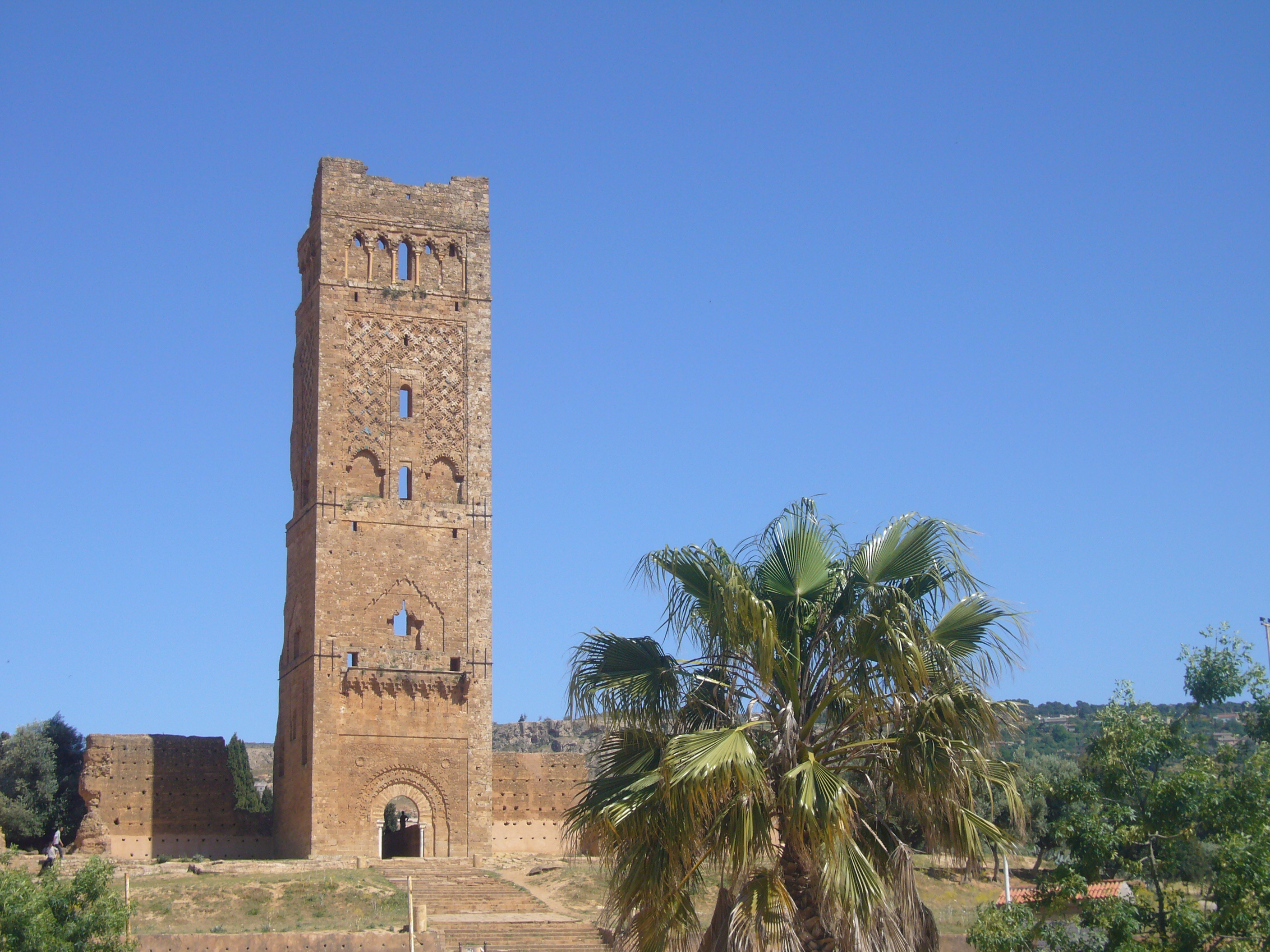
Minarett in der Ruinenstadt al-Mansura

Zunächst stützten sich die Herrscher auf die Banu Hilal, dann banden sie sich, um den Meriniden in Marokko und den Hafsiden widerstehen zu können, an die Nasriden von Granada und, was für die Meriniden von besonderer Brisanz war, an das Königreich Kastilien. Ab 1283 griffen die Meriniden ihre östlichen Nachbarn in vier Feldzügen an. 1295 attackierten die Meriniden sie erneut, sie belagerten von Mai 1299 bis 1307 Tlemcen und errichteten eine konkurrierende Stadt namens al-Mansura, „die Siegreiche“. Doch die Ermordung des Merinidenherrschers Abū Ya'qūb Yūsuf im Mai 1307 beendete die lange Belagerung und die Abdalwadiden zerstörten al-Mansura.
Unter Abū Sa'īd 'Uṯmān (1310–1331) kam es zu einer friedlichen Epoche, in der allein drei Medresen gegründet wurden. Dort wurden Staatsdiener ausgebildet, die wiederum dazu eingesetzt wurden, das Reich zu zentralisieren. Durch Ibn Abī Zar' ließ er die Geschichte der Idrisiden im Sinne der Orthodoxie abfassen; langfristig entwickelte sich daraus ein umfassender Kult um Idris II. unter Bevorrechtigung seiner Nachkommen.
Bereits im Vertrag von Monteagudo vom Dezember 1291 war eine Art Interessensphären zwischen Aragon und Kastilien verabredet worden. Aragon beanspruchte bei den Hafsiden und den Abdalwadiden Vorrechte, Kastilien im Merinidenreich. Zudem hatten es die Meriniden 1276 abgelehnt, mit Aragon einen Friedens- und Handelsvertrag abzuschließen. Als die beiden iberischen Mächte im Krieg lagen, versuchte Aragon 1286 ein Bündnis mit den Meriniden gegen Kastilien zustande zu bringen, aber auch dies wurde abgelehnt. Die Meriniden blieben neutral, ebenso wie die iberischen Nasriden, doch sahen sie wohl in der Eroberung des Abdalwadidenreichs eine Möglichkeit, sich des fortgesetzten Drucks der beiden christlichen Staaten zu erwehren.

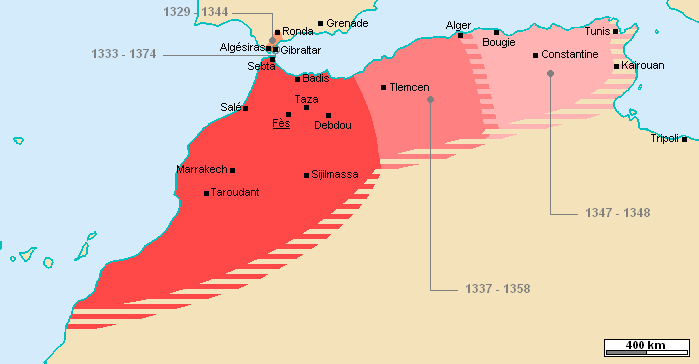
Die Expansion der Meriniden in Nordafrika, bis 1357/1374

Den Abdalwadiden, die gegen die Hafsiden vorgehen wollten, stellte sich eine Koalition der Hafsiden mit den Meriniden entgegen. 1337 fiel Tlemcen an die Meriniden. Dem Sieger, Abul-Hassan (1331–1351), gelang bis 1348 die Besetzung des Abdalwadidenreichs. Die Konkurrenzstadt al-Mansura wurde wieder aufgebaut. 1352 besiegten die Meriniden zudem ein Bündnis aus Abdalwadiden und Arabern in der Ebene von Angad nördlich von Oujda. Tilimsan wurde erneut besetzt, 1347 stand die merinidische Armee sogar in Tunis, allerdings musste sie sich nach einer Niederlage gegen Beduinen bei Kairouan zurückziehen.
Gegen die Kastilier erlitten die Meriniden zudem am 30. Oktober 1340 eine vernichtende Niederlage bei der Belagerung von Tarifa. 1344 fiel Algeciras, womit die Meriniden endgültig von der iberischen Halbinsel verschwanden. Schließlich erhob sich sein Sohn gegen Abū l-Ḥasan, der 1351 im Hohen Atlas starb.

Handelsrouten der westlichen Sahara zwischen 1000 und 1500. Goldminen sind hellbraun angezeigt.

Diese Kämpfe innerhalb des Maghreb hingen wohl damit zusammen, dass es im Zuge massiver politischer Veränderungen südlich der Sahara, zu denen das Eindringen arabischer Stämme ins Draa-Tal im 13. Jahrhundert gehörte, dann der Zusammenbruch des Reiches von Ghana und die dadurch ausgelöste Verlagerung der Gold- und Handelsströme nach Osten. All dies führte zu einer starken Konkurrenz für Sidschilmasa durch algerische und tunesische Städte, denn die Stadt verlor ihr Handelsmonopol.

### Verlust des östlichen und mittleren Maghreb, Vasallenstaat Tilimsan
Nach der Räumung Tunesiens geriet auch die merinidische Herrschaft in Algerien ins Wanken, 1359 fiel Tlemcen. Über Jahrzehnte widerstanden die Abdalwadiden den Meriniden, die ihn 1359, 1360, 1370 und 1383 aus seiner Hauptstadt vertrieben.
Die Abdalwadiden planten 1383, ihre Hauptstadt nach Algier zu verlegen, um sich dem nahen Merinidenreich zu entziehen. Dazu wollte Abu Hammu 1386 seinen Hofschatz nach Algier schicken, doch fürchtete einer seiner Söhne, bei der Gelegenheit von der Nachfolge ausgeschlossen zu werden. Dieser Abu Taschfin ließ seinen Vater im Januar 1387 verhaften, doch Abu Hammu gelang die Flucht und im Juli 1388 saß er wieder in Tlemcen. Sein Sohn verbündete sich nun seinerseits mit den Meriniden. Der aus Fès aufbrechenden Armee gelang es, Abu Hammu zu töten. Abu Taschfin erhielt zwar Tlemcen, doch blieben die Abdalwadiden bis 1424 Vasallen der Meriniden. Von Bedeutung ist vor allem die 1339 von den Meriniden errichtete Grabmoschee des Mystikers und Stadtpatrons Abu Madyan (1126–1198).

## Zwischen den Großmächten, Sufi-Orden, Republik von Salé
Marokko geriet im 15. und 16. Jahrhundert in die Konflikte zwischen den Weltreichen. Spanien, die neue Großmacht auf der iberischen Halbinsel, und das Osmanenreich, die neue östliche Großmacht, bekämpften sich vor allem auf dem Mittelmeer. Um Marokko bildete sich eine Zone aus, in der sich ihre Konflikte mit religiösen und lokalen Konflikten mischten. Gesellschaft und Wirtschaft wurden auf diesen Kampf ausgerichtet und lieferten die Ressourcen zu heiligen Kriegen auf beiden Seiten. Zugleich machten sich Portugal und Spanien Konkurrenz im Handel und besetzten dabei zahlreiche Stützpunkte entlang der Küste, während die Osmanen ihre Macht bis nach Algerien ausdehnten.

### Wattasiden (1472–1554)

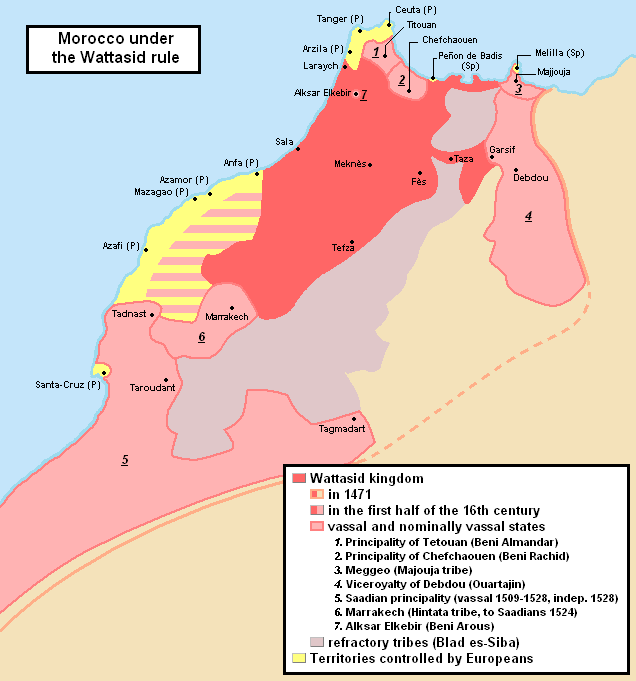
Reich der Wattasiden

Die Wattasiden, zunächst Regenten der Meriniden, übernahmen in den 1420er Jahren de facto die Macht in Marokko, das sie – ab 1472 unabhängig – bis zu ihrem Sturz durch die Saadier 1554 beherrschten. Als sie jedoch den iberischen Staaten zu sehr nachgeben mussten, verloren sie ihr Ansehen und Sufis und Marabouts opponierten zunehmend gegen sie.
Die Banū Waṭṭās waren Zanata und mit den Meriniden verwandt. Im 13. Jahrhundert waren sie von Tripolitanien nach Ostalgerien gezogen. Auch wenn sie nicht die Dynastie der Meriniden beseitigten, so waren deren Herrscher doch völlig von den Wattasiden abhängig. Nachdem Abdalhaqq II. (1421–1465) vergeblich den Sturz der Wattasiden betrieben hatte, errangen diese 1472 unter Muḥammed aš-Šayḫ al-Mahdi endgültig die Herrschaft in Marokko.
Doch den Wattasiden gelang keine Befriedung des Landes. Weder war ihre Autorität gegenüber den Beduinen- und Berberstämmen ausreichend, noch konnten sie die Eroberung der Häfen am Atlantik durch die Portugiesen verhindern. Mit Portugal musste sogar ein Waffenstillstand über zwanzig Jahre geschlossen werden, nachdem diese 1471 Tanger erobert hatten. Dies führte zu einem enormen Ansehensverlust in weiten Kreisen der Bevölkerung. Auch bewahrten sich einige Fürstentümer der Meriniden und Idrisiden im Rifgebirge lange Zeit ihre Unabhängigkeit.
Zugleich bauten die Saadier unter Scherif Abu Abdallah al-Qa'im (1505–1517) einen eigenen Machtbereich zur Basis für den Kampf gegen die Portugiesen aus. Zwar konnten die Saadier zeitweise von den Wattasiden unter dem Regenten Bou Hassoun aufgehalten werden, doch gewannen sie durch ihren Kampf gegen die Portugiesen breite Unterstützung in der Bevölkerung. Sie residierten ab 1525 in Marrakesch und eroberten 1541 Agadir von den Portugiesen zurück. Auch erzwangen sie ihren Abzug aus Safi und Azammur. Nun konnten sie sich auch gegen die herrschende Dynastie durchsetzen und 1549 die Wattasiden in Fès stürzen. Eine osmanische Intervention zugunsten der Wattasiden schlug fehl.

### Saadier, Abwehr der Osmanen und Spanier

Herrschaftsgebiet der spanischen Habsburger 1580

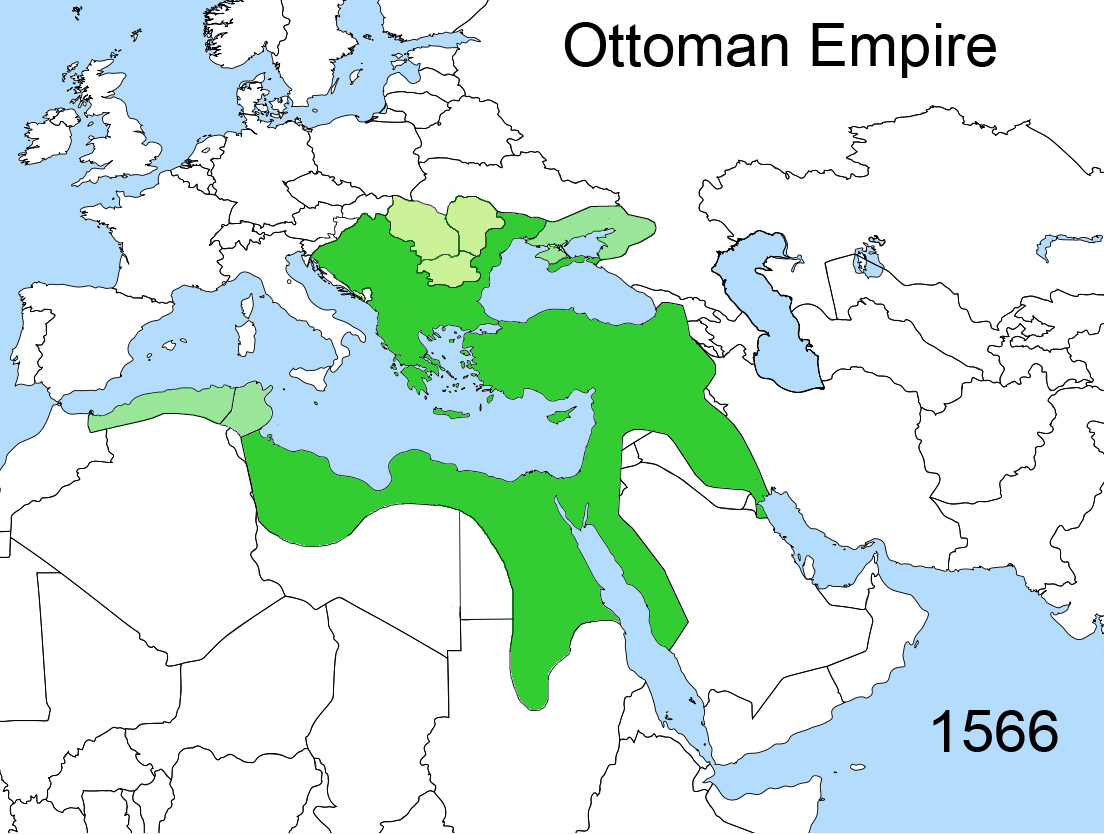
Herrschaftsgebiet der Osmanen 1566

Die Saadier behaupteten sich nicht nur gegen die Portugiesen, sondern vor allem gegen das Osmanische Reich, das Anfang des 16. Jahrhunderts mit Ausnahme Marokkos die gesamte nordafrikanische Mittelmeerküste beherrschte und 1519 auch das benachbarte Algerien zum Vasallen gemacht hatte. Bei den Eroberungsversuchen der Osmanen gelang es diesen zeitweise zwar Fes zu besetzen und sich in die Thronfolge der Saadier einzumischen. Unter Ahmad al-Mansur (1578–1603) konnte sich Marokko jedoch endgültig gegen die Osmanen behaupten und wurde zu einer Regionalmacht, deren Einfluss weit über die Sahara hinausreichte.

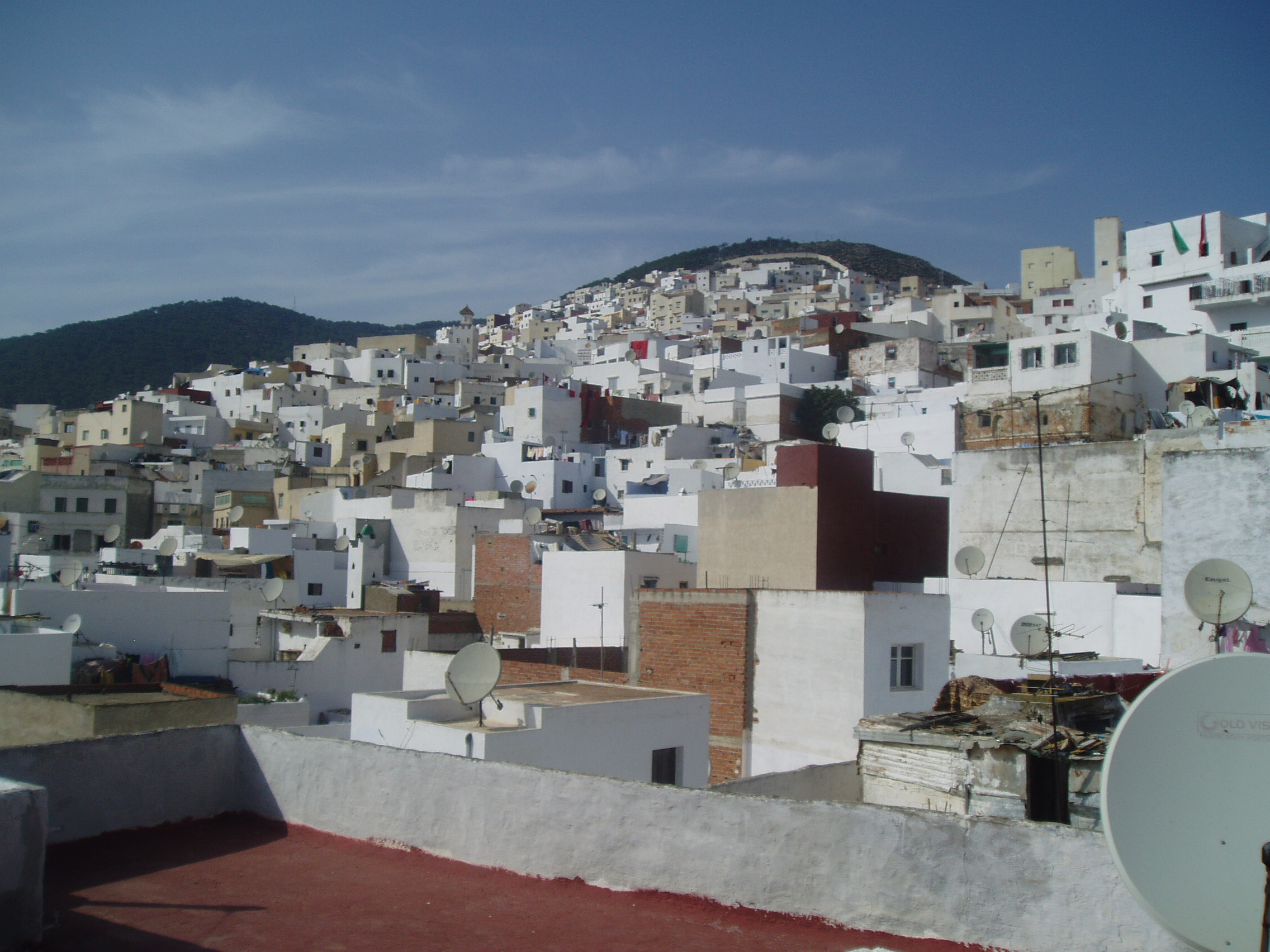
Nordmarokko ist stark vom iberisch-maurischen Baustil geprägt. Die Medina von Tétouan, heute Weltkulturerbe, zeigt dies deutlich.

Gleichzeitig begannen Mauren und Juden aus Andalusien einzuwandern, dessen letzte muslimische Herrschaft 1492 von Spaniern erobert worden war. 1534 eroberten die Spanier Tilimsan, wobei es zu einem Massaker kam. 1500 Juden wurden versklavt, doch Juden aus Fès und Oran kauften sie frei.

### Expansion Kastilien-Spaniens
Im Jahr 1492 zog Kastiliens Armee kampflos in die letzte muslimische Stadt auf iberischem Boden ein. Die Muslime wurden zur Auswanderung ermuntert und bereits im Folgejahr verließen 6.000 von ihnen die Halbinsel Richtung Maghreb. Nach gescheiterten Bekehrungsversuchen ging die kastilische Regierung ab 1499 zu Zwangsbekehrungen über, nicht konversionswillige Juden mussten bereits ab 1492 das Land verlassen.
Zugleich bereitete Spanien die Expansion auf die andere Seite des Mittelmeers vor, wurde jedoch durch Auseinandersetzungen mit Frankreich um das Königreich Neapel aufgehalten. Hinzu kam die überraschende Möglichkeit, ab 1492 nach Amerika zu expandieren, die bald enorme Kräfte band, und die die Expansion nach Nordafrika zweitrangig erscheinen ließ. Spanien begnügte sich mit der Besetzung von Stützpunkten (presidios) entlang der afrikanischen Küste. Doch die presidios blieben von spanischen Lebensmittel- und Waffenlieferungen abhängig. Die Spanier hielten Alcazarquivir von 1458 bis 1550, Tanger von 1471–1580 (erneut 1640–1668), Asilah von 1471 bis 1550 (erneut 1577–1580), dann Safi zwischen 1488 und 1541. Kurzzeitig besetzten sie zudem 1489 die Fortaleza da Graciosa. Malila (Melilla) wurde erst 1497 besetzt.

### Konkurrenz zwischen Portugal und Spanien, Einmischung Frankreichs (ab 1536)

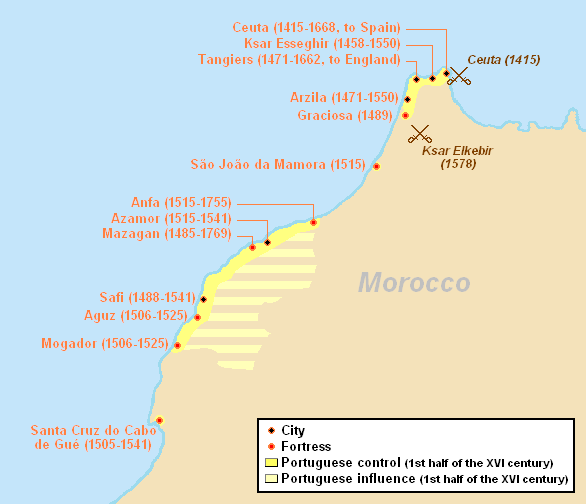
Portugiesische Besitzungen in Marokko (1415–1769)

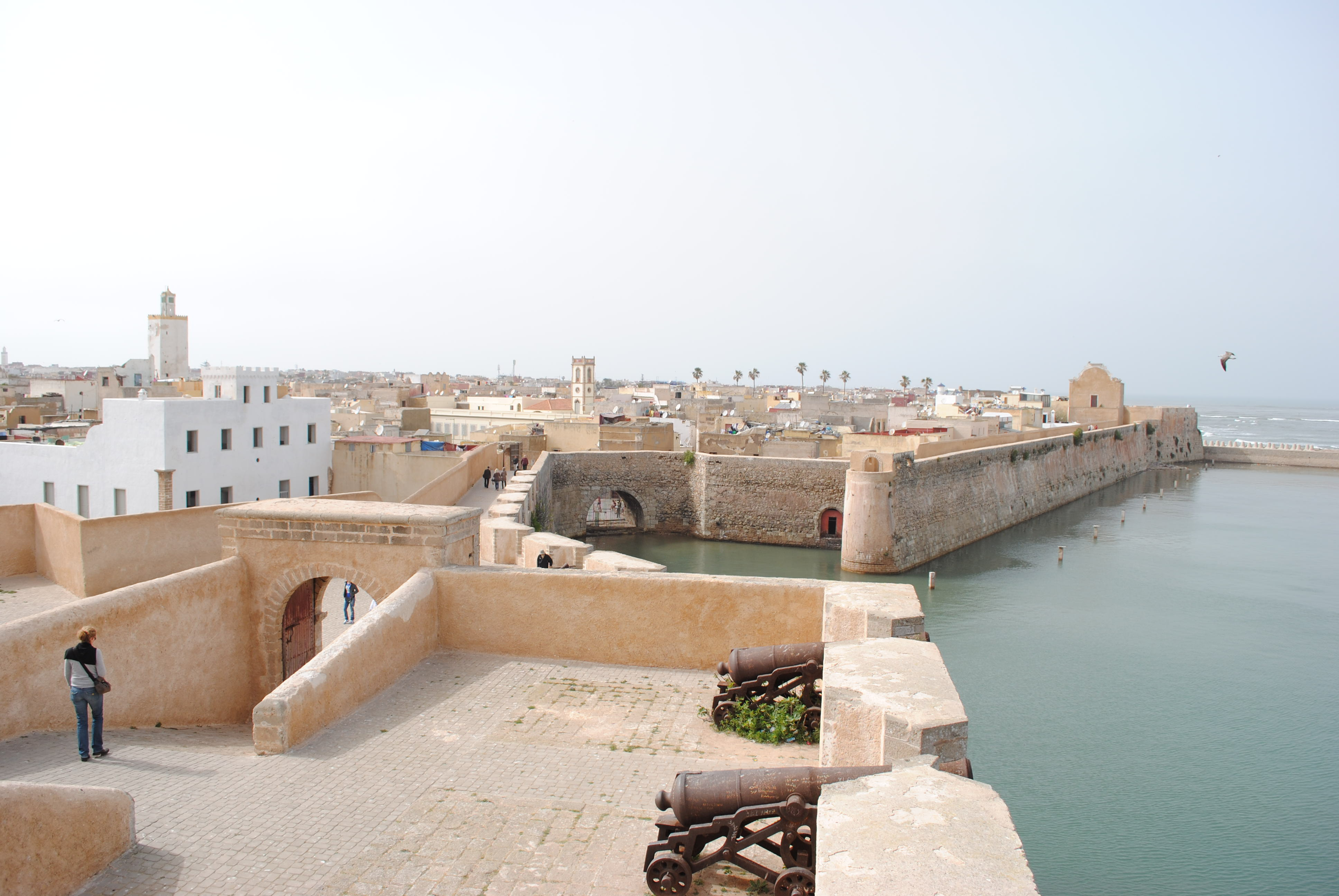
Die Cité Portugaise von El Jadida entstand ab 1485; die Stadt blieb bis 1769 portugiesisch

Darüber hinaus standen die Spanier in Marokko in einem scharfen Konkurrenzverhältnis zu Portugal, das eine lange Kette von Stützpunkten an der Atlantikküste eroberte. Zwischen 1458 und 1755 beherrschten die Portugiesen trotz ihrer vernichtenden Niederlage in der Schlacht von Alcácer-Quibir (1578) eine Reihe von Stützpunkten entlang der Küste, das sie als Rei do Algarve dalém mar em África (Königreich der Algarve über dem Meer in Afrika) bezeichneten. Im Vertrag von Alcáçovas einigten sie sich im Jahr 1479 mit den konkurrierenden Spaniern über die Aufteilung dieses Teils von Nordafrika. So wurden in Marokko 1505 Agadir (bis 1541), 1506 El Jadida (bis 1580 und erneut 1640–1769), Mogador (bis 1510) und Aguz (bis 1526) von Portugiesen besetzt, dann 1513 Azemmour (bis 1541) und 1515 Casablanca, das von 1580 bis 1640 mitsamt Portugal zu Spanien kam, dann erneut von 1640 bis 1755 an das wieder unabhängige Portugal.
Doch auch die Spanier, die eher Richtung Oran und Tunis blickten, besetzten in Marokko einige Küstenorte, wie Ifni auf der Höhe der Kanarischen Inseln, das sie von 1476 bis 1524 hielten (erneut 1868–1969), dann 1505 Cazaza bei Melilla (bis 1532). Hinzu kamen 1610 Larache (bis 1689) und 1616 La Mamora (bis 1681).
Insgesamt hatten die Reiche des Maghreb, die weder über die Technologie noch die Bevölkerungsmengen verfügten, denen zudem weder die Ressourcen großer Städteballungen noch eine hinreichende Zentralisierung zu Gebote standen, kaum eine Möglichkeit zur offenen Gegenwehr. Allerdings konnte Marokko seine Funktion als Pufferstaat zwischen den Großmächten aufrechterhalten.
Im Jahr 1536 schlossen das Königreich Frankreich und das Osmanische Reich einen Vertrag, der in Geheimklauseln vorsah, dass sich die beiden Mächte gegenseitig gegen Spanien unterstützten. Vom Reich der Habsburger fühlte sich Frankreich von zwei Seiten bedroht. Kaiser Karl V. seinerseits bot dem in osmanischen Diensten stehenden Piraten Khair ad-Din Barbarossa die Herrschaft von Algier bis Tripolis unter spanischer Oberhoheit an. Doch diese Offerte blieb aufgrund des gegenseitigen Misstrauens folgenlos.
Zwischen 1557 und 1584, als Habsburger und Osmanen um die Herrschaft in der Alten Welt rangen, befand sich auch der Kaperkrieg auf dem Höhepunkt. Im Jahr 1571 siegte die spanisch-venezianische Flotte bei Lepanto zwar über die osmanische, doch fiel zwei Jahre später Zypern endgültig an das Istanbuler Großreich; Tunesien wurde im Jahr 1574 eine Provinz des Osmanischen Reiches.

### Osmanische Expansionsversuche nach Marokko, Saadier

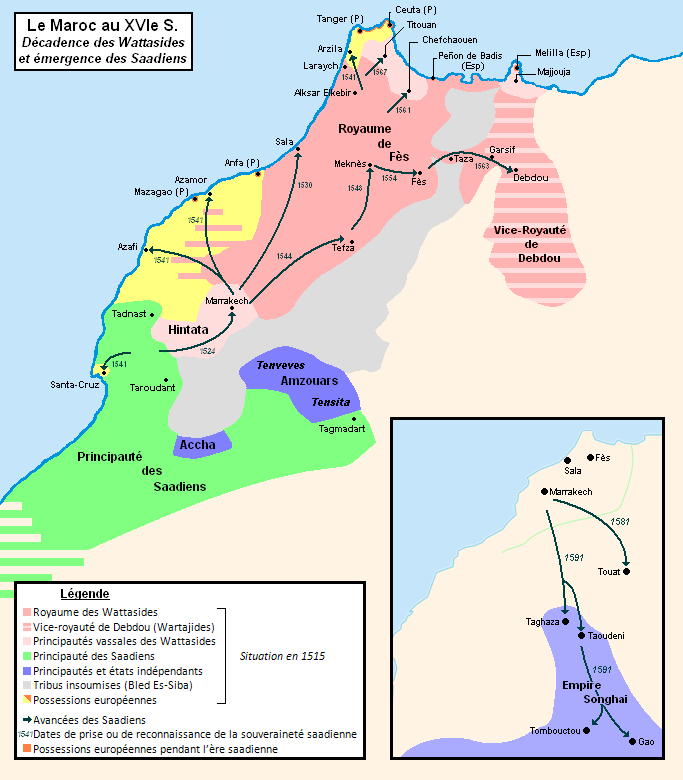
Marokko im 16. Jahrhundert

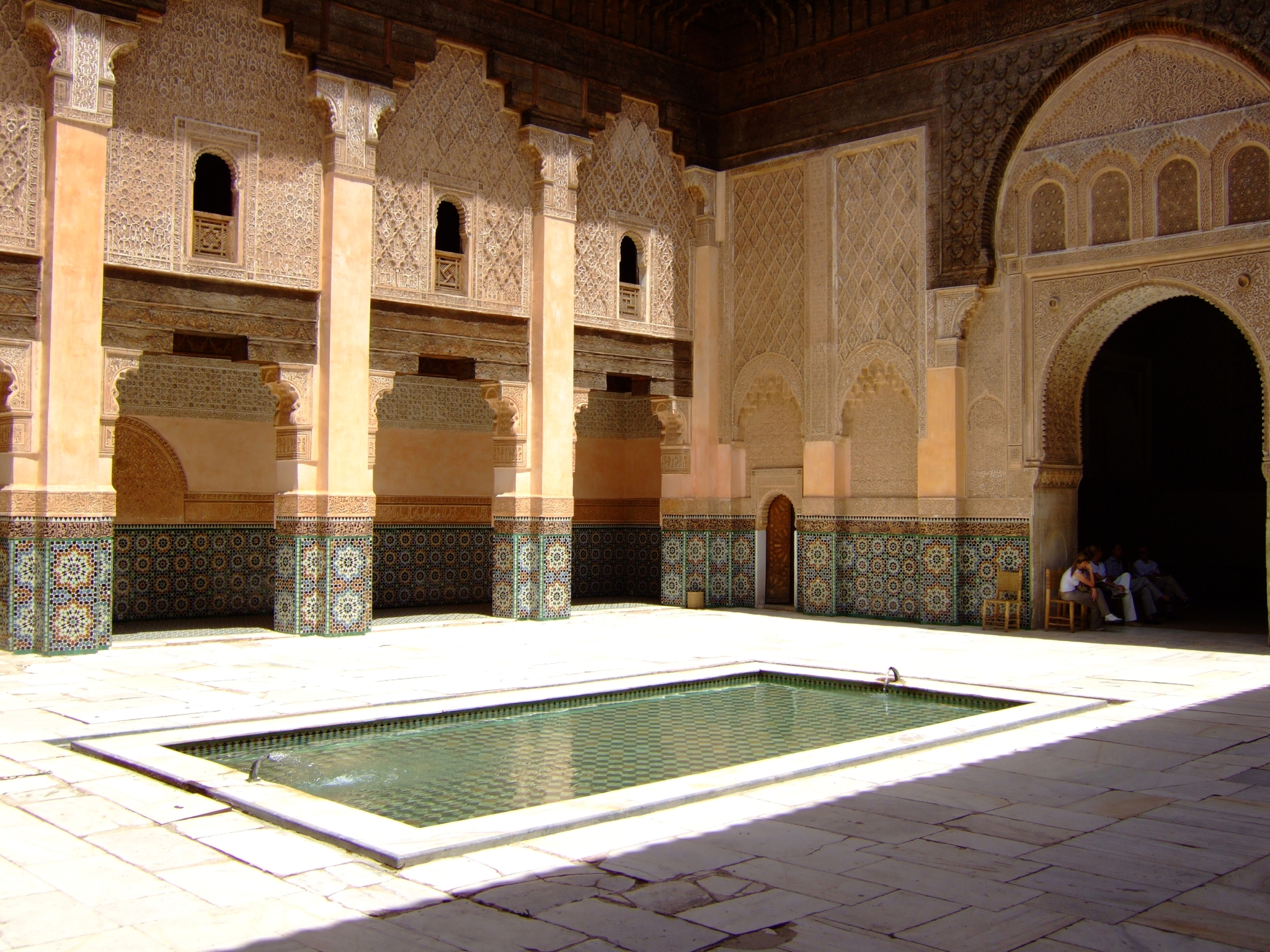
Innenhof der unter den Meriniden errichteten, um 1570 umgebauten Medersa Ben Youssef in Marrakesch

Doch Istanbuls Einfluss reichte nicht bis nach Marokko, wo Scherifen, die als Nachkommen des Propheten Mohammed galten, aufstiegen. Im Jahr 1552 wurde Hassan, der Sohn Khair ad-Dins und Herr von Algier, abberufen, da es immer wieder zu Konflikten mit den Saadiern kam, die das westlich angrenzende Land zwischen 1549 und 1664 beherrschten. Istanbul hatte aber ein Interesse daran, alle muslimischen Kräfte zusammenzufassen. So erhielt Salah Ra'is die Herrschaft über Algier, doch gelang auch ihm keine Zusammenarbeit mit den Saadiern.
Anfang des Jahres 1554 eroberte Salah Ra'is Fès und ließ dort 'Ali Abu-Hassun mit einigen Janitscharen zurück. Doch bereits im September eroberten die Truppen unter Mohammed ech-Cheikh die Stadt zurück. Er knüpfte Kontakte mit den Spaniern in Oran, um einen gemeinsamen Angriff auf Algier vorzubereiten. Doch zunächst lehnte Spanien ab, änderte den Kurs jedoch, als die Osmanen Béjaia eroberten und ihrerseits Oran angriffen. Als die Osmanen die Belagerung Orans im August 1556 abbrachen – inzwischen hatten die Marokkaner Tilimsan erobert –, reiste der Spanier Alcaudete von Oran nach Madrid und seine Gesandten nach Marokko, wo sie eine Abmachung zur Zusammenarbeit erreichten. Dagegen forderten Gesandte Mohammed ech-Cheikh auf, Münzen im Namen der Osmanen zu prägen und sich im öffentlichen Gebet dem Sultan zu unterstellen. Dieser lehnte jedoch ab. Im Oktober des Jahres wurde er daraufhin von vorgeblichen türkischen Deserteuren ermordet, die er aufgenommen hatte. Doch konnte keine der beiden Parteien die Schlacht im Wadi al-Laban nördlich von Fès zu ihren Gunsten entscheiden. Die türkische Armee musste 1558 nach Algier abziehen.

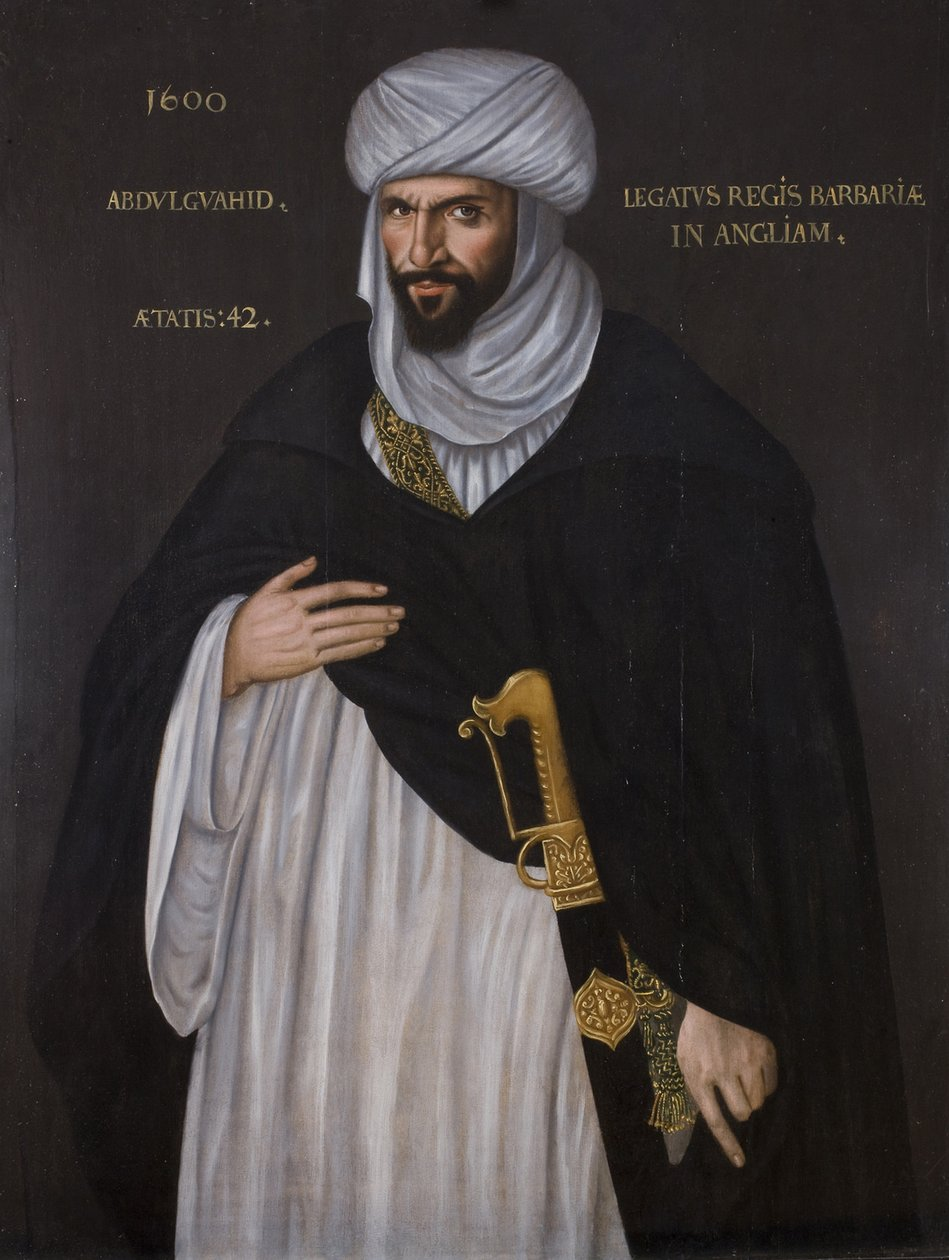
Marokkanischer Botschafter bei der englischen Königin Elisabeth I.

Im Jahr 1576 unternahmen die Korsaren erneut einen Versuch, in Marokko Fuß zu fassen; als Verbündeter Istanbuls wurde dort 'Abd al-Malik installiert. Spanien verwickelte sich seinerseits zunehmend in die Kämpfe um die Reformation im Norden Europas, vor allem in den Niederlanden, und die Krone sah sich einem neuen atlantischen Rivalen gegenüber, nämlich England. Seine Händler erschienen sogar in Marokko, was wiederum Portugal auf den Plan rief. Zudem misstraute man in Lissabon Venedig, dem man zutraute, sich auch noch in den Atlantikhandel einzumischen. Auch Spanien versuchte in den Jahren 1595/96 das Land zu destabilisieren.
Ab dem habsburgisch-osmanischen Waffenstillstand von 1581 zeichnete sich eine Tendenz ab, aus Marokko eine Art Pufferstaat zu machen. Frankreich und Habsburg schlossen im Jahr 1598 Frieden, die Habsburger und die Osmanen 1604, Habsburg und die Niederlande 1609.

### Saadier (1549–1659)

#### Opposition gegen Wattasiden

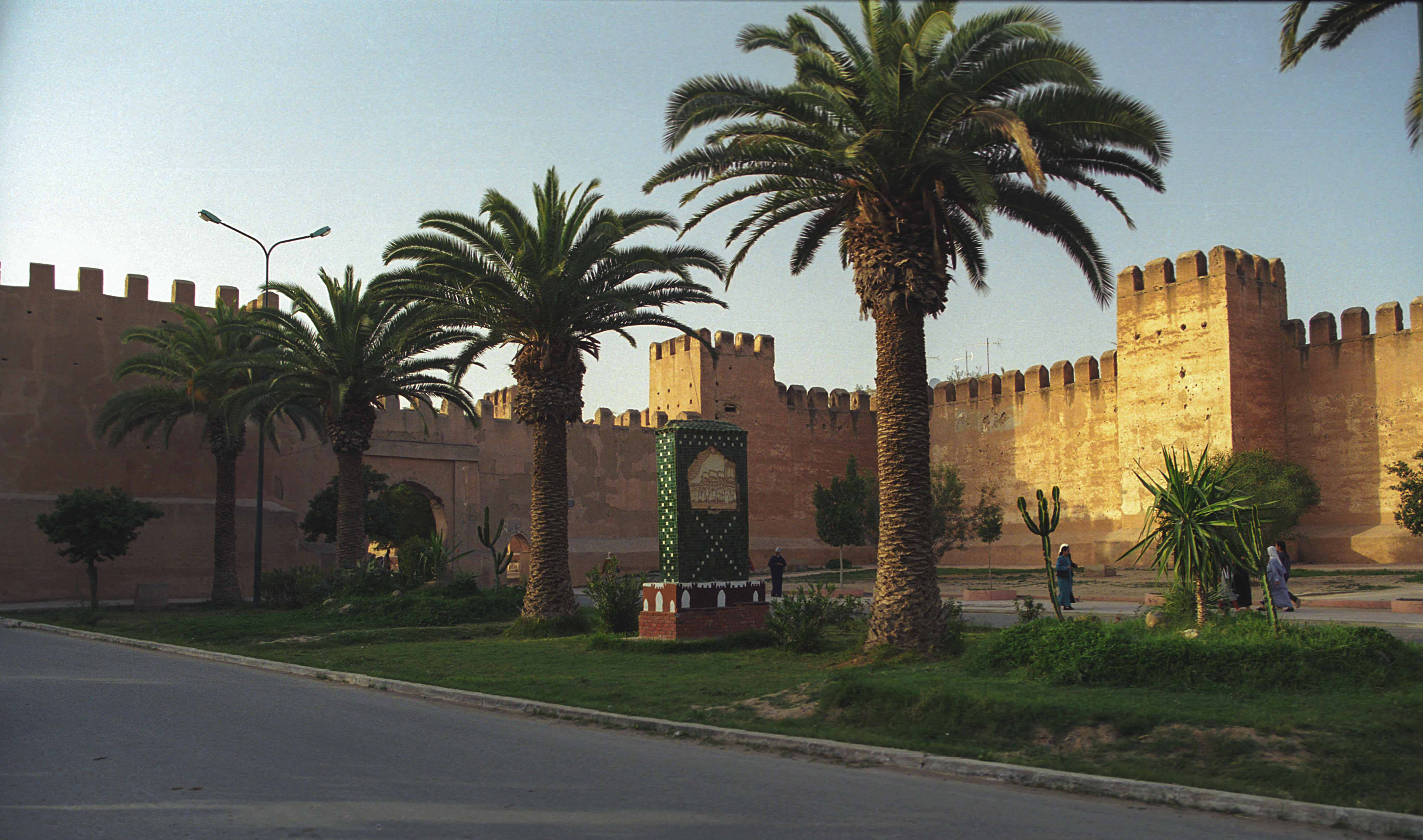
Stadtmauern von Taroudant

Im Widerstand der religiösen Bruderschaften und Marabouts, islamischer Heiliger, meist aus der Tradition des Sufismus, übernahmen die Saadier unter dem Scherifen Abu Abdallah al-Qa'im (1509–1517) die Führung. Sie errichteten ihre Machtbasis in Südmarokko, in Taroudant, indem die Banū Saʿd mit dem Stamm der Banū Maʿqil vereinigt wurden. Die Banū Maʿqil waren im 13. Jahrhundert in kleiner Zahl aus dem Jemen gekommen. Angesichts der Eroberung des portugiesischen Agadir (1541) gewannen die Saadier breite Unterstützung und konnten 1549 die herrschende Dynastie stürzen.

#### Behauptung gegen Osmanen und Portugiesen unter Ahmed al Mansur (1578–1603)

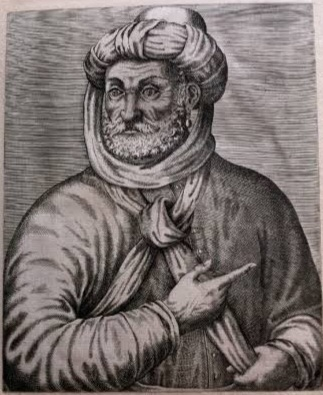
Ahmed al Mansur, Darstellung aus dem 17. Jahrhundert. Im Allgemeinen vermieden die Saadier Darstellungen ihrer Fürsten, auch wenn dies im Koran nicht explizit untersagt ist.

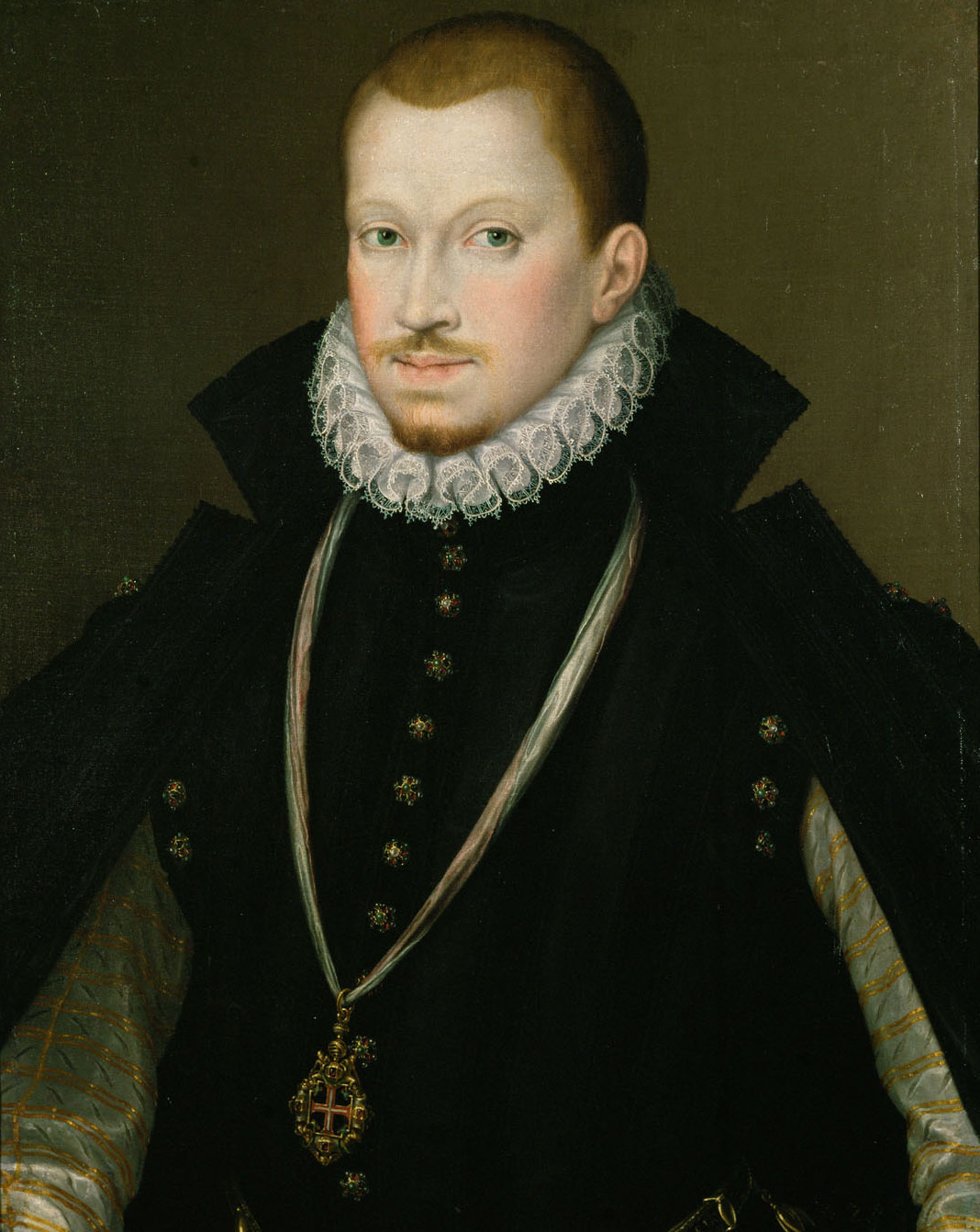
König Sebastiao von Portugal, Gemälde von Alonso Sánchez Coello (1531/32–1588), um 1575; Leinwand, 65 × 51 cm, Kunsthistorisches Museum Wien, Gemäldegalerie

Die Sultane Mohammed ech-Cheikh (1549–1557) und Abdallah al-Ghalib (1557–1574) konnten sich gegen die Osmanen behaupten. Bei Kämpfen um die Thronfolge konnte sich Abu Marwan Abd al-Malik (1576–1578) mit osmanischer Hilfe die Herrschaft sichern.
Der entthronte Abu Abdallah al-Mutawakkil (1574–1576) wandte sich daraufhin an den portugiesischen König um Unterstützung im Kampf um seinen Thronanspruch. Dieses Vorhaben verschleierte der Gesandte Abu Abdallahs, indem er auf eine Bedrohung der Stützpunkte und des Seehandels Portugals verwies, die der neue Sultan als ein erklärter Feind der Christenheit angreifen würde. Als daraufhin König Sebastian I. versuchte, den entthronten Abu Abdallah wieder auf den Thron zu bringen, scheiterte das Invasionsheer bei Qsar al-Kabir. Es war im Juni 1578 mit 500 Schiffen nach Arzila aufgebrochen, wo sich Abu Abdallah mit seinen Anhängern und weiteren 6.000 Verbündeten versammelt hatte. Dieser etwa 24.000 Mann starken Armee standen neben den Truppen des Sultans etwa 15.000 osmanische Janitscharen gegenüber, damit etwa 40.000 Mann. Am 4. August 1578 kamen etwa 9.000 Männer ums Leben, darunter viele portugiesische Adlige und der König. Nur etwa 100 Portugiesen gelang die Flucht an die Küste, der größte Teil der Streitmacht, etwa 16.000 Mann, wurde gefangen genommen. Abu Abdallah und Sultan Abd al-Malik kamen gleichfalls ums Leben. Um die zahlreichen Gefangenen auslösen zu können, musste ein bedeutender Teil des portugiesischen Staatsschatzes an den Fiskus Marokkos abgegeben werden.

#### Kurzfristige Expansion Richtung Niger (1590–1591)

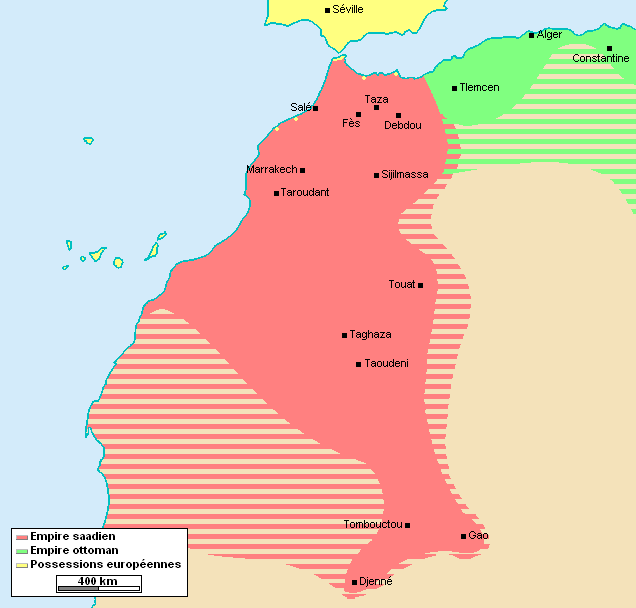
Größte Ausdehnung des Reiches der Saadier

Nun konnte sich Ahmad al-Mansur als Herrscher durchsetzen. Neue Handelsabkommen versuchten den Gegensatz zwischen dem spanischen Weltreich, an das im Jahr 1580 auch Portugal fiel, und den protestantischen Staaten, allen voran England auszunutzen. Ebenso wie der Handel mit London wurde der Transsaharahandel gefördert. Um höhere Gewinne aus dem Handel ziehen zu können, brachte Marokko 1584 die Salzminen von Taghaza in der Sahara unter seine Kontrolle. Dann zerschlugen die Marokkaner 1591 das Songhaireich am Niger und eroberten die Handelszentren Gao und Timbuktu (1590–1591). Doch damit wurde der Saharahandel von dort Richtung Marokko schwer geschädigt und verlagerte sich ostwärts nach Tripolis und Tunis.
Ahmad al-Mansūr erkannte zunächst die Oberhoheit der Osmanen an, um die Angriffe türkischer Korsaren auf die Küste zu beenden. Zugleich begann er mit dem Aufbau einer starken Armee aus Türken, Kabylen und Morisken, reorganisierte die Verwaltung und sanierte die Staatsfinanzen. Neben der Förderung von Wissenschaft und Kultur kam es zu einer verstärkten Bautätigkeit. So entstand die Festung Taza, und die Befestigungen von Fès wurden erweitert. Den el-Badi-Palast in Marrakesch sollen Architekten aus Florenz errichtet haben. Zu den wichtigsten Gelehrten am Hofe Ahmad al-Mansūrs gehörten der Biograph und Panegyriker Schihāb ad-Dīn Ibn al-Qādī († 1616), der Literat Abd al-Azīz al-Fīschtālī († 1631/2), der gleichzeitig als Kanzleichef und Hofhistoriograph fungierte, und der Religionsgelehrte Muhammad ibn Qāsim al-Qassār († 1604), der als Mufti und Chatīb an der Qarawīyīn-Moschee in Fès wirkte. Sie feierten den neuen Herrscher und seine Rolle für den Islam.

#### Zersplitterung der Herrschaft (ab 1603), Dila-Bruderschaft (bis 1668)
Nach dem Tod al-Mansūrs im Jahr 1603 brachen mangels Thronfolgeregelung Machtkämpfe aus. In Fès und Marrakesch setzten sich zwei Linien der Saadier durch. Während dieser Zeit nahm Marokko viele der Morisken auf, die aus Spanien vertrieben worden waren. Teile von ihnen siedelten sich in Salé an, wo sie zwischen 1603 und 1668 ein unabhängiges Korsarenreich gründeten. Im Jahr 1626 ging Fès an die Dila-Bruderschaft verloren, und 1659 eroberten die Alaouiten Marrakesch und beendeten die Herrschaft der Saadier.
Die Dila-Bruderschaft, eine bedeutende Sufi-Bruderschaft oder Tarīqa, wurde von Abu Bakr ibn Muhammad (1537–1612), einem Schüler des Mystikers al-Dschazuli (1390er Jahre bis 1465) gegründet. Dieser war einer der Sieben Heiligen von Marrakesch. Hauptsitz der Bruderschaft wurde ad-Dila im Mittleren Atlas, dessen Ruinen etwa 30 km südlich von Khénifra liegen. Unter Abu Bakrs Nachfolger Muhammad ibn Abi Bakr (1612–1637) dehnte die Bruderschaft ihren Einfluss auf die Stämme im Hohen Atlas aus. Mit Muhammad al-Hadschdsch (1635–1688) erreichte die Bruderschaft ihren größten Einfluss.
Nach 1637 begannen die Angehörigen der Bruderschaft mit der Eroberung Marokkos, wobei sie 1640 Muhammad al-Ayyaschi in Meknès besiegen konnten. Dieser war Herrscher über die unabhängige Piratenrepublik Bou-Regreg von Salé, die kurz danach in die Hände der Bruderschaft fiel. Nach der Eroberung von Fès im Jahr 1641 stürzten sie die nördliche Seitenlinie der Saadier. In Südmarokko konnten sich hingegen die Alaouiten durchsetzen. Sie besiegten 1664 bei Meknès die Truppen der Dila-Bruderschaft in einer dreitägigen Schlacht. 1668 ließen sie ad-Dila zerstören und die Bruderschaft auflösen.

### Republik von Salé (1627–1668)

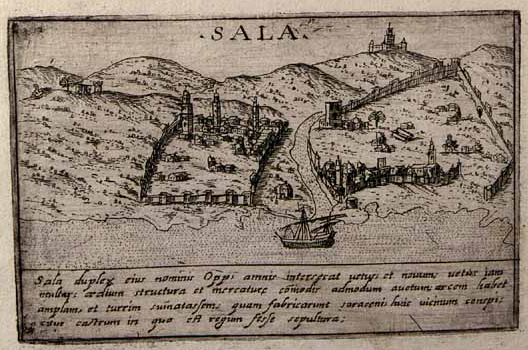
Salé im 17. Jahrhundert

Ende des 16. Jahrhunderts kam Muḥammad al-ʿAyyāši (1573–1641), ein Mitglied des arabischen Stammes der Banu Malik, in der weiter nördlich an der Küste gelegenen Rharb-Region nach Salé, um dort islamische Studien zu treiben. Al-Ayyaschi wurde im Auftrag des Saadiersultans zum Gouverneur von Azemmour erhoben. Von dort griff er die Spanier im benachbarten El Jadida an und wurde bald zu einem Rivalen für den Sultan. Dieser entsandte 1614 eine Armee von Marrakesch gegen ihn, doch al-Ayyaschi ging mit seinen Leuten nach Salé. Dort erklärte er den Spaniern den Heiligen Krieg, von Salé aus betätigte er sich bis zu seinem Tod 1641 als Pirat. Das Umland und der Küstenstreifen weiter nördlich wurden unter seiner Herrschaft zu einem unabhängigen Staat von Korsaren, deren Beuteziele europäische Handelsschiffe waren.
Mauren kamen als zwangsweise zum Christentum bekehrte Morisken, die in großer Zahl zwischen 1609 und 1614 nach Marokko vertrieben wurden. Sie erhielten ein eigenes Stadtviertel auf der anderen Flussseite in der Nähe der Kasbah. Auch der niederländische Seefahrer Jan Janszoon (um 1570 – um 1641), besser bekannt unter dem arabischen Namen Murad Reis, stieß zu den Piraten. Zunächst ein Pirat auf eigene Rechnung, verschlug es ihn von seinem Stützpunkt Algier 1619 nach Salé, wo er zum Admiral der Piratenflotte aufstieg. 1623 ernannte ihn Sultan Mulai Ziden zum Gouverneur von Salé. Vermutlich war es keine echte Ernennung des Sultans, sondern nur die Bestätigung einer vollendeten Tatsache, um den äußeren Anschein des Souveräns zu wahren. Der zum Islam übergetretene Holländer erhielt 1624 eine Tochter des Sultans als seine dritte Frau. Ab 1627 verschlechterten sich für ihn die politischen Verhältnisse, da die Führung der Kasbah die unabhängige Republik Bou-Regreg gründete. Deshalb verlagerte er seine Basis wieder nach Algier.

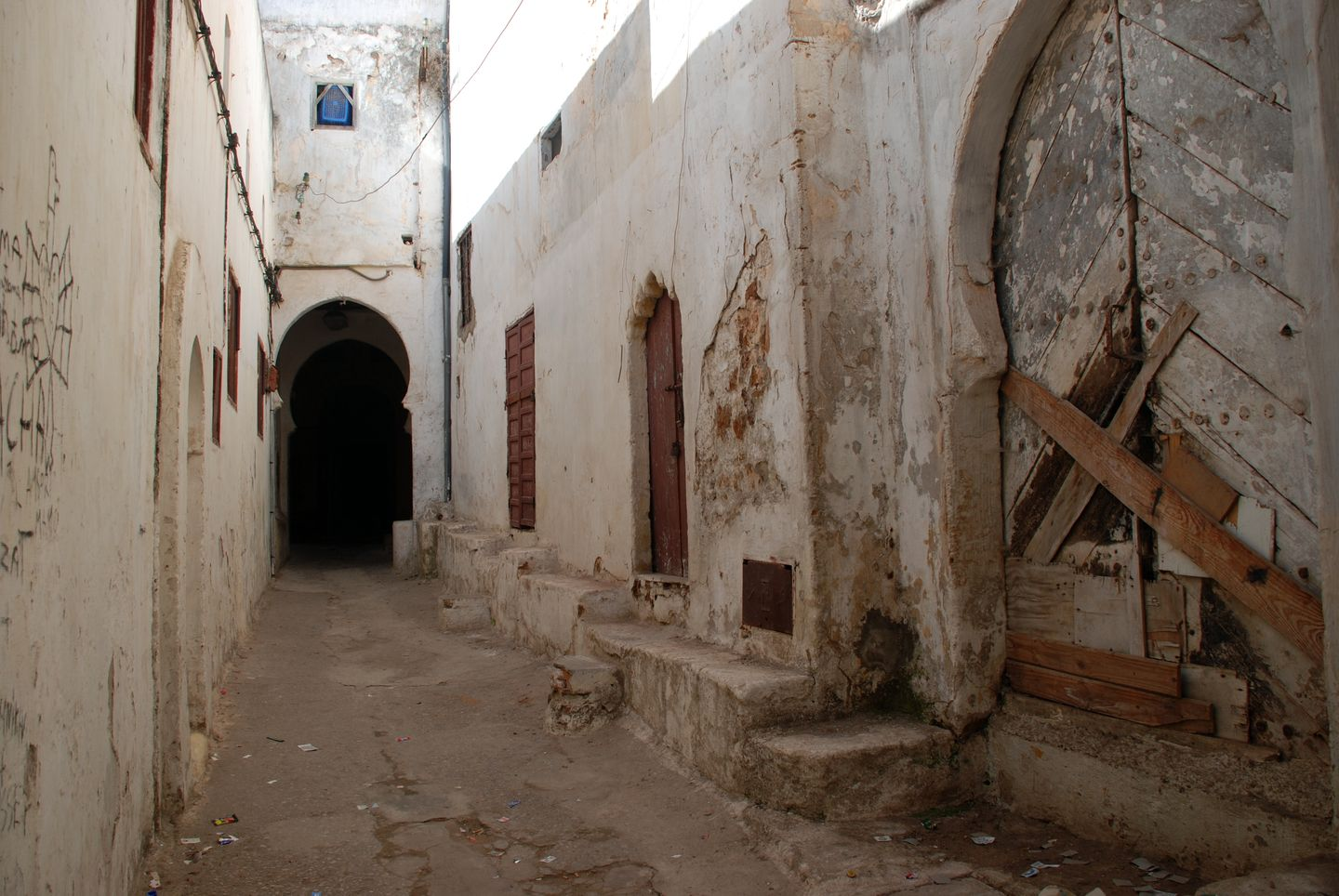
Typische enge Sackgasse im Wohngebiet der Medina im Westen der Altstadt von Salé

Zwei Gemeindevorsteher (Alcaldes), ein Gemeinderat (Dīwān), sowie ein Flottenkommandant waren die führenden Männer der Republik. Die Machtbasis stellte die Kasbah dar. Al-Ayyaschi etablierte in Salé seine politische und geistliche Autorität. Er ließ sich zwei Festungen außerhalb der Stadtmauer erbauen, die durch einen Tunnel mit seinem Palast verbunden waren. Mehrfach verweigerten die Andalusier in Rabat al-Ayyashi ihren Gehorsam, worauf dieser von seinen Festungen in Salé das Kanonenfeuer Richtung Rabat eröffnen ließ. Die zwei Städte der Republik Bou-Regreg führten mehrfach Krieg gegeneinander und blieben auch später uneins. 1631 fühlte sich al-Ayyaschi von den Andalusiern betrogen, weshalb er Rabat bis zum Oktober 1632 belagerte. Der Frieden währte bis 1636, als die Andalusier die Kasbah angriffen und die vollständige Kontrolle über die südliche Flussseite erlangten. Nun begannen sie, Salé zu belagern. Eine englische Flotte unter Admiral Thomas Rainsborough (1610–1648) beendete im April 1637 die Belagerung. Als wenige Monate später al-Ayyashi erneut die Andalusier angriff, suchten diese Unterstützung bei einem rivalisierenden Sufi, den sie in Muḥammad al-Ḥāǧǧ († 1671) fanden. Dessen Großvater hatte den Sufi-Orden der Dila-Bruderschaft gegründet. Er funktionierte den Orden zu einer Armee im Kampf gegen den Sultan um. 1640 eroberte er die Stadt Meknès, die zum Einflussbereich von al-Ayyaschi gehörte. Nach weiteren Gefechten in der Gegend wurde al-Ayyaschi im April 1641 am Sebou getötet.
Unmittelbar danach eroberten die Dilaiyyas den Hafen Salé, den Muḥammad al-Ḥāǧǧ dann für zehn Jahre kontrollierte. In dieser Zeit ließen sich europäische Händler in der Stadt nieder. 1651 ging die Herrschaft über den Stadtstaat auf Muhammads Sohn Abdullah über. Es wurden Handelsverträge mit den Niederländern geschlossen, die keine Einwände hatten, dass die Piraten weiterhin mit ihren Fusten die Schiffe der mit ihnen verfeindeten Spanier überfielen. Die Republik Bou-Regreg bestand als politische Einheit unter der Herrschaft der Bruderschaft fort, bis der in der Kasbah residierende Abdullah im Juni 1660 durch einen Aufstand der Andalusier abgeriegelt wurde und 1661 seine Stellung aufgeben musste. 1668 beendete der erste alaouitische Sultan Mulai ar-Raschid die Unabhängigkeit der Stadt.

## Alaouiten

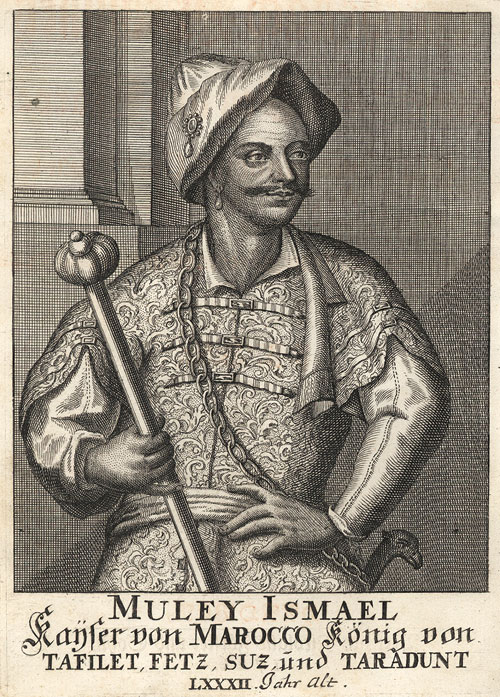
Mulai Ismail, Illustration aus John Windus’ Reise nach Mequinetz, der Residentz des heutigen Käysers von Fetz und Marocco, Hannover 1726

### Sturz der Saadier, Eroberung des Nordens, Mulai Ismail (1672–1727)
Mulai ar-Raschid (1664–1672) errichtete die Herrschaft der noch heute Marokko regierenden Dynastie der Alaouiten. Sein Herrschaftsgebiet erstreckte sich zunächst nur über Südmarokko. Mit der Eroberung von Marrakesch 1659 konnte er jedoch den südlichen Zweig der Saadier stürzen. Anschließend begann er den Kampf gegen die Dila-Bruderschaft, die Nordmarokko unterworfen hatte. 1664 gelang ihm ein entscheidender Sieg bei Meknes. Ar-Raschid wurde seit dem Einzug in Fès im Jahr 1666 allgemein als Herrscher anerkannt, 1668 wurde schließlich auch Salé seinem Reich einverleibt.
Mulai Ismail (1672–1727) folgte seinem Bruder auf dem Thron. Er strukturierte das Militärwesen neu und schuf ein Heer aus etwa 40.000 sudanesischen Sklaven, die 'Abīd al-Bukhārī. Neben der Unterwerfung der verbliebenen Stämme gelang ihm 1684 die Eroberung des englischen Stützpunkts Tanger und fünf Jahre später des spanischen Larache. 1691 besetzte er Asilah und die dortige Küstenregion. Um seine religiöse Autorität zu festigen, ließ er 1691 den Wallfahrtskult der Sieben Heiligen von Marrakesch ins Leben rufen.

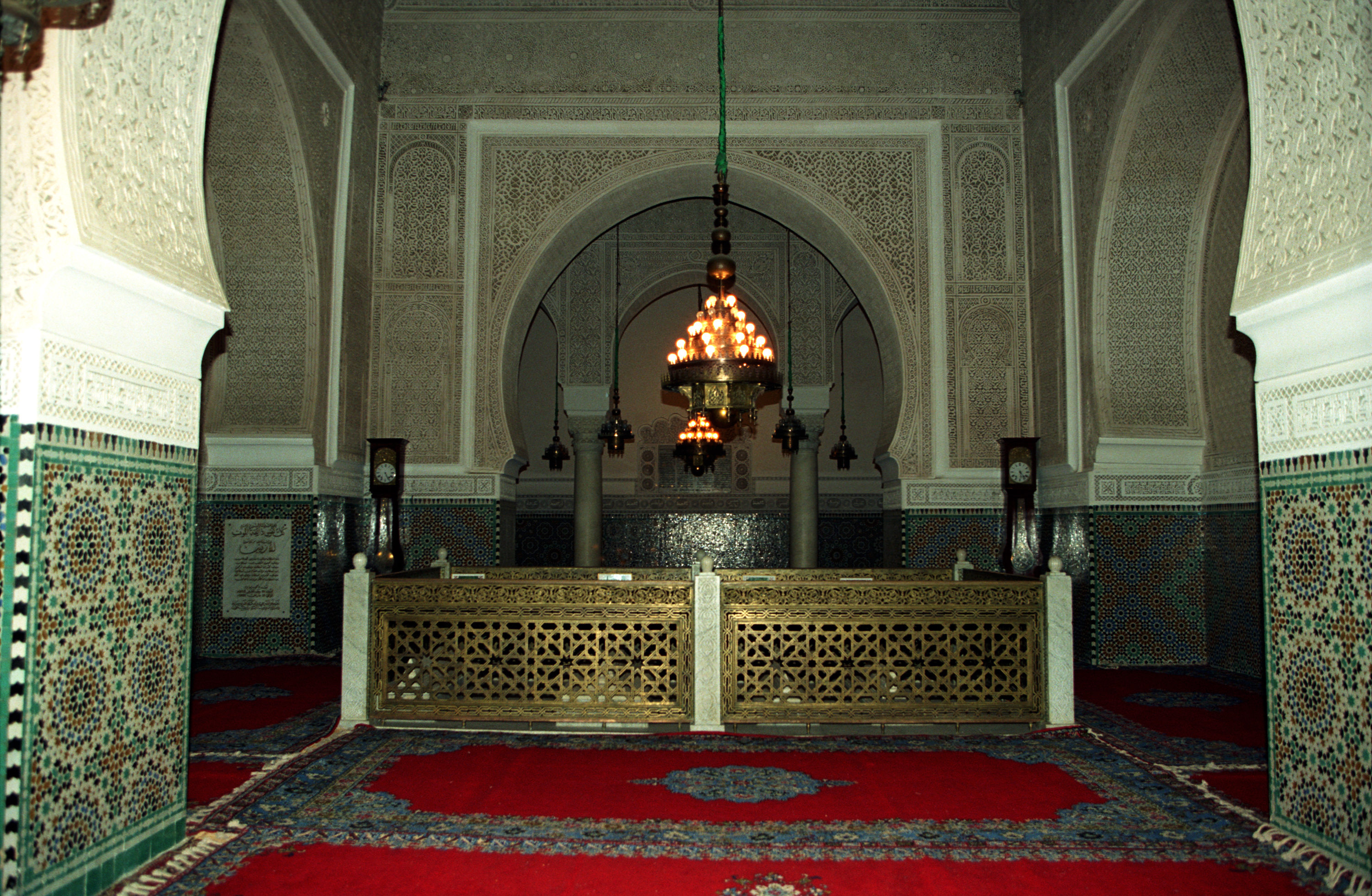
Sarg mit Schutzgitter (maqṣūra) von Mulai Ismail in Meknès. Der Grabbau (qubba) wurde wohl zu Lebzeiten begonnen und in den 1950er Jahren renoviert

Die Staatseinnahmen aus dem Handel mit Westeuropa ermöglichten eine umfangreiche Bautätigkeit. Neben der Befestigung von Städten und der Verlagerung der Hauptstadt von Fès nach Meknès ließ er dort eine gewaltige Palastanlage errichten. Die Palastanlage Mulai Ismails wurde jedoch am 27. November 1755 durch das Erdbeben von Meknès zerstört. Das Mausoleum des Herrschers sowie ein Großteil der Architektur, zum Beispiel die Stadtmauer mit dem Tor Bab el-Mansour, sind erhalten geblieben. Die 'Abīd al-Bukhārī, deren Angehörige seit 1697/98 Eigentum erwerben durften, führte nach 1727 ein Eigenleben. Viele von ihnen zogen in die Städte oder führten ein Leben als Briganten; auch spielten sie bis Ende des 19. Jahrhunderts immer wieder eine Rolle bei Intrigen am Hof.

### Innerdynastische Kämpfe (ab 1727)

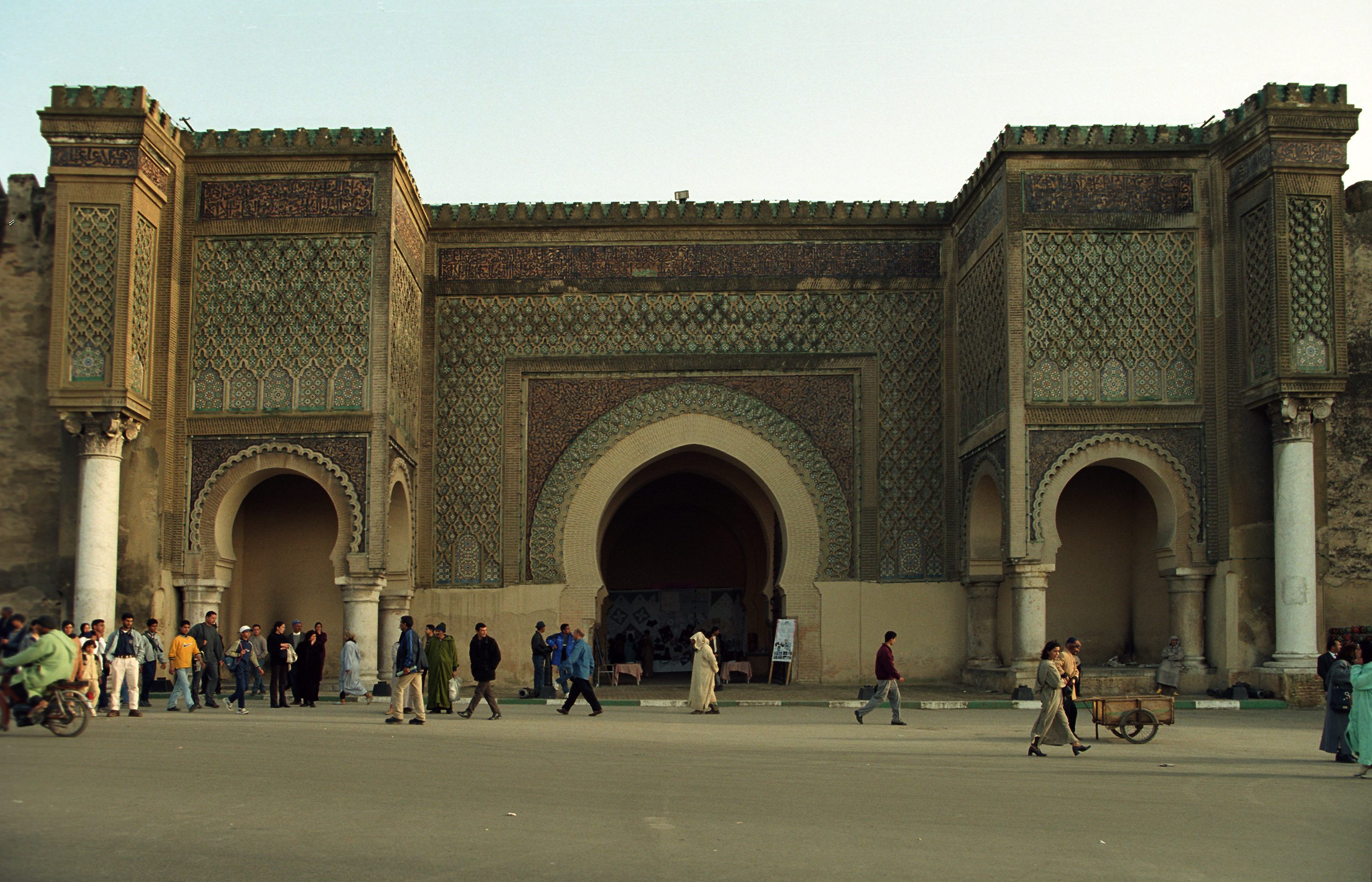
Bab el-Mansour, Stadttor von Meknès, errichtet 1732

Nach Mulai Ismails Tod brachen Machtkämpfe zwischen seinen sieben Söhnen aus, die zum Zusammenbruch des von ihm geschaffenen Einheitsstaates führten. Hauptstadt des Reiches wurde wieder Fes. Erst unter Mulai Muhammad (1757–1790) gelang erneut die Befriedung des Landes.
Mit der Auflösung der Dila-Bruderschaft im Jahr 1668 war der Einfluss des Sufismus keineswegs gebrochen. Dies zeigte sich im gesamten Grenzgebiet zwischen Marokko und dem Westen des Osmanischen Reiches besonders deutlich. So stand, neben anderen Sufiorden, die Tijaniyya Tarīqa ab 1784 in Konflikt mit den Osmanen. Muhammad al-Kabir Bey unterwarf in dieser Zeit die Stämme von al-Aghwat (Laghouat). Nach einer Expedition im Jahr 1788 musste der Sufiführer Ahmad al-Tijani 1789 Algerien verlassen. Er verbrachte seinen Lebensabend in Fès, wo er 1815 starb. Sein Sohn Muhammad al-Kabir formte jedoch eine Stammesallianz, um die Türken aus Westalgerien zu vertreiben. Dieser Konfliktherd, nämlich der Versuch der osmanischen Beys, die Stämme im Grenzraum zu Marokko zu unterwerfen, schwelte schon seit einem halben Jahrhundert. Bey 'Uthman (1747–1760) hatte mit der militärischen Unterwerfung begonnen. Muhammad al-Kabir (1780–1797) war es gelungen, auch die mächtigen lokalen Stämme zur Entrichtung von Abgaben zu zwingen. Nun schlossen sich die Banu Haschim dem Sufismus an. 1827 führte Muhammad al-Kabir seine Anhänger in die Ebene von Gharis vor Muaskar und attackierte die dortigen osmanischen Truppen. Doch er unterlag und wurde umgebracht. Anhänger der Tijaniyya Tarīqa sahen in der französischen Besetzung Algiers 1830 die Erfüllung der Gebete des Gründers um Vertreibung der Türken.

### Die Rolle der jüdischen Gemeinden, Pogrom von 1465

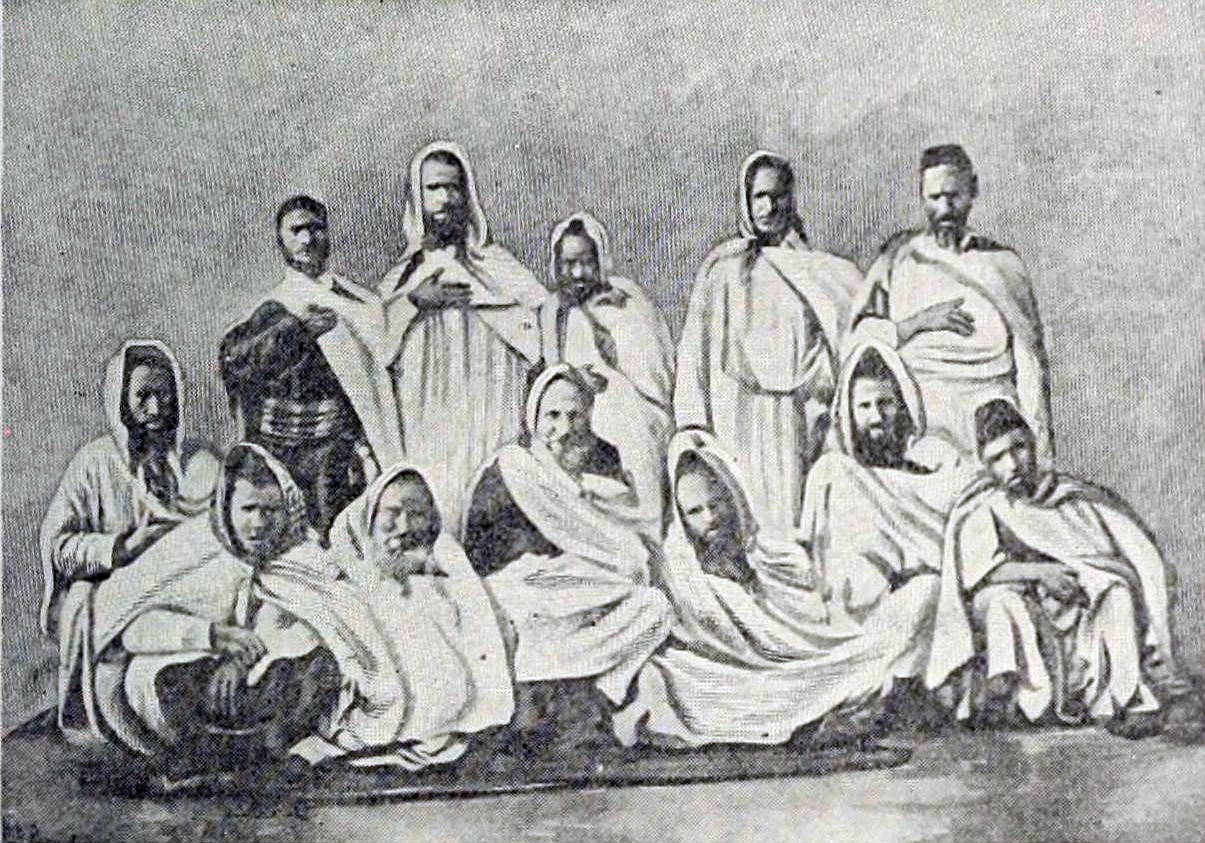
Jüdische Berber im Atlas, um 1900

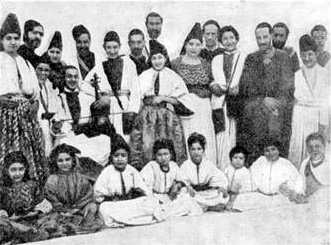
Juden in Fès um 1900

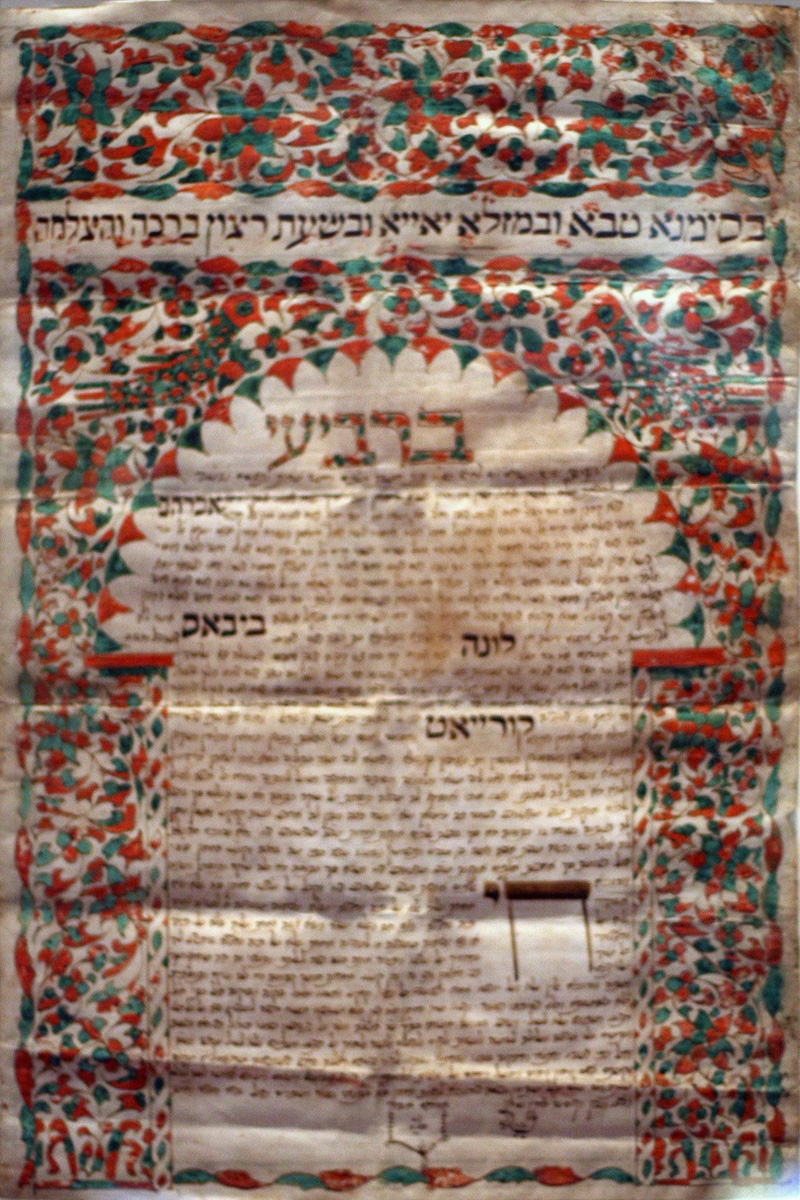
Jüdischer Heiratskontrakt, Tétouan 1837

Die jüdische Religion war im Maghreb schon in römischer Zeit verbreitet. Sieht man vom Versuch der Almohaden ab, sie zwangsweise zum Islam zu bekehren, so lebten diese in Nordafrika vergleichsweise sicher vor Verfolgungen. Keiner der Herrscher wollte sie gar vertreiben, wie auf der iberischen Halbinsel, es sei denn, sie waren zum Islam übergetreten und dann zu ihrem Glauben zurückgekehrt. Ähnlich wie in Spanien die Marranen mussten sie dann das Land verlassen. Mit der Vertreibung der Juden aus Spanien und später aus Portugal kamen vielleicht 150.000 von ihnen in die Länder rund um das Mittelmeer. Die meisten gingen nach Nordafrika, wo sie sich nach mehreren Generationen den jüdischen Berbern und Arabern, den toshavim assimilierten. Sie entrichteten die übliche Abgabe für Nichtmuslime, die Dschizya, eine Kopfsteuer für jeden erwachsenen Mann. Die Gemeinden waren insgesamt zahlungspflichtig, legten die Abgaben aber entsprechend dem Vermögen auf die Gemeindemitglieder um. Zur Dschizya kam die Hadiya, eine Sonderabgabe zu den großen Feiertagen, aber auch für alle Bewohner gültige Zahlungen, wie etwa zur Befestigung der jeweiligen Stadt.

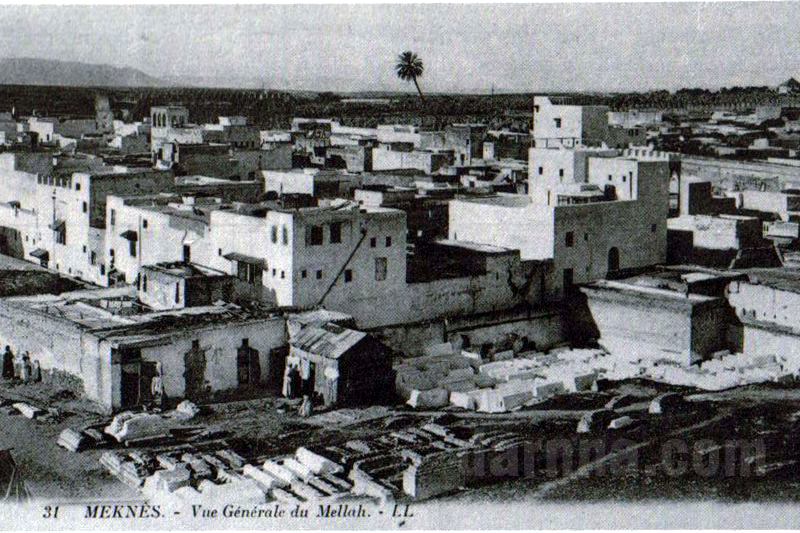
Die Mellah von Meknès auf einer Postkarte vom Anfang des 20. Jahrhunderts

Die Regierung sicherte im Gegenzug die Sicherheit der Handelswege zu, in vielen Städten richtete sie Mellahs ein, eigene Judenquartiere. Die erste Mellah wurde 1438 in Fès von Abdalhaqq II. eingerichtet, dem letzten Sultan der Meriniden. Ein Jahr zuvor war das Grab mit dem unversehrten Leichnam von Idris II. gefunden worden. Damit war die Absicht verbunden, den Kult um die Idrisiden und ihre scherifische Abstammung wiederaufleben zu lassen, was das Ansehen des Merinidenherrschers stärken sollte. In einer Atmosphäre religiöser Begeisterung verbreitete sich die Meldung, in den Moscheen von Fès sei Wein gefunden worden, was sogleich den Juden angelastet wurde. Daraufhin begann ein Massaker. Zu ihrem Schutz ließ Abdalhaqq die Juden aus ihrem bisherigen Stadtviertel Kairouan in der Medina in die befestigte Neustadt Fès Djedid bringen, wo auf einem salzigen (arabisch mellah) Gelände ihr neues Wohnviertel entstand. Auch an anderen Orten wurden Mellahs, häufig in der Nähe des königlichen Palastes oder der Kasbah des Gouverneurs errichtet. Im 19. Jahrhundert waren solcherlei jüdische Viertel in ganz Marokko üblich.
1465 kam es in Fès während eines Aufstands gegen die Meriniden zu einem der umfangreichsten Pogrome in der marokkanischen Geschichte, in dessen Verlauf die jüdische Gemeinde fast ausgerottet wurde. Der Wattasidensultan Mulai Muhammad esch-Scheikh (1472–1505) gestattete den zwangsweise zum Islam bekehrten, zu ihrem Glauben zurückzukehren. Im 16. Jahrhundert erholte sich die dezimierte Gemeinde, wozu die ab 1492 in großer Zahl aus Spanien fliehenden Sephardim beitrugen. Sie erlangten eine enorme Mobilität und reisten im gesamten islamischen Gebiet, vielfach auch in das europäische. Trotz des gesellschaftlichen Aufstiegs waren die Juden marginalisiert. Sie lebten in ghetto-ähnlichen Stadtteilen, die es im islamischen Bereich sonst nur in Persien gab. Sie mussten auffällige Fußkleidung tragen – in Fès waren dies Strohsandalen – und versahen verachtete Arbeiten, wie das Leeren der Sickergruben. Ähnliches galt für die Berufe der Gerber, Fleischer oder Henker.
Das ursprünglich mitgebrachte Aramäisch war längst verschwunden, auch das Griechische und das kaum übernommene Latein verschwanden langsam zugunsten des Arabischen. Einzig Hebräisch überstand in der Liturgie, der Synagoge, der Dichtkunst. Das Arabische dominierte in der Philosophie und Naturwissenschaft, erst recht in Handel und Verwaltung.
Die Bewohner Marokkos nannten die zugewanderten Juden von der iberischen Halbinsel „die Vertriebenen“ oder Megoraschim. Die Zuwanderer wiederum nannten die marokkanischen Juden häufig Forasteros (Fremde) oder Berberiscos. Sie sprachen untereinander noch im 18. Jahrhundert Kastilisch, was ihnen zugleich den Handel mit den Ländern Europas erleichterte. Sie wurden unter Mulai Ismael nicht nur zu Händlern des Sultans, sondern auch zu seinen Diplomaten und Finanziers. Beim Handel diente zunehmend Livorno, wo sich eine jüdische Gemeinde angesiedelt hatte, als Drehscheibe für das westliche Mittelmeer. Bei den Kontakten mit Spanien waren vor allem die Juden von Tanger von großer Bedeutung. Spätestens Ende des 17. Jahrhunderts kontrollierten sie praktisch den gesamten Außenhandel Salés. Darüber hinaus waren sie für die Einziehung der Zölle verantwortlich, die sie häufig vom Sultan pachteten. Auch waren sie die wichtigsten Kreditgeber. Den europäischen Besuchern stach ins Auge, dass sie den Handel mit Sklaven und Gefangenen steuerten, Lösegelder in enormem Umfang flossen durch ihre Hände. Die Verhandlungen wurden oftmals in Amsterdam oder anderen Metropolen geführt. So erhielt 1696 anlässlich des Gefangenenaustauschs zwischen Portugal und Marokko ein Amsterdamer Jude 60.000 Piaster. Dieser Verbindungsmann war vom Schatzmeister des Sultans ausgewählt worden, der wiederum ein Angehöriger der jüdischen Maymoran-Familie war. Neben ihnen waren die Toledano und Sasportas von großem Einfluss. Joseph Toledano gelang 1683 in Amsterdam der Abschluss eines Vertrages zwischen Marokko und den Generalstaaten. Umgekehrt bedienten sich die Generalstaaten Angehöriger ihrer eigenen jüdischen Gemeinden, wenn Verhandlungen mit Marokko geführt werden sollten. So begleiteten 1682 Joseph und Jakob Mesquita den holländischen Konsul nach Marokko. 1699 war es Guidòn Méndez, der den Posten des Konsuls in Marokko bekleidete. Auf dieser obersten Ebene konnte nur noch Moise Ben 'Attar mitspielen, der Leiter der Gemeinde Taroudant gewesen und von dort nach Meknès gegangen war, bevor er bei Sultan Mulai Ismail zu höchster Macht aufstieg. Der traditionelle Schutz der Juden durch den Sultan bestand fort. Noch Sultan Mohammed V. machte die in Tanger lebenden Juden zu marokkanischen Staatsbürgern und verweigerte deren vom Deutschen Reich und Vichy-Frankreich verlangte Deportation.
Diese Abhängigkeit war nicht ohne Risiko. Als 1663 der Sultan starb, wurde die zuvor reiche und einflussreiche Familie Palache praktisch nicht mehr erwähnt. Auch war der Aufenthalt in Spanien für Juden höchst gefährlich, die leicht mit der Inquisition in Konflikt geraten konnten. Dennoch bestand das System der wechselseitigen Abhängigkeiten fort. Unter Mulai Muhammad hießen die großen Favoriten des Sultans Mordechai Chriqui, Mess'ud ben Zikri oder Samuel Sumbel, der eine Gesandtschaft nach Dänemark führte. Unter Mulai Suleiman (1792–1822) waren dies die Minister Mesud und Meir Cohen, die den Sultan zudem am englischen Hof repräsentierten.

## Zunehmender europäischer Einfluss im 18. und 19. Jahrhundert

### Handelsbeziehungen und erste Botschafter in Frankreich

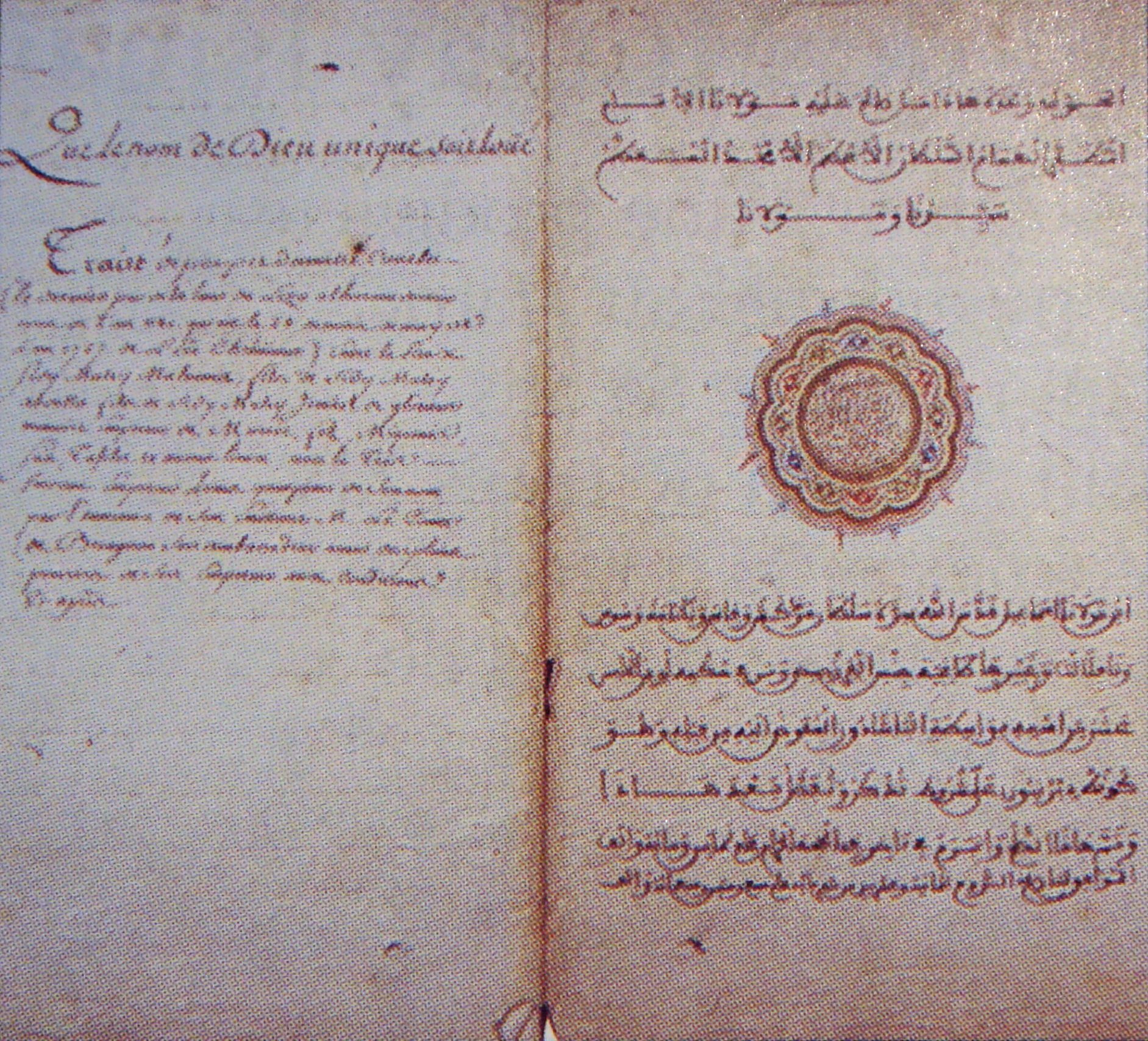
Handelsvertrag zwischen Mohammed ben Abdallah (1757/1759–1790) und Frankreich, 1767

Unter Mulai Ismail, der nach Verbündeten gegen Spanien suchte, entwickelten sich gute Beziehungen zum französischen Hof Ludwigs XIV. Dort erschien 1682 der Gesandte Mohammad Temim. Fortan arbeiteten französische Militärs und Ingenieure bei Drill und Ausbildung und bei der Errichtung öffentlicher Bauwerke mit. Der Botschafter François Pidou de Saint-Olon wurde vom König 1693 an den Hof des Sultans entsandt; der Botschafter Marokkos, Abdallah bin Aisha, besuchte Paris 1699.
Nach dem Ende des Siebenjährigen Krieges kam es zu Konflikten mit den Korsaren des Maghreb, die den Krieg zu Kaperfahrten genutzt hatten. Dabei erlitt die französische Flotte in Larache eine Niederlage, nachdem sie Rabat und Salé beschossen hatte. Insgesamt jedoch verdichteten sich die Kontakte, so dass ab 1760 der Ingenieur Théodore Cornut den Hafen von Essaouira für den Sultan erbauen lassen konnte. Nachdem Paris von dem Alaouiten entsprechende Zusicherungen erhalten hatte, wurden wieder Botschafter ausgetauscht und ein Konsulat eingerichtet. 1767 kam es zum Abschluss eines Handelsvertrages, 1777 gingen die Botschafter Tahar Fennich und Haj Abdallah nach Paris, um dort ein halbes Jahr zu bleiben. Auch mit den USA wurde ein Handelsvertrag abgeschlossen.

### Französische Eroberung Algeriens (ab 1830), erster marokkanisch-französischer Krieg (1844)

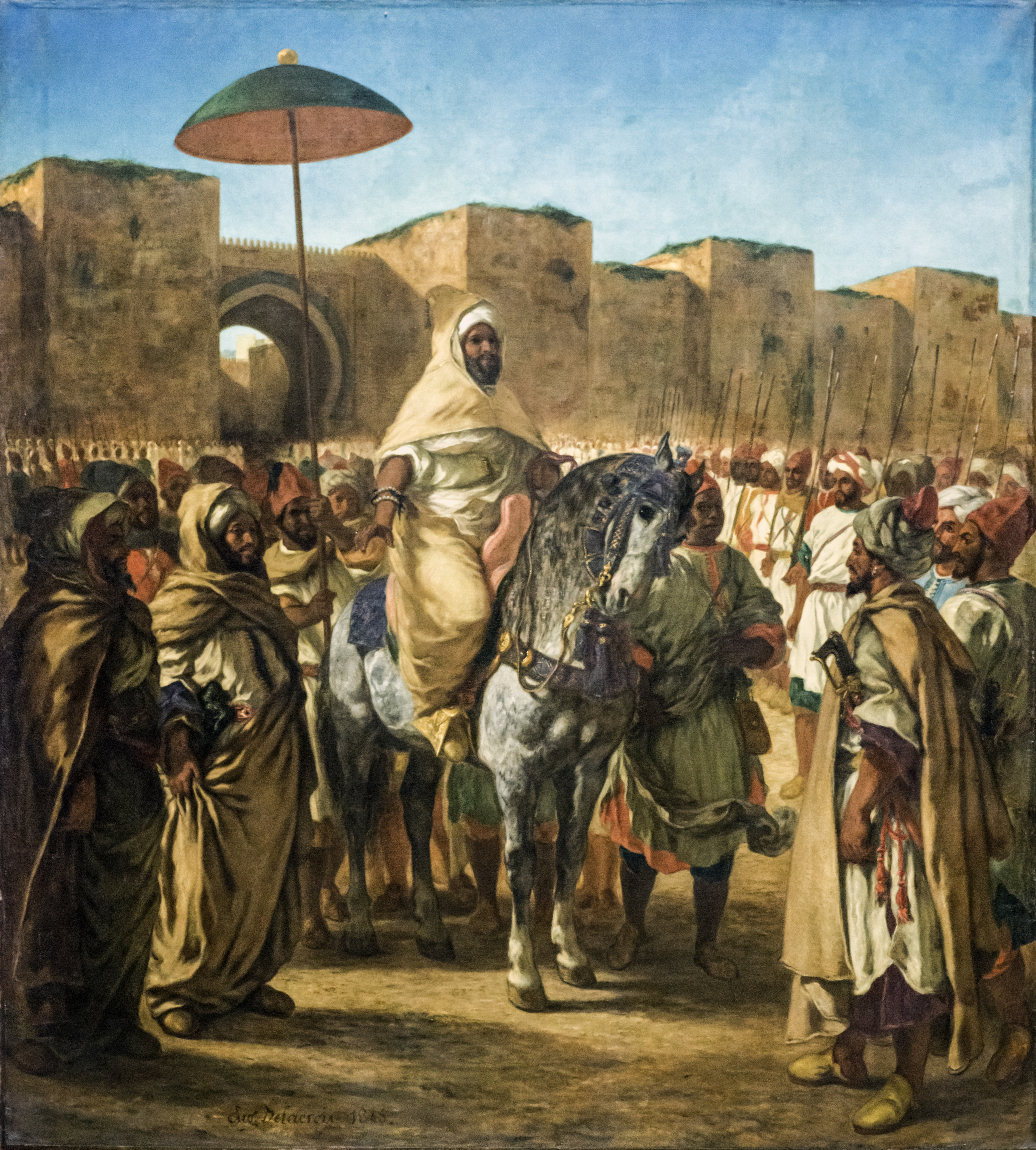
Sultan Abd ar-Rahman, Eugène Delacroix

Mulai Abd ar-Rahman folgte 1822 auf seinen Onkel Mulai Sulaiman (1798–1822). Nach der Entmachtung der Bruderschaften und der Marabuts begann er den Ausbau der Reichsverwaltung. Die ausgreifende Kontrolle löste mehrere Aufstände aus. Um sich die Unterstützung der Bevölkerung für seine Politik zu sichern, mussten nun wieder die Bruderschaften gefördert werden, da sie Einfluss auf die Stämme hatten.
1829 wurden Larache, Asilah und Tétouan von der österreichischen Flotte beschossen, da Korsaren weiterhin den Seehandel gefährdeten. 1836 taten dies US-Kriegsschiffe. Nun wurde die Piraterie durch Abd ar-Rahman unterbunden. Zu einer weiteren Konfrontation kam es mit Frankreich, das in Algerien auf den Widerstand Abd el-Kaders stieß, der von Marokko unterstützt wurde. Schon nach 1830 hatte Marokko Tlemcen besetzt, es jedoch nach Protesten aus Paris wieder aufgegeben – die Stadt wurde 1841 von Frankreich besetzt.
1830 besetzten französische Truppen Algier, Oran und Beleb el-Anab (Bône) und begannen mit der Eroberung Algeriens. Ihnen stellte sich Abd el-Kader entgegen, der in Westalgerien Widerstand leistete; zudem wurde er von der Qādirīya unterstützt. So musste ihn Frankreich am 20. Mai 1837 im Vertrag von Tafna als Emir von Algerien anerkennen. Nachdem die französischen Truppen am 13. Oktober 1837 Constantine erobert hatten, drangen sie auch in Westalgerien ein und zwangen Abd el-Kader 1844 zur Flucht nach Marokko.

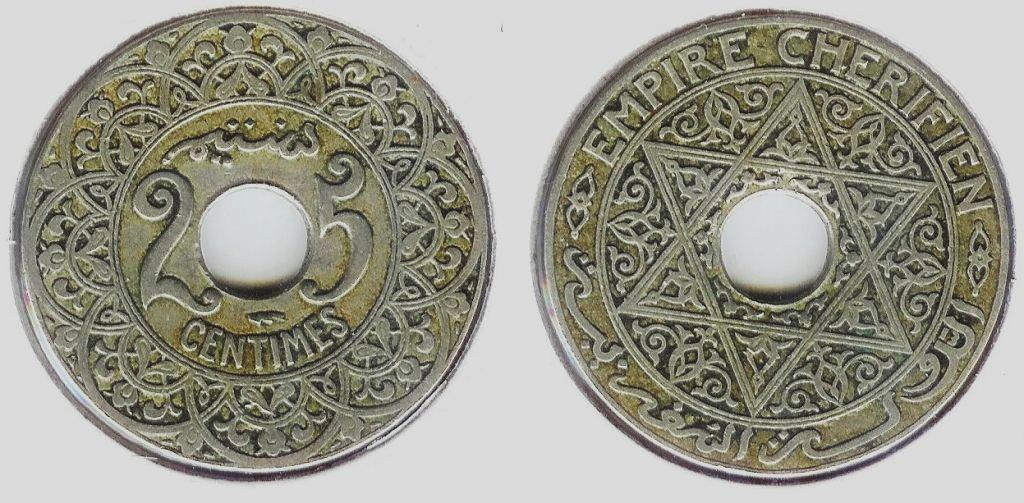
25-Centimes-Münze des „Empire Cherifien“

Die Franzosen beschossen nun Tanger am 4. August 1844, am 15. August Essaouira. Einen Tag zuvor unterlag die marokkanische Armee vollständig bei Isly, nahe der Grenzstadt Oujda. Es musste Abd el-Kader später an Frankreich ausliefern und der Festlegung der Grenzen zu Algerien zustimmen.

### Krieg mit Spanien (1859–1860)
Als 1859 Berber in die spanischen Besitzungen in Nordmarokko einfielen, verlangte Spanien, nachdem sie zurückgeschlagen worden waren, von der marokkanischen Regierung als Entschädigung und als Garantie für die Sicherheit seiner Besitzungen Gebietsabtretungen. Die Verhandlungen blieben jedoch ohne Resultat und am 22. Oktober 1859 erklärte Spanien Marokko den Krieg, der 4.000 Spanier und 6.000 Marokkaner das Leben kosten sollte.
General Leopoldo O’Donnell erhielt den Oberbefehl über das aus 35.000 bis 40.000 Fußsoldaten, 2.000 Mann Kavallerie und 150 Geschützen bestehende spanische Heer. Er wurde zwar im Dezember von 60.000 Mann Reiterei angegriffen, konnte aber nach vielen Gefechten am 4. Februar 1860 Tétouan besetzen, und nach dem entscheidenden Sieg am 23. März westlich der Stadt einen Waffenstillstand erzwingen. Der Frieden von Wad-Ras wurde am 25. April in Tétouan von O’Donnell und dem Botschafter Muley-el-Abbas unterzeichnet und bestimmte, dass Marokko an Spanien eine Entschädigung von 20 Millionen Piaster zahlen und bis zur Zahlung dieser Summe die Stadt Tétouan den Spaniern überlassen sollte. Erst mit Erlangung der Unabhängigkeit 1956 kam die Stadt wieder an Marokko.

### Souveränitätsgarantie (1880), weitere Kriege mit Spanien (1893, 1906)
Marokko wurde ab 1880 zunehmend zum Objekt der Einflussnahme europäischer Großmächte und zum Zankapfel im Wettlauf um Afrika. Ein ähnlicher Wettlauf begann nun um die Aufteilung des Osmanischen Reichs. Seit 1830 Algier französisch geworden war, wurde Algerien nicht nur auf Kosten der Osmanen, sondern auch auf Kosten Marokkos vergrößert. Einfälle von Plünderern aus der Kroumirie nach Algerien lieferten 1881 dem französischen Ministerpräsidenten Jules Ferry den Vorwand, auch Tunesien zu annektieren; Großbritannien griff 1882 nach Ägypten, Italien 1911 nach Libyen.
Am 3. Juli 1880 wurde auf einer Konferenz in Madrid zwischen dem Sultan von Marokko und verschiedenen europäischen Staaten sowie den USA die Madrider Konvention geschlossen, die dem Sultan die Souveränität des Landes garantierte, ihn aber auch zu Zugeständnissen an die beteiligten Mächte zwang.
Im Rifkrieg (1893) kämpfte die spanische Armee gegen etwa vierzig Stämme des Rifs. In diesen Konflikt wurde auch Sultan Mulai al-Hassan I. hineingezogen. Am 9. November 1893 erklärte Práxedes Mateo Sagasta für Spanien einen Krieg, der durch das Abkommen von Fez 1894 beendet wurde.
Die Erste Marokkokrise (1905–1906) entstand, nachdem ein Bündnis zwischen Frankreich und Großbritannien den französischen Einfluss in Marokko abgesichert hatte (Sudanvertrag von 1899). Auf der internationalen Algeciras-Konferenz vom 16. Januar bis 7. April 1906 entschieden die europäischen Mächte ohne Beteiligung Marokkos über die Lösung dieser Krise.
Bezeichnend für die Schwäche des marokkanischen Staates um 1900 waren die Ereignisse um die Entführung des angeblichen amerikanischen Staatsbürgers Ion Perdicaris. Die USA nötigten im Juni 1904 unter Einsatz eines Marinegeschwaders mit zwei Kreuzern Marokko dazu, sämtlichen Forderungen des Ahmed ben Mohammed el-Raisuli nachzugeben, um seine Freilassung zu erwirken. Raisuli hatte bereits im Vorjahr einen Briten als Geisel genommen. Mit der Entführung von Perdicaris verlangte er, die Unterdrückung des Rifs zu beenden, alle gefangenen Stammesangehörigen freizulassen, ihm 70.000 Dollar in Gold zu zahlen und ihn als Pascha zweier Bezirke um Tanger anzuerkennen. 1907 setzte er durch eine weitere Entführung durch, dass er als „Protected Subject“ Großbritanniens ausschließlich der britischen Gerichtsbarkeit unterlag. Von Mulai Abd al-Hafiz wurde Raisuli zum Gouverneur der Nord-West-Provinzen ernannt. 1909 ernannten die Spanier ihn zwar zum Pascha von Asilah und Jebala, dem Westteil des späteren spanischen Protektorats, doch General Miguel Fernández Silvestre, der Befehlshaber von Larache, unterminierte seine Autorität.
1909 fand ein erneuter militärischer Konflikt zwischen Marokko und Spanien statt, erneut im Rifgebiet. Dieser Rifkrieg von 1909 oder „Krieg um Melilla“, bei dem die Spanier nach anfänglichen Niederlagen 40.000 Soldaten gegen Marokko einsetzten und unter Verlust von 2500 Mann ihre Enklave Melilla erweiterten, setzte die Aufteilung des Landes in Gang.

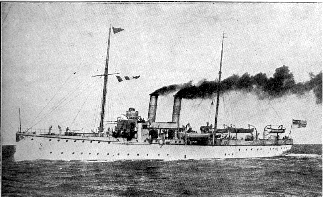
Das Kanonenboot Panther

Die zweite Marokkokrise, auch als „Panthersprung nach Agadir“ bekannt, wurde 1911 durch die auf Befehl Kaiser Wilhelms II. erfolgte Entsendung des deutschen Kanonenboots Panther nach Agadir ausgelöst, nachdem französische Truppen Fès und Rabat besetzt hatten. Die am 1. Juli 1911 eingetroffene Panther wurde nach wenigen Tagen durch zwei andere deutsche Kriegsschiffe ersetzt. Ziel der deutschen Drohgebärde war die Abtretung von Kolonialgebieten Frankreichs an das Deutsche Reich als Gegenleistung für die Akzeptanz der französischen Herrschaft über Marokko.

## Teil des französischen Kolonialreichs (1912–1956)

### Aufteilung zwischen Frankreich und Spanien, Erster Weltkrieg

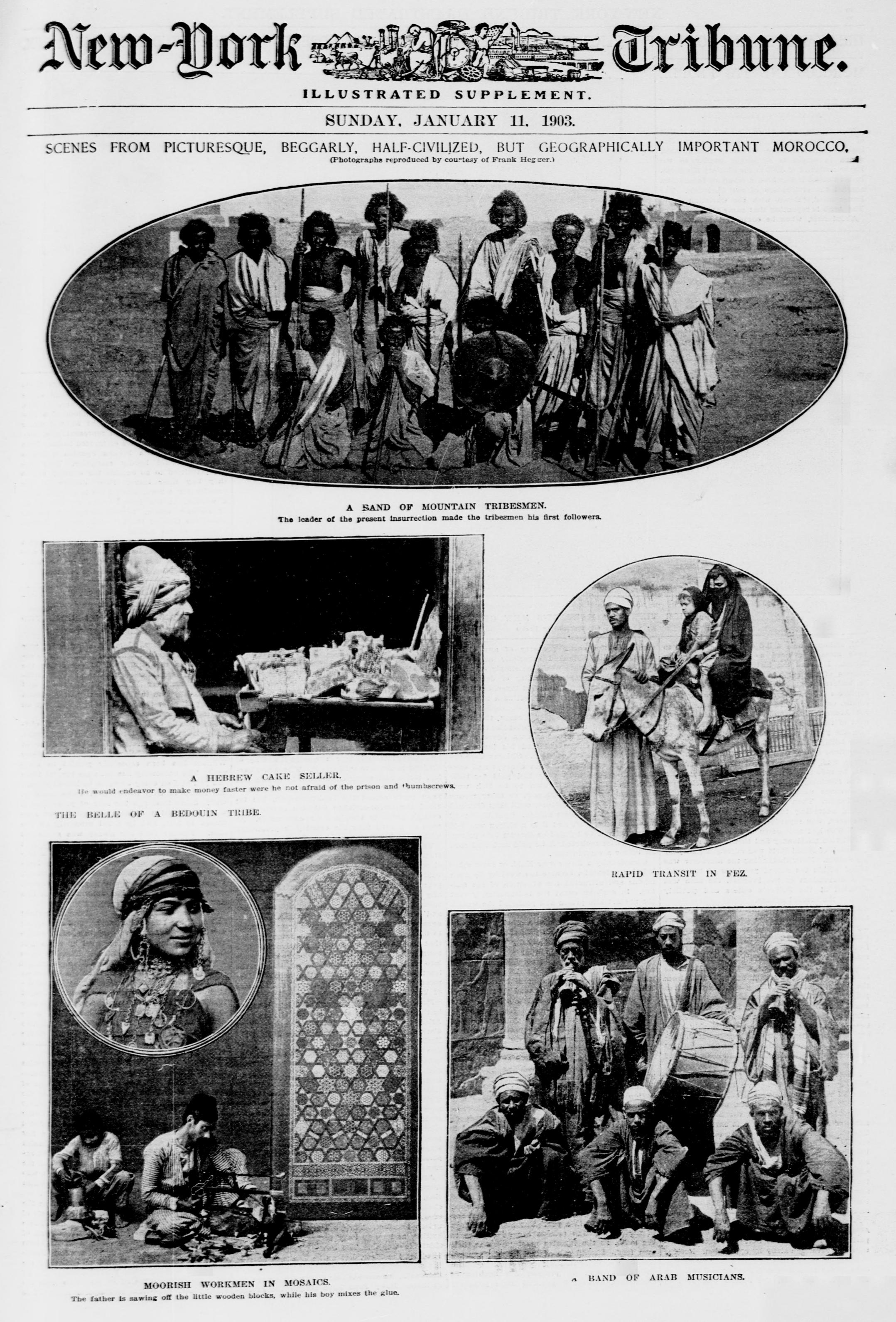
Das Titelblatt dieser Ausgabe der New York Times vom 11. Januar 1903 lautet: „Scenes from picturesque, beggarly, half-civilized, but geographically important Morocco“. Die Exotik und die Anspielung auf die amerikanische „Zivilisierungsleistung“ gegenüber den amerikanischen Indianern bestand aus eingängigen Elementen, hier in der Präsentation von aufständischen Stammesmännern mit Schilden, einem jüdischen Kuchenverkäufer, Mosaikmachern, einer Gruppe arabischer Musiker; hinzu kam Spott über den „Rapid Transit in Fez“ als Untertitel zu einem Esel, der eine verschleierte Frau nebst Kind trägt, und der von dem mutmaßlichen Ehemann geführt wird. Ansonsten war für die Zeitung das Land nur „geographisch wichtig“.

Dort, wo in Algerien genügend Europäer lebten, sollte das französische Recht eingeführt werden, der Rest des Landes sollte durch die Ausweitung der Besiedlung und entsprechende umfangreiche Landenteignungen assimiliert werden. Der 1881 eingeführte Code de l’indigénat zwang die einheimische Bevölkerung unter eine „besondere Gerichtsbarkeit“ und war bis 1946 gültig. Die Europäer lebten überwiegend in den Städten, die dortigen Juden, die eng mit ihrer Umgebung verbunden waren, waren vielfach an einer Integration in die französisch-europäische Kultur wenig interessiert. Die Kolonialverwaltung sah in ihnen hingegen Unterdrückte, die es zu befreien und zu zivilisieren galt. Sie hielt zudem die Berber für eher integrationsfähig als die Araber und so entwickelte sie eine Art Segregationspolitik, die die Spaltung des Landes vertiefte. Dies wirkte sich bis in die Ethnologie und die Geschichtsschreibung aus, die die Geschichte des Landes seit dem 7. Jahrhundert als die Geschichte einer unausgesetzten Rebellion der Berber gegen die Araber deutete.

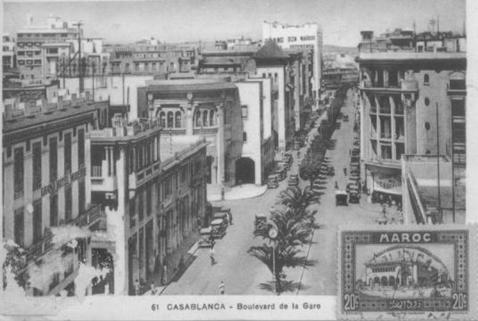
Der Boulevard de la gare in Casablanca, 1920

1904 verständigten sich Frankreich und Spanien, um nicht untereinander in unberechenbare Konflikte zu geraten, über eine Aufteilung Marokkos. Dessen Regierung war nach dem Rifkrieg (1909) geschwächt. Der Sultan versuchte zwar 1911 mit einer Zentralisierungspolitik seine Macht gegenüber den Stämmen zu festigen, doch dagegen kam es zu einer Revolte, in deren Verlauf die Aufständischen bis nach Fès vorstießen.

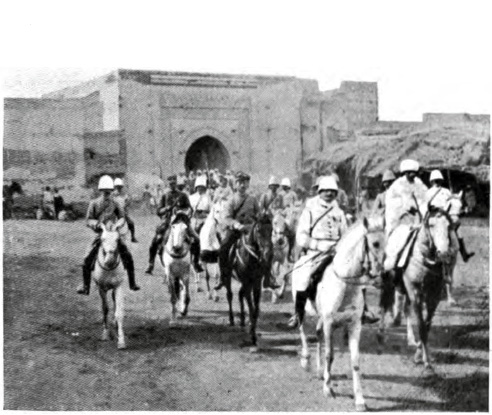
General Charles Mangin beim Einzug in Marrakesch am 9. September 1912

Mit dem Vertrag von Fès vom 30. März 1912 wurde Marokko in mehrere Zonen aufgeteilt. Der Löwenanteil wurde zur französischen Kolonie Französisch-Marokko. Mulai Abd al-Hafiz wurde abgesetzt und stattdessen Mulai Yusuf zum Sultan ernannt, wenngleich die politischen Entscheidungen von der Kolonialverwaltung getroffen wurden. Hauptstadt wurde Rabat, dorthin musste der bis dahin in Marrakesch residierende Sultan seine Residenz verlegen. Im Ersten Weltkrieg kämpften insgesamt 40.000 Marokkaner auf französischer Seite.

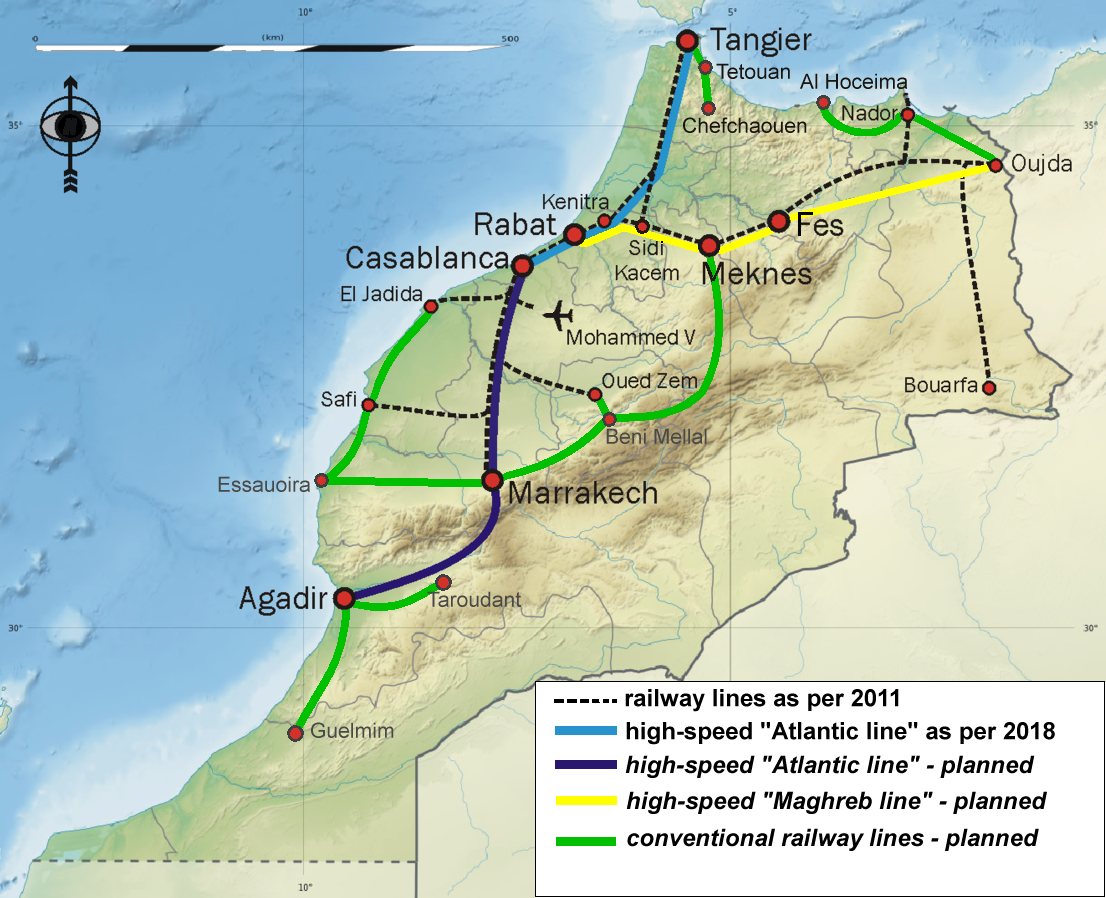
Geplante Eisenbahnlinien in Marokko. Die erste Eisenbahn fuhr 1888 in Meknès in einem Park als Geschenk der belgischen Regierung an Sultan Mulai al-Hassan I. Nach 1911 entstanden Strecken, die als Schmalspurbahnen meist mit einer Spurweite von 600 mm ausgeführt waren und vorrangig militärischen Zwecken dienten. Sie wurden bis 1936 auf Normalspur, also 1.435 mm umgebaut. Die drei privaten Gesellschaften CFM (Chemins de Fer du Maroc), CMO (Chemins de Fer du Maroc Oriental) und TF (Tanger–Fès) wurden 1963 zum ONCF (Office National des Chemins de Fer) zusammengeführt und verstaatlicht.

Spanien hatte sich sein Stück Spanisch-Marokko, auch bekannt als Er-Rif, in Form von zwei Landstreifen gesichert. Einer erstreckte sich entlang der Mittelmeerküste, den anderen bildete der Tarfaya-Streifen zwischen der Kolonie Spanisch-Westafrika und dem französischen Teil Marokkos, dazu Kap Juby. Die Hauptstadt von Spanisch-Marokko war Tétouan.

### Zayyan-Krieg (1914–1921/24)

Karte zum Zayyan-Krieg

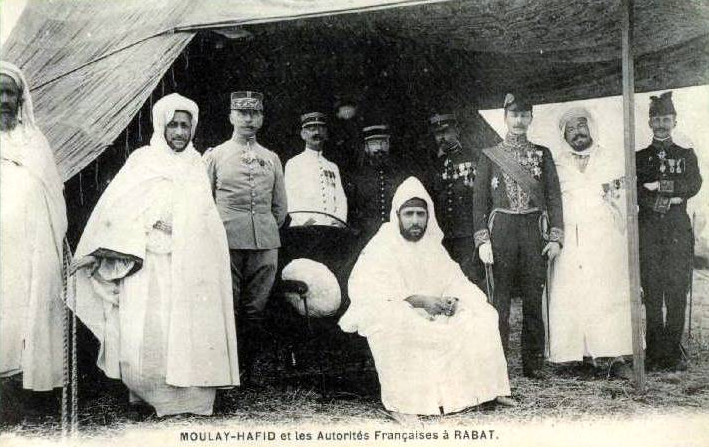
Sultan Abd al-Hafiz, Mohammed el-Mokri (Großwesir von 1911 bis 1913) und Mohamed Ben Bouchta El Baghdadi (Pascha von Fès) sowie Si Kaddour ben Ghabrit (zu dieser Zeit noch Dolmetscher) mit General Lyautey und General Moinier 1912 in Rabat

Die Konföderation der Zayyan kämpfte von 1914 bis 1921 gegen die französische Expansion. Sie stand unter der Führung von Mouha ou Hammou Zayani, der jedoch zunächst die wichtigsten Städte Taza und Khénifra verlor. Paris setzte groupes mobiles gegen die Aufständischen ein, die reguläre und irreguläre Einheiten miteinander verbanden. Doch musste es einen Teil seiner Truppen auf den europäischen Kriegsschauplatz ab 1914 abziehen. Die Mittelmächte hingegen nutzten die Gelegenheit, um die Berber zum Widerstand gegen Frankreich zu bewegen. Auch nach dem Ende des Krieges setzten die Berber den Widerstand fort. Im Raum Khénifra eröffnete Frankreich 1920 die Offensive und brachte drei Söhne Hammous dazu, sich der französischen Gewalt unterzuordnen. Im Frühjahr 1921 kam es innerhalb der Zayyan zu Machtkämpfen, in deren Verlauf Hammou ums Leben kam. Einige der Zayyan zogen in den Hohen Atlas und setzten unter Moha ou Said den Guerillakrieg bis weit in die 1930er Jahre fort.
Die Franzosen standen unter Führung von Louis-Hubert Lyautey, der das Stammessystem bestehen ließ. Allerdings ersetzte er Sultan Mulai Abd al-Hafiz durch dessen Bruder Yusuf. Dagegen setzten die Stämme Ahmed al-Hiba in Marrakesch ein. Lyautey entsandte daraufhin General Charles Mangin (1866–1925) mit 5000 Mann, die die Stadt besetzten. Al-Hiba konnte mit wenigen Männern fliehen und setzte den Widerstand im Atlas bis 1919 fort.

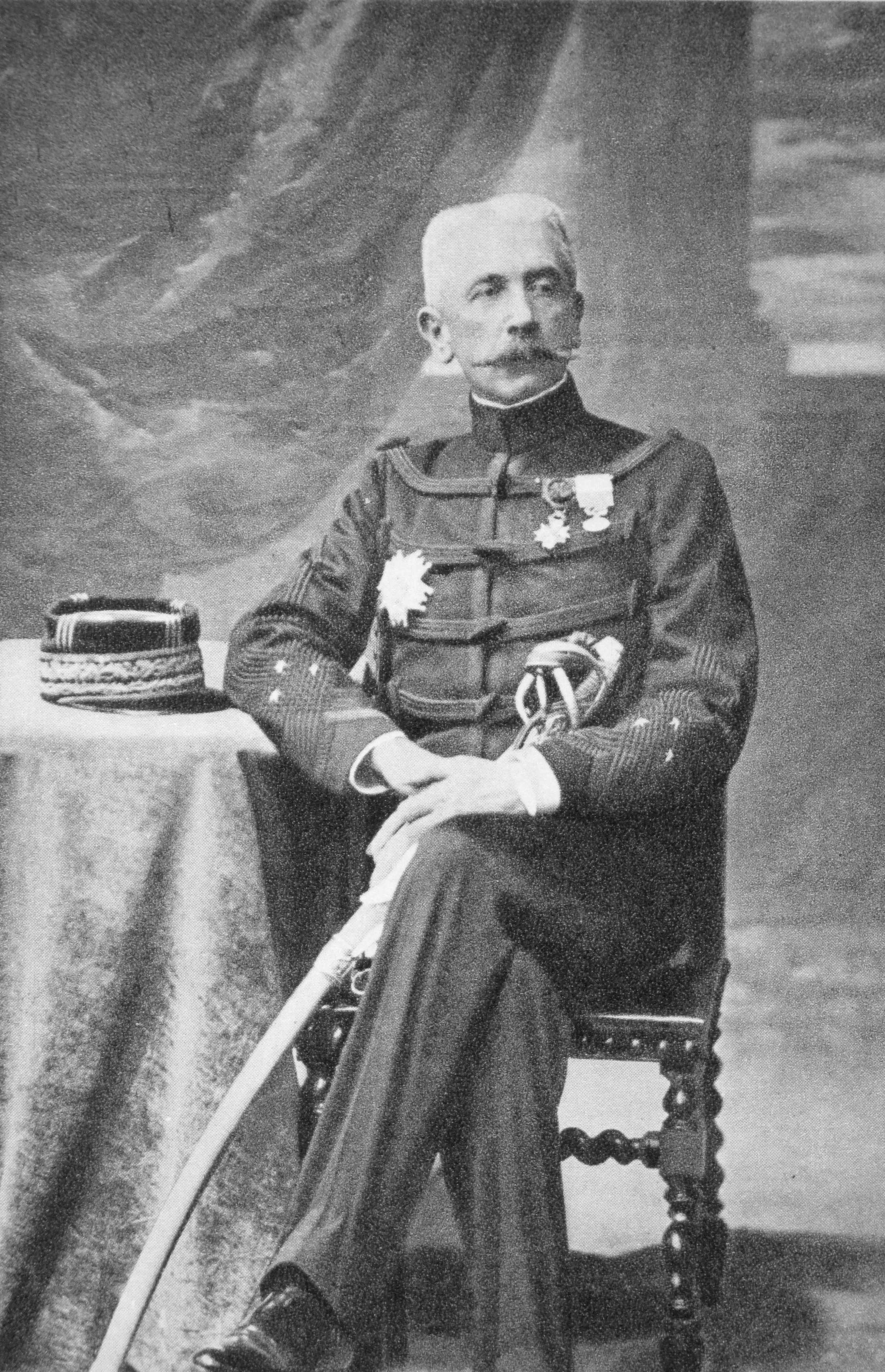
General Lyautey, 1908/09

Frankreich dehnte seine Herrschaft nun in den Atlas aus, wo jedoch Mouha ou Hammou Zayani, Führer der Zayyan-Konföderation, Moha ou Said, Haupt der Aït Ouirra, und Ali Amhaouch, religiöser Führer der Darqawiyya, Widerstand leisteten. Hammou war Herr über rund 20.000 Menschen seit 1877 und war der Schwiegervater des abgesetzten Sultans Mulai Abd al-Hafiz. Er war zwar zur Zusammenarbeit mit den Franzosen bereit, ließ sich jedoch unter dem Druck der Kriegsbefürworter überzeugen, am Aufstand teilzunehmen. Mit 14.000 Mann griffen die Franzosen ab dem 10. Juni 1914 zunächst Khénifra an, das bei ihrer Ankunft zwei Tage später geräumt war. In den nächsten Wochen kam es zu schweren Kämpfen mit Hunderten von Toten. Nun wurden drei groupes mobiles eingerichtet, die vor allem aus algerischen und senegalesischen Einheiten bestanden, die über Maschinengewehre verfügten. Während es im Juli immer wieder zu Angriffen der Zayyan kam, versuchten die Franzosen diese von den Taschelhit sprechenden Schlöh im Süden zu trennen.
Bei Beginn des Ersten Weltkriegs wurden französische Truppen abgezogen, was eine Invasion im Süden unmöglich machte. Lyautey entsandte 37 Bataillone nach Frankreich, und damit mehr als gefordert. Da man es nicht wagte, österreichische oder deutsche Fremdenlegionäre an die europäische Front zu schicken, bildeten diese nun eine Mehrheit in den in Marokko stationierten Einheiten der Fremdenlegion. Die Zayyan griffen Khénifra vom 4. August bis Anfang November ununterbrochen an. Die Franzosen setzten dabei alles daran, die Verbindung nach Algerien aufrechtzuerhalten.

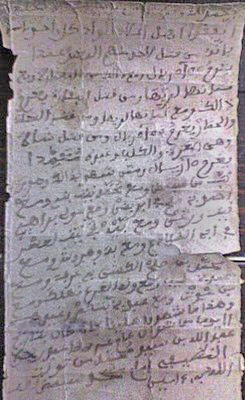
Gesetze der Ait Mzal, die sich auf Bußgelder beziehen, etwa bei der Tötung eines Kamels

Die Zayyan saßen nun in einem Gebiet zwischen den Flüssen Oum er-Rbia und dem Serrou sowie dem Atlas, wobei sie mit benachbarten Stämmen in Streit wegen der notwendigen Überwinterungsplätze lagen. Hammou entschied, 15 km von Khénifra entfernt zu überwintern. Dort wurde er von französischen Einheiten angegriffen, die jedoch auf dem Rückzug vernichtet wurden. 431 Männer entkamen, 623 starben, die verlustreichste Niederlage Frankreichs in Marokko. Von den Zayyan starben etwa 182 Männer. Mit dem Eintritt des Osmanenreichs in den Ersten Weltkrieg erhielten sie weiteren Zulauf. Doch nach einem Sieg der Franzosen kam es zu einem Waffenstillstand bis zum 11. November 1915. 1917 konzentrierte Lyautey seine Truppen im Moulouya-Tal, doch erneut erlitten die Franzosen eine schwere Niederlage mit 238 Toten.
Die Mittelmächte versuchten in dem Kolonialkrieg möglichst viele französische Kräfte zu binden. Dabei versuchten sie vergeblich, Sultan Abdelaziz zu gewinnen; die Franzosen verbannten ihn sicherheitshalber in den Süden. Sein Nachfolger Abd al-Hafiz ging im Herbst 1914 zu Verhandlungen mit Deutschen und Türken nach Barcelona; gleichzeitig verkaufte er jedoch Informationen an Frankreich. Er wurde in El Escorial festgesetzt, erhielt aber von Deutschland Zahlungen, damit er über die Angelegenheit Stillschweigen bewahre. Deutschland unterstützte mit Geld und Waffen, aber auch Ausbildern und Deserteuren der Fremdenlegion die Aufständischen. Sie erhielten bis zu 600.000 Peseten pro Monat. Die Osmanen, die bereits seit 1909 im Lande militärisch ausbildeten, arbeiteten mit dem deutschen Geheimdienst zusammen und verteilten Propagandaschriften auf Arabisch, Französisch und in den Berbersprachen des Mittleren Atlas. Doch hatten die Osmanen ab 1916 das Problem, dass mit dem Aufstand der Araber viele der Arabisch sprechenden Verbindungsmänner in einen Loyalitätskonflikt gerieten.
Die Franzosen schufen Arbeitsplätze anlässlich der Errichtung öffentlicher Bauwerke, sie etablierten Märkte an ihren Militärposten, muslimische Gelehrte wurden ermutigt, fatwās zugunsten des Sultans zu veröffentlichen, die die Unabhängigkeitserklärung des Sultans von der Herrschaft Konstantinopels unterstützten. Französische und britische Geheimdienstler arbeiteten in beiden Kolonien Marokkos zusammen. Sie fingen Spione ab, infiltrierten die Ausbilder, beobachteten Agenten. Den Franzosen gelang es, in die Kommunikation mit Berlin einzubrechen und die Nachrichten mitzulesen. Der Waffen- und Geldfluss wurde weitgehend unterbunden.
Die schweren Verluste in der Schlacht von Gaouz ermutigten im Südosten um Boudenib die Aufständischen. Die Franzosen versuchten Truppen durch das Moulouya-Tal zu bringen, doch wurden sie von Schnee und Kälte aufgehalten, so dass Lyautey Hilfe aus Algerien anfordern musste. Am 15. Januar 1919 konnten die Franzosen bei Meski zwar einen Sieg erringen, mussten sich aber dennoch zurückziehen. Sie stützten sich nun auf Thami El Glaoui, einen Mann, den Lyautey 1912 zum Pascha von Marrakesch gemacht hatte. Sie nahmen in Kauf, dass er sich in enormem Ausmaß bereicherte, so dass er als einer der reichsten Männer der Welt galt. Er führte eine Armee von 10.000 Mann und siegte in der Dadès-Schlucht über die Aufständischen.

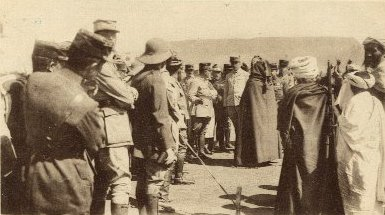
Hammous Sohn Hassan ergibt sich General Joseph-François Poeymirau

Französische Erfolge im Raum Khénifra brachten Hammous Sohn Hassan und seine beiden Brüder dazu, sich am 2. Juni 1920 zu ergeben. Hassan wurde Pascha von Khénifra. Hammou kam in einem Gefecht mit Gegnern der Aufständischen ums Leben. Die Franzosen nutzten die Gelegenheit, um die letzte Bastion El Bekrit im September anzugreifen, gemeinsam mit Gefolgsleuten Hassans und seiner Brüder. Damit endete der Aufstand.
Lyautey wurde Marschall Frankreichs und dehnte Marokko bis 1923 noch weiter aus, denn im April 1922 wurde bei El Ksiba auch Said besiegt. Er floh mit seinen Aït Ichkern in die höchsten Zonen des Mittleren, dann des Hohen Atlas. Lyautey gewann inzwischen die Kontrolle über das Moulouya-Tal. Für die Zwecke der französischen Ruhrbesetzung musste er allerdings so viele Truppen abgeben, dass er den letzten Aufständischen nicht ins Hochgebirge nachsetzen ließ. Said ergab sich nie, sondern starb im Kampf mit einer groupe mobile im März 1924. Widerstand gab es noch bis 1934, bis 1936 kam es noch zu bewaffneten Überfällen in den Hochgebirgen. Das Comité d’Action Marocaine legte 1934 einen Plan vor, wieder die indirekte Herrschaft zu errichten. Es kam zu Ausschreitungen und Demonstrationen in den Jahren 1934, 1937, 1944 und 1951.

### Aufstand unter Raisuli (ab 1919)

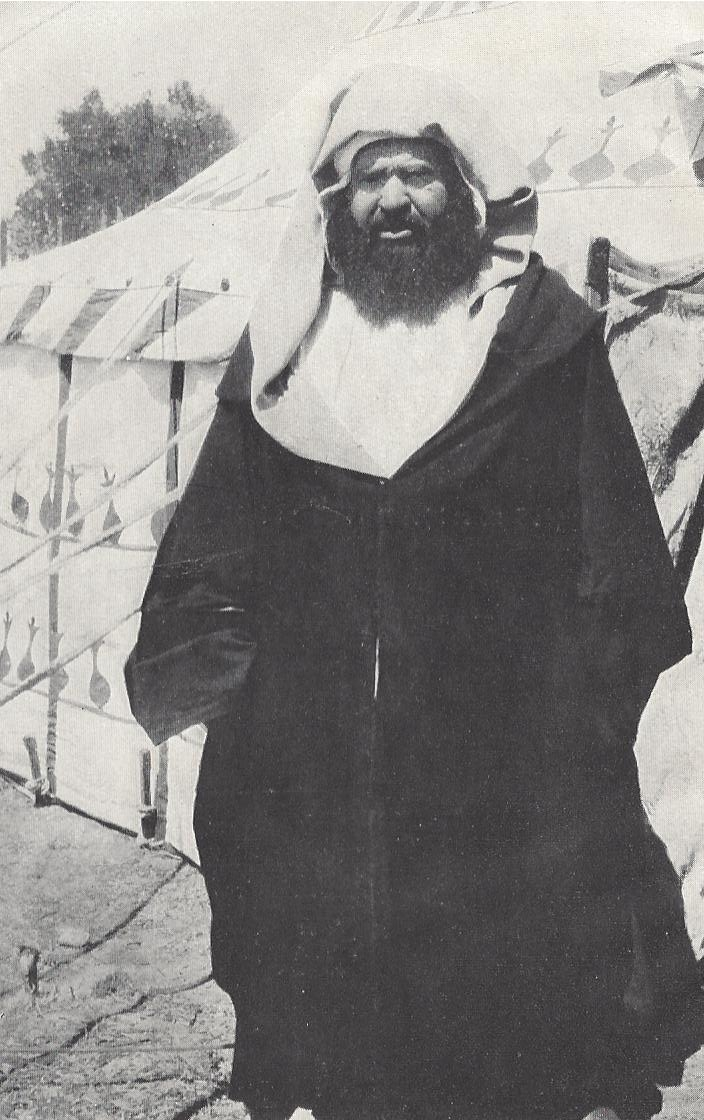
Ahmed ben Mohammed el-Raisuli vor dem Gastzelt in Tazrut, 1924

Parallel dazu spitzte sich die Situation im Norden des Landes seit langem zu. Anfang 1919 wurde Dámaso Berenguer Fusté mit dem Auftrag, Raisuli als Gouverneur von Tanger abzusetzen, zum Hochkommissar des Protektorats Spanisch Marokko ernannt. Am 21. März 1919 ließ Berenguer Ksar es Srhir (Alcazar Seguir) 40 km westlich von Ceuta besetzen, worauf Raisuli alle Straßen durch einen Guerillakrieg sperrte. Zwischen dem 11. und dem 13. Juli 1919 ließ Raisuli die Protektoratstruppen im Wadi Rás (Oued Mharhar), etwa 30 km südöstlich von Tanger angreifen. Seine Truppen verfügten über spanische Uniformen und waren durch die Protektoratsarmee mit Granaten und Bomben, die erstickende Gase enthielten, ausgerüstet. Raisuli hatte den Eindruck gewonnen, Spanien habe im Ersten Weltkrieg auf Seiten des Deutschen Reichs gestanden. Am 14. Juli 1919 bezeichnete er in einem Brief an Walter Burton Harris, das Töten von Spaniern als seinen Beitrag zum Frieden von Versailles. Harris geht davon aus, dass bei der Schlacht um Oued Rás etwa 300 Spanier getötet und 1000 verletzt wurden. Mit der Schlacht war aus einem von der spanischen Protektoratsmacht bewaffneten Gouverneur von Tanger ein Gegner der Protektoratspolitik geworden. Raisulis Truppen blockierten die Straßenverbindung zwischen Tanger und Tetuan. Am 27. September 1919 hatten etwa 12.000 Soldaten der Protektoratstruppen El Fendek (Fondak) eingekreist. Raisuli zog sich nach Tazrout zurück, wo er 1925 wegen Kollaboration mit Spanien verhaftet wurde.

### Rif-Republik unter Abd el Krim (1921–1926/27)
Dies hing damit zusammen, dass 1921 Rifkabylen unter Führung von Mohammed ben Abd el-Karim el Khattabi, bekannt als Abd el Krim, in Spanisch-Marokko einen Aufstand begonnen hatten. 1923 riefen sie die Rif-Republik aus.

Gebiet der Rif-Republik

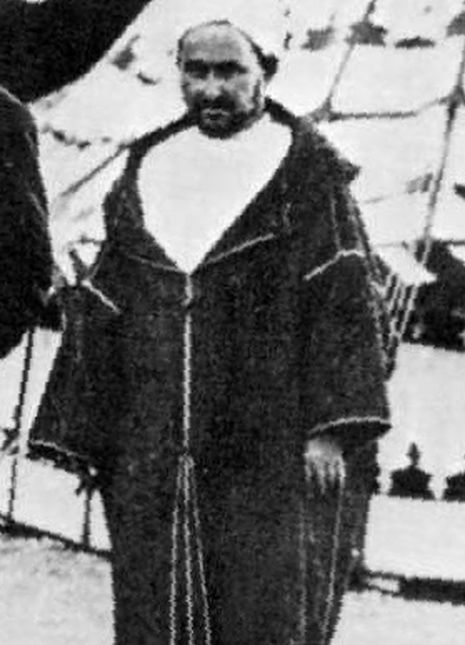
Abd el-Krim

Mohammed Abd al-Karim wurde 1881 oder 1882 als Sohn von Abd el Krim el Khatabi geboren, der in Madrid Bergbau studiert hatte – mit guten Beziehungen zu den Brüdern Mannesmann, die zahlreiche Minenkonzessionen in Marokko besaßen. Er war Kadi und gehörte einer Familie an, die bei den Beni Ouriaghel einflussreich war. In Tétouan und Melilla absolvierte sein Sohn Mohammed Abd al-Karim das in Spanien anerkannte Abitur, studierte in Fès, danach an der Universität Salamanca. Sein anderer Sohn Si M'hammed war der erste Rif-Kabyle, der eine westliche Ausbildung erhielt: Er lernte in der Alliance israélite in Tetuan Französisch, studierte in Málaga und wurde Bergbauingenieur in Madrid. Ab 1906 arbeitete sein Bruder Mohammed Abd al-Karim als Sekretär im „Büro für Eingeborenenangelegenheiten“ in Melilla, als Herausgeber der arabischsprachigen Beilage der Zeitung Telegrama del Rif (1906–1915), danach als Richter für das Melilla-Gebiet. 1914 wurde er Kadi von Melilla. Die Khattabi glaubten zu dieser Zeit, nur mit spanischer Hilfe sei eine Modernisierung des Rifs möglich. Als die Spanier die Bucht von Alhucemas besetzen wollten und mit der Familie verhandelten, wurde ihr Haus am 6. November 1911 angezündet. Rif-Kabylen rebellierten seit August 1911 unter Führung von Mohammed Ameziane († Frühjahr 1912) gegen die Kolonialherrschaft. So mussten die Khattabis für zwei Jahre ins Exil nach Tetuan gehen. Dort fanden ihre Ideen, die von Mannesmann im Sinne einer größeren Autonomie für die Rif-Kabylen unterstützt wurden, bei den Spaniern keinen Anklang.
Im Ersten Weltkrieg fachte Walter Zechlin, der Konsul des Deutschen Reichs in Tetuan, in Marokko antikoloniale Bestrebungen an und verhandelte mit Abd el Krim. Gleichzeitig unterstützen die Khattabi osmanische Bestrebungen, die französischen Gegner in Marokko zu schwächen. Die deutsch-türkische Marokko-Aktion sah vor, dass ein Neffe des inzwischen legendären Freiheitskämpfers Abdelkader von Norden aus einen Aufstand gegen die Kolonialherrschaft initiieren sollte. Der deutsche Agent Franz Far erreichte am 25. Juni 1915 Melilla und bot den Khattabi und anderen Familien Waffen und Geld an. Dabei stellte er den Rif-Kabylen eine Unabhängigkeit in Aussicht, eine Perspektive, die vor allem Abd el-Krim begeisterte. Doch Zechlin wurde 1917 nach Madrid versetzt und Abd el Krim kam von 1916 bis 1917 in spanische Haft.
Ab Anfang 1919 warb er für die Bildung eines antikolonialen Stammesbündnisses, doch starb Abd el-Karims Vater am 7. August 1920. Während dieser Zeit richteten die Spanier die in den ersten Jahren ausschließlich in Marokko eingesetzte Fremdenlegion ein (tercio de extranjeros), um ihr Gebiet entlang der Küste zu erweitern. In ihr machte der spätere Diktator Francisco Franco Karriere. Im Oktober 1920 errichtete Abd el-Karim mit 300 Mann bei Ait Bou Idhir sein erstes Hauptquartier. Am 1. Juni 1921 drangen 250 Spanier in die Nähe der Ouriaghel vor, womit der Rifkrieg begann. Nun strömten Kämpfer der Beni Touzine, Temsamane, Beni Amart, Beni Gamil, Beni Ifrah oder Beni Itteft den Aufständischen zu.
Der spanische General Manuel Fernández Silvestre führte mit 25.700 Mann einen Eroberungskrieg und machte sich über seine Gegner und ihre in seinen Augen lächerliche Kleidung lustig. 1921 hatten sechs Stämme des Rif Mohammed Abd al-Karim zum Emir ausgerufen, die meisten Kämpfer kamen von den Beni Ouriaghel, den Beqqioua, den Temsamane und den Beni Amart. Er griff mit 4 bis 6.000 Mann am 21. Juli 1921 die spanischen Stellungen bei Annual an. In der Schlacht von Annual kamen über 8000 spanische Soldaten ums Leben, darunter auch der General. Nun wurden mehr als 130 Militärposten und die Bergwerke bei Melilla überrannt, doch fürchtete Abd el Krim die Intervention der Großmächte, falls er Melilla selbst besetzte. Zwar war er nun der unumstrittene Führer des Gebiets, in dem die beste Ernte seit 1907 eingefahren wurde, aus deren Vorräten das Gebiet drei Jahre zehren konnte – strenge Exportverbote sollten diesen Vorteil sichern. Doch Melilla wurde später zum Einfallstor für die spanische Rückeroberung, die am 12. September 1921 begann.
Abd el Krim beherrschte das Rif vor allem mit Hilfe seiner Familie, neben der die Versammlung der Rifkabylen nur beratende Funktion hatte. Repräsentanten saßen in Tanger, Rabat, Algier und Paris. Bis auf seinen Onkel gehörten die meisten dieser Männer der jüngeren, in westlichen Schulen ausgebildeten Generation an. Hauptstadt war Ajdir. Die Scharia diente als Legitimation für die in dieser Region ungewöhnliche zentrale Herrschaft und zugleich als Mittel zur Regelung von Konflikten, ohne auf die Blutfehde zurückgreifen zu müssen. Sklaverei und Korruption, aber auch Verkauf und Konsum vom Haschisch wurden unter Strafe gestellt. Straßen und ein Telefonnetz verbanden die Militärposten, die Macht der lokalen Caids wurde eingeschränkt. Doch die Etablierung einer eigenen Landeswährung, des Riffane, misslang, ein Schulsystem konnte nur in Ansätzen aufgebaut werden. Auch die Schaffung einer eigenen Luftwaffe misslang. Das einzige Flugzeug, das aus Algerien überführt worden war, zerstörten die Spanier mit 52 Flugzeugen am 23. März 1924 auf dem einzigen Flugplatz, dem von Izemouren, 12 km westlich von Ajdir; eine Rifmaschine warf Propagandamaterial ab, militärisch kam sie nie zum Einsatz.

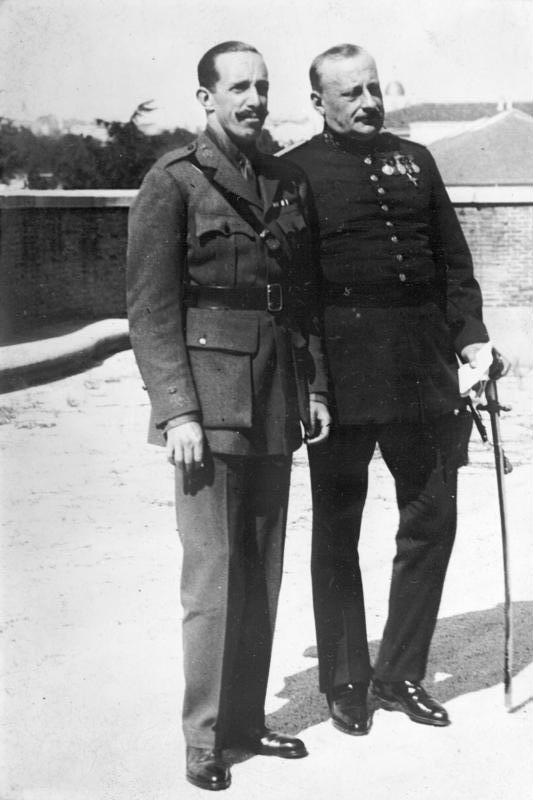
Der Diktator Miguel Primo de Rivera (rechts) und König Alfonso XIII. im März 1930

In Spanien übernahm am 13. September 1923 General Miguel Primo de Rivera mit Zustimmung des Königs die Macht als Diktator. Er herrschte bis 1930 und war gewillt, das Rif-Problem, das Tausende das Leben gekostet und 2 Milliarden Pesetas verschlungen hatte, zu lösen. General Luis Aizpurù Mondeéjar löste den bisherigen Hochkommissar ab, bis Dezember 1923 wurden 29.000 Soldaten abgezogen. Die Rifkabylen weiteten ihren Einfluss westwärts Richtung Ghomara und Jebala aus. Verstärkte Luftangriffe auf Ajdir sollten die spanischen Posten entlasten. Abd el Krim gelang es im Juli und August 1924 praktisch alle Posten der Spanier zu erobern. Ende des Jahres zog sich die spanische Armee auf eine Linie südlich von Tetuan zurück, am 17. November zogen die Rifkabylen in Chechaouuen ein. Drei Viertel des spanischen Gebiets unterstanden Abd el Krim.
Mit Hilfe zahlreicher Unterstützer aus Europa, aber auch aus Algerien, versuchte die Rif-Republik eine Modernisierung nach westlichem Vorbild. Gegen diese Republik gingen die Kolonialmächte gemeinsam vor, nachdem Berber französisches Gebiet verletzt hatten. Der französische Kriegsminister Paul Painlevé vereinbarte am 25. Juli mit dem Diktator Miguel Primo de Rivera eine Seeblockade. Neuer Generalresident wurde der algerische Generalgouverneur Théodore Steeg. Am 13. Juli wurde Philippe Pétain, der spätere Führer des Vichy-Regimes, zum Oberbefehlshaber der französischen Rif-Armee ernannt. Er verfügte bis September 1925 über mehr als 200.000 Mann, nicht gezählt die mehr als 350.000 Harkas des Makhzen, der Regierung des Sultans. Im September 1925 standen an der Nordgrenze Französisch-Marokkos 160.000 Mann unter Pétain. Ihnen standen 60 bis 80.000 Rif-Kabylen gegenüber. Während die Franzosen von Süden auf die Kabylenhauptstadt marschierten, landeten bei Cebadilla, westlich der Bucht von Alhucemas, 36 Kriegsschiffe und 62 Truppentransporter. Trotz heftigen Widerstands fiel Ajdir am 2. Oktober 1925. Am 11. Oktober zerstörten spanische Truppen Ait Kamara, das Heimatdorf Abd el Krims. Aristide Briand, der im November 1925 französischer Außenminister wurde, drängte auf eine militärische Lösung. Die Friedenskonferenz von Oujda platzte am 7. Mai 1926. Nun rückten eine halbe Million spanische und französische Soldaten in die verbliebene Rif-Republik ein. Am 18. Mai 1926 fiel Annual, am 23. Mai Targuist. Am 27. Mai kapitulierte Abd el Krim. Es dauerte noch bis Juli 1927, bis die Spanier das gesamte Gebiet unterworfen hatten.
Auf Initiative von König Alfons XIII., der die Ausrottung der Rif-Kabylen wünschte, wurde bei Hugo Stoltzenberg, dem Leiter der Firma Kampfstoffverwertung in Munsterlager-Breloh, unter strenger Geheimhaltung Senfgas (Lost) erworben, am 10. Juni 1922 der Bau einer Produktionsanlage in La Marañose bei Madrid begonnen, eine entsprechende Abfüllanlage in Melilla errichtet und der Chemiewaffeneinsatz nach einer Verseuchungsstrategie von Stoltzenberg durchgeführt. Auch wenn im Ersten Weltkrieg Giftgas eingesetzt wurde, und es erstmals 1920 in einem Kolonialkonflikt zum Einsatz kam, so war der Einsatz in Marokko in zweifacher Hinsicht ein drastischer Richtungswechsel. Zum einen wurde das geächtete Kampfmittel erstmals aus der Luft eingesetzt, zum anderen richtete es sich zum ersten Mal gezielt gegen die Zivilbevölkerung.
Ab Oktober 1921 verschoss das spanische Militär bereits Granaten mit erstickenden Kampfstoffen. Am 15. Juli 1923 wurde in der Schlacht um Tizi Azza erstmals Senfgas eingesetzt. Im Juni 1924 erfolgen die ersten Abwürfe aus der Luft. Frankreich beschränkte sich auf den Einsatz von Tränengas, widersprach aber, obwohl diese gelegentlich auch Franzosen trafen, nicht den spanischen Einsätzen. Auch Großbritannien opferte die Frage der Rechtfertigung seinen mediterranen Interessen. Alle drei Länder unterzeichneten, praktisch während der Einsätze, die bis Juli 1927 anhielten, das Protokoll des Völkerbunds, das diese verbot, am 17. Juni 1925. Noch im Sommer 2000 erwies eine 2004 bestätigte Studie, dass 60 % der an Kehlkopfkrebs Gestorbenen in Marokko aus der Region Nador stammten.
Gleichzeitig mit der Räumung des Landesinneren von Spanisch-Marokko für die Anwendung des Kontaktgiftes Lost, besetzte die französische Armee unter Pétain die fruchtbaren Gebiete des Rifs in Französisch-Marokko und unterband so die Lebensmittelversorgung der Rif-Republik. Dies führte zu einer Hungerkatastrophe.
Im November 1925 bombardierte die Flugstaffel Escadrille Chérifienne unter der Leitung von Charles Sweeney, einem amerikanischen Piloten aus der Escadrille La Fayette Chefchaouen. Als die Bombardierung bekannt wurde, zog die französische Regierung unter Aristide Briand und Édouard Herriot, die Escadrille Chérifienne ab. Die beiden Kolonialmächte Spanien und Frankreich besiegten die Aufständischen bis 1927 unter Einsatz von Phosgen und Chlor-Arsin-Kampfstoff. Im Verlauf dieses Chemiewaffeneinsatzes wurden 500–600 t des Giftgases eingesetzt.
Insgesamt dürften die offiziellen Angaben über Verluste zu niedrig sein. Die spanische Armee bezifferte die Verluste in den Jahren 1921 bis 1926 auf 17.020 Mann, die Franzosen zwischen April 1925 und Mai 1926 auf 2.162. In dieser Zeit flogen französische Piloten 11.586 Einsätze und warfen mehr als 1.400 t Sprengstoff ab.

### Tanger, internationale Zone (1923–1956)

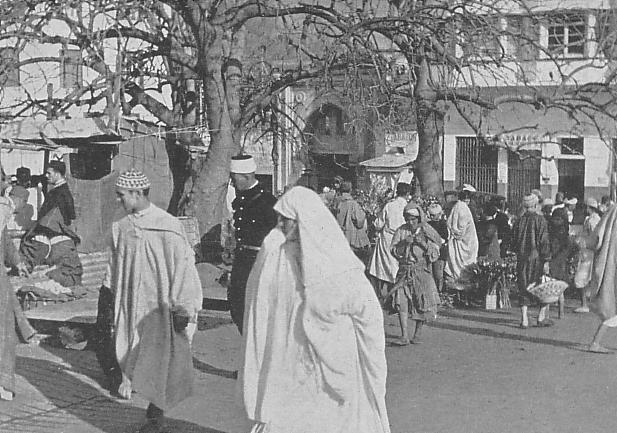
Straßenbild im Tanger der 1930er Jahre

Seit 1892 verwaltete das diplomatische Korps von Tanger die als neutrale Zone betrachtete Stadt und ihre Umgebung. Durch die Akte von Algeciras vom 7. April 1906 wurde dessen internationaler Status bestätigt. Frankreich und der Sultan von Marokko einigten sich im Vertrag von Fès 1912 auf die Errichtung eines französischen Protektorats, das ganz Marokko, nicht aber Tanger umfasste. Es wurde Zentrum des internationalen entmilitarisierten Gebietes. Von 1923 bis 1956 bestand die Internationale Zone von Tanger, ein selbstverwaltetes Territorium.
Die in den Protektoratsverträgen ausgeklammerte Tangerfrage wurde auf einer Konferenz behandelt, die am 29. Juni 1923 in London begann. Das Statut der Internationalen Zone von Tanger wurde am 18. Dezember in Paris von Frankreich, Spanien und Großbritannien unterzeichnet, weitere Länder traten bei und schließlich auch der marokkanische Sultan. Die Souveränität verblieb formell beim Sultan von Marokko. Er wurde durch den Mendoub, einen Hochkommissar vertreten, der in der Mendoubia, einem Palast im Zentrum Tangers residierte und einen französischen Berater hatte.
Am 14. Juni 1940 (Frankreich hatte den Westfeldzug praktisch verloren) besetzten marokkanische Truppen unter spanischem Kommando die Internationale Zone von Tanger und am 4. November wurde Tanger in Spanisch-Marokko eingegliedert. Die Zone behielt auf Druck der Signatarstaaten aber ihren entmilitarisierten Status.
Sultan Mohammed V. machte die in Tanger lebenden Juden zu marokkanischen Staatsbürgern und verweigerte deren Deportation. Am 11. Oktober 1945 räumte Spanien auf Druck der vier Großmächte die Stadt und die Zone Tanger. Das Gebiet wurde erneut Internationale Zone. Zudem wurde das Ausscheiden Italiens aus der von den Signatarstaaten von 1923 ausgeübten internationalen Verwaltung Tangers beschlossen; es kehrte 1948 zurück. Dafür kamen die USA und die Sowjetunion hinzu, die sich allerdings noch im selben Jahr aus dem Kontrollkomitee wieder zurückzog.
Eine Konferenz der neun Staaten verabschiedete am 29. Oktober 1956 eine Erklärung, in der alle bisherigen Verträge und Abmachungen über Tanger für ungültig erklärt wurden. Marokko sicherte zu, den Status als Freihandels- und Freiwährungsgebiet bestehen zu lassen, um ihn für den wirtschaftlichen Aufbau des Landes zu nutzen. Am 1. Januar 1957 wurde die Internationale Zone an den wenige Monate zuvor wieder unabhängig gewordenen Staat Marokko zurückgegeben. 1956 begann zugleich die Auswanderung der Juden, die sich dort Hebräer nannten, aus Tanger.

### Zweiter Weltkrieg, Vichy-Regime, Freies Frankreich
Als 1939 der Zweite Weltkrieg begann, rief der marokkanische Sultan seine Landsleute zur Beteiligung auf alliierter Seite auf, obwohl es noch 1937 zu Ausschreitungen in Meknès gekommen war, als französische Siedler verdächtigt wurden, Wasser für ihre Felder abzuzweigen. Vor allem Berber folgten dem Aufruf des Sultans. Als jedoch 1940 Frankreich von Deutschland besetzt wurde, weigerte sich der Sultan, antijüdische Gesetze in Marokko zur Anwendung zu bringen.
Das französische Mutterland und seine Territorien unterstanden dem Vichy-Regime unter Marschall Philippe Pétain. Dieser kollaborierte mit Hitler und installierte mit Unterstützung der extremen französischen Rechten den État français, in dem die Linke und die Gewerkschaften verfolgt, die Demokratie abgeschafft, die Presse zensiert und Rassegesetze nach dem Vorbild der Nürnberger Gesetze angewandt wurden. Dagegen stand Charles de Gaulle, der aus seinem Londoner Exil die Fortsetzung des bewaffneten französischen Widerstands an der Seite der Alliierten propagierte.

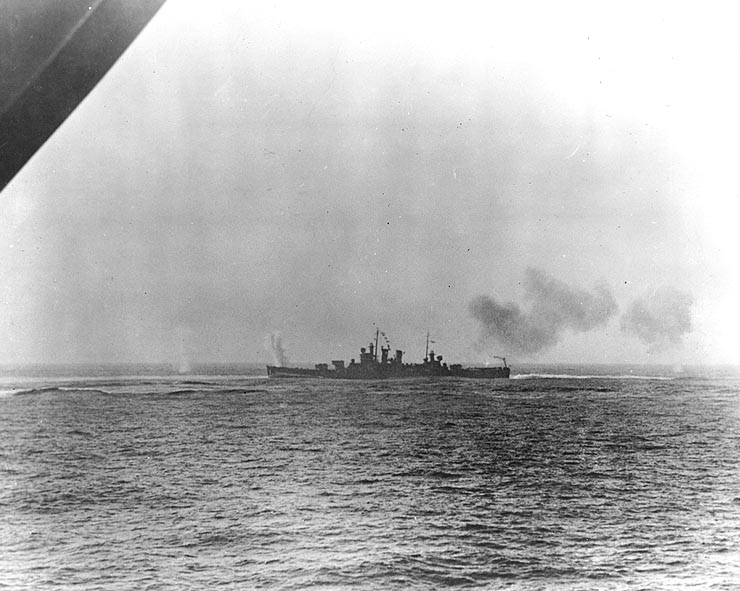
Die USS Wichita vor der marokkanischen Küste im Gefecht mit der französischen Jean Bart

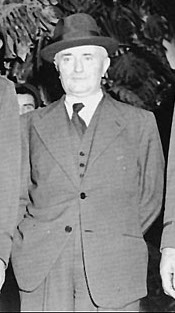
François Darlan bei den Verhandlungen vom 13. November 1942 in Algier

Nach dem Beginn der Landung der Alliierten in Französisch-Nordafrika (Operation Torch) am 8. November 1942 unterstützten sie Angehörige der Résistance. Sie erwarteten nach dem Sieg der Alliierten den Austausch der durch Kollaboration diskreditierten Personen sowie die Wiederherstellung demokratischer Freiheiten. Doch stattdessen wurde der zufällig anwesende Oberbefehlshaber der Vichy-Streitkräfte, Admiral François Darlan, der nur mit äußerstem Druck zur Feuereinstellung zu bewegen war, zum Machthaber des durch die Alliierten befreiten Französisch-Nordafrika bestimmt. Nach seinem Tod folgte ihm General Henri Giraud. Diese Situation, in der das Vichy-Regime in Nordafrika im Schutz der Alliierten für einige Monate fortgesetzt und in der Charles de Gaulle ferngehalten wurde, bezeichnete Präsident Franklin D. Roosevelt in einem Interview als militärisch zweckmäßig.

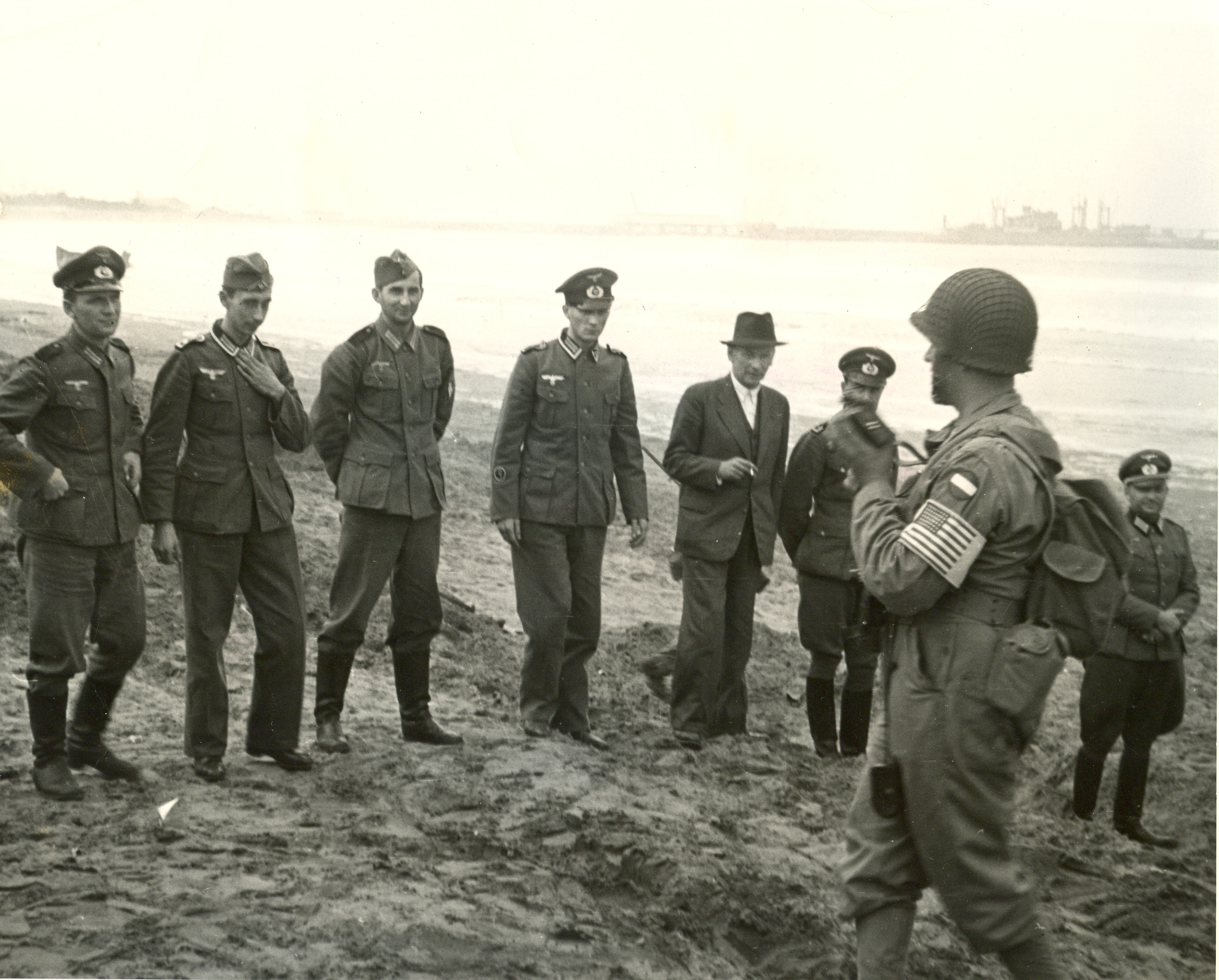
Verhaftete deutsche Offiziere in Fedala

Mit der Operation Brushwood, einer ausschließlich von amerikanischen Truppen und Marinestreitkräften durchgeführte Teiloperation des Unternehmens Torch, sollte der etwa 25 km nordöstlich von Casablanca liegende und von Vichy-Truppen verteidigte Hafen von Fedala besetzt werden. Die schnelle Eroberung innerhalb von nicht einmal zwölf Stunden ermöglichten in den beiden darauf folgenden Tagen die Einkreisung und die entscheidende Eroberung von Casablanca mit nur verhältnismäßig geringen Verlusten am 9. November 1942.
Das Unternehmen gegen Marokko, Algerien und Tunesien wurde lange vorbereitet. Als Colonel William Alfred Eddy unter seiner Tarnung als Marineattaché in Tanger die Verantwortung für Nachrichtendienst, Sabotage und Widerstand übernahm, erfolgte in der ersten Jahreshälfte 1942 der Aufbau eines Funknetzes entlang der Küste, das die Alliierten auf dem Laufenden hielt. Mit dem wieder erstarkenden Einfluss Pierre Lavals waren jedoch die Kontakte zur vichyfranzösischen Militär- und Zivilverwaltung bedroht. Um diese nicht weiter zu schwächen, verzichtete Roosevelts Repräsentant Robert Murphy darauf, die Résistance mit etwa 15.000 Europäern über die bevorstehende alliierte Landung zu informieren. Gegen einen denkbaren deutschen Vorstoß durch Spanisch-Marokko gelang es, unter den Berberstämmen des Rif eine Guerilla-Gruppe anzuwerben. Eine Bruderschaft diente als Informationsnetz. In einem Memorandum machte sich Murphy zum Sprecher der vichyfranzösischen Generäle, deren Kooperation er bei einer amerikanischen Intervention gewährleistet sah, wenn sie unter französischem Oberbefehl stehen sollte. Ihre bis dahin unklare Haltung interpretierte er als Ausdruck militärischer Schwäche gegenüber der Wehrmacht.

### Kampf um die Unabhängigkeit

Das spanische Protektorat im Norden Marokkos

Im Dezember 1934 forderte eine kleine Gruppe von Nationalisten des Comité d’Action Marocaine die Rückkehr zur indirekten Herrschaft und die Einrichtung von repräsentativen Ratsgremien. Als sich die Forderungen als fruchtlos erwiesen, versuchte die Gruppe breitere Unterstützung zu erlangen, doch wurde sie 1937 verboten. Im Januar 1944 erschien ein Manifest der Istiqlal-Partei, das volle Unabhängigkeit, nationale Wiedervereinigung und eine demokratische Verfassung forderte. Der Sultan hatte diesem Manifest zugestimmt, bevor es dem französischen Generalresidenten übergeben wurde. Dieser teilte jedoch mit, dass nicht über eine Änderung des Protektoratsstatus nachgedacht werde; im Gegenteil wurde Ahlmad Balafrej, Generalsekretär der Istiqlal, der Kollaboration mit Nazi-Deutschland bezichtigt. In Fès und anderen Städten führte dies zu Unruhen, in deren Verlauf etwa 30 Menschen ums Leben kamen.
Als der Sultan 1947 das spanische Rif besuchte, geriet dieser Besuch zu einem Triumphzug. Der kompromissbereitere Generalresident Eirik Labonne wurde daraufhin durch General Alphonse Juin ersetzt. Zwar sagte er in den Städten Repräsentationsorgane zu, doch versuchte er dort, wie in seiner algerischen Heimat, Franzosen unterzubringen. Der Sultan weigerte sich daraufhin, seine Dekrete abzuzeichnen. Der Berber Thamy al-Glaoui warf ihm nun vor, er führe Marokko in die Katastrophe. Juin wurde im August 1951 durch General Augustin Guillaume ersetzt, der Sultan gab am 18. November weiterhin seiner Hoffnung Ausdruck, Marokko werde unabhängig werden. Am 10. April 1947 hatte er sich erstmals für die Unabhängigkeit ausgesprochen.
Französische Wirtschafts- und Siedlerinteressen auf der einen Seite, und nationalistische Gruppen auf der anderen steigerten die Spannungen. Im Dezember 1952 kam es in Casablanca zu Ausschreitungen anlässlich des Mordes an dem tunesischen Arbeiterführer Ferhad Hached. In deren Folge verbot der Generalresident die Kommunistische Partei und die Istiqlal, am 20. August 1953 setzten die Franzosen den Sultan ab und brachten ihn ins Exil. Er wurde durch Mohammed ibn Aarafa ersetzt. Da Frankreich seit 1954 im Algerienkrieg ebenfalls in kolonialen Auseinandersetzungen stand, versuchte die Regierung die Lage in Marokko zu entschärfen. Am 16. November 1955 durfte Mohammed V. ins Land zurückkehren. 1956 begannen die Verhandlungen über die Unabhängigkeit sowohl mit Spanien als auch mit Frankreich.

### Staatsgründung Israels, Judenpogrom von Djérada und Oujda (1948), Auswanderung

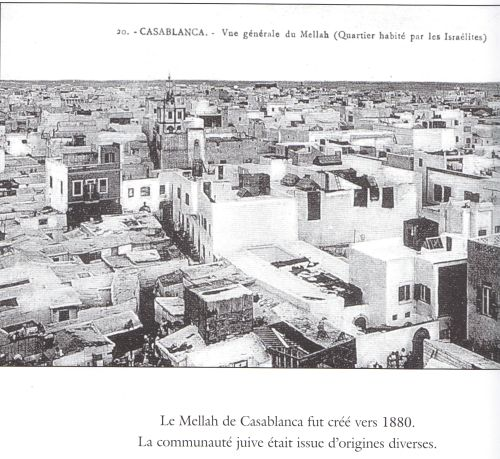
Die Mellah von Casablanca, nach 1900

Am 7. Juni kam es nach einer Rede Mohammeds V., die sich gegen die Staatsgründung Israels richtete, zu einem Pogrom in der ostmarokkanischen Stadt Oujda und im benachbarten Djérada, bei dem 47 Juden ermordet wurden. Der französische Generalresident der Jahre 1947–1951 Alphonse Juin berichtete schon nach dem Krieg über Befürchtungen der Juden, es könne durch den aufkommenden Nationalismus zu Pogromen kommen. Einige Gruppen verhandelten mit der Istiqlal, die, wie Mohammed V., auf Unterstützung hoffte, andere bereiteten ihre Auswanderung nach Israel vor. Dies wiederum wurde seitens der Istiqlal als Mangel an Loyalität gewertet, die Zeitung Le jeune Maghrebin berichteten vom „zionistischen Gift“. Die Kolonialbehörden nahmen an, dass der antizionistische Kampf nur als Möglichkeit genutzt werden sollte, um die nationalistischen Kräfte zu sammeln und später gegen Frankreichs Kolonialregierung selbst zu führen. Einige Tage vor dem Pogrom riefen Nationalisten zu einem Boykott europäischer und jüdischer Waren auf. Gleichzeitig fanden Sammlungsaktionen und Demonstrationen für den Krieg gegen Israel statt.
Nun kam es zu gewalttätigen Übergriffen auf Häuser, Läden und die Juden selbst, viele Muslime versuchten, dies zu verhindern. Allem Anschein nach war der Gewaltausbruch organisiert, denn einerseits war den Schülern der Stadt freigegeben worden, andererseits reisten Algerier per Zug an. Auch waren Häuser der Muslime markiert worden, um sie von den zu erwartenden Angriffen auszunehmen. Danach waren acht Juden tot, etwa 500 schwer verletzt, 900 obdachlos. Erst zweieinhalb bis drei Stunden nach Beginn des Pogroms erschien die Armee und beendete die Gewalt. Kurz zuvor fuhren Aufrührer in die 60 km südwärts gelegene Phosphatstadt Djérada, behaupteten, die Juden hätten in Oujda die große Moschee angezündet. Von den 150 örtlichen Juden wurden 39 massakriert und 44 verletzt; die Überlebenden wurden erst am nächsten Tag nach Oujda in Sicherheit gebracht.

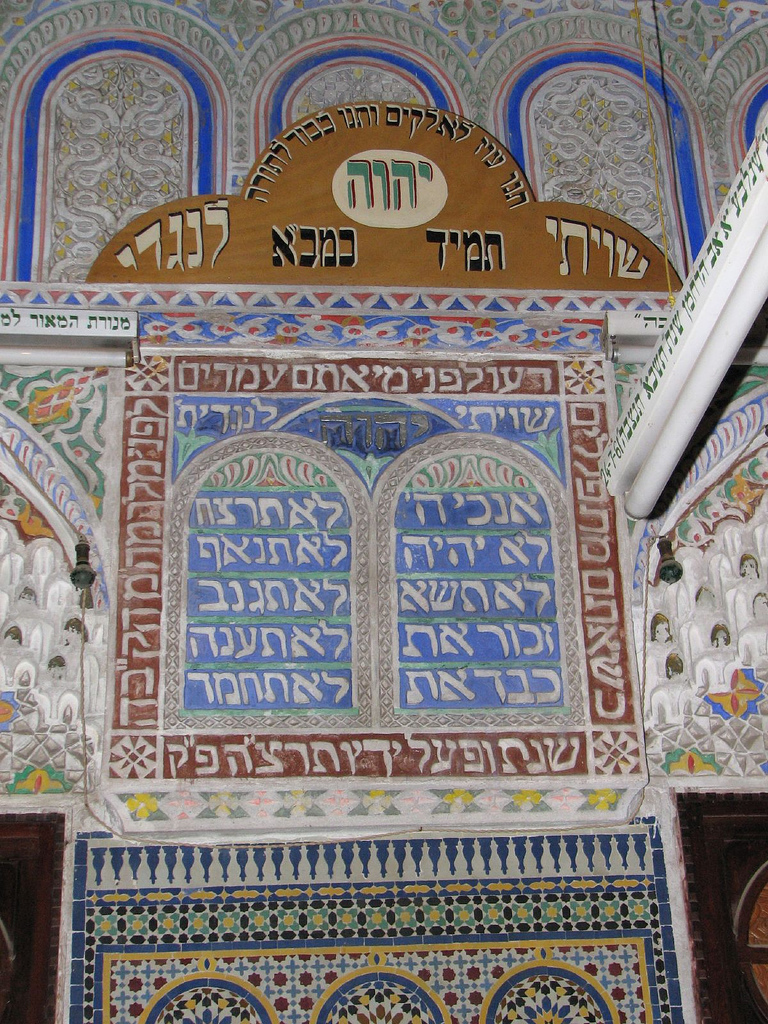
Innenraum der Synagoge von Sefrou

Man unterstellte Frankreich, die Muslime dazu veranlasst zu haben, sich selbst zu diskreditieren und Frankreich als unverzichtbare Ordnungsmacht hinzustellen. Viele Muslime waren durchaus gegen die Juden, doch waren sie entsetzt über das Ausmaß der Gewalt. Si Muhammad al-Hajawi, der Pascha von Oujda, besuchte jede einzelne Familie, um ihnen Trost zu spenden. Dafür wurde er am 11. Juni von einem Muslim mit einem Messer attackiert; er überlebte den Angriff nur knapp. Al-'Alam, das arabische Blatt der Istiqlal brachte Trauer zum Ausdruck, sowohl für den Pogrom, als auch für das Attentat. Am 11. Februar 1949 ergingen in Oujda zwei Todesurteile, dazu eine Reihe von langjährigen Haftstrafen sowie Geldstrafen. Die Istiqlal sammelte Geldmittel für die Verteidigung der Angeklagten; wesentlich milder urteilte der Militärgerichtshof bei den Angeklagten von Djérada, obwohl dieser Pogrom wesentlich brutaler war.
Derweil wuchs die Zahl der illegalen Auswanderer, die sich über Algerien und Marseille in Sicherheit bringen wollten; die Behörden schätzten, dass bei Öffnung der Grenze 200.000 der 250.000 marokkanischen Juden auswandern würden. Sie sammelten sich in den Dörfern um Oujda und in der Stadt selbst, so dass sie etwa in Sefrou bereits ein Drittel der Bevölkerung ausmachten. 1949 genehmigten die Behörden die Gründung von Cadima mit Hauptsitz in Casablanca, einer jüdischen Organisation, die die Auswanderung bis 1956 förderte. Franzosen und Marokkaner fürchteten nun weniger, dass die Juden dem Staat Israel militärisch zugutekommen würden, wie Mohammed V. angesichts des Palästinakrieges argumentiert hatte. Doch durften zunächst nur 600 Juden pro Monat auswandern. Ein Lager an der Mazagan-Straße, 26 km außerhalb Casablancas, nahm die Auswanderer zunächst auf. Von dort gingen sie entweder (bis 1950) über Algier, vor allem aber über Casablanca nach Marseille, um von dort nach Israel zu gelangen. Heute leben vielleicht noch 5.000 Juden in Marokko.

## Königreich Marokko (seit 1956)
Marokko wurde am 2. März 1956 unabhängig, am 7. April schloss sich der spanische Teil des Landes an. Der spanische Hochkommissar wurde abgezogen. Auch die Peseta verschwand zugunsten des Francs, was jedoch zu einer enormen Teuerung und zu einem von Oktober 1958 bis Februar 1959 dauernden Aufstand im Rif führte. 1958 kam auch das im Süden gelegene, bis dahin spanische Tarfaya wieder an Marokko, Ifni jedoch erst 1970. 1978 übergaben die Amerikaner ihre letzte Militärbasis Kénitra.
Frankreich hatte in 44 Jahren ganze 1415 baccalaureats hervorgebracht, davon waren allein 775 jüdischen Glaubens. Nur 15 % der Schüler besuchten tatsächlich eine Schule. Die massenhafte Landenteignung hatte 3,5 Millionen Marokkaner ohne Land gelassen. Weder staatliche noch zivile Teile der Gesellschaft waren vorbereitet, die gesellschaftliche Absicherung des Einzelnen war minimal.

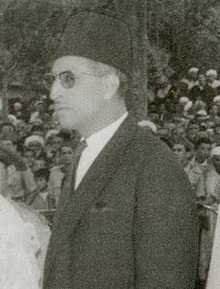
M'Barek Bekkai, erster Premierminister, während einer Zeremonie in Tétouan im Dezember 1956

Das erste Kabinett führte der unabhängige Armeeoffizier M'Barek Bekkai vom 7. Dezember 1955 bis zum 12. Mai 1958, ein Berber aus der Oujda-Region. Damit zeichnete sich ein Bündnis der Monarchie mit den ländlichen Honoratioren ab. Ihm folgte der seit 1956 amtierende Außenminister Ahmed Balafrej bis zum 16. Dezember 1958. Im ersten Kabinett saßen Vertreter aller Gruppen, so auch ein Vertreter der Juden. Von ihnen wanderten zwischen 1957 und 1961 allein 17.994 Emigranten nach Israel aus, wobei dies immer noch illegal vonstattenging, so dass sich ein weitläufiges Untergrundnetzwerk entwickelte (Misgeret, Operation Yakhin). Der König und die Behörden nahmen dieses Verfahren weitgehend hin, von 1964 bis 1967 gingen die Auswanderungszahlen wieder stark zurück. Um diese Zeit lebten noch etwa 60.000 der ehemals 250.000 Juden im Lande. Bis 1971 sank ihre Zahl auf 35.000, die meisten zog es inzwischen nach Europa oder Amerika.
1957 nahm der Sultan den Titel eines Königs an. Er wählte die Minister aus und kontrollierte Armee und Polizei. Allerdings besetzte er ein beratendes Gremium mit 60 Mitgliedern. Die Unabhängigkeitskämpfer, die einen Aufstand in Ifni und in Mauretanien begonnen hatten, wurden in die Armee integriert. Dabei unterstützte Marokko die Aufständischen in Algerien, unterhielt jedoch weiterhin Beziehungen zu Paris, von dessen Technik und Geldern das Land abhängig war. Die Istiqlal-Partei propagierte im Rahmen ihres Großmarokko-Konzepts Ansprüche auf Mauretanien, die Westsahara sowie Teile Algeriens und Malis.
1959 spaltete sich die Istiqlal, und die Union Nationale des Forces Populaires entstand. Sie tendierte zu sozialistischen Ideen, während die verbliebene Istiqlal eher traditionalistisch war. Mohammed V. machte sich zum Ausgleicher der Gegensätze, doch starb er bereits 1961. Ihm folgte sein Sohn Hassan II. Die noch in Algerien befindliche französische Armee durfte sich 1962 während der Massaker an ganzen Dörfern nicht einmischen, die auch von tunesischen und marokkanischen Freiheitskämpfern verübt wurden.

### Konstitutionelle Monarchie (seit 1962), Grenzkrieg mit Algerien (1963–1964)

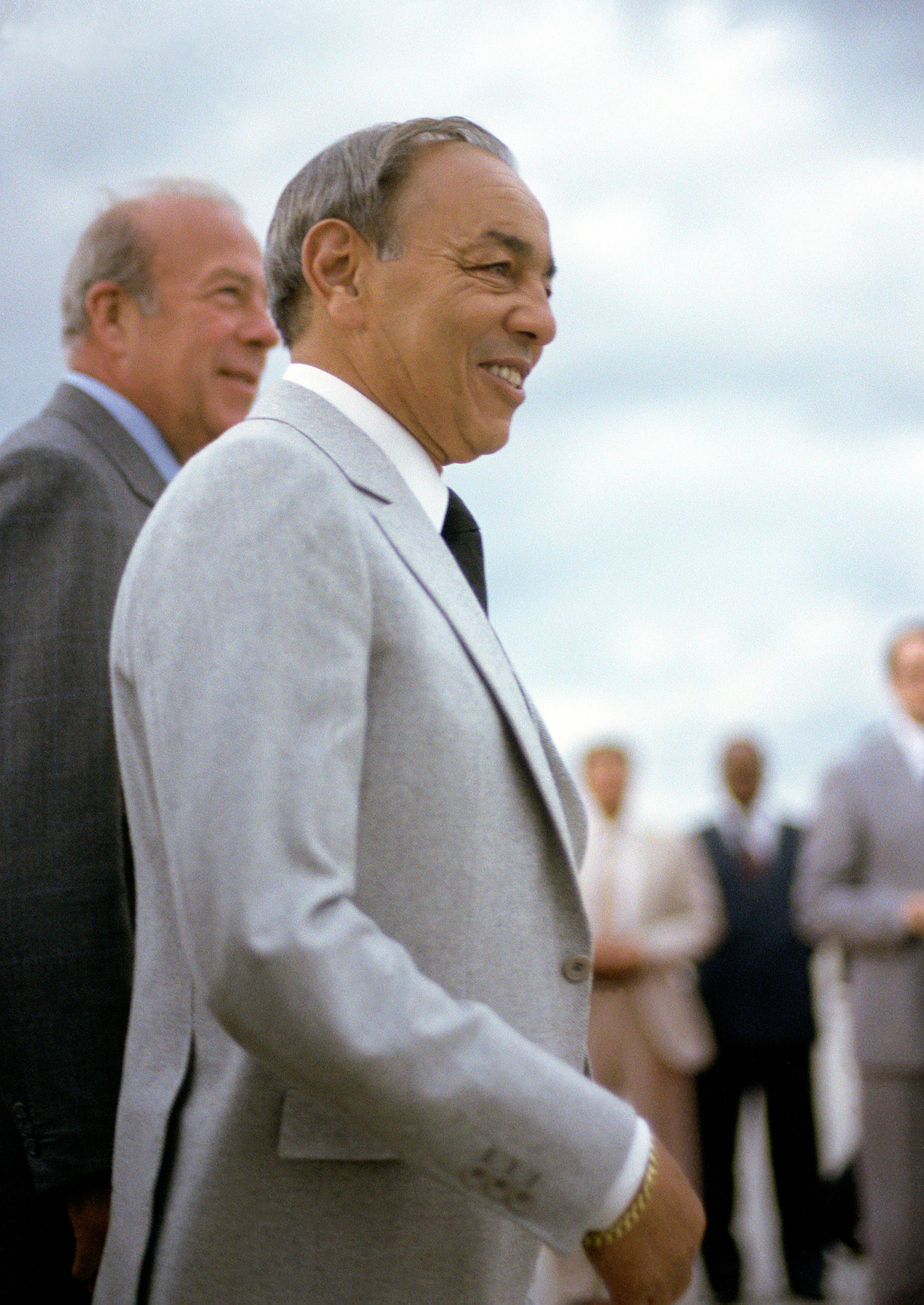
König Hassan II. auf Staatsbesuch in den USA, 1983

1962 wurde Marokko in eine konstitutionelle Monarchie umgewandelt. 1965 allerdings löste Hassan II. das Parlament auf und übernahm die Regierung selbst. Neben der Linken sah sich nun auch die Istiqlal in der Opposition, denn Hassan hatte zu den Parlamentswahlen von 1963 eine regierungstreue Partei gegründet, der wiederum viele Berber angehörten, die sich von der Istiqlal nicht repräsentiert sahen.
Zwischen Oktober 1963 und Februar 1964 erlebte Marokko mit dem Grenzkrieg mit Algerien, auch Guerre des sables („Sandkrieg“) genannt, eine erste militärische Auseinandersetzung um seine noch lange ungeklärten Grenzen.
1970 wurde eine Verfassung verabschiedet, die ein Einkammersystem vorsah, doch kam es am 10. Juli 1971 zum Putschversuch von Skhirat. Im August 1972 erfolgte ein zweiter Putschversuch des Militärs. Die manipulierten Wahlen von 1977 brachten dem König eine überwältigende Mehrheit ein. Dazu trug vor allem seine auf Expansion nach Süden gerichtete Saharapolitik bei. Außenpolitisch blieb Marokko stark mit dem Westen verbunden.

### Besetzung der ehemaligen Kolonie Spanisch-Sahara, Westsaharakonflikt

Heute ist die Westsahara geteilt, Marokko kontrolliert den Westen und die Polisario den Osten und Süden (gelb). Entlang der Waffenstillstandslinie von 1991 errichtete Marokko eine ca. 2500 km lange Grenzbefestigung.

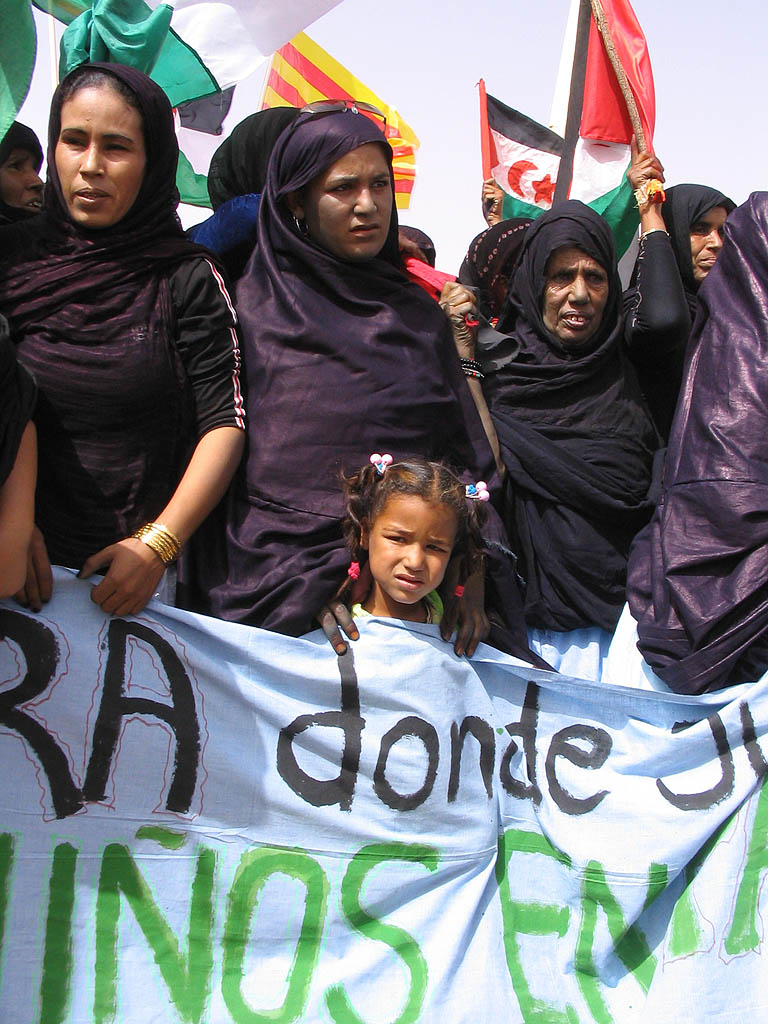
Protest gegen den von den Marokkanern errichteten Grenzwall, 2006

Im Konflikt zwischen Marokko und der Frente Polisario um die ehemalige Kolonie Spanisch-Sahara beanspruchte Marokko das Gebiet, während die Polisario die Unabhängigkeit des gesamten Territoriums anstrebte. Bereits 1967 hatte sich Spanien bereit erklärt, ein Referendum über den Status der Kolonie durchzuführen. Marokko und Mauretanien unterstützten dieses Vorhaben, doch nachdem Spanien die Durchführung immer weiter hinausgezögert hatte, gründete im Mai 1973 eine Gruppe ehemaliger Studenten um al-Wali Mustafa Sayyid die Befreiungsbewegung Frente Polisario, die die Kolonie gewaltsam von der Kolonialherrschaft befreien wollte.
Ab 1974 forderte König Hassan den Anschluss der Westsahara, jedoch ohne die Durchführung eines Referendums. Ende 1974 kündigte Spanien an, im folgenden Jahr die Bevölkerung entscheiden lassen zu wollen. Mauretanien und Marokko erwirkten noch im selben Jahr die Resolution 3292 der UN-Vollversammlung, in der Spanien aufgefordert wurde, das Referendum nicht durchzuführen; stattdessen sollte der Internationale Gerichtshof ein Gutachten erstellen. Es stellte am 16. Oktober 1975 fest, dass das Selbstbestimmungsrecht einen höheren Wert habe, also ein Referendum durchgeführt werden müsse.

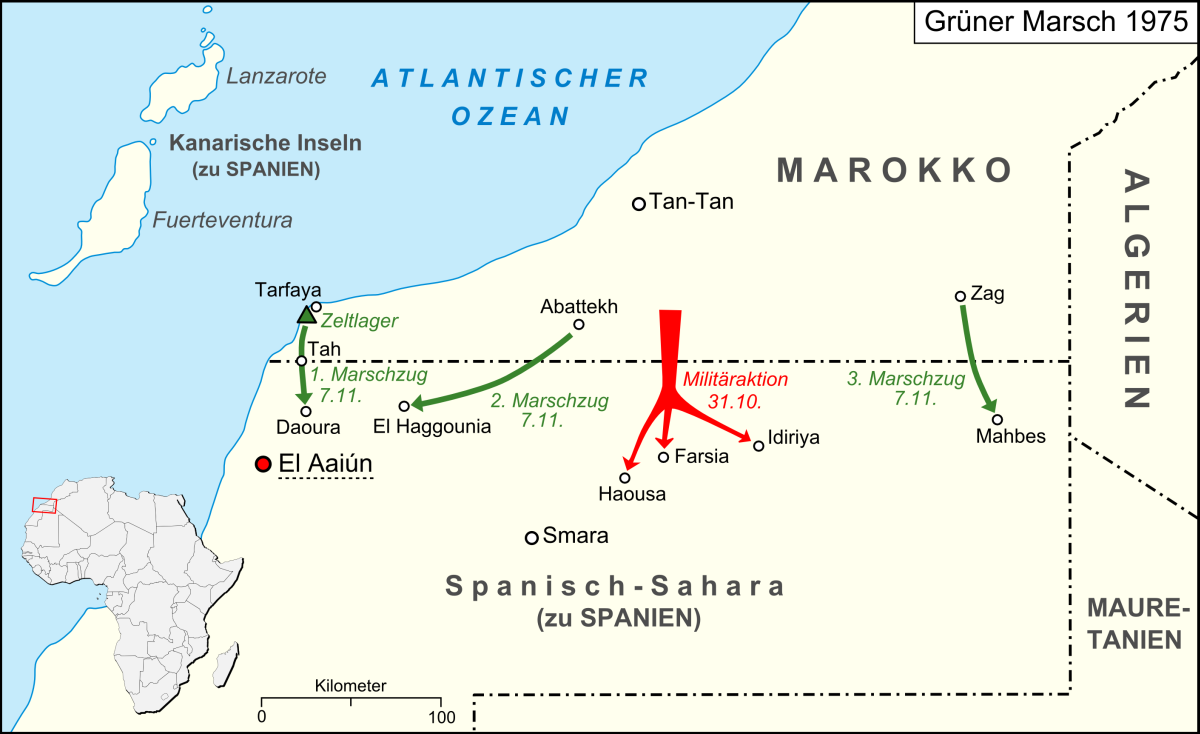
Der Grüne Marsch im November 1975

Noch am selben Tag kündigte Hassan einen Marsch marokkanischer Zivilisten an, um die historischen Bindungen mit der Westsahara zu unterstreichen. Nachdem marokkanisches Militär in den Norden eingedrungen war, um ein Eingreifen Algeriens zu verhindern und um Polisario-Kräfte zu binden, fand der Grüne Marsch vom 6. bis 10. November statt. 350.000 Teilnehmer überschritten an mehreren Stellen die Grenze. Doch ein Weitermarsch auf die Hauptstadt El Aaiún fand wegen der spanischen Militärpräsenz nicht statt. Verhandlungen zwischen Marokko, Mauretanien und Spanien führten dazu, dass Spanien seine Kolonialherrschaft zum 26. Februar 1976 aufgab.
Nachdem am genau diesem Tag eine Versammlung saharauischer Stammesfürsten der Aufteilung der Westsahara zwischen Marokko und Mauretanien zugestimmt hatte, rief die von Algerien unterstützte Polisario am nächsten Tag in Bir Lehlu die Demokratische Arabische Republik Sahara aus.
Marokko besetzte die nördlichen zwei Drittel der Westsahara, Mauretanien das südliche Drittel. Die UN-Vollversammlung forderte weiterhin die Durchführung eines Referendums. Die Polisario, die seit 1975 von Algerien unterstützt wurde, erreichte, dass Mauretanien 1979 den Verzicht auf alle Ansprüche erklärte, woraufhin Marokko auch das südliche Drittel annektierte.
Im Zuge der Kämpfe wurde der Marokkanische Wall angelegt, der das Eindringen von Polisario-Anhängern in marokkanisch kontrolliertes Gebiet verhindern sollte. Seit 1991 beträgt die Länge der äußersten Wallanlage etwa 2500 km. Der Kampf zwischen Marokko und der Polisario wurde 1991 durch einen Waffenstillstand beendet. Ein Referendum scheiterte 1992 und 1997 daran, dass die Polisario nur die Saharauis, die zu Zeiten der spanischen Kolonialherrschaft in der Westsahara lebten, und deren Nachkommen zulassen wollte, Marokko hingegen auch die Mitglieder saharauischer Stämme, die früher in Südmarokko gelebt hatten.
2007 verabschiedete der UN-Sicherheitsrat die Resolution 1754, in der die Gegner erneut zur Durchführung eines Referendums aufgerufen wurden und die Friedensmission MINURSO bis Oktober 2007 verlängerte. Marokkanische Sicherheitskräfte räumten ein Zeltlager nahe El Aaiún gewaltsam, das im Oktober 2010 von Anhängern der Polisario errichtet worden war. Dabei kamen mindestens elf Menschen ums Leben. Die laufende UN-Mission wurde bis zum 30. April 2014 verlängert. Etwa 180.000 Flüchtlinge leben seit 1976 in Flüchtlingslagern bei Tindūf in Westalgerien.

### Streit um spanische Exklaven, „Petersilienkrieg“ (2002), Flüchtlinge nach Europa

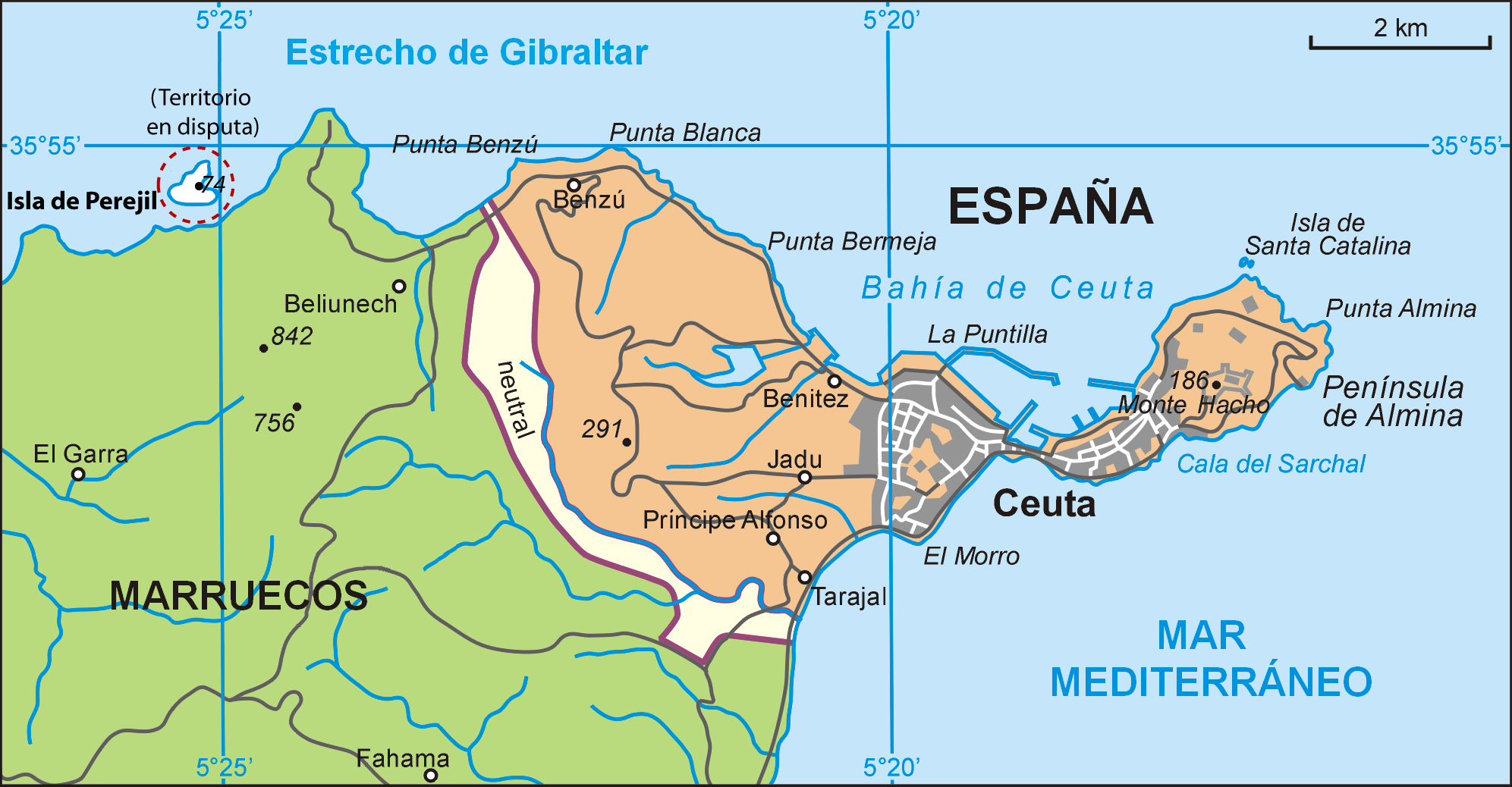
Die spanische Exklave Ceuta und die Isla del Perejil

Am 11. Juli 2002 besetzten marokkanische Soldaten die Petersilieninsel (Isla del Perejil), eine Insel von nur 500 m Durchmesser vor der Küste, aber auch 8 km westlich der spanischen Exklave Ceuta gelegen, mit der Begründung, einen Posten zur besseren Überwachung illegaler Migranten und des Drogenschmuggels sowie zur Terrorismusabwehr zu benötigen. Außerdem erklärte Marokko die Insel zu seinem Besitz, da sie im spanisch-marokkanischen Vertrag über die Unabhängigkeit Marokkos von 1956 nicht erwähnt wird. Spanien warf Marokko daraufhin den Bruch einer stillschweigenden Vereinbarung aus den 1960er Jahren vor, mit der geregelt worden sei, dass die Insel von keinem der beiden Staaten besetzt werden dürfe.
Marokko forderte seit 1975 die Übergabe der spanischen Exklaven Ceuta und Melilla. Dabei wurde um Fischereirechte gestritten sowie um illegale Einwanderer aus Marokko. Spanien entsandte zur Bekräftigung seiner Besitzansprüche Lenkwaffenfregatten nach Ceuta, die dort am 15. Juli 2002 eintrafen. Drei Tage später stürmten Elitesoldaten, unterstützt von sechs Hubschraubern, zwei U-Booten und mehreren Kriegsschiffen, die Insel und vertrieben die zwölf marokkanischen Soldaten. Da es Spanien jedoch nicht gelang, seine Ansprüche mit Dokumenten zu untermauern, denn die Insel wurde in keinem Vertrag erwähnt, mussten seine Soldaten die Insel wieder räumen. Anlässlich des Besuchs des spanischen Königs in den afrikanischen Exklaven kam es noch 2007 zu diplomatischen Spannungen zwischen Rabat und Madrid, in deren Verlauf Marokko seinen Botschafter abzog.

### Widerstand gegen die Monarchie, Demokratisierungsversuche
Am 29. Oktober 1965 wurde der linke Oppositionspolitiker Mehdi Ben Barka in seinem Pariser Exil unter Mitwirkung französischer Polizisten entführt und am selben Tag ermordet. Republikanische Putschversuche gegen die Herrschaft Hassans scheiterten 1971 und 1972. Im Juni 1981 kam es zu Ausschreitungen, nachdem die Wirtschaft unter den Lasten des Saharakriegs und mehrerer schlechter Ernten zu leiden begonnen hatte. Seit den 1990er Jahren verstärkte sich zudem der Druck der Islamisten auf das Regime, ähnlich wie in Algerien.
Mit der angekündigten schrittweisen Demokratisierung wurden Parlamentswahlen für November 1997 beschlossen, die die linke Opposition unter Abderrahmane Youssoufi erstmals gewann. Er wurde im März 1998 Premierminister. Dennoch blieb Hassan das Recht vorbehalten die Regierung abzusetzen, das Parlament aufzulösen oder Gesetze nicht zu akzeptieren. Auch konnte er bei Bedarf mit Notverordnungen regieren. Darüber hinaus war er auch das geistliche Oberhaupt. Ab 1994 verfolgte er, ähnlich wie Algerien, eine Politik der Amnestie, um politische Gegner zu versöhnen.

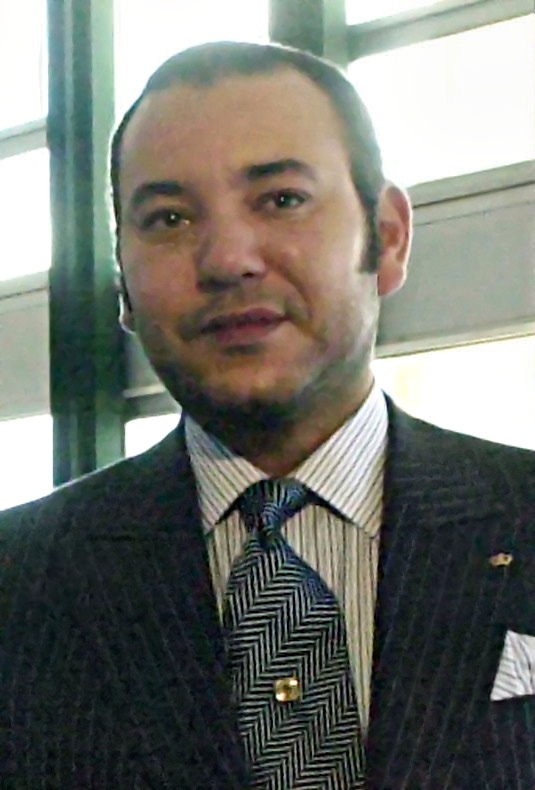
Mohammed VI.

Nach dem Tod Hassans im Juli 1999 trat sein Sohn Mohammed VI. seine Nachfolge an. Er leitete Reformen ein, die aber die starke Stellung des Königs in der Politik nicht berührten. Hingegen rückten die Rechte der Frauen in den Mittelpunkt und zwar sowohl im Ehe-, als auch im Erb- und Scheidungsrecht. Am 16. Mai 2003 kam es durch Angehörige islamistischer Gruppen zu Selbstmordattentaten auf jüdische Einrichtungen (die alliance israélite und der jüdische Friedhof) und Orte „westlichen“ Lebensstils, ebenso im März und April 2007.
Ab 2002 regierte eine Mitte-rechts-Koalition, die das System der Monarchie im Gegensatz zur Opposition unterstützte und eine Verfassungsreform ablehnte. Wirtschaftspolitisch verfolgte sie einen Privatisierungskurs sowie eine Deregulierung des Bildungs- und Gesundheitswesens.
Das 1967 von Abdelkrim el Khatib, einem Arzt König Hassans II. gegründete Mouvement Populaire Démocratique et Constitutionnel wurde 2002 mit 42 von 325 Sitzen drittstärkste Partei. Bei der vorgezogenen Parlamentswahl in Marokko 2011 errang die islamistische Gruppe als stärkste Partei 107 von 395 Sitzen. Der seit 2008 als Generalsekretär amtierende Abdelilah Benkirane wurde Premierminister und löste damit den seit 2007 regierenden Abbas al-Fassi ab. Er koalierte mit der Istiqlal und der Sozialistischen Union der Volkskräfte, die sich 1959 von der Istiqlal abgespalten hatte. Hinzu kamen zwei weitere sozialistische Parteien, wie die Partei des Fortschritts und des Sozialismus, die ehemalige Kommunistische Partei Marokkos, die seit 1997 allen Regierungen angehörte.
Benkiranes Partei für Gerechtigkeit und Entwicklung vertritt gemäßigt islamistische Positionen. Am 12. Mai 2013 kündigte die Istiqlal den Rückzug aus der Regierungskoalition an, am 9. Juli traten fünf ihrer sechs Minister zurück. Neuer Koalitionspartner wurde die 1978 gegründete und von einem Schwager König Hassans geführte Nationale Sammlung der Unabhängigen, die 52 Sitze errungen hatte.